# Église Saint-Pierre de Senlis
Pour les articles homonymes, voir Église Saint-Pierre.
L'église Saint-Pierre est une ancienne église catholique située à Senlis (Oise), en France. Elle a été désacralisée à la Révolution et connut différentes affectations, notamment celle de marché couvert. Salle polyvalente municipale depuis 1979, elle a été fermée au public en 2009 en raison de son mauvais état, puis rouverte en mai 2017 après huit années de travaux.

## Localisation

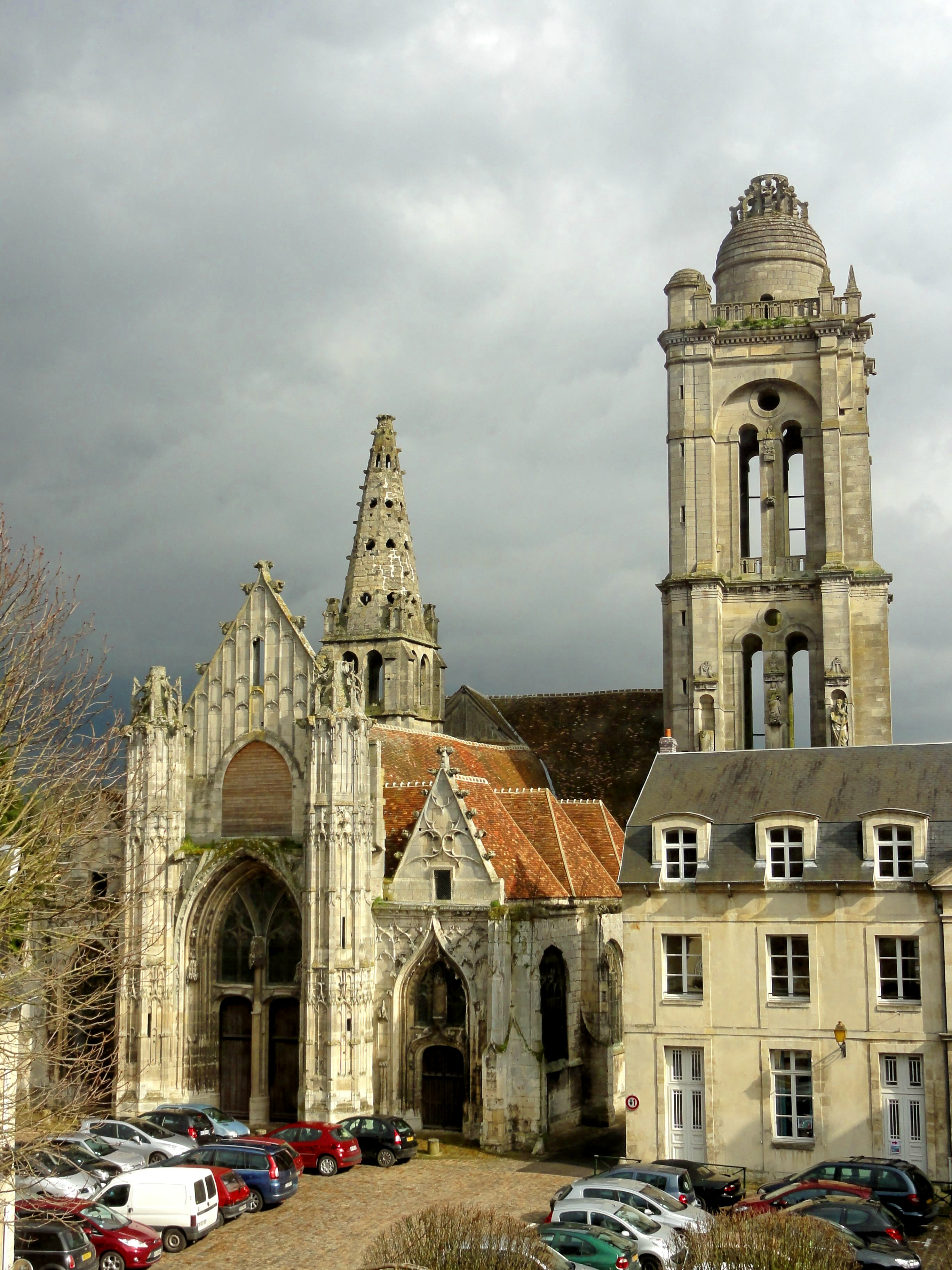
Vue depuis le palais épiscopal, à l'ouest.

L'ancienne église est située en région Hauts-de-France, dans le sud du département de l'Oise, dans la ville de Senlis, à la limite nord-est du centre-ville médiéval. La façade occidentale donne sur la place Saint-Pierre, qui est un site inscrit par arrêté du 17 décembre 1948. Cette place correspond à une partie de l'ancien cimetière Saint-Pierre, et regarde, côté ouest, sur le jardin de l'ancien évêché. Celui-ci abrite le musée d'art et d'archéologie de Senlis. Le bâtiment dont l'une des ailes est établie presque sur la même ligne que la façade, et dont l'autre aile, en retour d'équerre, ferme la place au sud, est l'ancien séminaire du diocèse de Senlis. Il fut construit au XVIIe siècle à l'emplacement du presbytère Saint-Pierre. Ce bâtiment est inscrit monument historique et accueille aujourd'hui la bibliothèque municipale. Un étroit passage relie la place Saint-Pierre à l'avenue du général Leclerc, qui arrive depuis le sud (carrefour avec la rue Bellon), longe l'autre côté de la bibliothèque, puis dévie vers l'est au niveau du clocher de l'église, passe le long du croisillon sud et du chœur, et s'éloigne vers le nord-est. L'espace compris entre le bas-côté sud l'église et la rue sert de parking. L'espace compris entre le chevet et la rue est aménagé en espace vert. Une ruelle permet de regagner la place Saint-Pierre en longeant l'élévation nord de l'église. Elle offre une vue sur le clocher nord du dernier quart du XIe siècle. Sa limite nord correspond à l'enceinte de Philippe-Auguste.

## Historique

### L'histoire de la paroisse

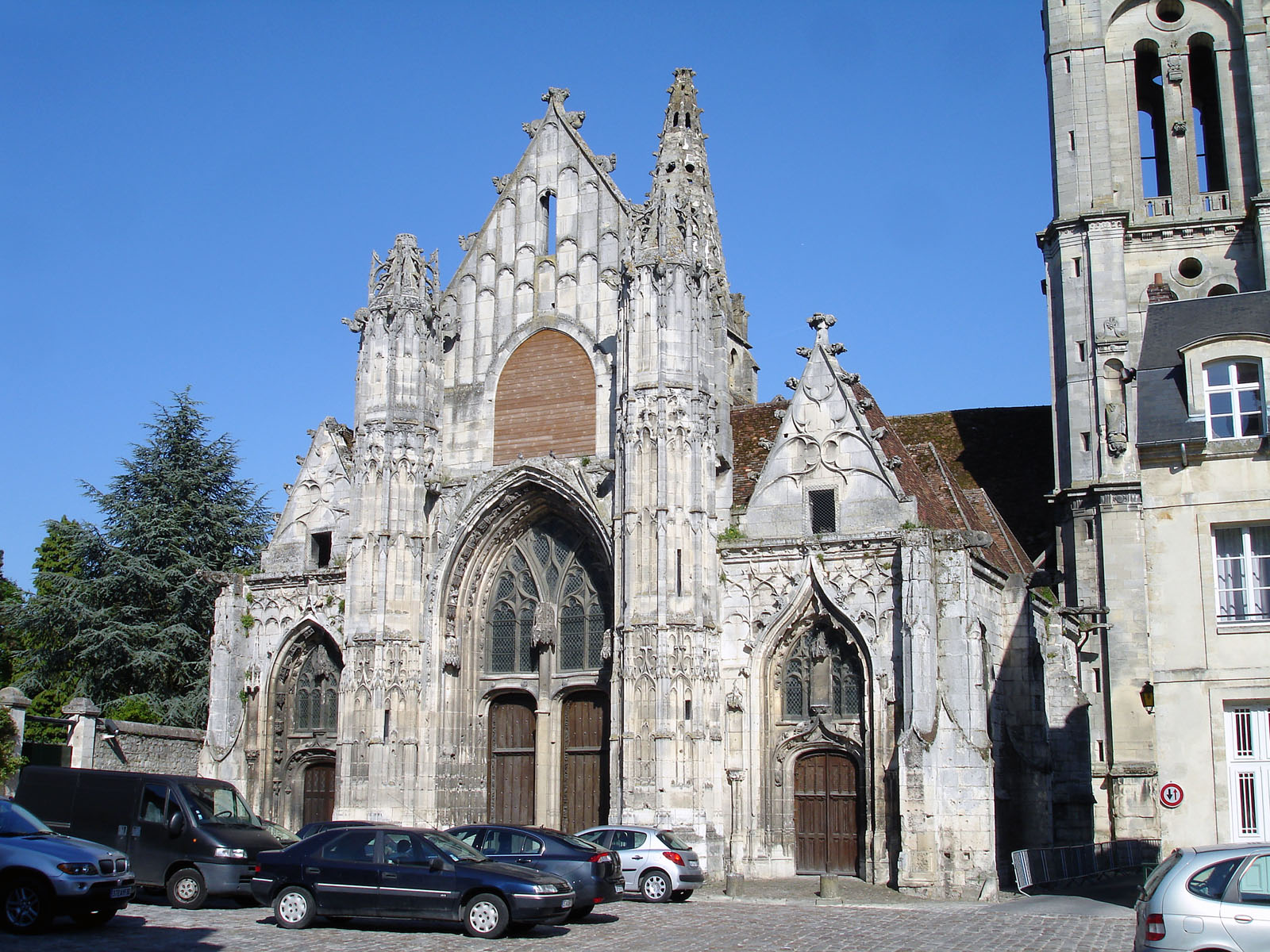
La façade occidentale avant la restauration des années 2010.

La paroisse Saint-Pierre est vraisemblablement la deuxième ou troisième paroisse de Senlis fondée en dehors de l'enceinte gallo-romaine, au même titre que Saint-Aignan, et après Saint-Pierre-et-Saint-Paul, devenue Saint-Rieul après la mort du premier évêque de Senlis, et dite aussi Saint-Pierre-et-Saint-Rieul avant la fondation de la paroisse Saint-Pierre. Celle-ci semble constituer un démembrement de Saint-Rieul. Il faut donc se tenir aux découvertes archéologiques. En 1977/78, l'église Saint-Pierre a fait l'objet d'une fouille assez exhaustive sur le secteur occupé par l'église primitive (voir le chapitre ci-dessous), mais si l'on connaît maintenant son plan, les archéologues n'ont pas non plus pu déterminer la date approximative d'une première occupation par un lieu de culte chrétien, et retiennent d'une manière assez aléatoire l'année 1029. La paroisse Saint-Pierre est importante, peut-être la plus importante de Senlis en nombre d'habitants, sachant que la paroisse de la cathédrale Notre-Dame se limite au périmètre de la cité épiscopale et du quartier canonial. En 1232, la chapelle Saint-Étienne, dans le faubourg du même nom, à l'est de la ville, est érigée en paroisse pour décharger Saint-Pierre. Mais cette paroisse se limite à la rue de la Bretonnerie (en partie) et le hameau de Villemétrie.
Ce qu'il reste comme témoignages de la vie paroissiale à partir du XIVe siècle ne sont que quelques feuillets des livres de comptes et recettes, qui fournissent des indices intéressants sur les usages et traditions de l'époque. L'abbé Eugène Müller en cite des extraits : « 1342. De la maison des béguines pour le terme de Pâques une quarte [deux pintes] d'huille. — Jehan de Faingne a porté le bâton de Saint-Pierre. — 1343. Pour la procession générale qui amène à Saint-Pierre le jour du patron les trois cueurs [ chapitres de Notre-Dame, de Saint-Rieul et de Saint-Frambourg ] de Senlis, les Cordeliers et les Bonshommes, 3 sols parisis. — 1362. Marguerite de Bourbon, dame de Senlis, d'Haronville, femme de Hutin de Verniolles, chevalier, chambellan du roi, reçoit la sépulture à Saint-Pierre. ». Aux fêtes solennelles de la Trinité, du Saint-Sacrement, de Saint-Pierre, de Saint-Rieul, de Saint-Jean, etc., les églises de Senlis sont jonchées d'herbe verte et parées de « troussiaux de Mai ». C'est le rituel de la jonchée, dite aussi de la feuillée ou de la ramée. Le jeudi saint, deux mille oublies et six douzaines d'échaudés sont achetés pour vingt sols parisis afin d'être distribués aux gens. Ces pâtisseries symbolisent une alimentation supérieure et seront remplacées ultérieurement par le pain bénit. Une notice de 1432 permet de savoir que les oublies sont jetées par les trous d'en haut de l'église le jour de la Pentecôte avec du feu et de l'eau, afin de représenter la descente du Saint-Esprit. Les registres criminels du Châtelet mentionnent vers 1390 le mariage à Saint-Pierre d'un Florent de Saint-Leu, né à Bailleval, criminel et imposteur, avec une fille de joie. En 1395, un reliquaire de saint Fiacre est commandé à l'orfèvre Jean Roussel pour un prix de quatre sous. « 1461. De Robert Dizeur [ou Dizieult], garde des reliques d'icelle église 28 solz parisis. Reçu de chiens flatrés pour avoir baillé [prêté] la clef de Saint-Pierre a plusieurs personnes, tant de Courteuil comme de Barbery et aillieurs, 3 solz » (de même en 1462). Les autres faits relatés par les documents d'archives du XVe siècle portent essentiellement sur les travaux de réparation et de gros entretien, et il en va de même des premières décennies du XVIe siècle. Dans le contexte du présent chapitre, on peut seulement retenir que le presbytère est rebâti en 1479, et que la grange dîmière de Notre-Dame est louée en 1521 pour agrandir le cimetière.
Les noms des curés sont connus à partir de 1237, mais probablement avec des lacunes, et souvent sans les prénoms. Sans autres renseignements sur leur personne (dates de naissance, origines, formation, parcours…), ces données sont toutefois d'un intérêt restreint. En 1539, l'état civil est instauré par une ordonnance de François Ier. Dans un premier temps, seulement les baptêmes sont concernés. À Senlis, leur enregistrement débute le 30 mai 1543. Les mariages et enterrements ne suivent qu'en 1567. Mais en dehors des noms, prénoms et dates de naissance (y compris pour les parents pour les baptêmes, et les parrains ou témoins pour les baptêmes et mariages), les actes d'état civil ne fournissent guère de renseignements sur les paroissiens. Les professions des pères ne sont que rarement mentionnées, moins souvent encore que ceux des parrains. Les exceptions annoncent presque toujours un rang social élevé. On peut cependant recueillir quelques prénoms devenus totalement obsolètes, tels qu'Aminadab, Anecle, Architiclin, Dismerc, Freymin, Médor, Pharon, Prothiste, Vésible (puis Oysible), Vespasien, Vigor et Zérème, pour les garçons, et Alizon, Damarys, Meurette, Préjecte et Spire, pour les filles. Si les enfants sont nés il y a plus de vingt-quatre heures, leur âge est mentionné. Parfois, il arrive que des personnes sont baptisées tardivement. Il s'agit alors de huguenots qui se convertissent au catholicisme, ce qui requiert un nouveau baptême. Le 6 avril 1589, à cinq heures du soir, environ six cents personnes, vêtues de blanc et les pieds nus, participent à une procession au départ de l'église Saint-Pierre, afin d'implorer la miséricorde de Dieu en vue de l'extirpation de l’« hérésie ». Des processions « générales », avec jeûne et cessation de travail, sont également organisées pour demander à Dieu de débarrasser Senlis de la peste. Entre le début des registres des baptêmes et le 28 décembre 1599, 4 773 enfants sont baptisés en l'église Saint-Pierre. En tenant compte des mois pour lesquels les registres se sont perdus, le nombre de naissances annuelles se chiffrerait à 88 sur la paroisse. Grâce au comptage des hosties distribuées à Pâques au début du siècle suivant, on peut estimer le nombre d'habitants de la paroisse à 1 750 (sachant que la communion à Pâques est obligatoire, et en tenant compte des enfants qui n'ont pas encore fait leur première communion, et des paroissiens qui communient dans l'une des églises des nombreuses congrégations religieuses).

Les limites de la paroisse Saint-Pierre depuis 1706 et jusqu'en 1706.

Sur les vingt-deux ans pour lesquels l'on dispose des transcriptions des registres de décès (1567-1589), 13 % des habitants se sont fait inhumer dans l'église. 54,4 % ont fait le legs commun de cinq sous pour couvrir les frais de cérémonie ; 16 % ont légué davantage sans créer d'obits. 8,4 % ont fondé des obits. Seulement trois paroissiens ont effectué des dons en nature à leur mort. Les données sur la mortalité lors des épidémies de peste sont incomplètes, car les pestiférés jetés dans les fosses communes ne sont pas toujours comptabilisés. Cela concerne notamment la grande épidémie en 1580. Lors de la récidive en 1585, il semble y avoir onze morts imputables à la peste sur les vingt-deux morts au total. Une épidémie de nature inconnue sévit en 1590. « En octobre 1590, dit Jean Vaultier, s'engendra à Senlis une grande mortalité telle qu'en trois semaines y décédèrent trois médecins, l'un nommé M. Le Roux, médecin de la reine, Fabri de Chantilly et un autre, précepteur des enfants de M. de Haucourt, seigneur de Rieux, réfugiés, et trois apothicaires de la ville, l'un nommé Simon Petit, Jacques Cotart et l'autre François Vizet et autres voisins et réfugiés même était la maladie si cruelle et inconnue, qu'une jeune femme, fille de Jean Regnault, tisserand, pensant qu'elle fut décédée, elle fut ensevelie, mise dans la bière, et, comme morte, portée en l'église Saint-Pierre, son service fait, et la voulant mettre dans la fosse, elle se remua et fut rapportée dans icelle en sa maison. Faits semblables en 1580 à la fosse de l'hôtel des pestiférés, proche l'église Saint-Martin ». — En 1706, la paroisse Saint-Hilaire, la plus petite parmi les six paroisses intra-muros, est supprimée, et son secteur rattaché à la paroisse Saint-Pierre. Pour les quatre-vingt-cinq dernières années de son existence, celle-ci comporte ainsi les rues suivantes : rue Bellon, des Bordeaux, de la Chauffrette (en partie), de l'Étape au Vin, des Halles (en partie), de Meaux, de la Poterne, Rougemaille, Sainctissime à l'Argent ou des Capucins, Saint-Hilaire, Saint-Pierre, Sainte-Geneviève (en partie) et des Vignes.

### Les campagnes de construction de l'église

#### Le Moyen Âge

Plan de l'église actuelle avec les fondations de l'église pré-romane.

Les origines de l'église Saint-Pierre remontent au Moyen Âge central. Elles sont postérieures à l'époque mérovingienne, puisque l'emprise de l'église était occupée par un cimetière mérovingien découvert lors de fouilles archéologiques. Selon les historiens du XIXe siècle, l'église Saint-Pierre aurait été bâtie en 1029 sous l'impulsion du roi Robert II le Pieux, mais tous les actes en rapport avec une fondation en cette année se rapportent en réalité à la reconstruction de l'église Saint-Rieul voisine, dévastée par un incendie auparavant. Du vivant de Saint-Rieul, premier évêque de Senlis, cette église était en effet placée sous les vocables des saints Pierre et Paul, et fut parfois appelée monastère de Saint-Pierre et de Saint-Rieul. Ensuite le vocable de Saint-Pierre a dû être transféré sur l'église dont il est question ici,. Des fouilles très complètes à l'intérieur de l'édifice en 1977-78 ont permis de savoir davantage sur cette église préromane du milieu du XIe siècle, dont les substructions ont été mises au jour. Elles correspondent à une église de plan basilical de 23,5 m de longueur sur 12 m à 12,5 m de largeur, qui occupait exactement l'emplacement de la nef et du bas-côté nord actuels. Le chevet était plat, et se situait au niveau de l'arc-doubleau ouvrant sur la croisée du transept de l'église actuelle. Le clocher était déjà celui toujours en place au-dessus de la dernière travée du bas-côté nord. L'espace au sud du clocher, aujourd'hui rattaché à la nef, était donc le sanctuaire primitif. Il était délimité de la nef par un arc diaphragme, identifié au sol par les pilastres sur lesquels il retombait. Un deuxième arc diaphragme semblait exister en avant, à l'ouest, pour définir une sorte d'avant-chœur, comme à Montchâlons (Aisne). Le reste de l'église ne comportait pas de pilastres, et donc pas d'autres arcades. On a constaté aussi que le clocher fut bâti, à la fin du XIe siècle, avec un décalage de 5° par rapport à l'annexe liturgique qui se trouvait primitivement à son emplacement. L'annexe liturgique ou chapelle, reconnaissable par un plan carré au sol, avait son pendant au sud, et ses fondations avaient été renforcés postérieurement à la construction. Aucun indice ne permet de savoir s'il s'agissait de préparer la construction d'un second clocher, comme jadis à Rhuis, et toujours à Morienval ou Saint-Aignan de Senlis, où le second clocher est réduit à l'état de vestige,.

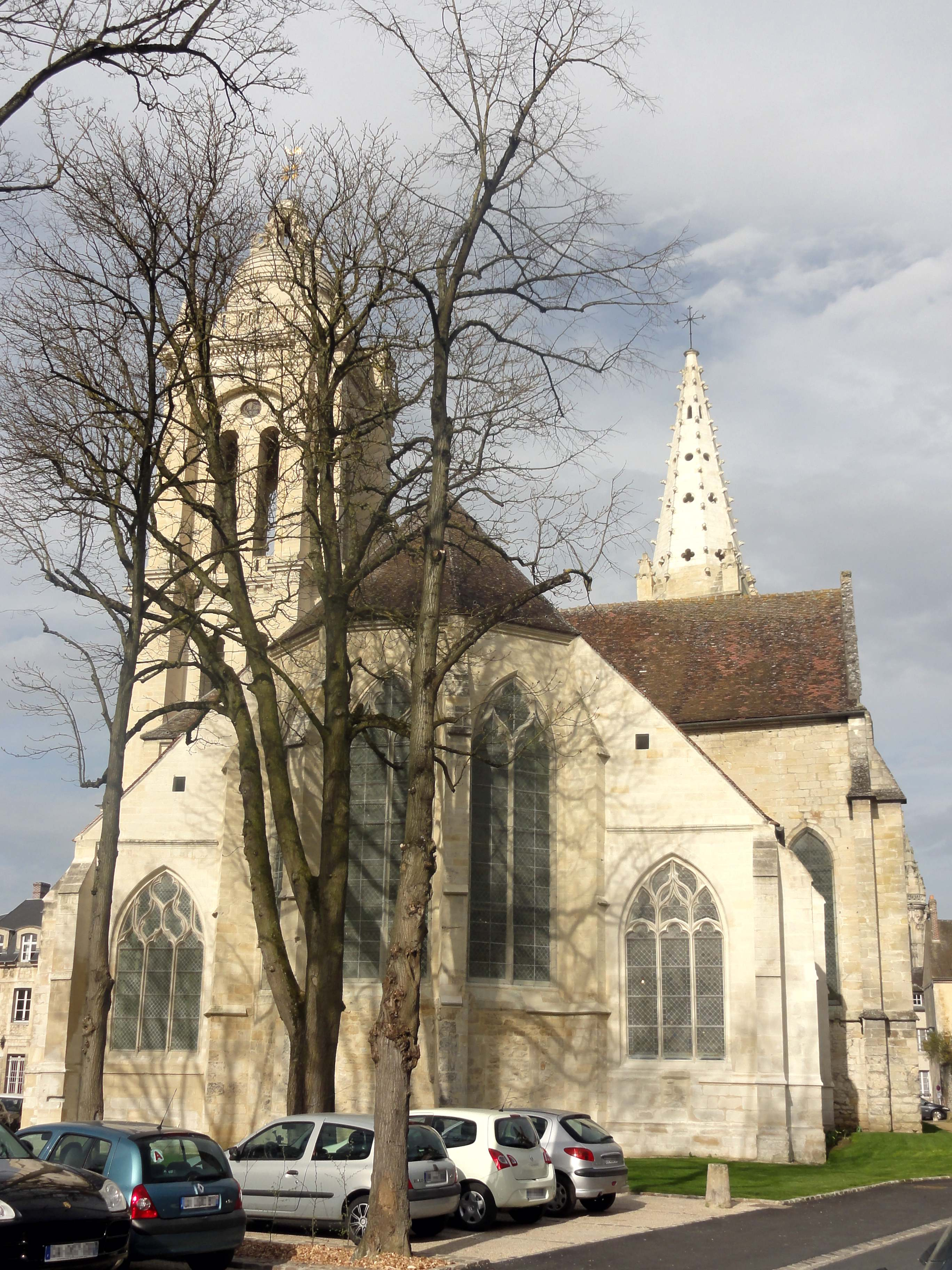
Vue depuis le nord-est, avec l'abside des années 1240.

La nef préromane, ses deux bas-côtés et le clocher au-dessus de la dernière travée du bas-côté nord sont conservés lorsque l'on édifie un spacieux transept, un chœur de deux travées au chevet à pans coupés, et deux chapelles carrées dans les angles entre le transept et le chœur, entre 1240 et 1250. Les sources sont muettes quant à cette importante campagne de travaux, mais le transept et le chœur sont toujours debout, et peuvent se livrer à l'étude stylistique. Les dimensions des chapelles ont été révélées par des fouilles archéologiques.
Les sources écrites les plus anciennes actuellement connues se rapportant à l'édifice en tant que tel ne remontent pas avant le début du XVe siècle. Pour l'année 1402, les comptes de la fabrique rapportent des « mises faites par lesdits marguilliers et payés depuis Pâques l'an 1402 jusqu'à Paques flouries ensuivants pour ouvrages faits en laditte église tant pour merrien [matériaux de bois, planches, etc.], charpenterie, couverture, maçonnerie, plasterie, comme pour plusieurs autres choses à ce appartenant, 86 l, 17 s, 8 d ». Il devrait s'agir de réparations ou de restaurations n'affectant pas la structure, ou concernant les parties disparues depuis. En 1431, alors que la guerre de Cent Ans fait toujours rage dans le pays, il y a question d'un « ouvrage neuf encommencé à faire au clocher vieux parce que la laditte église ne s'est pu achever en dedans ». Les travaux sont dirigés par Robert Cave, maître-maçon du roi. Le document d'origine s'est perdu. Il a été transcrit par le chanoine Charles-François Afforty (1706-1786). Jusqu'à la fin du XXe siècle, il a été généralement admis que le texte doit faire allusion à l'ensemble des travaux menés sur le clocher du XIe siècle, c'est-à-dire, la suppression de sa base ancienne moyennant une reprise en sous-œuvre audacieuse, l'exhaussement par la construction d'un deuxième étage de beffroi, et l'édification de la flèche de Pierre. Si des travaux ont bien sûr eu lieu, de telles conclusions étaient hasardeuses. Julie Aycard a démontré par l'analyse stylistique que la flèche ressemble beaucoup à celle de l'ancienne collégiale Saint-Thomas de Crépy-en-Valois, dont les travaux débutèrent en 1475. La flèche du clocher nord de Saint-Pierre devrait donc lui aussi dater des années 1470 plutôt. Le nouvel étage de beffroi peut bien être le résultat de la campagne menée sous Robert Cave. Dominique Vermand veut aussi y rattacher la moitié de la nef ; Julie Aycard formule les réserves qui sont de mise à cet égard. Elle a, en effet, rappelé à la mémoire un autre texte transcrit par Afforty, qui mentionne qu'en 1463, le charpentier Le Riche fut payé « pour avoir fait un beffroi neuf » dans le clocher, et que la femme de Jehan Charron offrit de l'argent pour la refonte de la petite cloche. Toujours en 1463, Jehan Hazart, maçon, « fit les deux pilliers [sic] du fondement du clocher du côté de l'église ». Pour Julie Aycard, il doit s'agir des piliers ouest du clocher (bien que le terme église peut être synonyme de vaisseau central, ce qui reviendrait aux piliers sud). Elle préfère en tout cas considérer l'année 1463 comme date de début des importants travaux dans le style gothique flamboyant qui modifièrent et agrandirent l'église Saint-Pierre jusqu'aux alentours de 1530,. En 1477 déjà, Saint-Pierre dispose d'un orgue tenu par frère Michel, un religieux des Bons-hommes.
En l'absence de toute analyse stylistique approfondie chez Dominique Vermand en ce qui concerne les parties flamboyantes outre la façade, et en tenant compte du contexte historique et de la datation des autres chantiers flamboyants dans la région, rarement antérieurs à la fin du XVe siècle, il semble préférable de se joindre à l'avis de Julie Aycard. Sur la base d'une analyse stylistique sommaire, il est en outre facile à déterminer que la première campagne ne porte que sur les chapiteaux flamboyants des colonnettes du XIIIe siècle à l'est de l'actuelle base du clocher nord ; sur la troisième et la quatrième travée du bas-côté sud ; et certainement sur des éléments moins caractérisés de la base du clocher, dont le pilier prismatique dans l'angle nord-est de la base du clocher ; ou bien des éléments de la base du clocher repris une nouvelle fois depuis. En effet, les supports des hautes-voûtes devant le deuxième et le troisième pilier isolé au sud de la nef, identifiés à juste titre par Dominique Vermand comme témoignages de la première campagne de construction à la période flamboyante, n'ont pas leur homologue en face au nord, devant le troisième pilier isolé depuis l'ouest (voir les chapitres Nef et Bas-côtés). Ce pilier est du type identifié par le même auteur comme résultat de la deuxième campagne, dont il sera question plus loin. En attendant donc la poursuite du chantier de la nouvelle nef, les fidèles, représentés par le conseil de fabrique, ont dû trouver une manière d'assurer la continuité du culte, aspect toujours très important lors des campagnes de reconstruction des églises. On peut imaginer que le mur gouttereau nord de l'ancienne nef fut conservé en face des deux nouvelles travées, et que l'espace ainsi délimité fut recouverte d'une charpente provisoire.

#### LeXVIesiècle

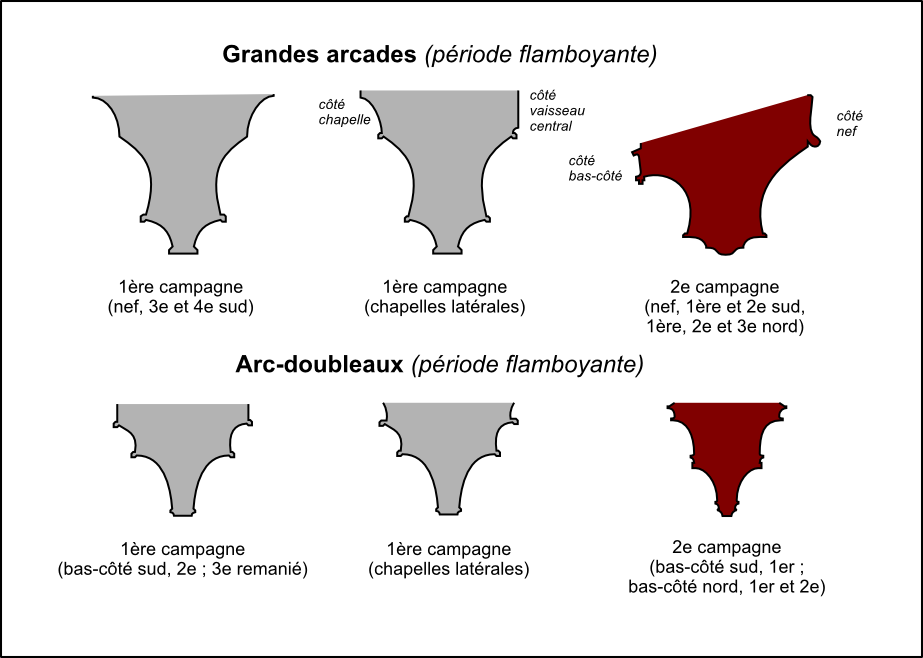
Profils des arcades et doubleaux flamboyants.

Profils des supports des hautes-voûtes de la nef (non réalisées) et coupes des piliers libres, hors base du clocher nord.

Profils des ogives flamboyantes et des nervures du XIIIe siècle.

Profils des pourtours des baies flamboyantes et formes récurrentes des remplages flamboyants.

Il faudrait maintenant, en suivant Dominique Vermand, passer à la deuxième campagne de construction de la nef et des bas-côtés, qui fut entamée vers 1510 (voir ci-dessous). Mais pour respecter l'enchaînement chronologique des travaux tel que l'édifice les révèle, il convient d'évoquer d'abord le remaniement du chœur, la démolition des chapelles carrées et la construction de deux nouvelles chapelles latérales de deux travées. La modénature et les remplages des fenêtres de l'abside et des fenêtres méridionales surtout sont congruents avec les résultats de la première campagne de construction du bas-côté sud. Pourquoi donc définir une troisième campagne de construction aux alentours de 1525-1530 pour ces travaux ? Eugène Müller cite dans Afforty : « 1530. De Révérend Père en Dieu Monsieur de Senlis, 50 livres qu'il a prêté pour parachever les chapelles commencées ». Il explique qu'il s'agit de l'évêque Guillaume Parvi, et que le prêt porte probablement sur les chapelles appliquées à droite et à gauche de l'abside du XIIIe siècle. Ceci est incontestable, mais sans aucune analyse stylistique, Dominique Vermand ramène la totalité de la campagne de reconstruction du chœur et des chapelles à cette époque. C'est la réprobation qu'il exprime vis-à-vis des remaniements flamboyants des parties orientales qui le découragent d'être attentif aux détails. Il est pourtant aisé de voir que les travaux furent dirigés par le même maître-maçon qui était responsable de la première campagne de la nef et des bas-côtés, peut-être le même Jehan Hazard déjà à l'œuvre en 1463, sinon par un proche collaborateur. Les quelques différences, dont notamment des piliers cylindriques à la place de nervures descendant jusqu'aux bases des piliers, peuvent être motivées par l'évolution stylistique, les contraintes pesant sur les délais et le changement de la maîtrise d'ouvrage : c'est la fabrique qui est responsable de la nef, mais c'est le chapitre de la cathédrale en tant que collateur de la cure qui est responsable du chœur. Par conséquent, il paraît inéluctable d’antédater les travaux de vingt-cinq ans environ. Il est également possible de préciser les travaux de parachèvement menés sous l'impulsion de l'évêque : ce sont la voûte et la fenêtre du chevet de la deuxième travée de la chapelle du nord, ainsi que les quatre culs-de-lampe Renaissance le long des murs et dans les angles (voir le chapitre Chapelles latérales).
À partir du début du XVIe siècle, peut-être parallèlement aux travaux dans le chœur et sur les chapelles latérales, peut-être seulement vers 1510, le bas-côté nord est construit à partir de la base du clocher nord, et le bas-côté sud est prolongé de deux travées. En effet, le marché sur la construction du portail occidental de la nef retrouvé par Julie Aycard, datant de 1515, est d'une grande précision, et sa découverte constitue un apport majeur à l'historiographie de la ville. Il permet, accessoirement, de savoir que la nef est déjà couverte à cette époque, et que les portails occidentaux des bas-côtés sont déjà plus ou moins terminés. Le décor du portail principal doit justement s'en inspirer selon la volonté du maître d'ouvrage. Le marché est attribué aux maîtres-maçons Jehan Ancel, Michault de Bray et Henry Chippault. Leur rôle respectif n'est pas stipulé. L'on sait que Michaualt ou Michel de Bray dirigea les travaux du croisillon sud de la cathédrale entre 1524 et 1530 environ, quand il fut relayé par Pierre Chambiges. Apparemment il est aussi le maître du portail du clocher de l'église Saint-Médard de Creil. Une clause d'exclusivité défend aux maîtres-maçons d'accepter d'autres engagements, sauf au cas de retard de paiement. Le prix global est fixé à neuf cents livres tournois. Les maîtres-maçons devaient eux-mêmes gérer le budget et engager les artisans et manouvriers dont ils auraient besoin. Ils devaient organiser l'approvisionnement en matériaux et étaient libres de récupérer les matériaux anciens (issus de la démolition de l'église pré-romane) à leur profit. Le maître d'ouvrage définit certains aspects techniques, dont le renforcement des fondations (il n'y a pas dit lesquelles), des arcs-boutants (« piliers à reboutans »), huit branches d'ogives dans les tourelles d'escalier, des gargouilles, et fixe également l'agencement général du pignon, ainsi que les éléments du décor : un oculus ou une forme dans le pignon, un « remplange à jour », etc. La silhouette de la façade monumentale, qui témoigne « d'un grand talent décoratif et d'une merveilleuse habileté de main [qui] fit oublier ce que l'intérieur du monument présentait d'irrégulier et d'incomplet », s'adapte à la nef dans sa forme inachevée.
Même après le parachèvement des chapelles, l'église n'a pas encore son aspect actuel à l'extérieur, puisque le nouveau clocher sud n'est pas encore construit. Depuis Louis Graves qui se basait sur une notice d'Afforty, il était communément admis que le chantier ne fut lancé qu'en 1588. Mais à ce sujet aussi, Julie Aycard a identifié une source jusque là inexploitée, selon laquelle le jour de la Saint-Michel de 1573, la fabrique doit encore la somme de 626 livres et deux sols tournois à « Rieult Noël, masson, entrepreneur des ouvraiges du clocher neuf » pour la cinquième et dernière toise marchandée. À ce moment, la base du clocher n'était pas encore voûtée, ce qui faisait que la prière était perturbée par le bruit des cloches, et il était urgent de recouvrir la tour d'ardoise, car les infiltrations des eaux pluviales risquaient d'altérer l'ouvrage déjà entrepris. Vraisemblablement les travaux lancés en 1588 ne portent que sur la plate-forme du sommet et sa calotte, qui fut achevée en 1592. Les frais du nouveau clocher sont très importants, et doivent être assumés par la fabrique, puisque le clocher jouxte la nef. Deux toises de maçonneries seulement coûtaient 1 500 livres, la voûte 600 livres et la couverture d'ardoise encore 1 500 livres. La fabrique se vit alors obligée d'organiser une souscription publique pour lever les fonds requis. Eugène Müller qualifie le clocher de « masse carrée, froide, prosaïque, surmontée d'une calotte qui semble écraser le transept méridional de Saint-Pierre ». La calotte est aussi qualifiée de « compotier renversé » troublant la silhouette gothique de Senlis.

### Le devenir de l'église après la Révolution française

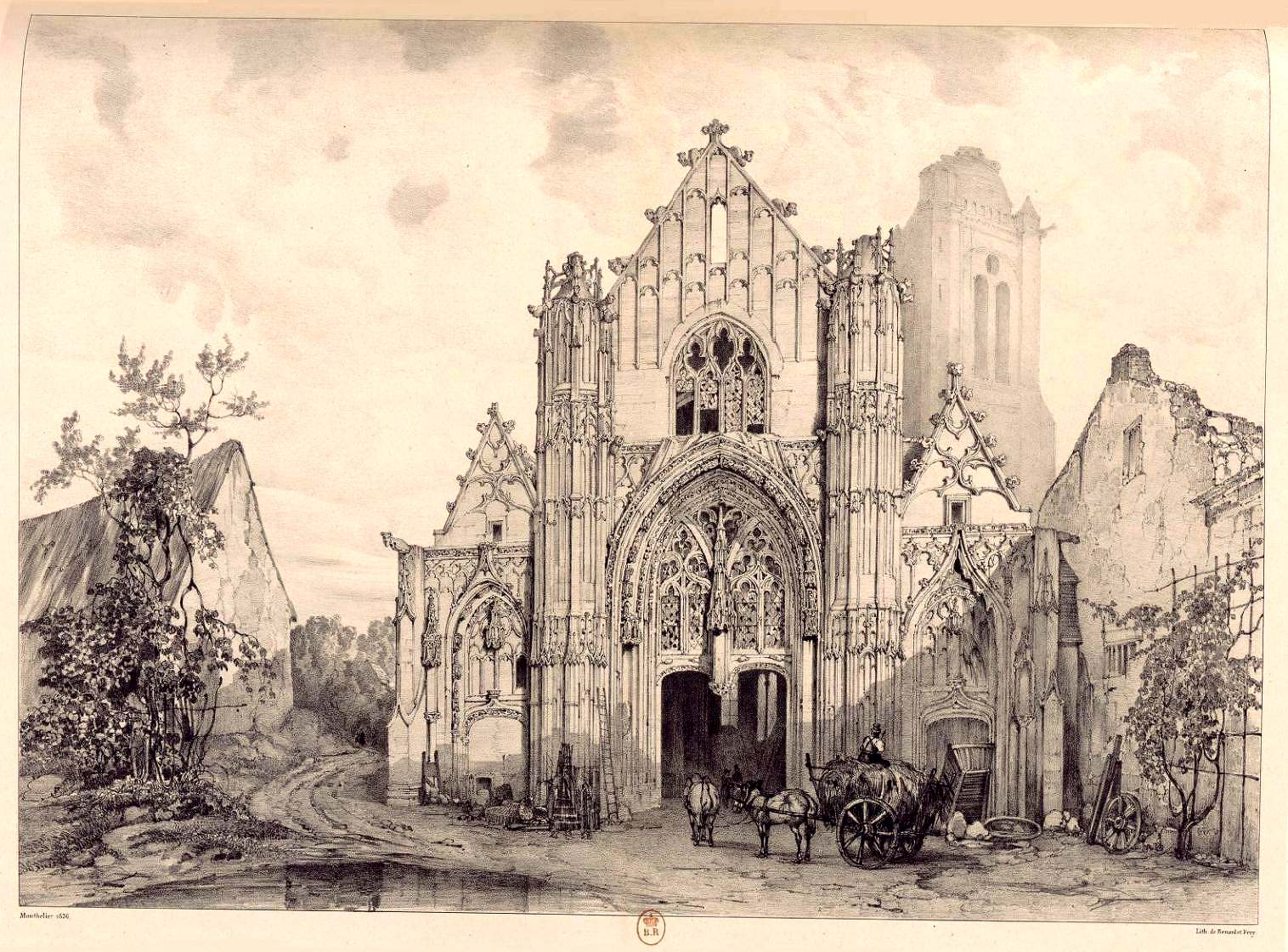
Façade occidentale, par Jules-Alexandre Monthelier, 1836.

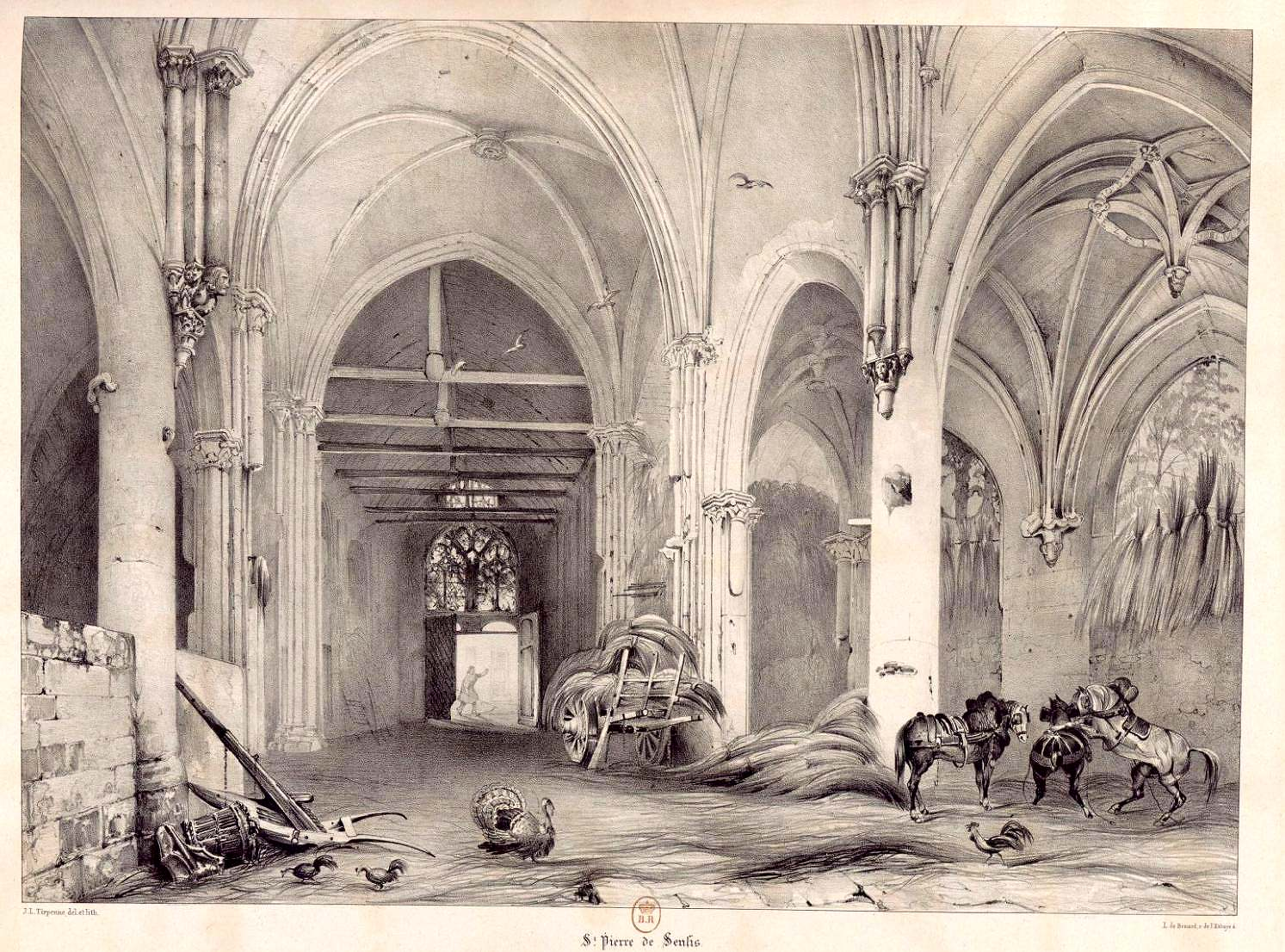
Vue intérieure vers l'ouest, par Jean-Louis Tirpenne, vers 1840-1854.

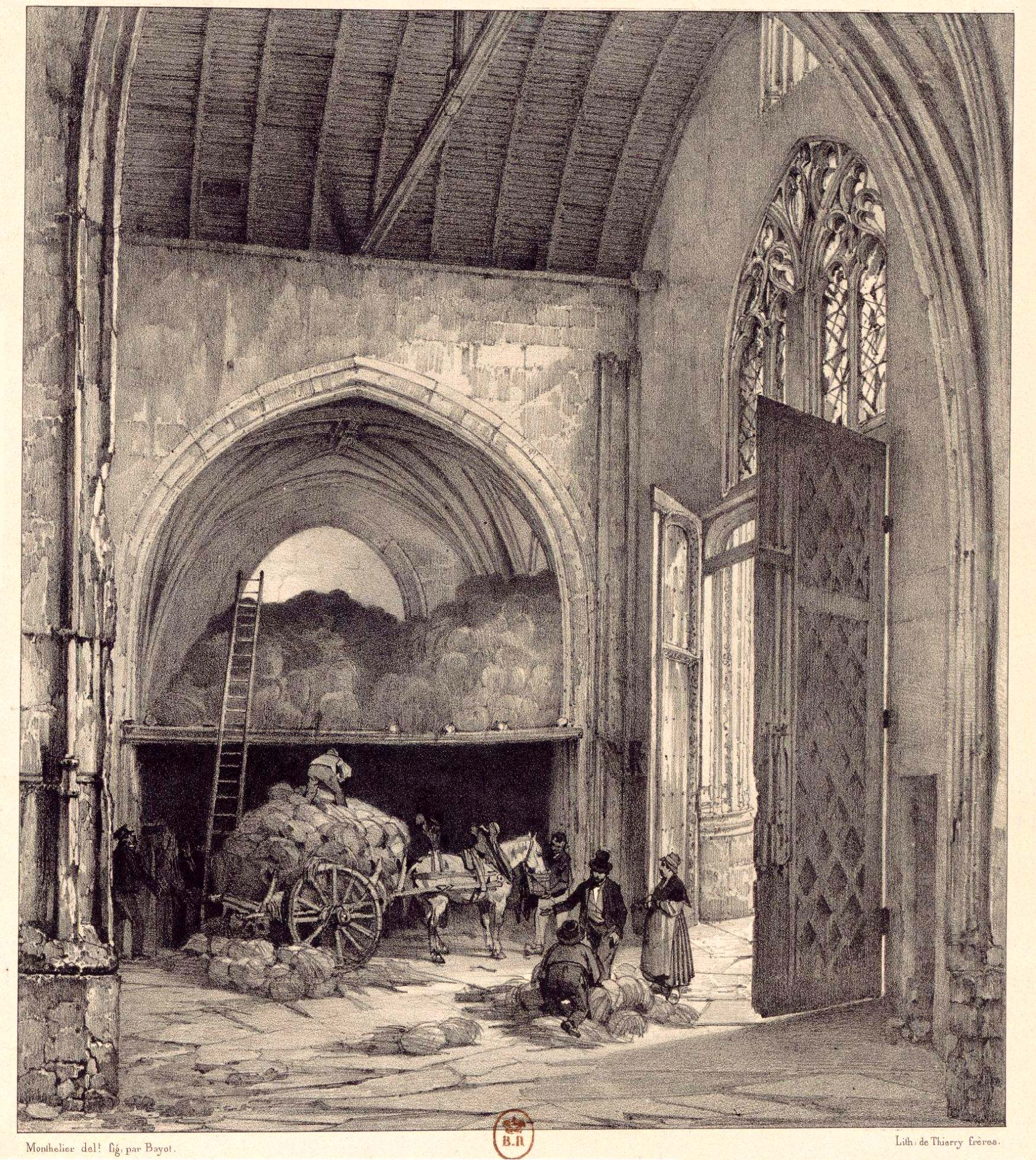
Nef, 1re travée, vue vers le nord, par Monthelier et Bayot, vers 1836-1854.

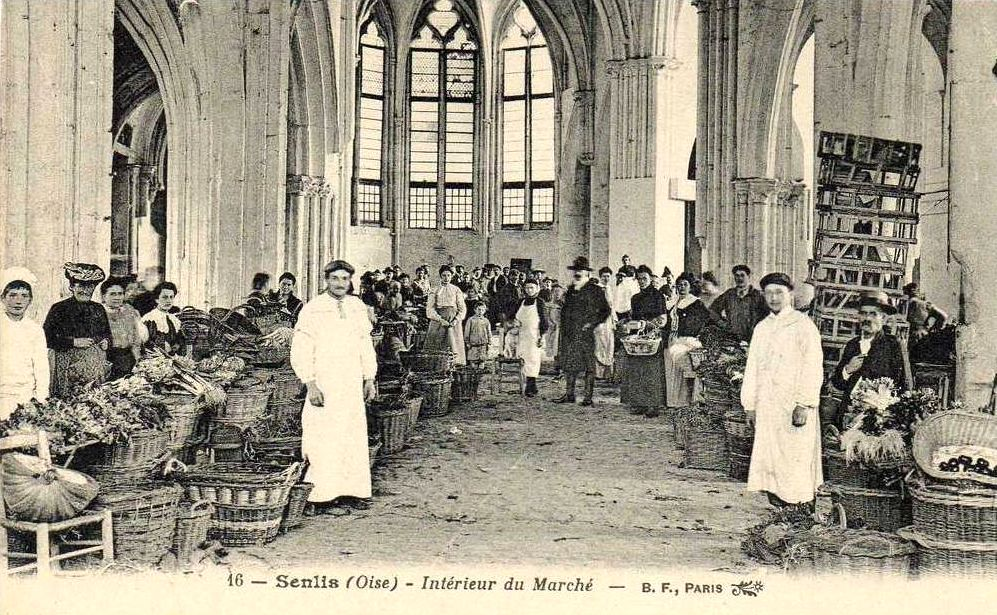
Le marché couvert dans l'ancienne église ; vue en direction du chœur.

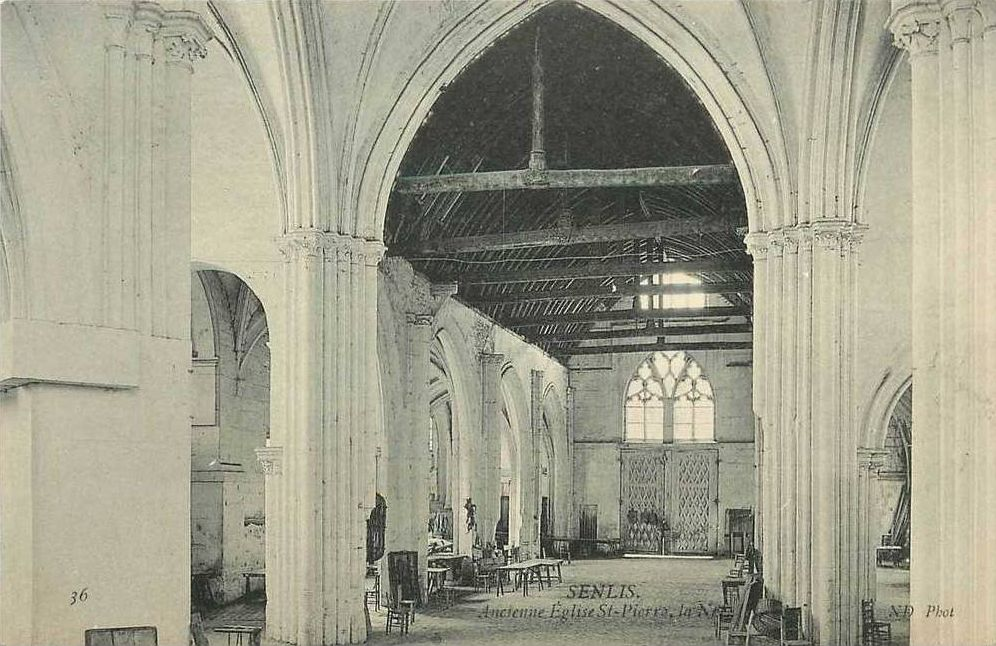
Après la fin du marché ; vue depuis le chœur en direction du portail.

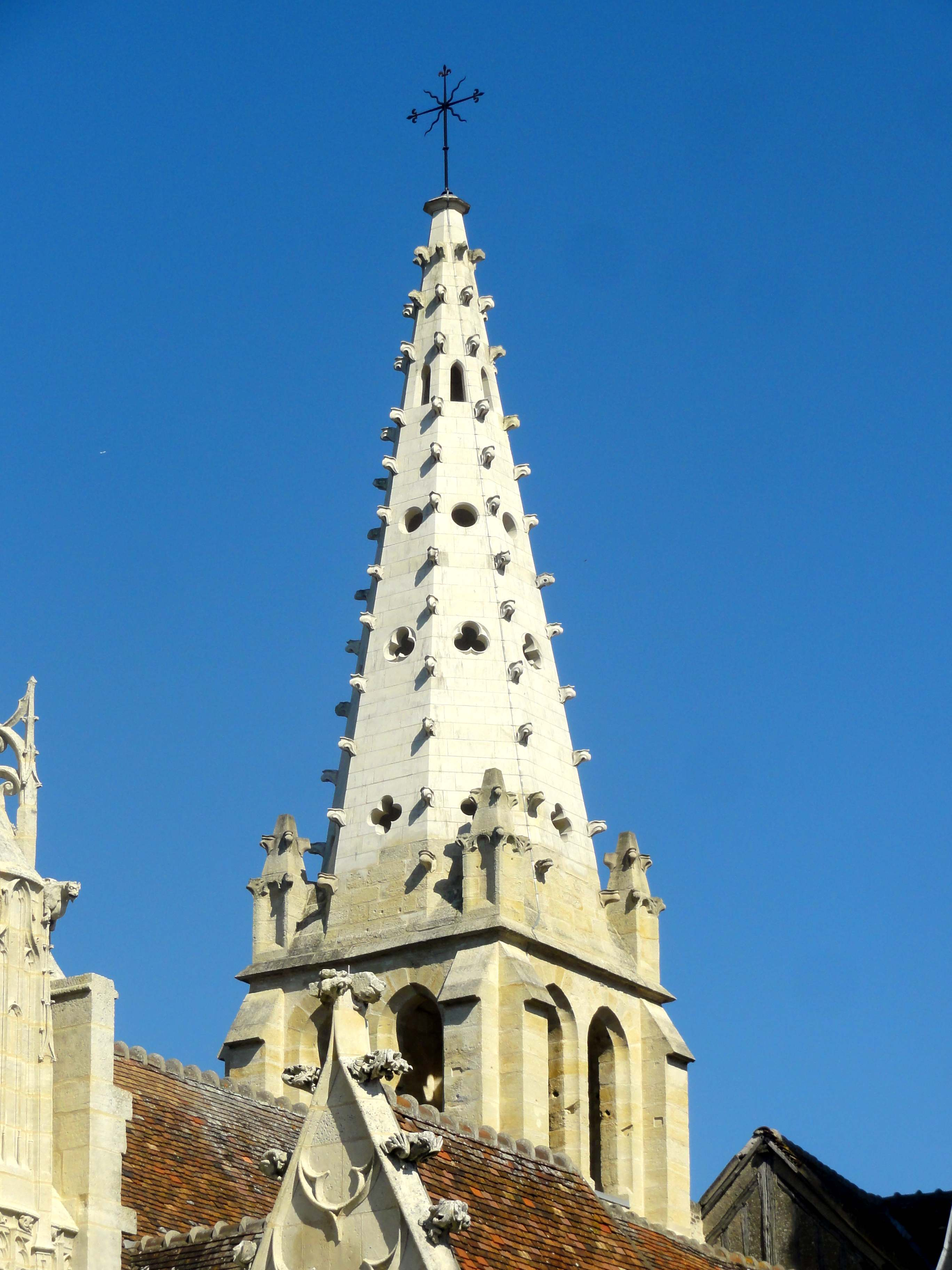
La nouvelle flèche du clocher nord du début des années 2010.

Sous la Révolution française, le nombre des paroisses des villes est réduite bien avant qu'il ne soit question de l'interdiction du culte. Ainsi, dès 1791, les sept paroisses restantes de la ville sont fusionnées en une seule, qui disposera de la cathédrale en tant que lieu de culte. Les églises Saint-Aignan, Saint-Étienne, Sainte-Geneviève, Saint-Martin, Saint-Pierre et Saint-Rieul sont fermées. Elles sont vendues comme bien national dès l'année suivante. En date du 22 septembre 1792, l'église Saint-Pierre est adjugée à François-Antoine Le Bay pour la somme de 5 200 livres. Puis, les époux Liépin-Brecx leur rachètent l'édifice pour y ouvrir une manufacture de chicorée le 14 mars 1807. L'on ignore comment se développent leurs affaires. En date du 18 novembre 1842 en tout cas, la ville de Senlis se porte acquéreur de l'église Saint-Pierre et de l'ancien séminaire à la fois pour la somme de 30 000 francs, dans le but d'y installer un escadron de cavalerie destiné à former garnison permanente. Les bas-côtés et les chapelles du chœur sont divisés en stalles, et un plafond de bois y est installé à cinq mètres du sol afin de gagner de la place pour stocker les fourrages. À partir de 1862, l'ancienne église ne sert plus que de magasin de fourrages, avant d'être rendue à la ville en 1877 à la suite de la construction d'une nouvelle caserne, rue du faubourg Saint-Martin. Eugène Müller fait allusion à des querelles homériques que se livrent certains groupes d'influence entre 1878 et 1881 quant à l'avenir du monument. Certains voudraient même y installer une manufacture pour une nouvelle fois. Le 14 juillet 1880, l'ancienne église est le théâtre d'un « festin patriotique ». Selon les témoins, « s'accomplit le plus grand événement des temps modernes, qui a été comme le jugement dernier de l'ancien régime ». En 1881, le conseil municipal tranche en faveur de la préservation de l'édifice et décide sa transformation en marché couvert.

### La sauvegarde de l'édifice et la transformation en salle polyvalente
L'édifice est classé au titre des monuments historiques par arrêté du 19 décembre 1887. S'ensuit une longue suite de restaurations. En 1910, les deux clochers sont consolidés en attendant que des travaux plus importants puissent être entrepris. Le clocher Renaissance est restauré à partir de 1930. En 1931, ses basses fondations sont consolidées, et en 1934, les cloisons autour du rez-de-chaussée sont reconstruites sous l'égide du service des Monuments historiques. En 1940, l'église Saint-Pierre subit de graves dommages collatéraux consécutivement aux bombardements subis par les quartiers voisins. La couverture est soufflée, le deuxième contrefort du sud est traversé par un obus, et l'angle sud-est de l'abside est endommagé. Malgré le contexte de la Seconde Guerre mondiale, les voûtes du bas-côté sud peuvent être reprises dans la même année. La suppression de la pile sud-est du clocher de la fin du XIe siècle lors de la reprise en sous-œuvre à la période flamboyante donne une charge supplémentaire à supporter à la pile nord-ouest de la croisée du transept, par l'intermédiaire de la dernière grande arcade au nord de la nef sur laquelle retombe maintenant l'angle sud-est du clocher. Cette pile du transept prend, pendant le début des années 1940, un ventre important et crée des phénomènes d'écrasement. L'architecte en chef des monuments historiques, Jean-Pierre Paquet, prend en 1942 l'initiative d'installer une barre de béton dans le premier étage du clocher pour soulager la pile qui risque de se casser. En 1949, le clocher du nord, qui a commencé à s'incliner dangereusement vers l'est en dépit de l'intervention en 1942/43, est repris en sous-œuvre, et en 1954, sa voûte est consolidée. Un peu plus tard, une grande partie des baies est également restaurée. Il doit s'agir notamment des baies méridionales de la chapelle latérale sud du chœur, qui sont totalement obturées et ont perdu leurs meneaux, mais conservé les sommets des lancettes et le tympan, comme on peut le voir sur une photographie de 1955. Doivent également être concernées les baies du bas-côté nord de la nef, dont le tympan est obturé. Elles ont gardé leur remplage, mais des huisseries de bois sont installées en lieu et place de verrières,,.
Après la catastrophe aérienne du 3 mars 1974 en forêt d'Ermenonville, l'église Saint-Pierre devient une chapelle ardente pour les victimes. Cet usage rend une part de sa dignité à l'édifice. Sous cette impulsion et par respect pour les victimes, la ville de Senlis ne veut plus utiliser l'ancienne église comme marché et décide de l'aménager comme salle polyvalente. Des sondages préliminaires sont effectués, d'abord par les architectes en 1975, puis par les Monuments historiques en 1976. Les travaux prévus étant importants et concernant plus particulièrement le sous-sol de l'église, il s'impose ensuite une campagne de fouilles archéologiques la plus exhaustive possible, car certains vestiges au sol risquent d'être détruits ou de devenir inaccessibles à moyen terme. Ces fouilles sont menées en 1977/78 sous la direction de Marc Durand, archéologue municipal, et impliquent jusqu'à soixante-dix personnes. Ses résultats, extrêmement riches, fournissent de nombreux renseignements sur le passé de Senlis, mais il y a aussi des structures bâties dont l'on ne parvient pas à expliquer le rôle précis, telles qu'une annexe à l'est de l'ancienne chapelle latérale sud du XIIIe siècle et une salle souterraine voûtée d'ogives sous la première travée de la chapelle latérale sud. Concernant l'église elle-même, les résultats ont déjà été exposés brièvement dans le contexte des campagnes de construction (voir ci-dessous). Les travaux de transformation peuvent ensuite être lancés et durent jusqu'en 1981. Une galerie de circulation est creusée entre les deux croisillons du transept, pour les besoins d'éventuels représentations de pièces de théâtre. L'escalier du croisillon nord donne en même temps accès à un vestiaire, des sanitaires, une salle de répétition, un magasin à chaises, la chaufferie et d'autres locaux techniques. Ces pièces souterraines se situent pour l'essentiel au nord de l'église. Des conduits pour le chauffage à air pulsé doivent également être creusés. Ensuite, le sol est égalisé au niveau du transept et du chœur du XIIIe siècle et doté d'un pavage neuf. Les travaux de restauration proprement dite demeurent en revanche modestes. Les trois fenêtres de la chapelle latérale sud et la baie en haut du pignon occidental restent bouchées, et en l'absence de méthodes suffisamment respectueuses de la substance ancienne (comme aujourd'hui l'hydrogommage), les murs de la nef et des bas-côtés sont à peine nettoyés. La façade occidental est laissée dans un état qui ne plaide guère en sa faveur.
Par défaut d'entretien courant du bâtiment, des désordres structurels se multiplient, et l'ancienne église a dû être fermée pour de nombreuses années. Ensuite, préalablement au grand chantier de restauration qui doit concerner l'ensemble des parties de l'édifice, les priorités sont la mise en sécurité de l'ancienne église et la consolidation des parties fragilisées. Des travaux de confortement des voûtes côté nord commencent en 2009. La flèche ajoutée au XVe siècle sur le clocher roman menace de s’écrouler. À partir de 2013, elle est entièrement déposée et remplacée à l’identique. Des sondages sont effectués dans le chœur afin de pouvoir évaluer sa stabilité. Les charpentes au-dessus des chapelles latérales sont reprises, et les arcs-boutants sous les combles sont mis sous tension. Les trois grandes baies de la chapelle latérale nord sont enfin débouchées et munies de vitraux. En haut du clocher Renaissance, le lanternon sommital, proche de l'effondrement, est reconstruit. Les étages intermédiaires sont équipés de vitraux. L'édifice est mis aux normes actuelles en ce qui concerne les installations électriques, le chauffage, l'accès aux personnes à mobilité réduite, y compris l'installation d’un sanitaire accessible aux personnes à mobilité réduite. Dans les sous-sols, une zone logistique comprenant office, un point évier, des espaces de stockage et une chambre froide est aménagée en vue des réceptions et banquets que l'ancienne église pourra désormais accueillir. À l'extérieur, les chéneaux et noues sont nettoyés et la façade occidentale est enfin restaurée. Sur tout l'édifice, les éléments du parement et les blocs sculptés trop abîmés sont remplacés. Le chantier se termine par le nettoyage du clocher sud, en 2017. Le budget global consacré à ces restaurations et aménagements entre 2013 et 2017 se chiffre à plus de 3 500 000 €, dont seulement 35 % peuvent être couverts par des subventions, y compris 60 000 € de la réserve parlementaire du député Éric Woerth. L’« espace Saint-Pierre » enfin restauré est présenté au public lors des Journées européennes du patrimoine de 2017. Malgré son intérêt patrimonial, elle est ouverte uniquement pendant des salons ou expositions.

## Description

### Aperçu général

Plan de l'église.

Orientée un peu irrégulièrement avec une dérivation de l'axe de 25° vers le nord-ouest du côté de la façade, l'église Saint-Pierre suit globalement un plan cruciforme classique. Elle se compose d'une nef de quatre travées accompagnée de deux bas-côtés ; d'une base de clocher Renaissance au sud de la dernière travée du bas-côté sud ; d'un transept largement débordant de trois travées carrées ; d'un chœur constitué d'une travée barlongue et d'une abside à cinq pans, dont la partie droite a moins de profondeur que la première travée ; et de deux chapelles latérales du chœur, qui vont jusqu'à la fin de la partie droite de l'abside et comptent deux travées carrées chacune. Un deuxième clocher de style roman s'élève au-dessus d'une partie de la dernière travée du bas-côté nord. La longueur intérieur de la nef est de 27,5 m, et la longueur cumulée de la croisée du transept et du chœur est de 22 m. Les travées du transept mesurent 9 m de chaque côté. Comme particularité, le transept et le chœur sont désaxés de 10° vers le nord par rapport à la nef, afin de compenser au moins en partie la mauvaise orientation de celle-ci, qui remonte en fait à l'église pré-romane encore debout au XVe siècle.
Le transept et le chœur sont conçus avec deux niveaux d'élévation. Cependant, l'unique travée qui comportait des fenêtres hautes, à savoir la première travée du chœur, les a perdues. La nef devait également comporter deux niveaux d'élévation, mais n'a jamais été achevée, et s'arrête un peu au-dessus du niveau des chapiteaux du second ordre de parties orientales, quelques assises au-dessus des grandes arcades. Elle est recouverte d'une charpente en carène renversée. La travée intermédiaire entre le bas-côté sud et la base du clocher Renaissance est voûtée en berceau. La base du clocher elle-même est recouverte d'un simple plafond de bois au niveau du sommet des baies du premier niveau. Le reste de l'église est voûtée d'ogives, avec des voûtes à liernes et tiercerons dans les premières travées des deux bas-côtés ainsi que dans la première travée du collatéral nord du chœur, et des dessins particuliers dans les autres travées des chapelles latérales du chœur. L'on accède à l'église par les trois portails de la façade occidentale ; par le portail latéral dans la base du clocher Renaissance ; ou encore par une petite porte au nord du croisillon nord. La structure des toitures est complexe. Chaque travée des bas-côtés est recouverte d'une toiture à croupe indépendante, qui, en ce qui concerne les premières travées, est reliée aux pignons occidentaux. La troisième travée du nord forme exception, avec un toit en bâtière et un petit pignon regardant le nord. Le croisillon sud a perdu son pignon, et est également muni d'un toit à croupe. Les deux chapelles latérales du chœur sont pourvues de toits en appentis en continuité avec la toiture à deux rampants du chœur. L'abside présente une toiture à trois croupes. Le clocher roman possède un étage de 1430 et une flèche de pierre octogonale de la même époque, tandis que le clocher Renaissance est couronnée d'une calotte sphérique sommée d'un lanternon au milieu d'une plate-forme entourée d'une balustrade.

### Intérieur

#### Nef

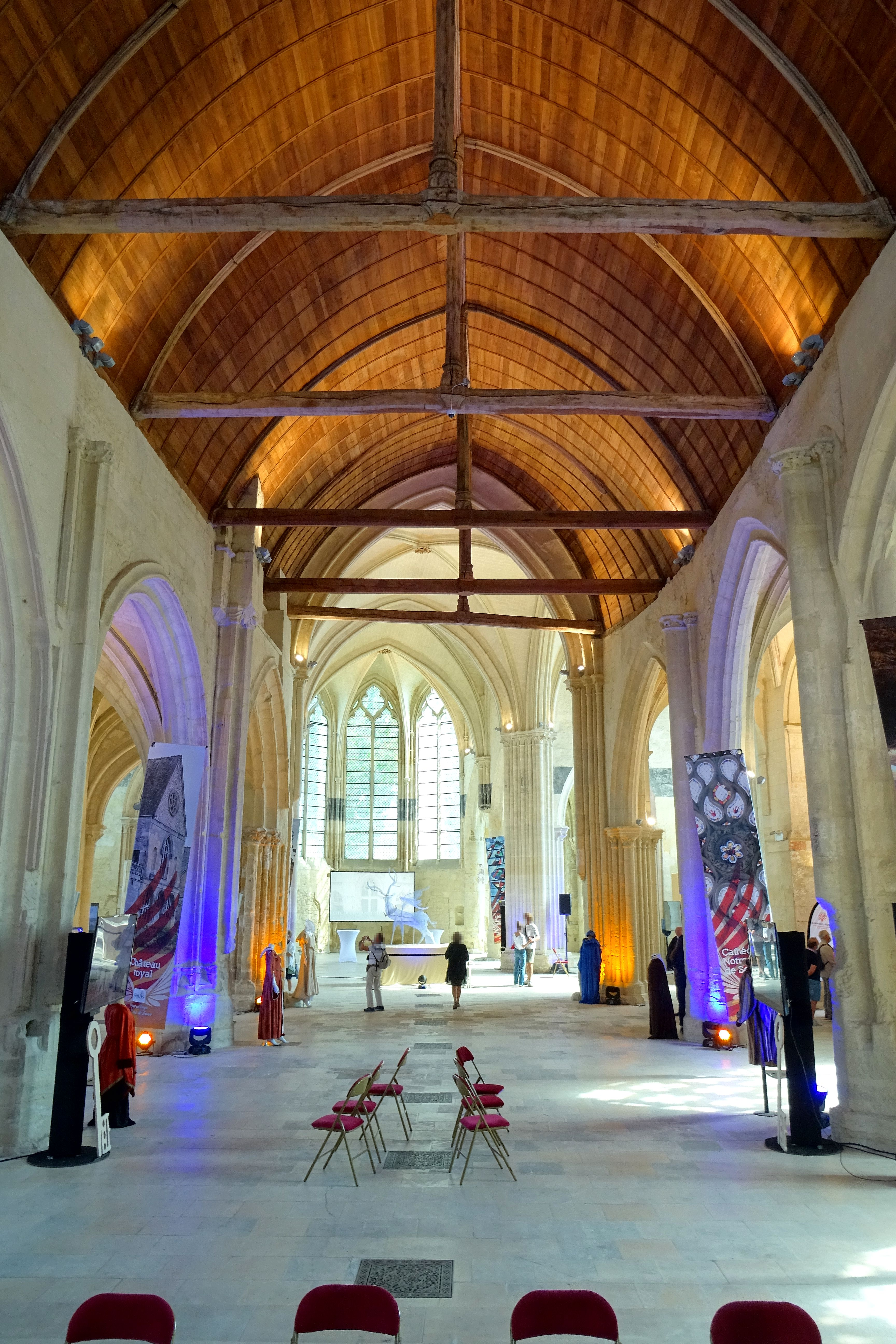
Nef, 2e travée, vue vers l'est.

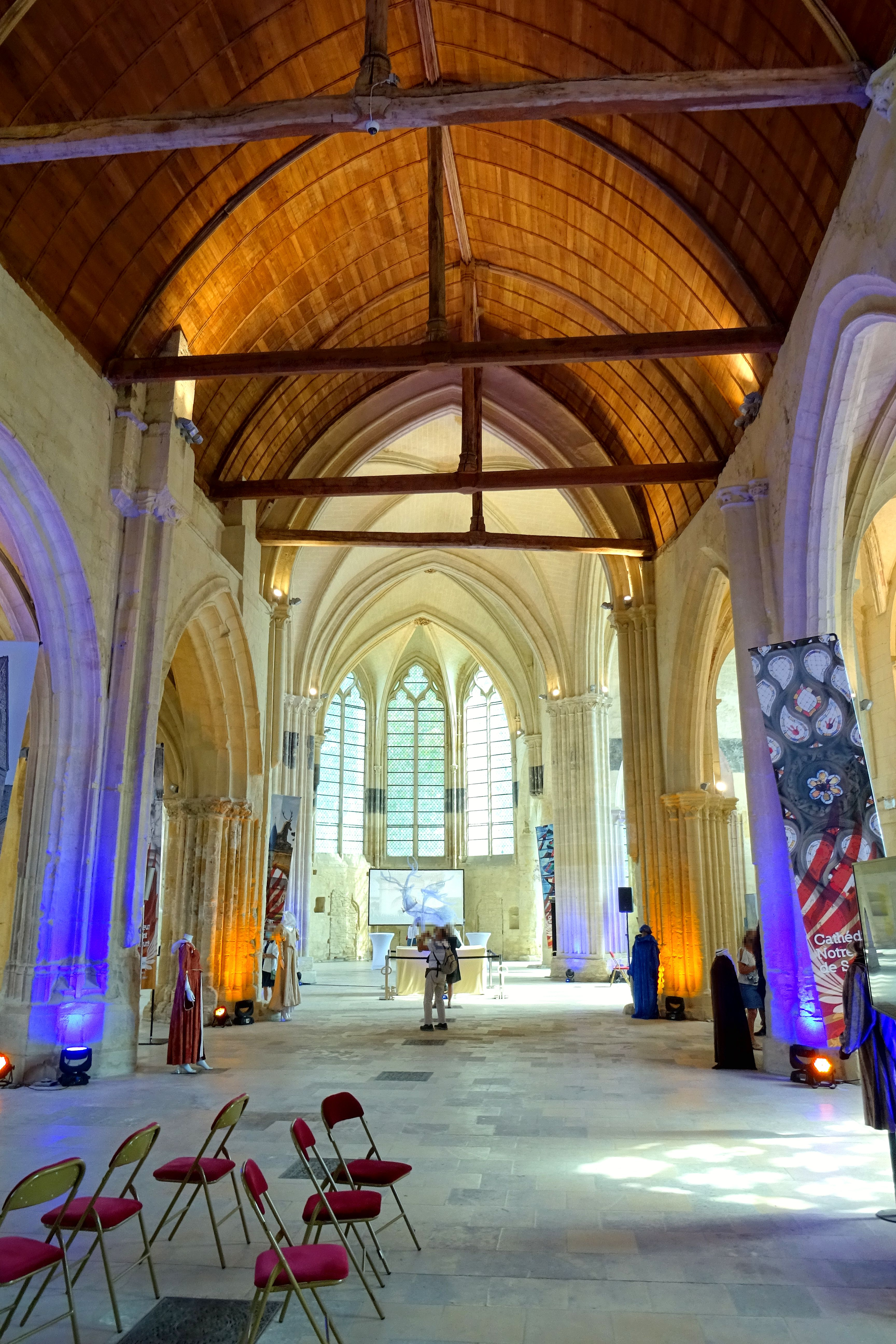
Nef, 3e travée, vue vers l'est.

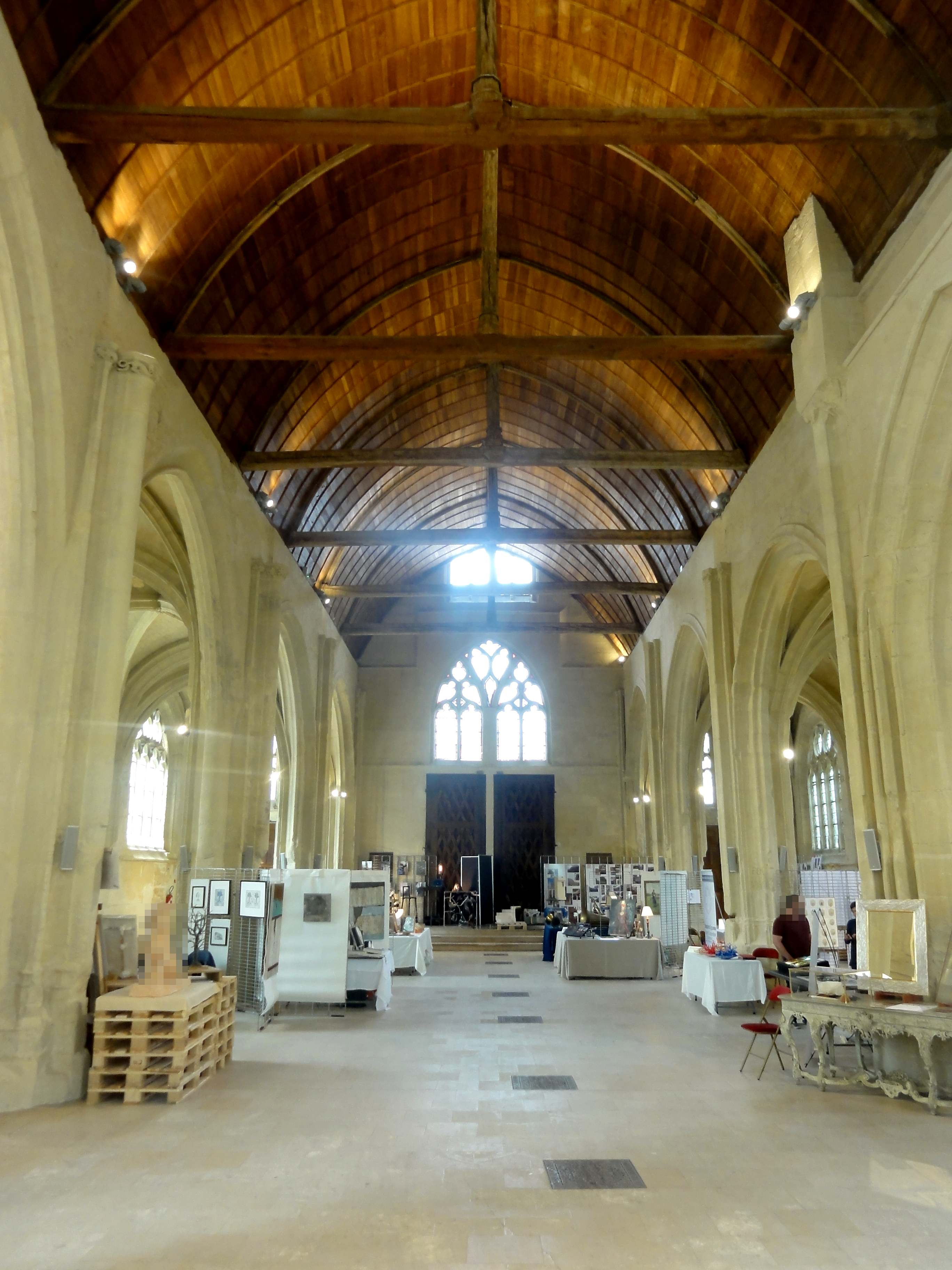
Nef, 4e travée, vue vers l'ouest.

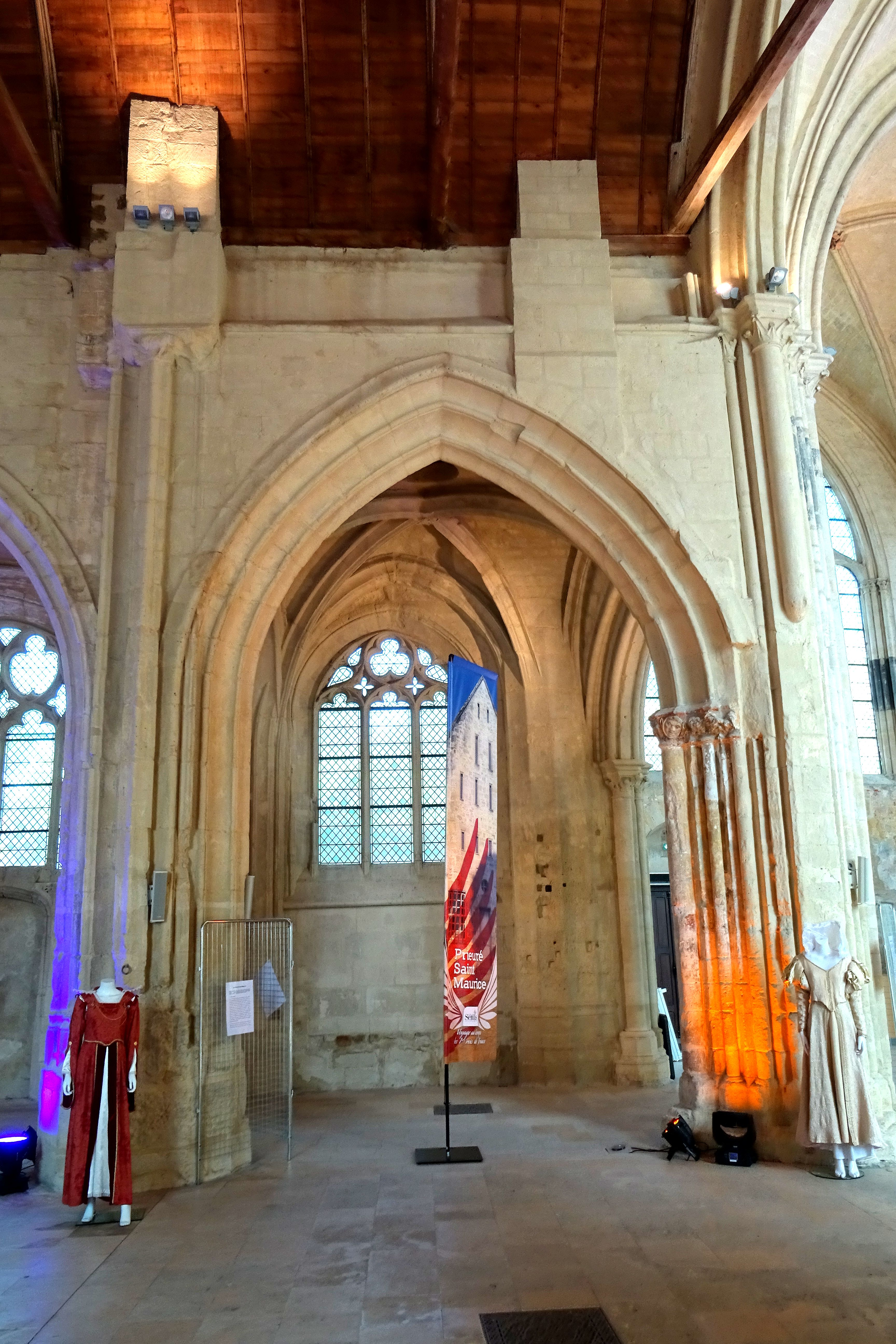
Nef, 4e grande arcade du nord - base du clocher du XIe siècle.

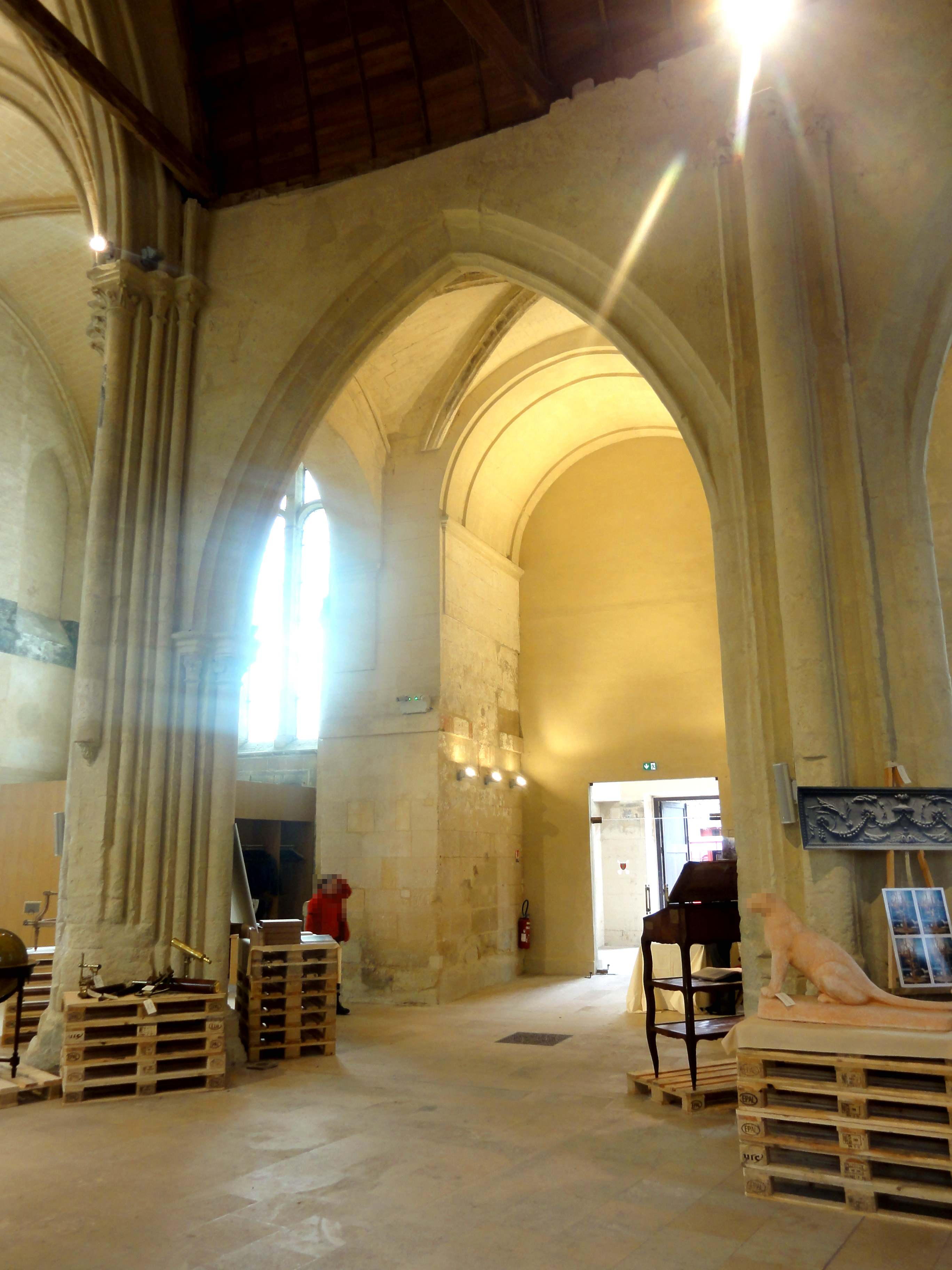
Nef, 4e grande arcade du sud, vue dans la base du clocher Renaissance.

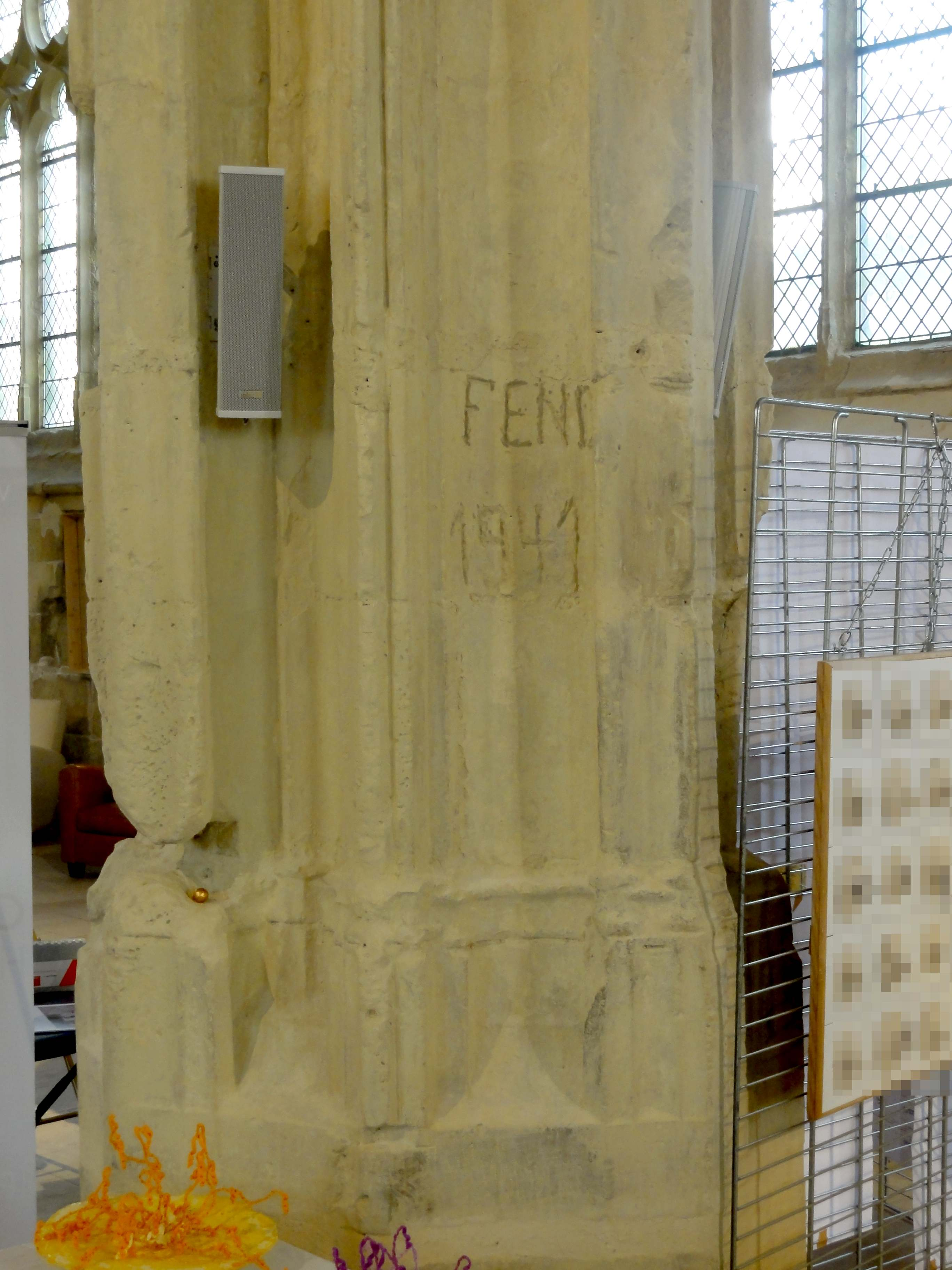
Nef, 2e pilier libre du nord, avec graffiti.

Autant la façade est somptueuse, autant le visiteur s'attend à une nef élégante. Il n'en est rien, même si ses qualités architecturales sont indéniables. Mais la nef est restée inachevée, et cela se fait ressentir. Les supports des hautes-voûtes demeurent sans emploi, et la charpente prend appui à l'arrière des surfaces murales. Elle n'est pas intégrée dans l'architecture de la nef, comme si elle n'était pas appelée à demeurer en place. Les proportions de la nef sont tout sauf élancées : la hauteur des murs latéraux est légèrement inférieure à la largeur, et l'ouverture importante des grandes arcades, favorisant certes l'unicité de l'espace des trois vaisseaux, leur confère une silhouette tassée. La hauteur des piédroits dépasse tout juste la hauteur des arcs. Mis à part cela, la nef déçoit par son obscurité, bien que le débouchage des baies occidentales lors de la restauration des années 2010 ait légèrement amélioré la situation. Comme le souligne Julie Aycard, les nefs aveugles sont très courantes dans la région à la période flamboyante. Mais il est vrai aussi que le lambris également très sombre de la charpente absorbe la lumière, nettement plus que des voûtes appareillées en pierre calcaire clair, ou enduites et badigeonnées de lait de chaux. Julie Aycard n'estime pas que des fenêtres hautes faisaient partie du projet initial. Dominique Vermand en est au contraire persuadé, mais ne fournit comme seuls indices l'existence d'une fenêtre haute dans la façade, et l'amorce de murs hauts au revers des tourelles de la façade. La hauteur de la façade et le niveau des chapiteaux des hautes-voûtes ne tendent pas à lui donner raison, ni par ailleurs l'absence de culées pour d'éventuels arcs-boutants à l'extérieur et la forme des charpentes des bas-côtés. Certes les murs devaient être surélevés de quelques assises, mais surtout dans l'optique de contrebuter les voûtes d'ogives, qui, contrairement aux charpentes lambrissées, s'inscrivent toujours entièrement entre les murs gouttereaux, et ne dépassent jamais leur couronne. De cette manière, la fenêtre haute de la façade, longtemps condamnée par un lattis, aurait été appelée à disparaître lors du voûtement. Les fenêtres hautes auraient dû s'inscrire entièrement sous les lunettes des voûtes, ce qui aurait pu, au mieux, donner un résultat proche des chœurs de Cambronne-lès-Clermont ou de Cormeilles-en-Vexin, ou de la nef de Jouy-le-Moutier. On y trouve des verrières sans piédroits, qui exploitent au maximum la surface circonscrite par les formerets. — Il n'est pas rare que le voûtement d'une nef flamboyante ait été reporté sine die, mais le plus souvent, les restaurateurs du XIXe siècle ont gommé ce souvenir en installant de fausses voûtes en bois et plâtre, comme à Clermont (en lieu et place de voûtes d'ogives en bois du XVIe siècle), Chevrières, Maimbeville, La Neuville-en-Hez, Remy, etc. Mont-l'Évêque et Presles n'ont reçu que de fausses voûtes en berceau en bois plâtré, et la nef de Vauréal conserve son plafond plat provisoire. Méru est dans le même cas que Saint-Pierre de Senlis,.
Les nefs flamboyantes à fenêtres hautes sont souvent issues de remaniements profondes de nefs plus anciennes, comme à Bessancourt, Clermont, L'Isle-Adam, Précy-sur-Oise, Serans ou Vétheuil, et ces fenêtres sont rarement de dimensions généreuses. Sinon les fenêtres hautes sont, à la période flamboyante, l'apanage des églises les plus importantes, telles que Chaumont-en-Vexin, Gisors et Pont-Sainte-Maxence, sièges de doyennés sous l'Ancien Régime, ou le chœur de Saint-Étienne de Beauvais. L'une des exceptions est Marissel, où les grandes arcades sont aussi larges et tassées qu'à Saint-Pierre de Senlis. Les nefs flamboyantes entièrement conçues à la période flamboyante sont plus souvent sombres, comme Baron, Le Mesnil-Amelot, Raray, Survilliers, Versigny, Vineuil-Saint-Firmin ou Villiers-Adam, qui comptent parmi les plus représentatifs. Même la prestigieuse collégiale de Montmorency est à nef aveugle. On peut nommer deux principales raisons à cette tendance, outre l'aspect économique : les toitures faiblement inclinées des bas-côtés ou les noues entre les toits en bâtière des bas-côtés et les murs gouttereaux des nefs ont souvent donné lieu à des soucis avec l'infiltration des eaux pluviales, mais il y a aussi eu un changement de paradigmes. Depuis la guerre de Cent Ans, la perception du monde et du divin n'est plus la même qu'à la période rayonnante, quand la luminosité et la légèreté semblent les principes architecturaux les plus appropriés pour évoquer le règne divin. Cette hypothèse est formulée par Sandrine Pitteman et Bertrand Fournier, qui écrit, en s'inspirant de la pensée d'Erwin Panofsky sur le rapprochement avec le divin : « Le divin perd ici son caractère céleste, mystique et inaccessible pour s'ouvrir s'ouvrir au monde terrestre, c'est-à-dire dans la partie basse, alors que le niveau supérieur se fond dans l'obscurité ». L'obscurité peut symboliser les incertitudes qui pèsent sur l'avenir et sur l'au-delà, et mettre davantage en exergue la luminosité émanant de l'abside, ou autrement dit, du sanctuaire. Pour revenir sur l'aspect économique, il n'est pas non plus négligeable, puisque la construction et l'entretien des nefs sont à la charge des fabriques, c'est-à-dire des fidèles en fin de compte. Dans la ville commerçante et artisanale qu'est Senlis, les habitants aisés semblent favoriser le caractère représentatif de leur église paroissiale à l'extérieur, qui attire bien plus les regards, et illustre donc mieux leur fierté,.
Issue de deux campagnes de construction, l'une à la suite de la reprise en sous-œuvre de la base du clocher nord, l'autre préalablement ou parallèlement à la construction de la façade occidentale, la nef est néanmoins d'un aspect homogène, tout en intégrant à l'est les faisceaux de colonnettes du transept du XIIIe siècle. Peu importe sous cet égard si les murs gouttereaux comportent réellement des éléments de la nef pré-romane, comme le prétend Julie Aycard. Elle présente une photographie peu éloquente de l'intérieur du mur sud. Pourtant, le plan des fouilles de 1978 par Marc Durand est clair : le mur sud de la nef se situe à l'emplacement du mur gouttereau du bas-côté sud de l'église pré-romane. Peu importe également que la dernière grande arcade au nord de la nef fasse partie de la base du clocher nord de l'église pré-romane, tellement sa reprise en sous-œuvre parvint à en gommer les traces. Afin de donner à l'arcade la solidité nécessaire, on lui ajouta un troisième rang de claveaux (on fit de même pour les arcs-doubleaux de la travée du bas-côté correspondante). Ne demeurent visibles du clocher qu'un glacis au-dessus de la grande arcade, ainsi que deux contreforts plats : l'un au-dessus du troisième pilier libre, l'autre au-dessus de l'arcade elle-même. Le premier aurait été dissimulé sous les voûtes de la nef. On peut rapprocher cette reprise en sous-œuvre totale de ce que l'on fit à Parnes, Rully ou Sarcelles à la période gothique. Ce travail force d'autant plus l'admiration que les travaux se sont déroulés peu avant ou après la fin de la guerre de Cent Ans, à une période difficile, bien avant la plupart des chantiers de reconstruction flamboyants ; que le clocher du XIe siècle a de surcroît été exhaussé d'un étage et couronné d'une flèche de pierre ; et qu'il a tenu bon jusqu'à la fin des années 1940, quand il fallut le consolider. Les sources donnent des indices sur les travaux du clocher, pas sur les travaux de la nef. Pourtant, les différents auteurs s'accordent que la reprise de la base du clocher marque le début de la construction de la nouvelle nef, ce qui seul peut justifier les moyens déployés. Le style de la quatrième grande arcade du nord aurait donc déterminé celui des autres, de même que le style du troisième pilier libre au nord de la nef aurait donné le ton pour les autres piliers. Aucun auteur n'a cependant entrepris une analyse stylistique de la nef et des bas-côtés, car toute l'attention est accaparée par la façade et le remaniement flamboyant des parties orientales. Il est à ce titre intéressant que Dominique Vermand rattache les supports de la haute-voûte du troisième et deuxième pilier libre du sud, et du troisième pilier libre du nord, à la première campagne de construction. Or, les supports au niveau de ce dernier pilier sont du même type que les supports que l'auteur identifie à la deuxième campagne. Cette négligence peut surprendre, car les profils des arcades et les formes et profils des supports de la nef de Saint-Pierre de Senlis n'appartiennent pas aux types courants dans la région, et représentent une époque qui a laissé peu de témoignages architecturaux dans la région (en ce qui concerne la troisième et la quatrième travée de la nef du côté sud, bâties au dernier tiers du XVe siècle),.
Les piliers libres de la nef ne sont pas symétriques. Leur structure complexe ne peut se comprendre qu'en suivant le tracé des grandes arcades, des doubleaux des bas-côtés, et des ogives et formerets des bas-côtés jusqu'au sol : toutes ces arcades et nervures descendent jusqu'au sol le long des piliers, qui ne constituent donc que leur prolongement. Cela devient plus net en contemplant les bas-côtés. Côté nef, les choses se présentent autrement, car les supports des hautes-voûtes sont ici traités comme des éléments indépendants, qui sont plaqués contre la surface plate des murs et des piliers. Les supports de la première campagne sont assemblés d'une colonnette faisant nettement saillie devant deux gorges presque perpendiculaires aux murs de la nef ; de deux gorges qui se plient vers l'avant du côté éloigné de la colonnette ; et de deux filets entre deux fines moulures concaves à la limite extérieure de ces gorges, orientées à 45° en accord avec les ogives. Les filets entre les moulures concaves sont des éléments récurrents dans les nervures des voûtes flamboyantes, et figurent aussi sur les voûtes des bas-côtés. On voit que ni le terme « faisceau de colonnettes », ni le terme « piliers engagés » ne reflète avec justesse ces supports très particuliers, qui illustrent parfaitement la transition du style rayonnant vers le style flamboyant. Il en existe deux exemplaires : devant le troisième et devant le deuxième pilier libre des grandes arcades du sud. Les supports de la deuxième campagne présentent, en lieu et place de la colonnette, un pilier ondulé à trois renflements, reliés par des gorges. Il en existe quatre exemplaires. Les deux types de supports se terminent par des chapiteaux sous la forme d'une frise, qui épouse parfaitement la forme des piliers, et présente un astragale en bas, et un tailloir en haut. Les motifs des frises sont des feuillages, des chimères et des personnages en buste, mais toutes les têtes ont été bûchées, tandis que les motifs végétaux demeurent intacts. Le profil des astragales est aigu, tandis que les tailloirs restent fidèles au profil torique déjà en vigueur au siècle précédent. Les tailloirs des colonnettes n'épousent pas le plan de ces dernières, mais sont polygonaux. Quant aux bases des piliers, elles consistent d'une plinthe moulurée à une certaine hauteur. Des pans inclinés au pied des angles rentrants des piliers permettent la transition vers le plan polygonal des socles.
Pour venir aux grandes arcades, elles sont généralement à double rouleau, à l'exception de la dernière grande arcade du nord qui est dotée d'un troisième rang de claveaux. Les deux arcades correspondant aux supports des hautes-voûtes de la première campagne accusent, du haut vers le bas, une fine moulure concave (disparue sur l'une d'eux) ; une large gorge ; une arête ; un biseau entaillée d'une moulure concave ; et un très mince intrados méplat. On retrouvera ce profil sur les arcades des chapelles latérales du chœur. Sur les six arcades de la deuxième campagne, le rouleau supérieur fait très légèrement saillie devant la surface murale. Il se compose d'un cavet relié directement à un tore, puis, en net recul, d'une profonde gorge. Comme souvent au XVe siècle et encore au début du XVIe siècle, quand les architectes cherchent la complexité des profils, le rouleau inférieur fait saillie devant cette gorge. Il se présente frontalement par une arête, tandis que l'intrados présente un léger renflement. Ni pour les supports des hautes-voûtes, ni pour les grandes arcades, les églises de la région ne proposent des analogies (il y en a cependant pour leurs différents aspects et composants). La complexité des piliers de Saint-Pierre de Senlis est rarement atteinte ou dépassée, sauf à Écouis et Tourny, par exemple. Des grandes arcades à relief profond se trouvent aussi à Gisors, Montmorency, Pont-Sainte-Maxence, Verberie et Verneuil-en-Halatte. Le cas de Saint-Pierre de Senlis est particulièrement intéressant, car le renflement de l'intrados anticipe le gros boudin qui caractérise une bonne partie des arcades flamboyantes de la région, au même titre que les moulures prismatiques, autre grande tendance de l'époque. On peut clore ce bref regard avec les mots de Monique Richard-Rivoire à propos des églises flamboyantes du Vexin : « L'étude des supports est particulièrement intéressante dans le style flamboyant : c'est là, en effet, que sont produites les modifications les plus importantes depuis les XIIIe et XIVe siècles. Cette évolution a été amenée par la suppression des chapiteaux et l'habitude de faire pénétrer les nervures directement dans les supports. Les artistes voulurent alors faire coïncider les parties saillantes de la pile avec les moulures des nervures qu'elle recevait, ou même prolonger directement sur la pile le profil des arcs, et ils cherchèrent en même temps à obtenir des jeux de lumière dans ces divers profils ; leur habileté fut grande dans ce domaine : partout la mouluration des piles et des arcs et la pénétration des nervures dans les supports révèlent un soin et une recherche très poussés ; c'est peut-être l'un des attraits les plus raffinés des constructions que nous étudions ».
Si la charpente lambrissée n'aurait pas dû exister si le projet initial de la nef était parvenu à son terme, elle a le mérite de survivre aux changements des goûts au fil des siècles. En vue de ce qui a été dit sur la propension de recouvrir les nefs de voûtes factices au XIXe siècle, et en vue des charpentes similaires engoncées par une couche de plâtre pour se rapprocher de l'aspect d'une voûte en pierre, sa valeur patrimoniale est incontestable. Moins longue que ses homologues de Bresles, Méru et Ully-Saint-Georges, elle est toutefois un peu plus large, soit dix mètres environ. Avec Amblainville, Fontenay-en-Parisis, Hodenc-en-Bray, etc., la nef de Saint-Pierre fournit l'un des exemples autrefois nombreux dans la région de lambris en berceau brisé sous une charpente en carène renversée. Contrairement à ce qui est fréquemment écrit sur les charpentes de ce type qui recouvrent les églises des régions côtières de la France, la maîtrise de la technique n'est pas réservée aux charpentiers des chantiers navals. On ne trouve pas à Senlis des engoulants ou des décors sculptés, mais les extrémités des entraits et poinçons sont agrémentées de moulures, et les poutres ont les arêtes taillées en biseau. Il reste encore à signaler que le tracé de la charpente s'accorde parfaitement avec le doubleau occidental de la croisée du transept. Puisque les chapiteaux de la nef se situent au même niveau que les chapiteaux du transept et du chœur, l'effet devait rester le même après le voûtement de la nef.

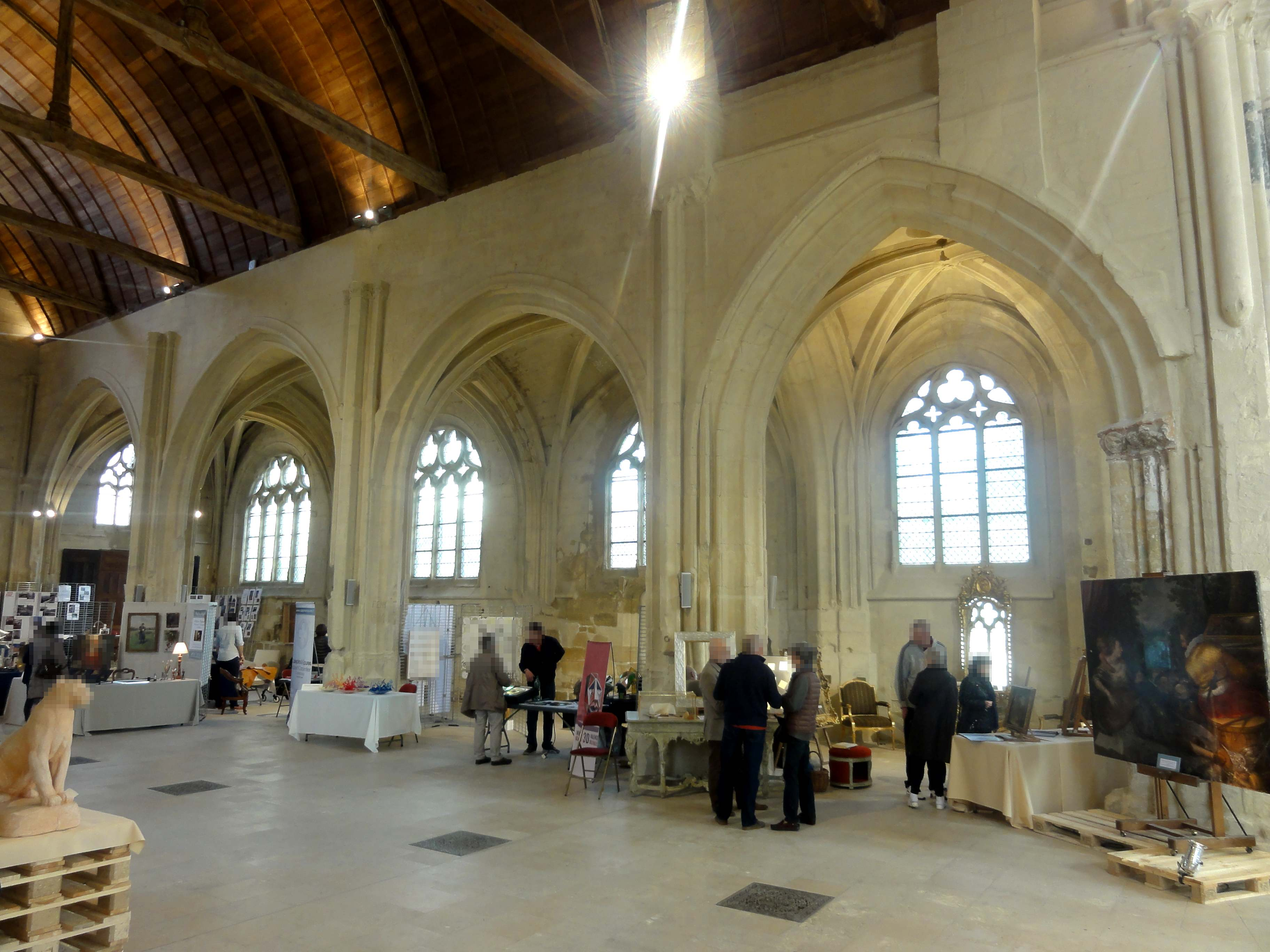
Grandes arcades du nord.
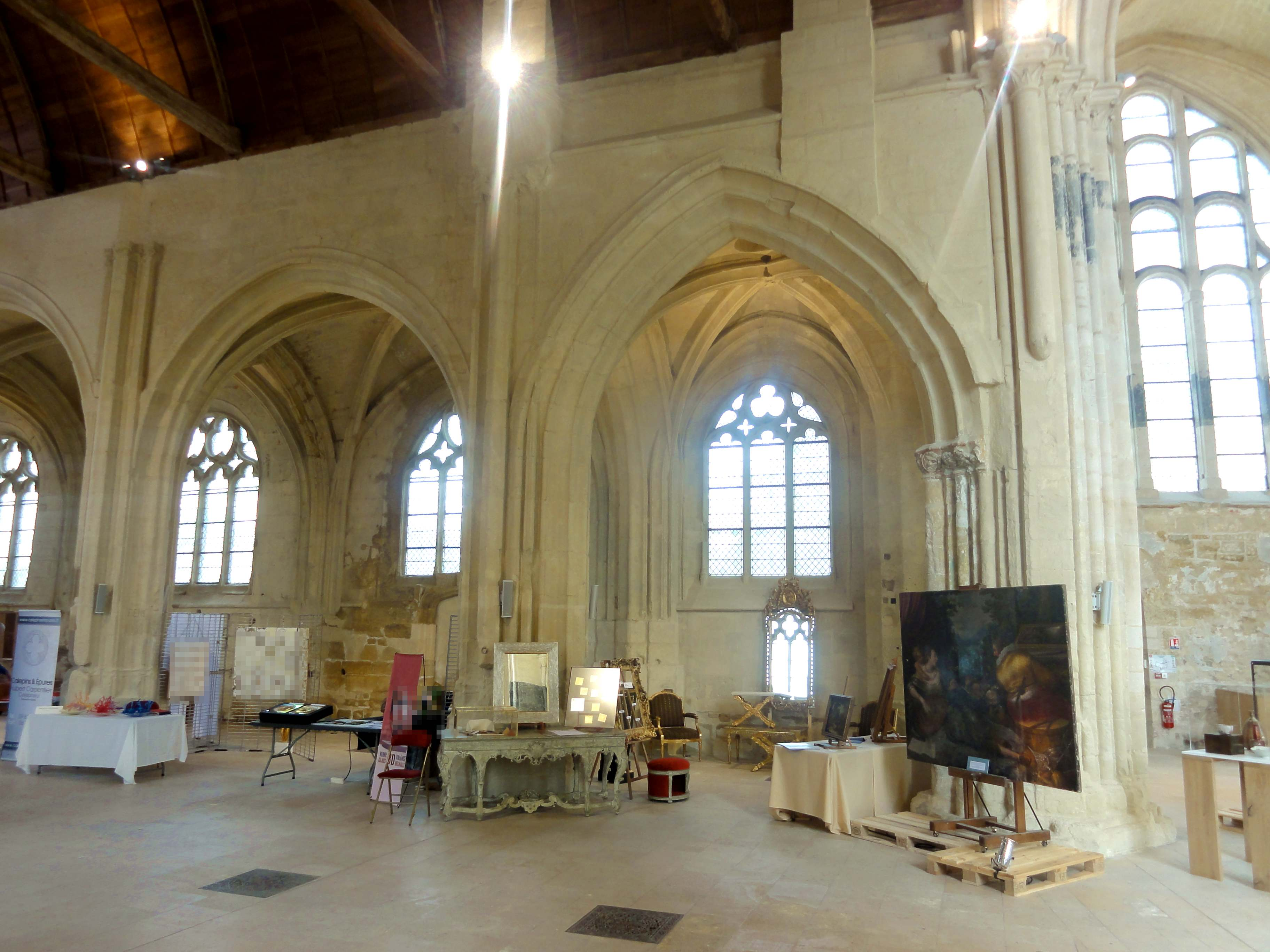
3e et 4e grande arcade du nord.
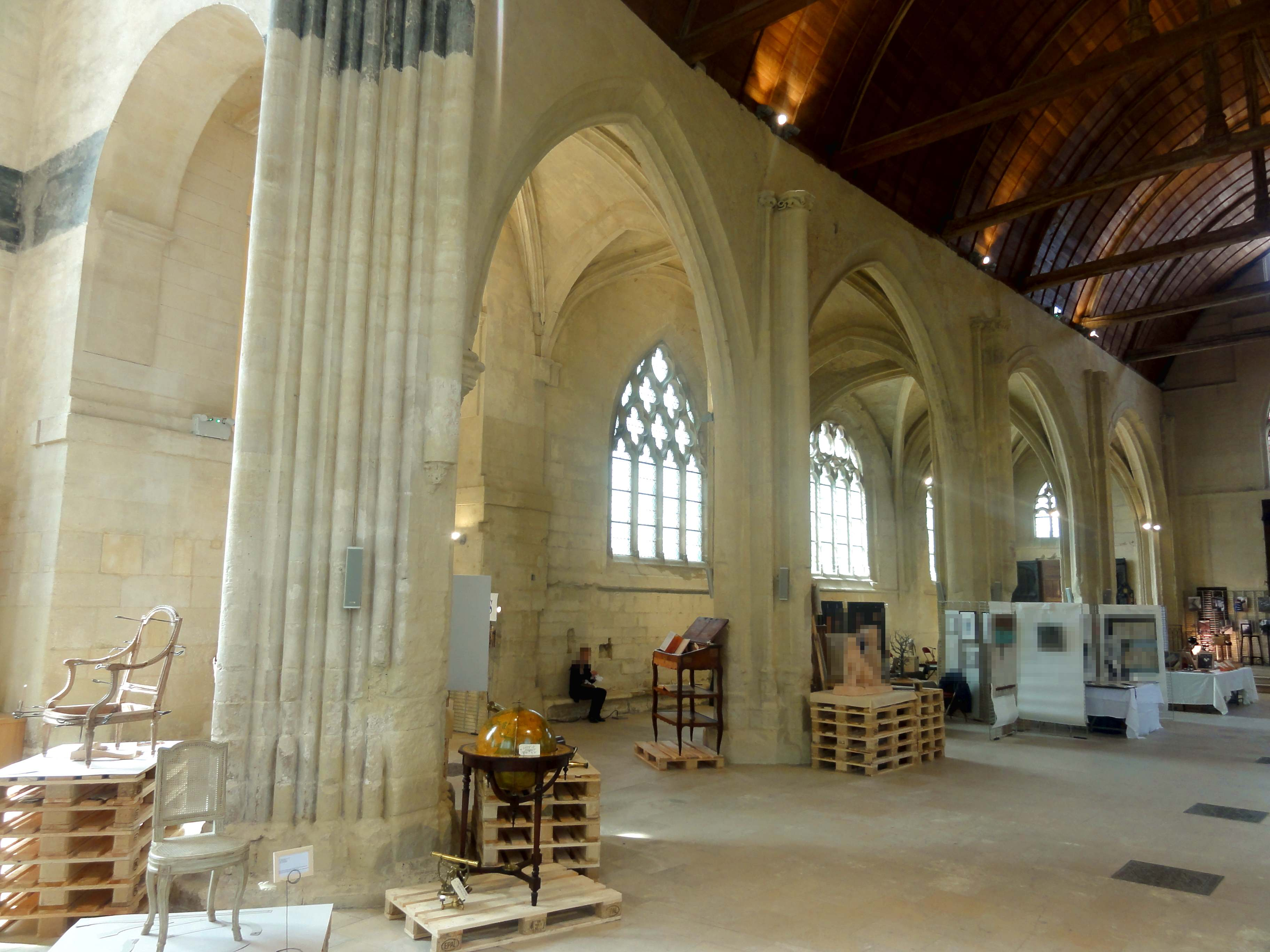
Grandes arcades du sud, vue depuis la croisée.
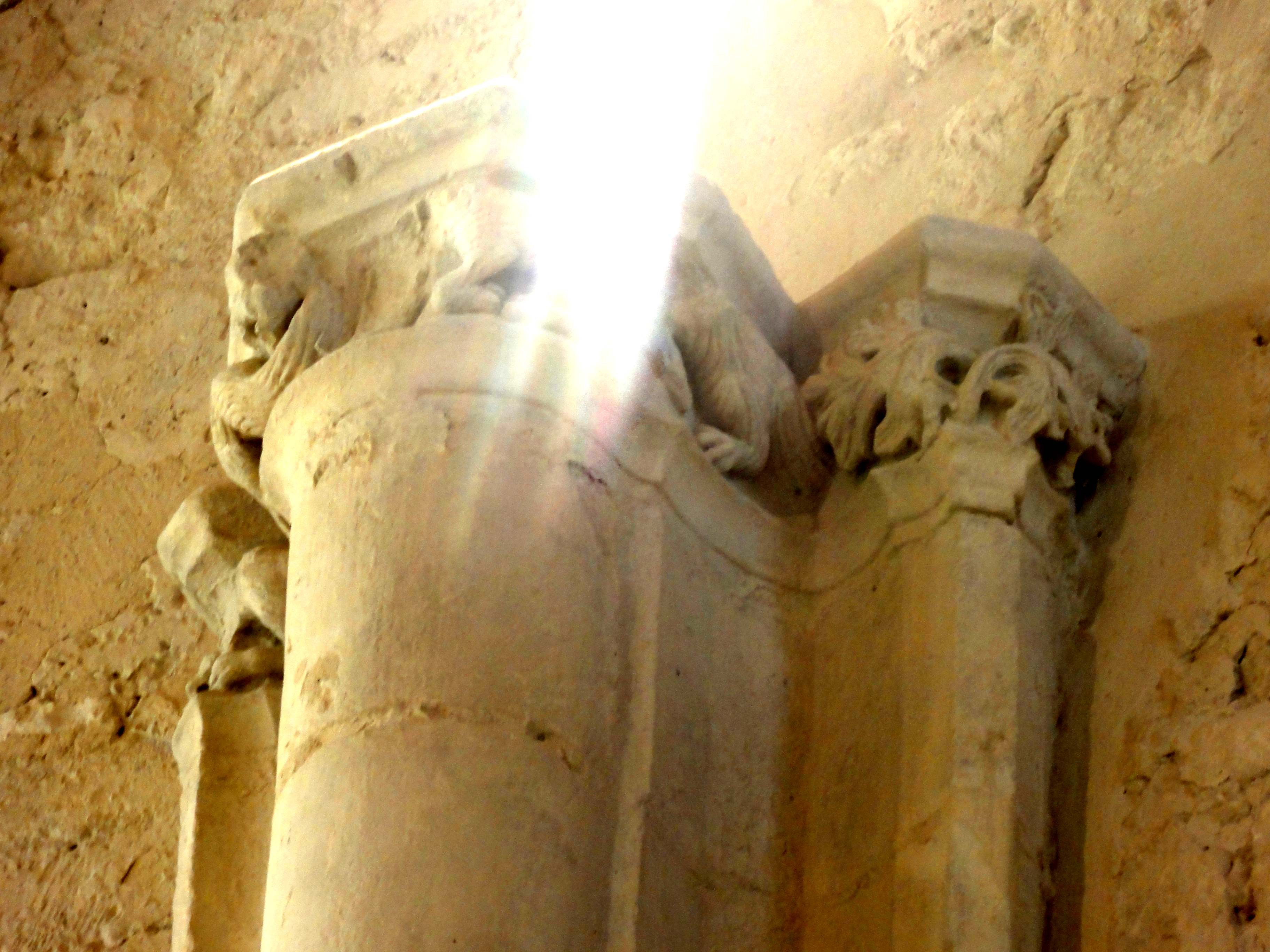
Supports de la 1re campagne.
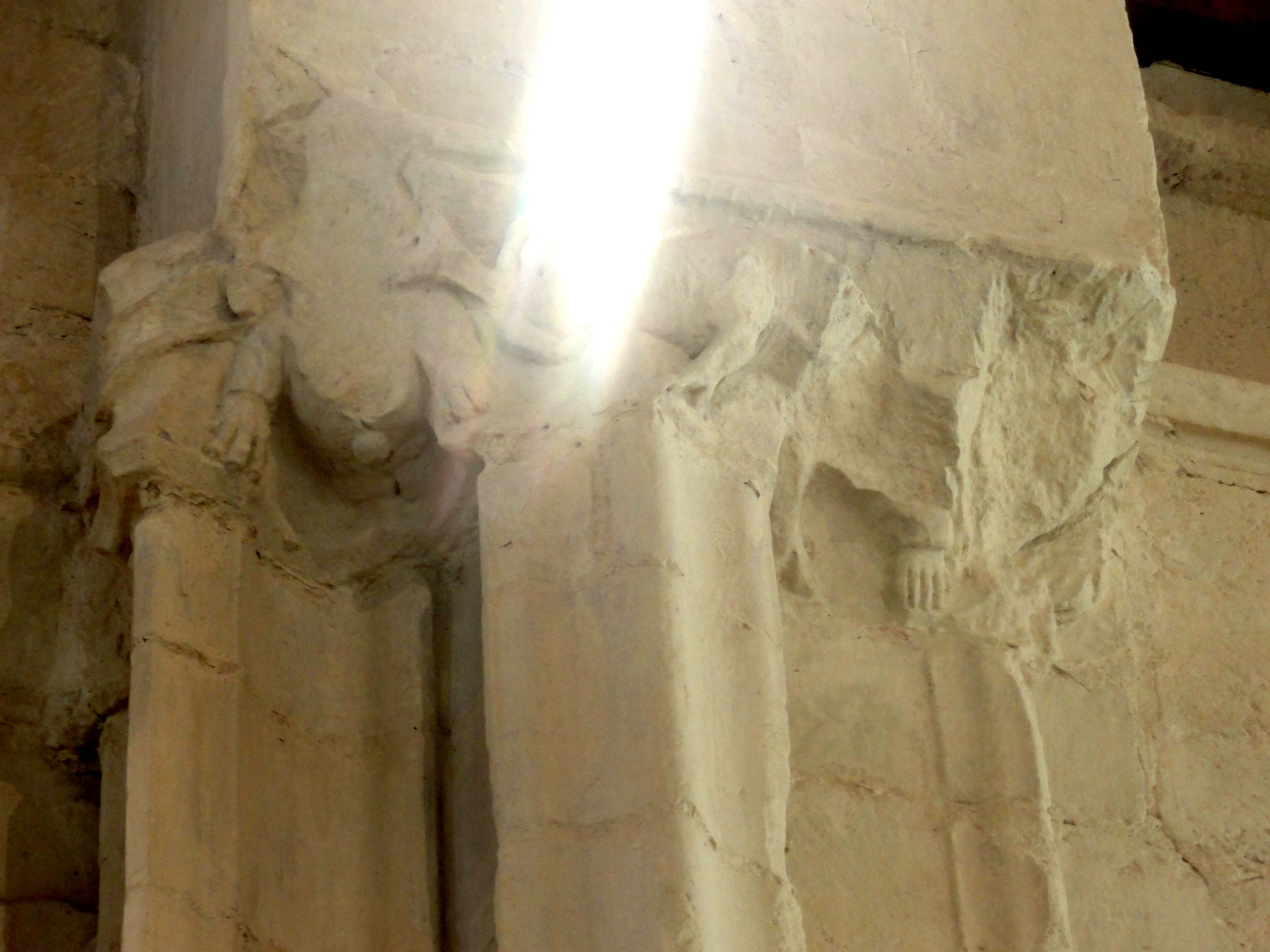
Supports de la 2e campagne.
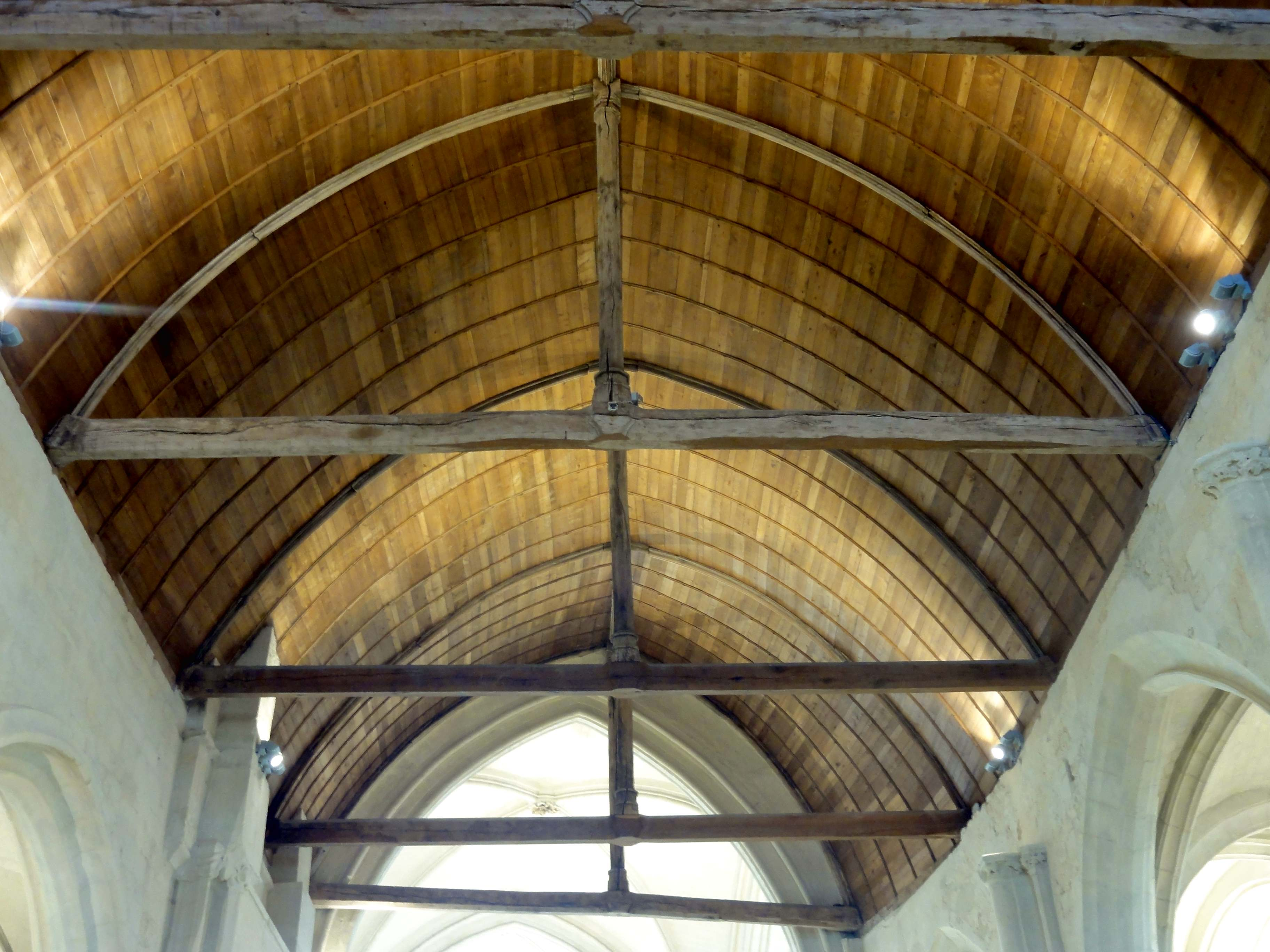
Charpente, vue vers l'est.

#### Bas-côtés

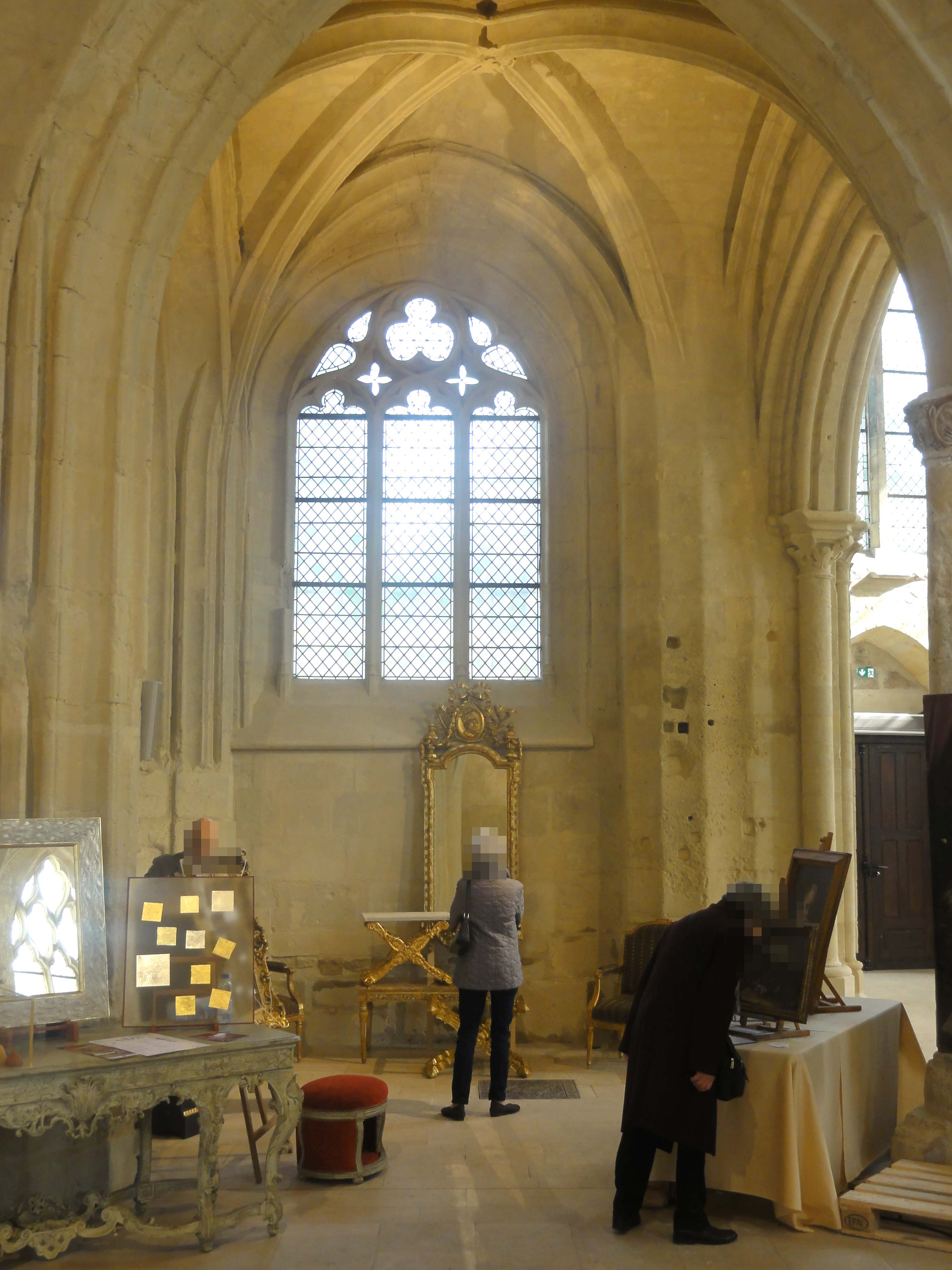
Vue dans la base du clocher du XIe siècle, refaite vers 1463.

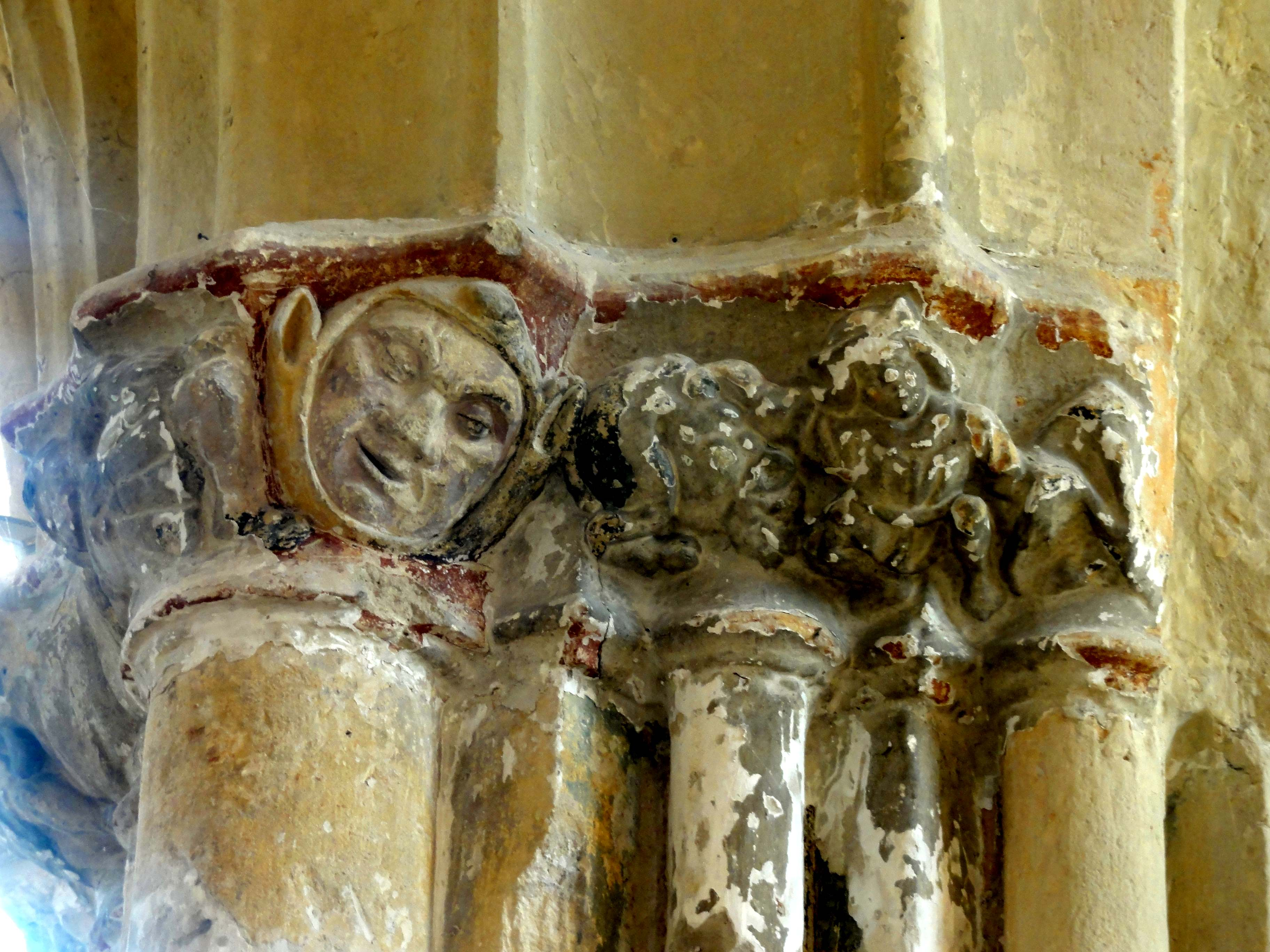
Base du clocher, chapiteaux de 1463 sur des colonnettes du XIIIe siècle.

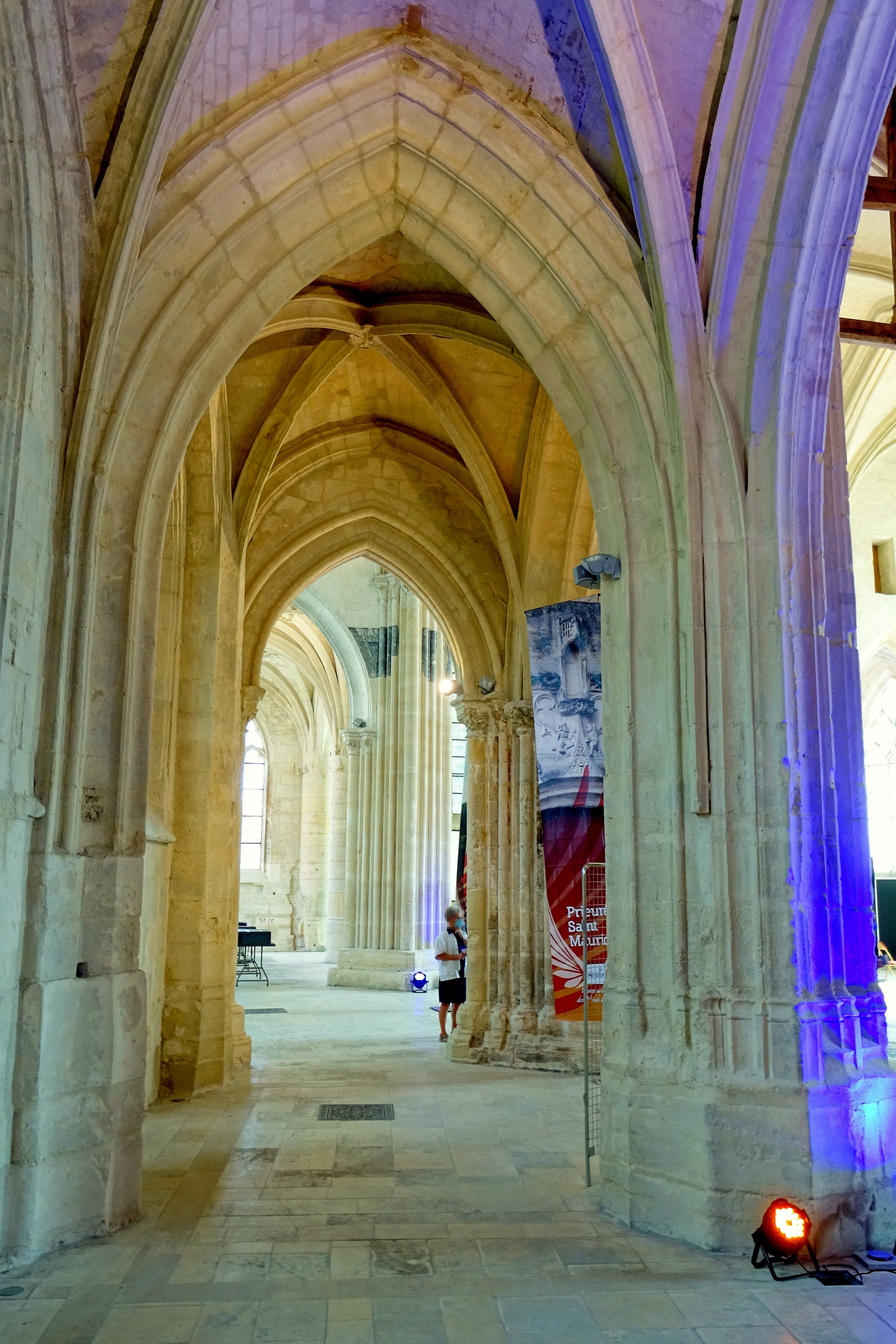
Bas-côté nord, 3e travée, vue vers l'est.

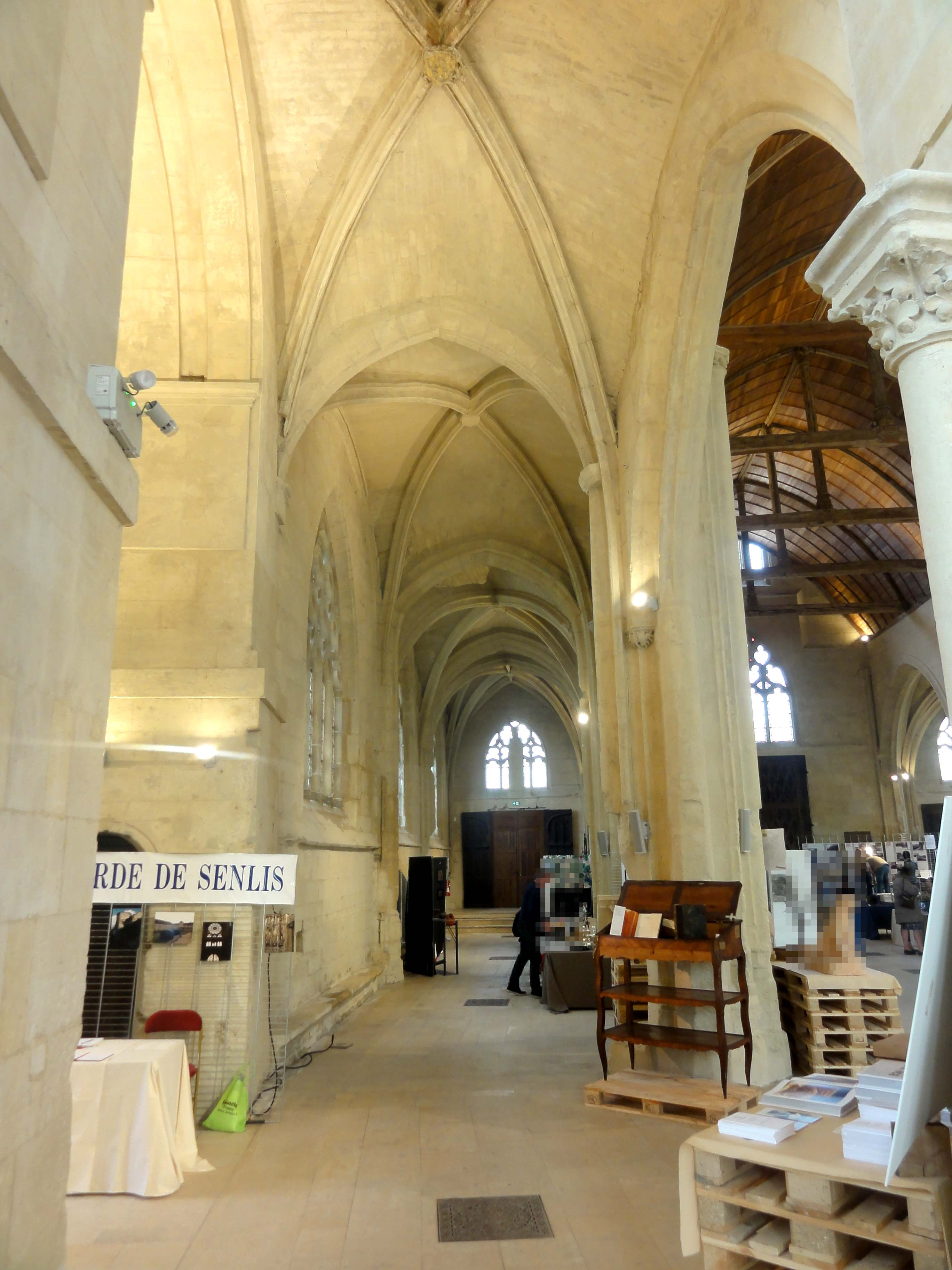
Bas-côté sud, 4e travée, refaite au cours des années 1570, vue vers l'ouest.

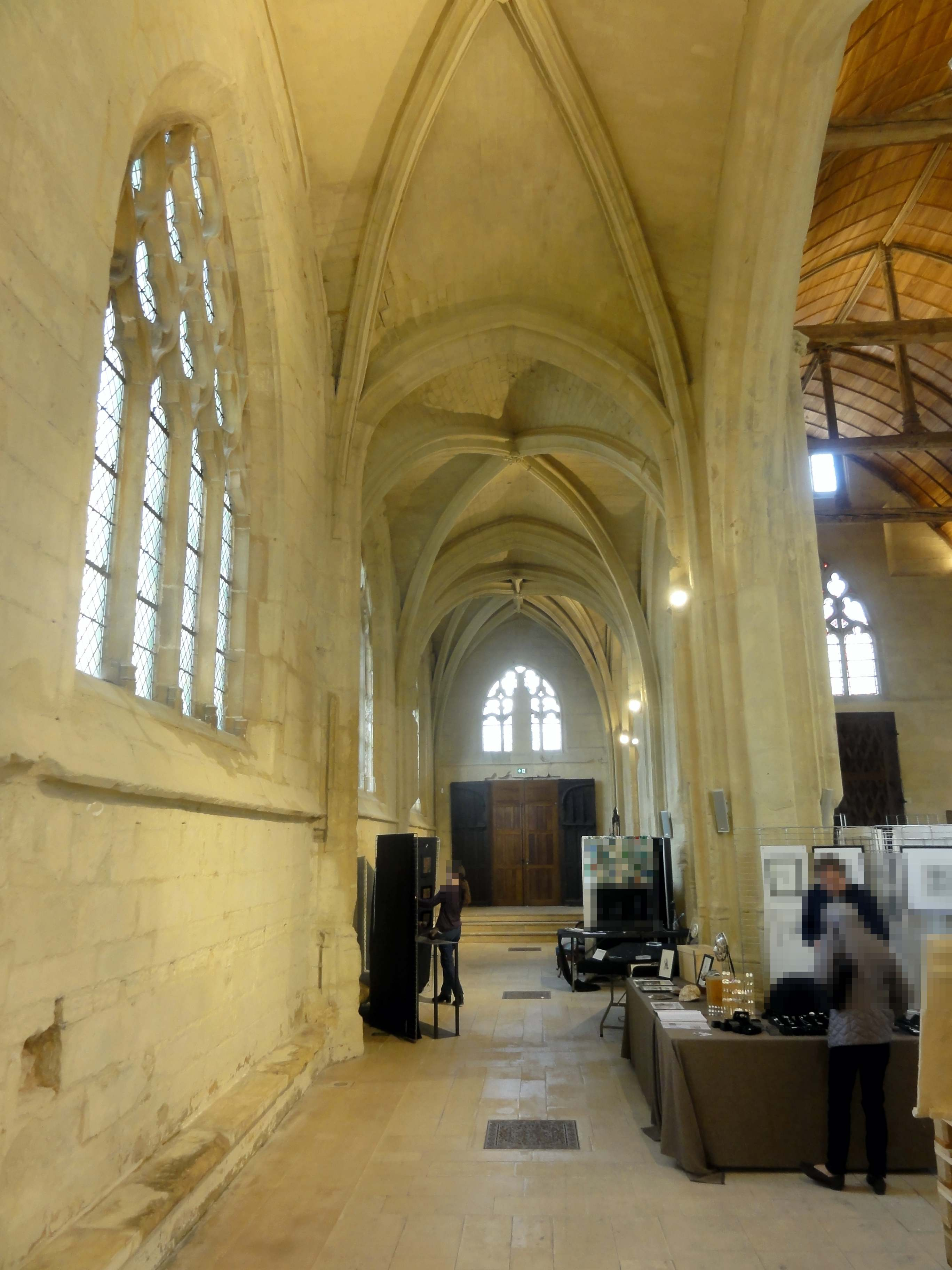
Bas-côté sud, 3e travée (1re campagne de construction), vue vers l'ouest.

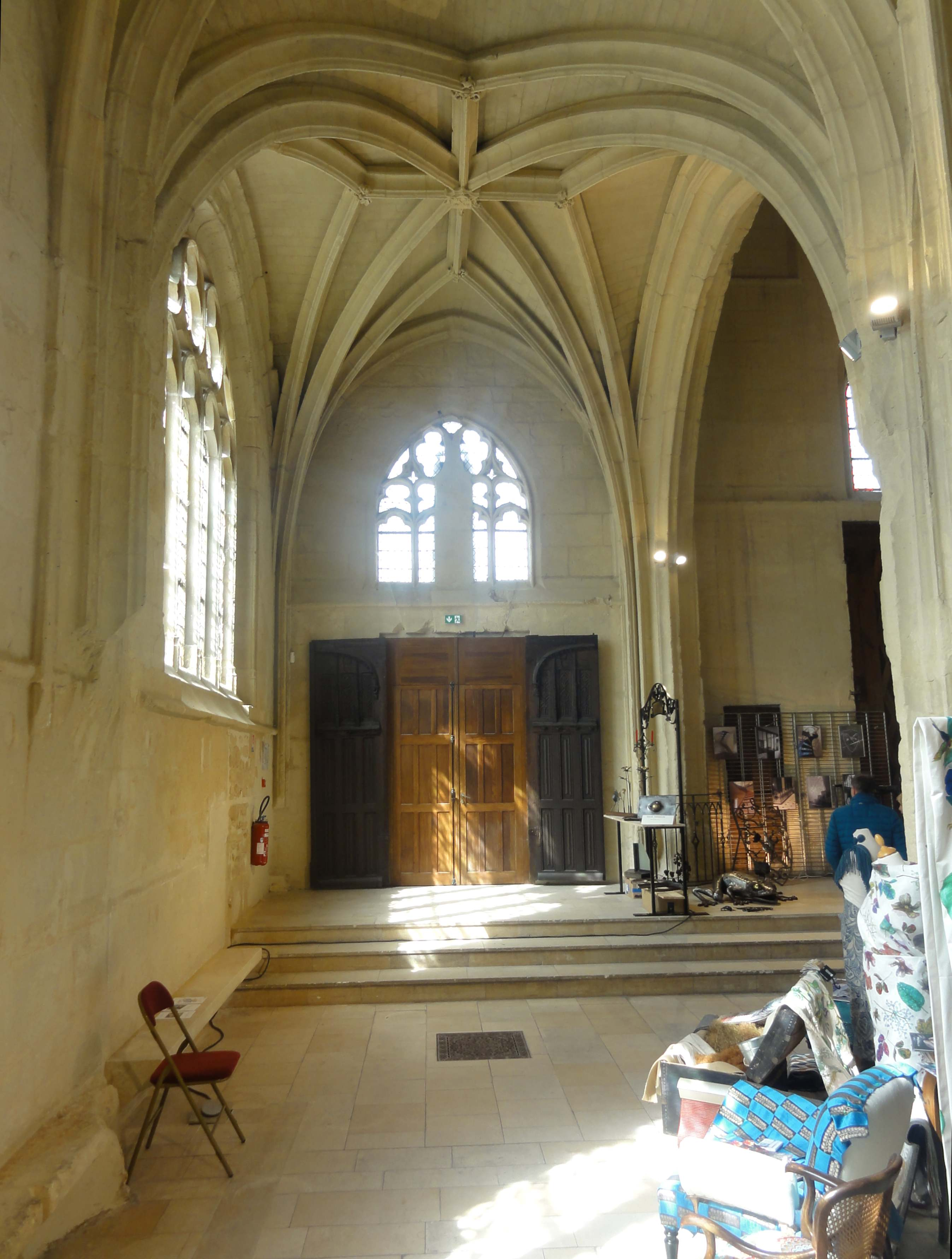
Bas-côté sud, 1re travée, vue vers l'ouest sur le portail.

Les bas-côtés, entièrement achevés et d'une facture très soignée, permettent de mieux apprécier l'architecture de la nef, car on y voit les éléments qui lui font défaut, en l'occurrence les voûtes avec leurs nervures. Les piliers y prennent alors tout leur sens, car chacune de ses composantes remplit sa fonction. Selon une habitude largement répandue, la largeur des bas-côtés avoisine la moitié de la largeur de la nef. La hauteur équivaut environ une fois et demi la largeur, dont un tiers incombe aux voûtes. Un autre tiers incombe aux allèges des fenêtres, qui s'inscrivent donc pour moitié sous la lunette des voûtes. Ce sont là encore des proportions conventionnelles propres à un grand nombre d'églises petites et moyennes de la période gothique classique. L'architecture n'est ambitieuse que par les finitions. Contrairement à la nef, les travées ne sont pas barlongues dans un sens transversal, ni même carrées, mais barlongues dans un sens longitudinal, ce qui vient de l'ampleur des grandes arcades propre à l'église Saint-Pierre et quelques autres églises flamboyantes de la région. Les dernières travées doivent racheter la déviation d'axe et ne sont donc pas régulières : les arcs d'inscription à l'ouest et à l'est ne sont pas parallèles.
La quatrième travée du nord constitue la plus petite travée de l'église, puisqu'il s'agit de la base du clocher du XIe siècle. Elle a déterminé l'orientation de la nef, qui est parallèle au mur sud du clocher. En examinant le plan de cette travée réputée pour avoir été refaite en 1463, on saisit mieux la motivation de cette reprise en sous-œuvre. En effet, le mur septentrional conserve sa longueur d'origine. La surface rajoutée à la travée est donc de plan triangulaire. Elle doit correspondre à une ancienne travée intermédiaire d'aspect disgracieux, masquant les faisceaux de colonnettes que les architectes du XIIIe siècle avaient d'ores et déjà prévus pour un raccordement sans heurts avec la nef et les bas-côtés à réaliser ultérieurement. La travée intermédiaire était un compromis accepté sous l'hypothèse de ne pas durer longtemps. Le clocher roman était voué à la disparition. La guerre de Cent Ans a ensuite obligé le maître d'ouvrage de revoir les projets à la baisse. Nonobstant, le raccordement est parfait. On a même remplacé les chapiteaux des colonnettes du XIIIe siècle par des chapiteaux à personnages aux corbeilles caractéristiques du style flamboyant précoce, comme on peut en voir dans la nef de Silly-le-Long, en somme aussi similaires des supports des hautes-voûtes de la première campagne. Le formeret oriental de la base du clocher est contigu à l'arcade gothique bâtie en même temps que le croisillon nord. Ce formeret se situe un peu au-dessus de l'arcade. Selon le projet du XIIIe siècle, le bas-côté aurait donc été moins élevé (et ses travées certainement plus nombreuses en raison des proportions), ce qui aurait laissé davantage de place aux fenêtres hautes. Il a été dit que la grande arcade de la base du clocher a été exécutée à triple rouleau pour davantage de robustesse. La logique aurait voulu de procéder de la même manière avec le doubleau occidental. On le l'a fait que du côté ouest. Du côté est, son profil est analogue aux grandes arcades « ordinaires », mais plus dilaté. Puisque les nervures retombent jusqu'au sol, les deux supports sont ici très espacés. On en a profité pour insérer le support du formeret entre les deux. De cette manière, le formeret s'interpénètre avec le rouleau supérieur du doubleau. Une autre particularité est la régularité de la croisée d'ogives de la voûte, en opposition avec l'irrégularité du plan de la travée. Par conséquent, l'ogive du nord-est ne retombe pas tout à fait dans l'angle de la travée, et on y a ménagé un pilier engagé au profil prismatique assez large, qui comble la distance avec les colonnettes de l'arcade vers le croisillon nord. Il peut s'agir d'un massif du XIe siècle simplement retaillé.
Pour continuer avec les irrégularités avant de poursuivre par la description des dispositions régulières dans les bas-côtés, il convient d'insister sur les remaniements que la dernière travée du bas-côté sud a connu lors de l'édification du clocher Renaissance au cours des années 1570. Dans ce contexte, une arcade en plein cintre, de la même envergure que la base de ce clocher, a été ouverte dans le mur méridional de la travée. Les piliers engagés au sud ont été supprimés à la même occasion, et remplacés par des massifs de maçonnerie. Le dernier doubleau du bas-côté sud et l'ogive de l'angle sud-est de la dernière travée se fondent désormais directement dans les murs. Enfin, l'arcade vers le croisillon sud a été remplacée par une arcade en plein cintre à arêtes vives, qui retombe sur des impostes moulurés, sans aucun chapiteau ni colonnette. On a néanmoins préservé les colonnettes à chapiteaux de l'arcade gothique du côté nord. Elles sont désormais sans fonction. Sans doute indépendamment des remaniements des années 1570, le dernier doubleau intermédiaire du bas-côté sud comporte des tailloirs (mais pas des chapiteaux), et l'intrados côté sud de la grande arcade de la dernière travée est reçu sur un cul-de-lampe feuillagé, côté ouest. (Un cul-de-lampe analogue reçoit la colonnette du rouleau supérieur du doubleau occidental de la croisée du transept a environ deux mètres et demi du sol, côté sud.) Ensuite, l'on note que le profil des ogives et doubleaux diffèrent également en fonction des deux campagnes de construction. En cohérence avec les supports des hautes-voûtes de la nef, les doubleaux de la première campagne se situent au droit du deuxième et du troisième pilier du sud. Ces doubleaux sont plus fins, à simple rouleau, et analogues aux ogives. Il manquent à celles-ci les filets saillants qui encadrent latéralement les fines moulures concaves de l'intrados. Sous cet aspect, ses voûtes se rattachent au courant architectural majoritaire de la période flamboyante. Enfin, est à signaler un portail bouché en dessous de la baie de la troisième travée du nord. Ce portail, en anse de panier, est entouré de moulures analogues aux grandes arcades, et était jadis surmonté d'une accolade, qui devait se superposer à la fenêtre, et dont ne subsistent que les arrachements.
Les clés de voûte sont de deux types : rosaces de feuilles frisées, de chardon ou de chou, à un ou deux rangs, et écussons entourés de découpages flamboyants. On trouve ce dernier type dans la troisième et quatrième travée du sud, qui sont issues de la première campagne de construction, et sur la clé centrale des voûtes à liernes et tiercerons des premières travées des deux bas-côtés. Un blason a été repeint, un autre a perdu son décor architecturé. Globalement l'état de conservation des clés de voûte est plutôt bon. Dans l'ensemble des travées, les ogives adoptent un profil très répandu sous la période flamboyante, jusque dans les années 1530 tout au moins, quand des profils émoussés s'imposent de plus en plus. De face, ce profil se présente par un filet entre deux fines moulures concaves. Latéralement, on aperçoit une large gorge délimitée inférieurement et supérieurement par des filets saillants. L'un correspond à l'arête qui délimite l'une des moulures concaves de l'intrados ; l'autre est nettement dégagé du voûtain par une moulure concave habituellement plongée dans l'ombre. De cette manière, les ogives paraissent comme détachées des voûtains. Le profil décrit s'applique aussi aux liernes et tiercerons qui viennent compléter les voûtes de la première travée de chacun des bas-côtés, ainsi qu'aux deux doubleaux issus de la première campagne de construction, et enfin aux formerets : conformément à la tradition flamboyante, ils correspondent à la moitié des ogives. À la retombée, les formerets et rouleaux supérieurs des doubleaux passent derrière les ogives, et retombent donc entre les doubleaux et les ogives. Cette particularité a déjà été observée dans l'angle nord-ouest de la base du vieux clocher, mais est réalisée avec davantage d'habileté ailleurs. Partout dans les bas-côtés, le plafond de bois installé à cinq mètres du sol en 1842, pour stocker le fourrage pour les chevaux de la caserne de cavalerie, a laissé des traces. Elles ne sont cependant pas si importantes que l'on pourrait le croire. Toujours est-il que parmi les piliers engagés de la deuxième campagne de construction, plus aucun n'atteint  le sol du côté des murs, sauf à l'entrée de la base du clocher du XIe siècle. Les piliers sont coupés de biais immédiatement en dessous du glacis continu en profil de doucine qui marque la limite des allèges. Cet état des choses ne date pas d'origine. Les bancs de pierre de faible profondeur qui courent le long des bas-côtés à une assise du sol montrent en fait des arrachements au niveau des retombées des voûtes. Ce n'est pas le cas des murs, mais leur parement a pu être refait à ces endroits. L'intérêt des nervures des voûtes descendant jusqu'au sol, intactes le long des piliers libres, ne devrait pas être sous-estimé. Dans la région, on ne retrouve cette disposition qu'à Lieu-Restauré, dans les croisillons de Clairoix, dans le croisillon sud de Feigneux, les collatéraux des chœurs de Fresnoy-la-Rivière et Montagny-Sainte-Félicité, la nef de Bouillancy et les bas-côtés de Gisors. Selon Monique Richard-Rivoire, c'est le type de support le moins fréquent, en raison de la difficulté de taille de profils aussi fouillés
Les bas-côtés sont abondamment éclairés par des fenêtres latérales à quatre lancettes, ainsi que par les tympans ajourés au-dessus des portails de la façade occidentale. Comme déjà évoqué, les baies prennent appui sur un glacis mouluré en profil de doucine, qui est établi en continu, interrompu seulement par les piliers engagés. Seule la base du  clocher du XIe siècle prend le jour par une baie flamboyante à trois lancettes. Elles sont à têtes trilobées, surmontées de deux écoinçons losangés réduits à des fleurs à quatre pétales par un bouchage partiel, puis d'un soufflet trilobé dont la partie inférieure présente un feston opaque, de sorte que le vitrail est en forme d'un trilobe un peu irrégulier. Celui-ci est flanqué de deux mouchettes obliques, resserrés au milieu par des festons. Les quatre meneaux sont munis de bases, et il en va de même de l'arête qui entoure la gorge qui adoucit l'ébrasement. Cette baie ne saura être datée du XVe siècle, mais plutôt des années 1510 / 1520 tout au plus, car les lobes des têtes tréflées ont perdu leur acuité. On trouve en effet des lancettes identiques sur l'ensemble des baies de la deuxième campagne de construction, soit partout ailleurs que dans la troisième travée du sud (la quatrième travée ayant perdu sa fenêtre lors du raccordement avec le clocher Renaissance). Contrairement aux baies de la deuxième campagne, la fenêtre de la troisième travée du sud, indéniablement du XVe siècle ou du début du XVIe siècle, se caractérise par un arc très aigu. Par conséquent, sa voûte doit également être plus aigu que dans les travées de la deuxième campagne de construction. Le remplage prévoit quatre lancettes à têtes trilobées, dont le lobe central est en forme d'accolade, et dont les deux autres lobes ne sont que des quarts-de-rond. Ces lancettes sont surmontées d'un rang de trois quadrilobes, dont le lobe inférieur présente une accolade dirigée vers le bas ; d'un rang de deux quadrilobes identiques ; et d'un soufflet à tête trilobée tout à fait ordinaire. Trois mouchettes dissymétriques de chaque côté complètent ce tympan très développé. Le pourtour est mouluré d'une gorge et d'une fine moulure concave, et n'est pas entouré d'une arête munie de bases, contrairement aux réseaux de la seconde campagne. Ceux-ci présentent tous le même remplage. Il est analogue à celui observé dans la base du clocher du XIe siècle, avec bien sûr une lancette en plus, un écoinçon losangé en plus, et deux au lieu d'un seul soufflet. Les écoinçons et le soufflet sont également traités de la même manière que dans la base du clocher, pour prendre la forme de fleurs à quatre pétales et de trilobes. Reste encore à signaler que les fenêtres de la deuxième campagne de construction sont en plein cintre, ou en cintre brisé en ce qui concerne la troisième travée du nord. Il en résulte que le tympan est beaucoup moins étendu que sur la fenêtre du XVe siècle. S'obstinant de rattacher la troisième travée du nord à la première campagne de construction, car s'imaginant des supports de cette phase de travaux au niveau du troisième pilier du nord, Dominique Vermand s'étonne un peu d'y trouver le remplage de la deuxième campagne, et fait remarquer que les réseaux ont tous été plus ou moins refaits (ce que leur grande homogénéité jusque dans les petits détails semble contredire).

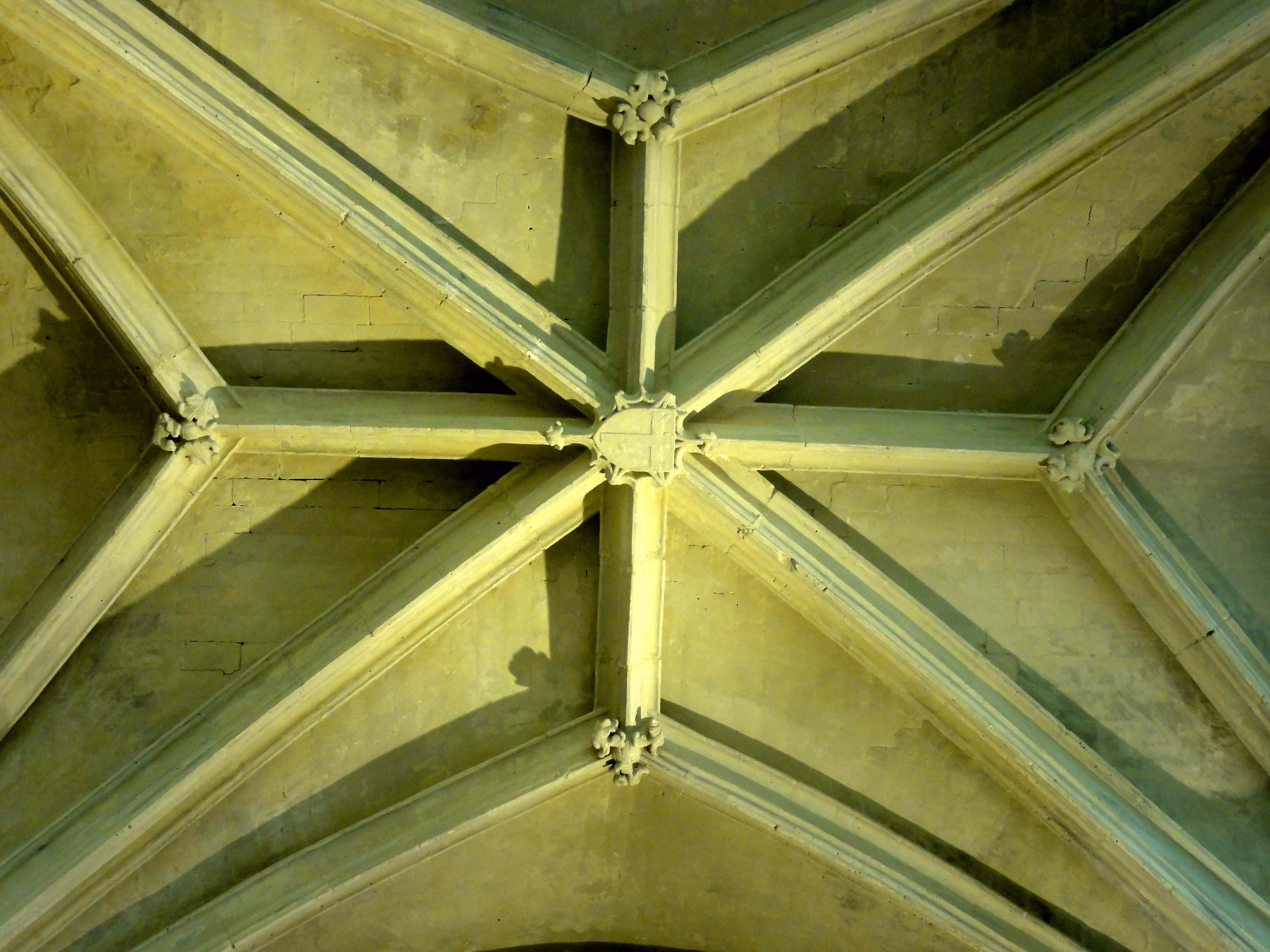
Bas-côté nord, voûte de la 1re travée.
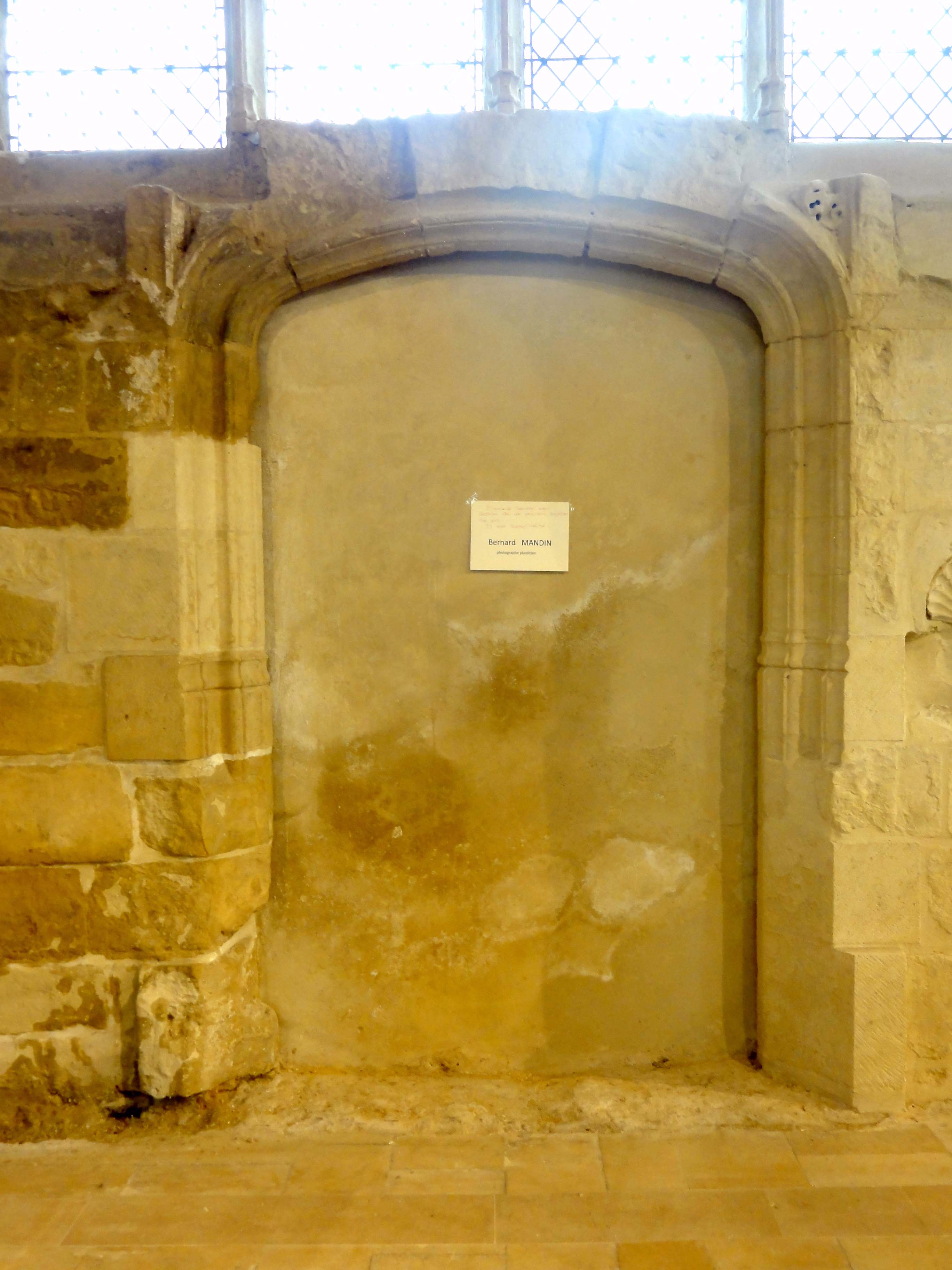
Bas-côté nord, 3e travée, portail bouché.
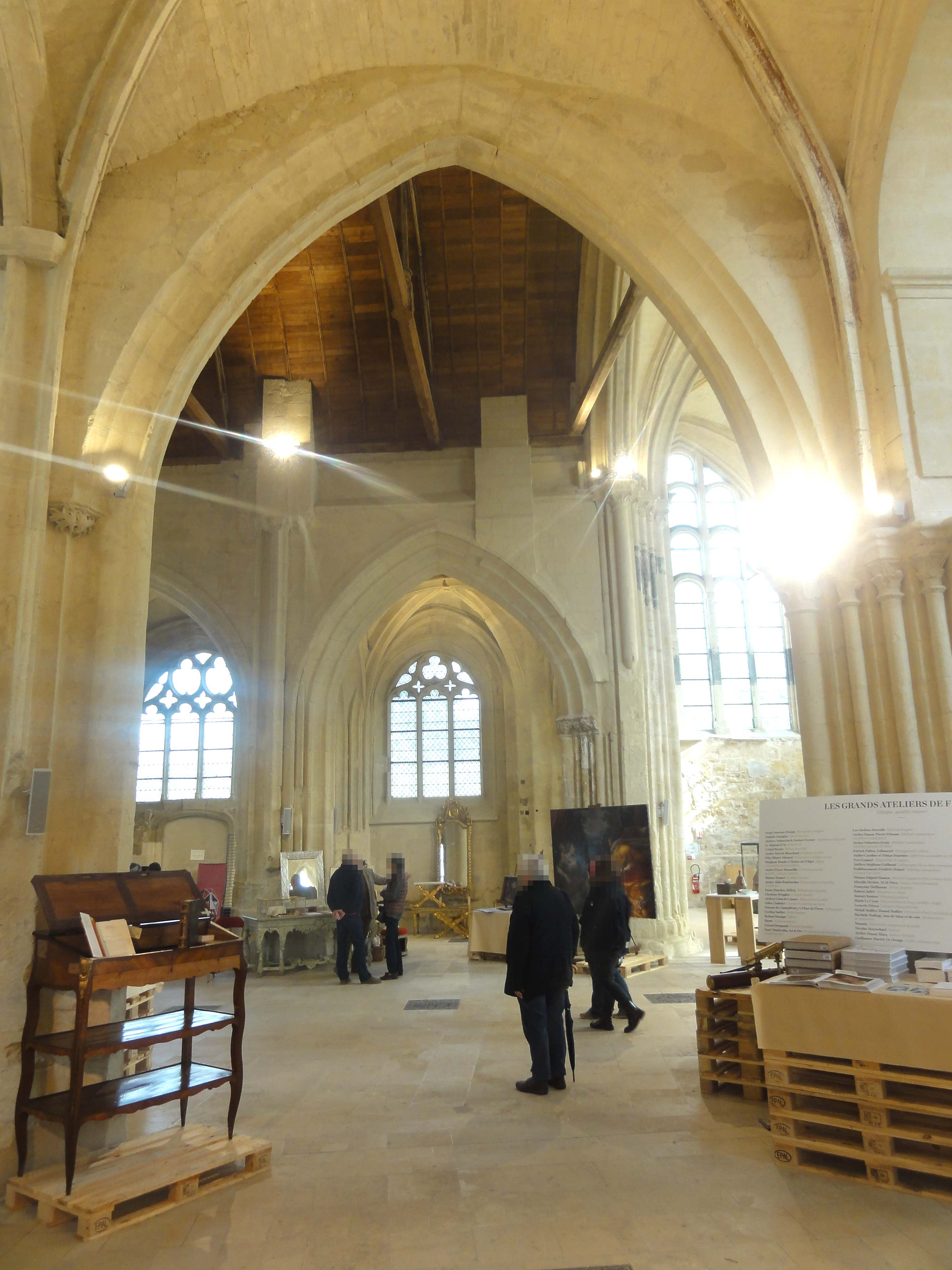
Bas-côté sud, 4e travée, vue vers le nord.
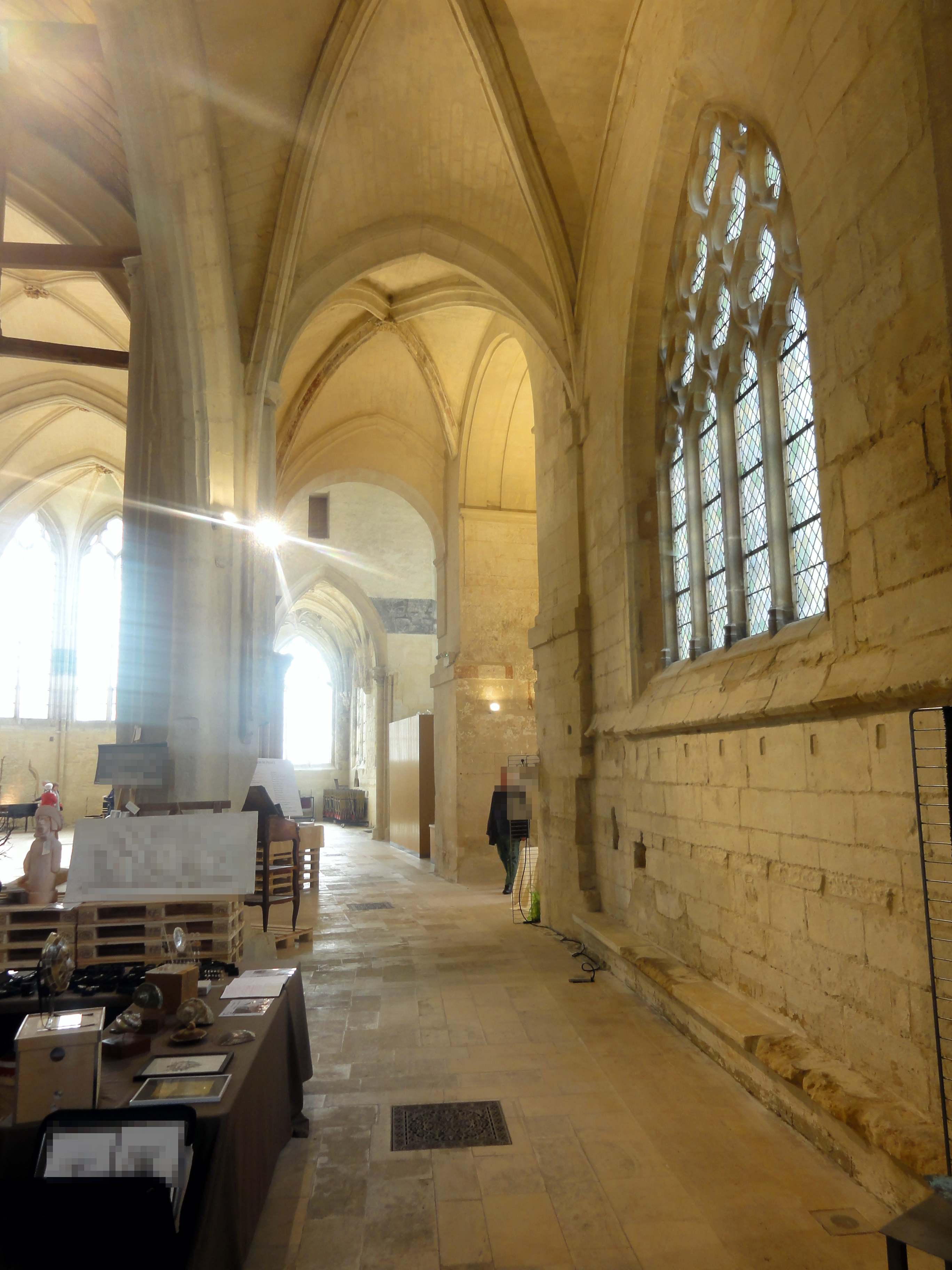
Bas-côté sud, 3e travée, vue vers l'est.
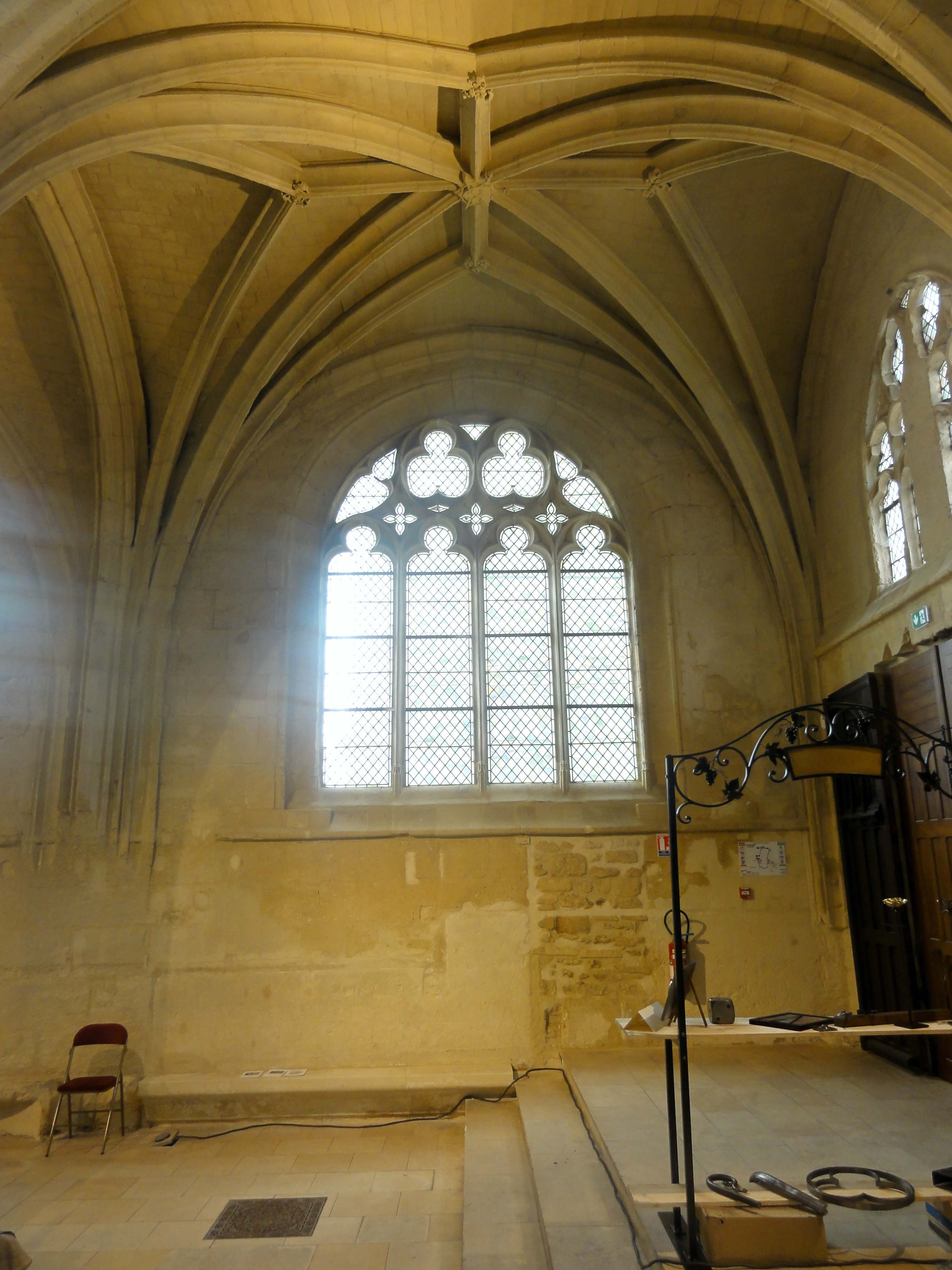
Bas-côté sud, 1re travée, vue vers le sud.
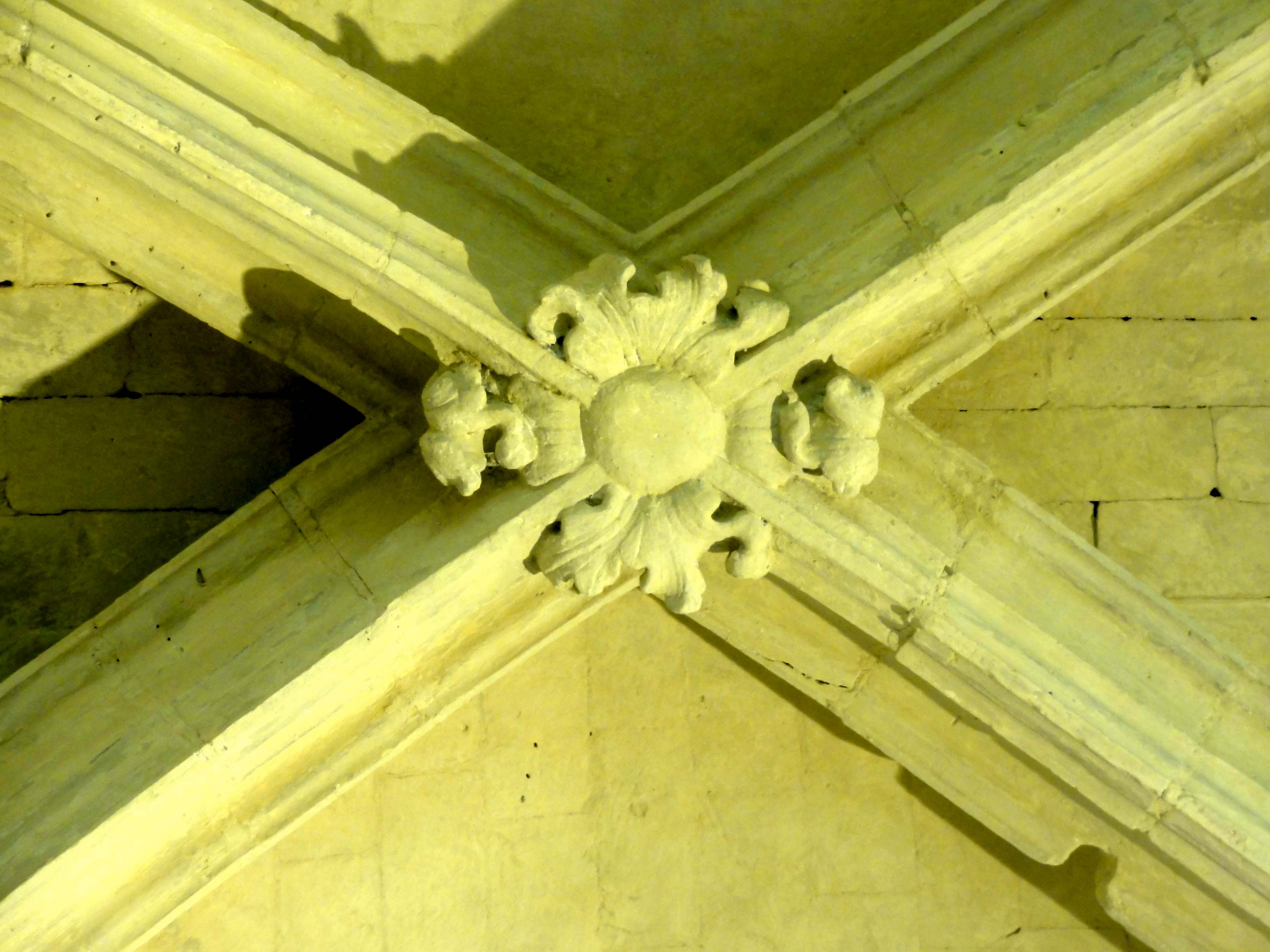
Bas-côté nord, clé de voûte de la 2e travée.

#### Transept

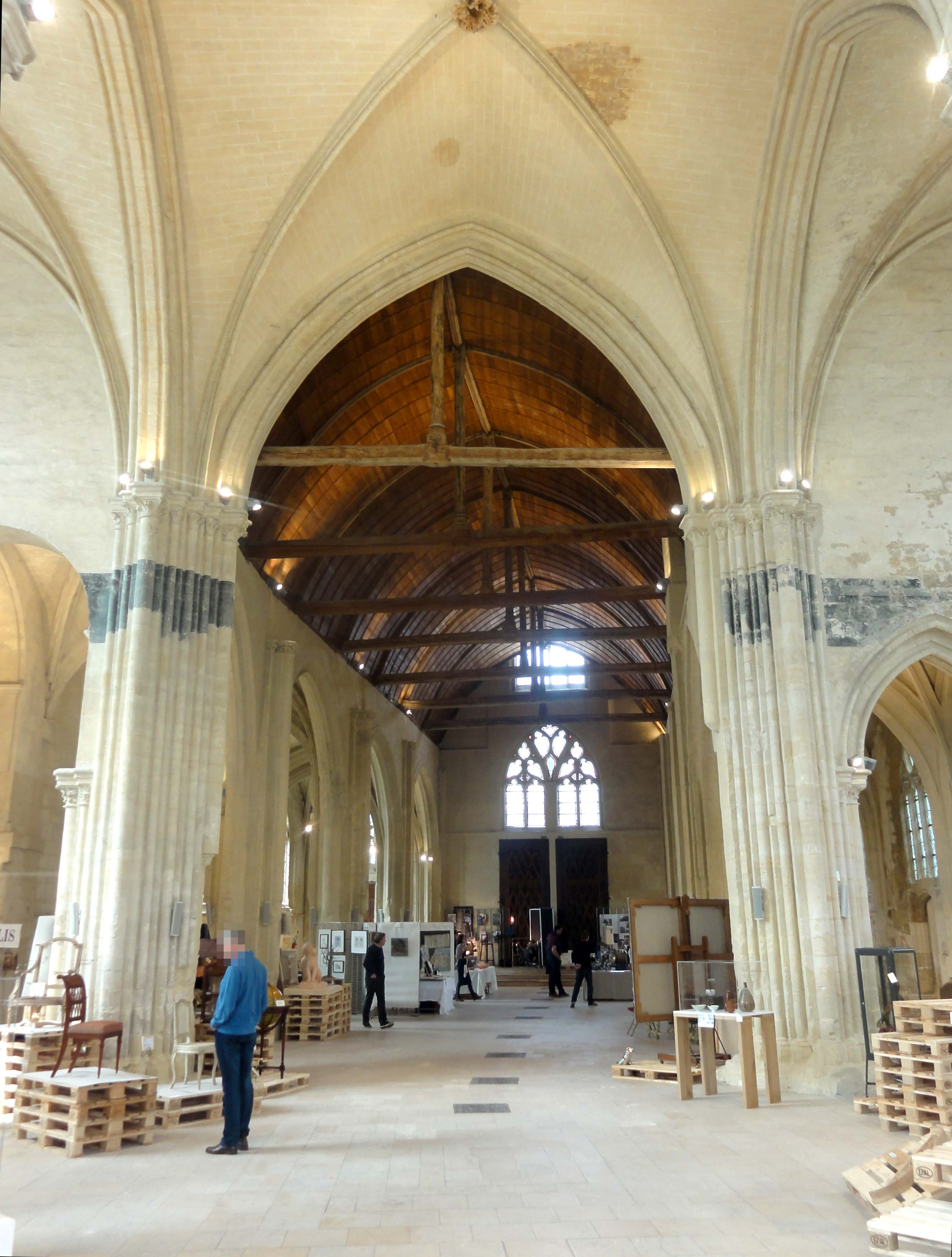
Croisée, vue vers l'ouest.

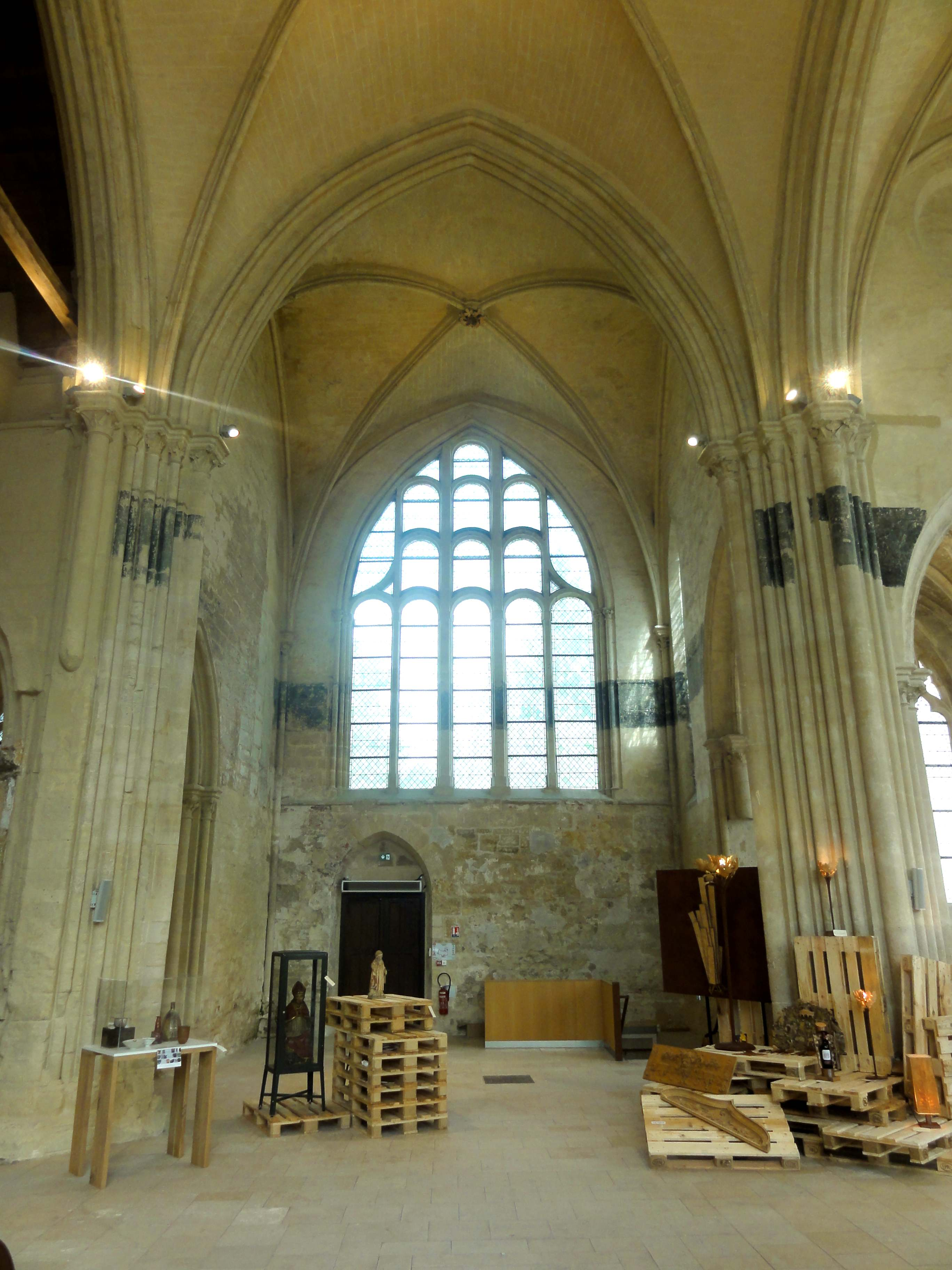
Croisée, vue vers le nord.

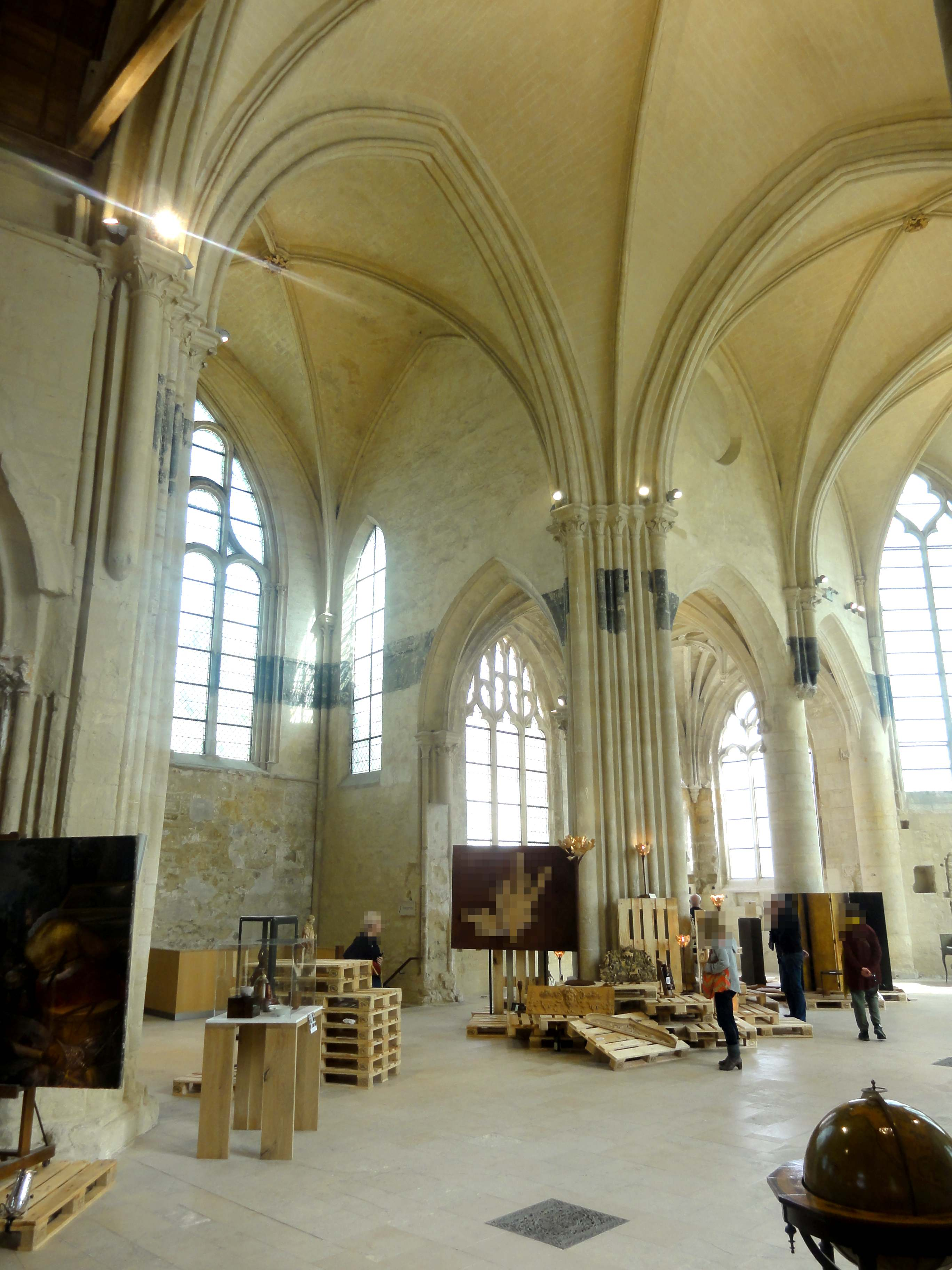
Vue diagonale vers le nord-est.

En vue de l'absence de caractère des croisillons du transept à l'extérieur, et notamment la présence d'un toit à croupe au sud, tout à fait inconcevable pour les transepts au Moyen Âge, et de remplages disgracieux avec des meneaux larges et dépourvus de mouluration, l'on ne s'attend guère à trouver une construction gothique de qualité à l'intérieur. Elle n'est altérée que par les réseaux des fenêtres d'extrémité, qui résultent d'une restauration dont la date n'est pas connue, et par l'impact de la construction du nouveau clocher au cours des années 1570 : un volumineux contrefort fait saillie dans le croisillon sud, et l'arcade vers le bas-côté sud de la nef a été refait en plein cintre, sans aucune préoccupation esthétique. Mais les voûtes des alentours de 1240, leurs faisceaux de colonnettes et trois grandes arcades vers le bas-côté nord de la nef et les chapelles latérales du chœur sont bien préservés. Qui plus est, le chœur, de la même époque que le transept, forme avec lui un ensemble toujours cohérent, même si les transformations apportées au chœur à la période flamboyante ne l'ont pas modifié à son avantage. L'ensemble transept et chœur constitue un témoignage de l'architecture religieuse à la charnière entre le gothique classique et le gothique rayonnant. L'agencement des supports est plutôt conservateur, avec une hiérarchisation du diamètre des fûts selon leur fonction, et des colonnettes en partie engagées dans un dosseret ou logées dans les angles rentrants des piles, sans aucun raccordement entre les fûts. Les astragales de profil aigu des chapiteaux ; la sculpture, avec des crochets stéréotypés et des feuilles polylobées grasses ; et les tailloirs toriques sont en revanche une manifestation des préceptes du style rayonnant. L'on note la forte similitude avec les tailloirs des chapiteaux des hautes-voûtes de la nef (voûtes qui n'ont jamais été construites), pourtant deux siècles et demi plus jeunes.
Concrètement, les quatre piles de la croisée du transept sont accostées de seize colonnettes, dont quatre de plus fort diamètre, en partie engagées dans des dosserets et correspondant aux arcs-doubleaux ou grandes arcades, et douze fines colonnettes, regroupées en groupes de trois et logées dans des angles rentrants. Ils sont destinés aux rouleaux supérieurs des doubleaux et arcades, ainsi qu'aux ogives, de sorte qu'il y a équivalence entre le nombre de supports et le nombre des éléments à supporter. Les fûts des ogives sont presque imperceptiblement plus épais que leurs voisins. Tous les chapiteaux sont disposés orthogonalement. Les chapiteaux sont généralement de plan circulaire, ce qui est conforme à leur époque. Les corbeilles des petits chapiteaux se terminent en haut par un anneau en arrière-plan des feuillages, ce qui correspond également à la tendance générale. Faisant exception à la règle, les corbeilles des grands chapiteaux transitent vers une section carrée vers le haut, ce qui évoque la première période gothique. Dans un même sens, les tailloirs sont assez épais. Ils accusent, du haut vers le bas, un tore largement proéminent ; un cavet ; un biseau et une plate-bande. S'y ajoute, en ce qui concerne les tailloirs des grands chapiteaux, un cavet supplémentaire, auquel se superposent les feuilles d'angle de la corbeille. Comme autre reflet d'un parti conservateur, les tailloirs sont toujours de plan carré, à angles abattus. En résultat de la recherche esthétique menée par l'architecte et pour des considérations qui lui appartiennent, ce sont cette-fois ci les tailloirs des ogives qui échappent à la règle. Les bases, mal conservées, se composent d'un petit et d'un gros tore aplatis, et reposent sur des socles octogonaux. Les scoties semblent faire défaut ; en revanche, les fûts présentent une encoche immédiatement au-dessus des bases. L'ensemble des socles d'une pile reposent à leur tour sur un socle de plan losangé aux angles abattus, qui dépasse légèrement l'emprise des socles des colonnettes, et a l'arête agrémentée par une plinthe moulurée. Il reste encore à dire à propos des supports qu'une colonnette unique reçoit à la fois l'ogive et les formerets dans les quatre extrémités du transept, en suivant là aussi une tendance ancrée dans la première période gothique et assez contraire au courant rayonnant.
Les voûtes restent fidèles aux profils les plus emblématiques du style gothique classique, et on aurait pu les construire à l'identique deux décennies plus tôt. Ce qu'elles ont de remarquable est la grande minceur des ogives par rapport à la superficie des voûtains. Les arcs-doubleaux et la seule grande arcade conservée avec sa mouluration d'origine, celle vers la base du clocher du XIe siècle à la fin du bas-côté nord, sont à deux rangs de claveaux. Le rang de claveaux supérieur, analogue aux formerets, est constitué d'un tore. Le rang de claveaux inférieur est quant à lui constitué d'un méplat entre deux tores, profil qui existe déjà dans la région au second quart du XIIe siècle, avec un diamètre accru il est vrai. Les ogives affectent un tore unique en profil d'amande, placé en avant d'un bandeau chanfreiné. Ce bandeau passe autour des clés de voûte, qui sont des délicates couronnes de feuillages. Les feuilles, d'une sculpture naturaliste et très fouillées, sont agencées autour d'un orifice central. Elles conservent leur polychromie ancienne. Avec l'ensemble des parties orientales, les voûtains sont badigeonnés et peintes en faux-appareil, avec des joints blancs. L'appareil n'est en réalité pas aussi régulier que l'on pourrait le croire dans un pays pourvu de carrières de pierre calcaire d'une excellente qualité. Les parties basses des murs sont bâties en moellons de calcaire grossier, qui offrent davantage de solidité et résistent mieux aux remontées d'humidité que la pierre de taille plus tendre. Il y a des traces de reprises, et les murs des deux clochers affleurent dans les croisillons. À ce titre, il convient de signaler la litre funéraire qui court en hauteur, au niveau du sommet des grandes arcades, et qui a malheureusement perdu les armoiries. En ce qui concerne les élévations latérales, l'attention se portera sur les vestiges du remplage rayonnant des deux vastes baies d'extrémité. Il s'agit de groupes de trois fines colonnettes, de leurs chapiteaux, et de leurs archivoltes toriques. Les colonnettes extérieures forment la décoration du pourtour ; les colonnettes médianes forment le réseau primaire ; et les colonnettes intérieures, le réseau secondaire, en l'occurrence les lancettes. Leur nombre, ainsi que la configuration des tympans, ne peut plus être déduit. En contraste avec ces baies qui devaient être du plus bel effet avant la réfection grossière de leur remplage sur la base d'arcatures en plein cintre, le jour entrait par l'est par deux lancettes simples entourées d'un simple biseau. Celle du croisillon sud est restée bouchée (alors que la restauration des années 2010 a restitué l'ensemble des autres baies bouchées, sauf les oculi de la première travée du chœur, qui donnent à présent sur les combles).

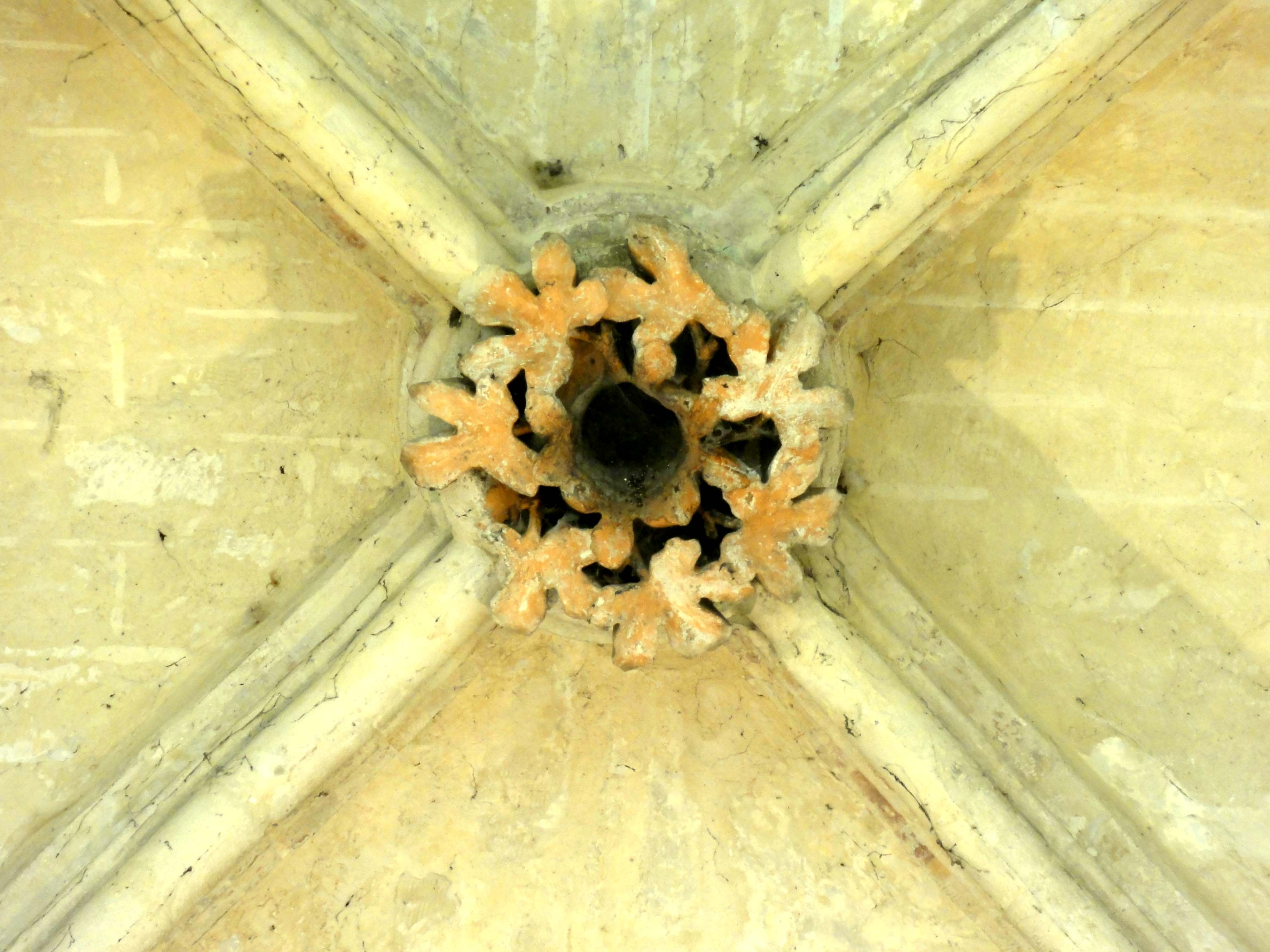
Croisée, clé de voûte.
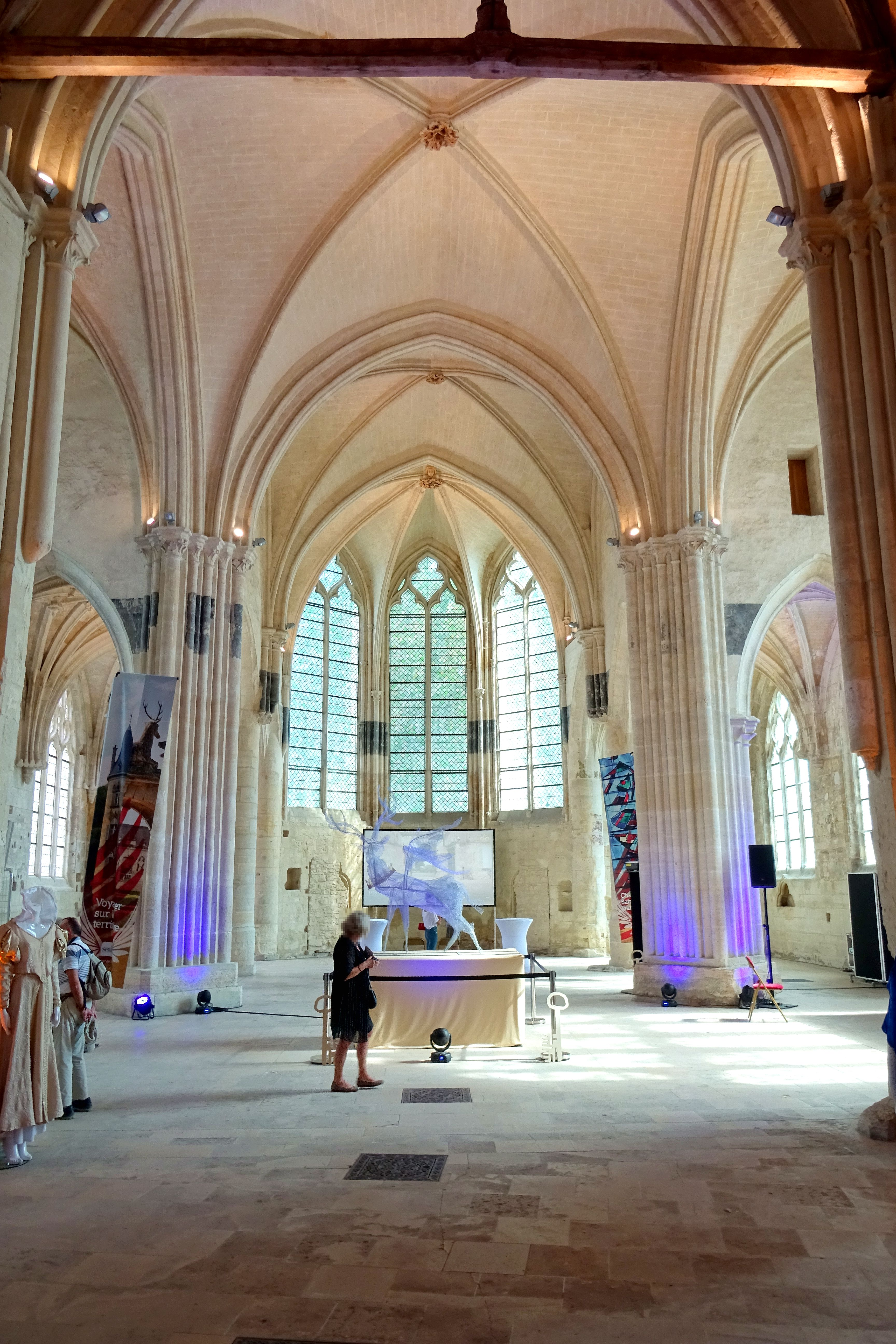
Vue vers l'est dans le chœur.
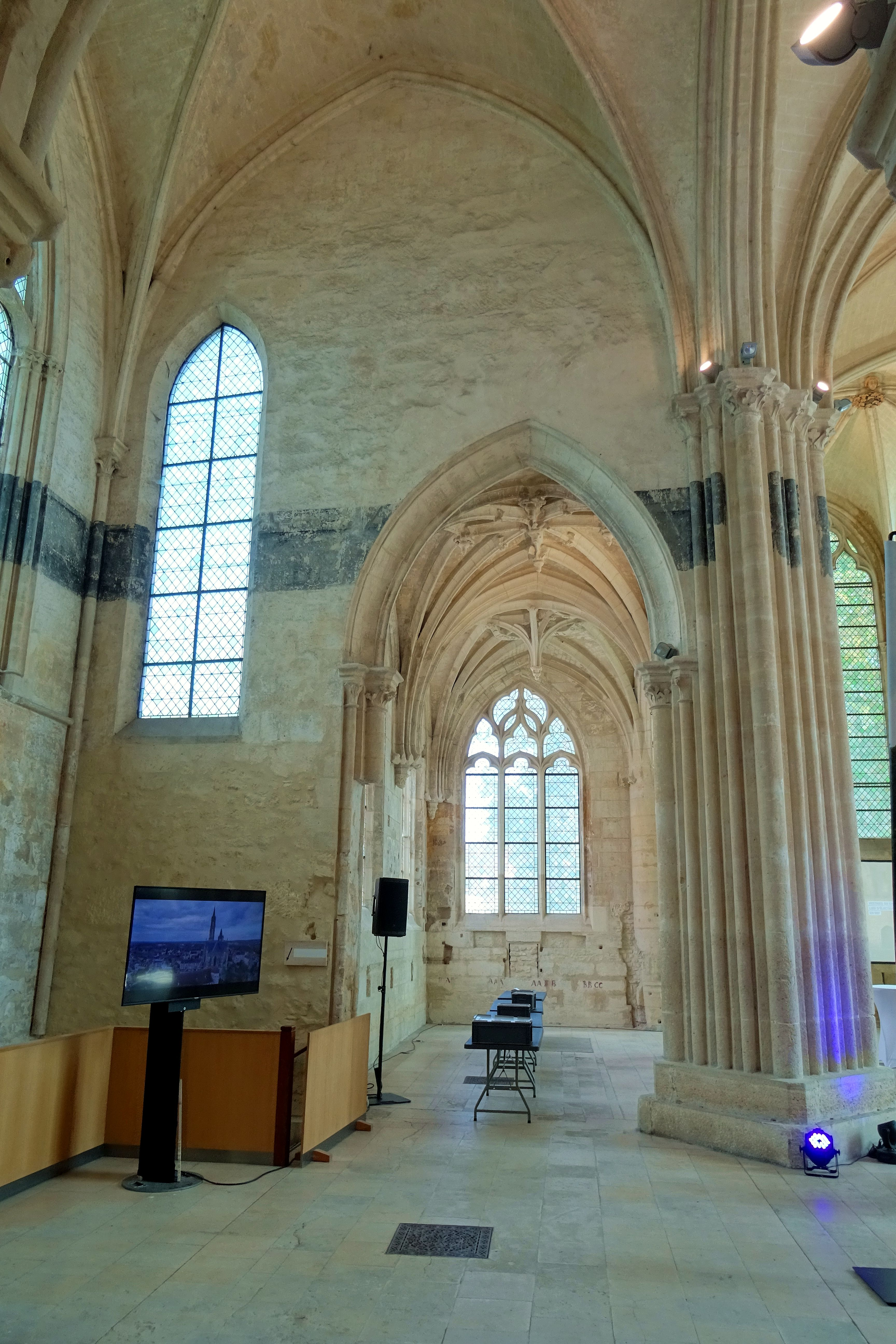
Croisillon nord, vue vers l'est.
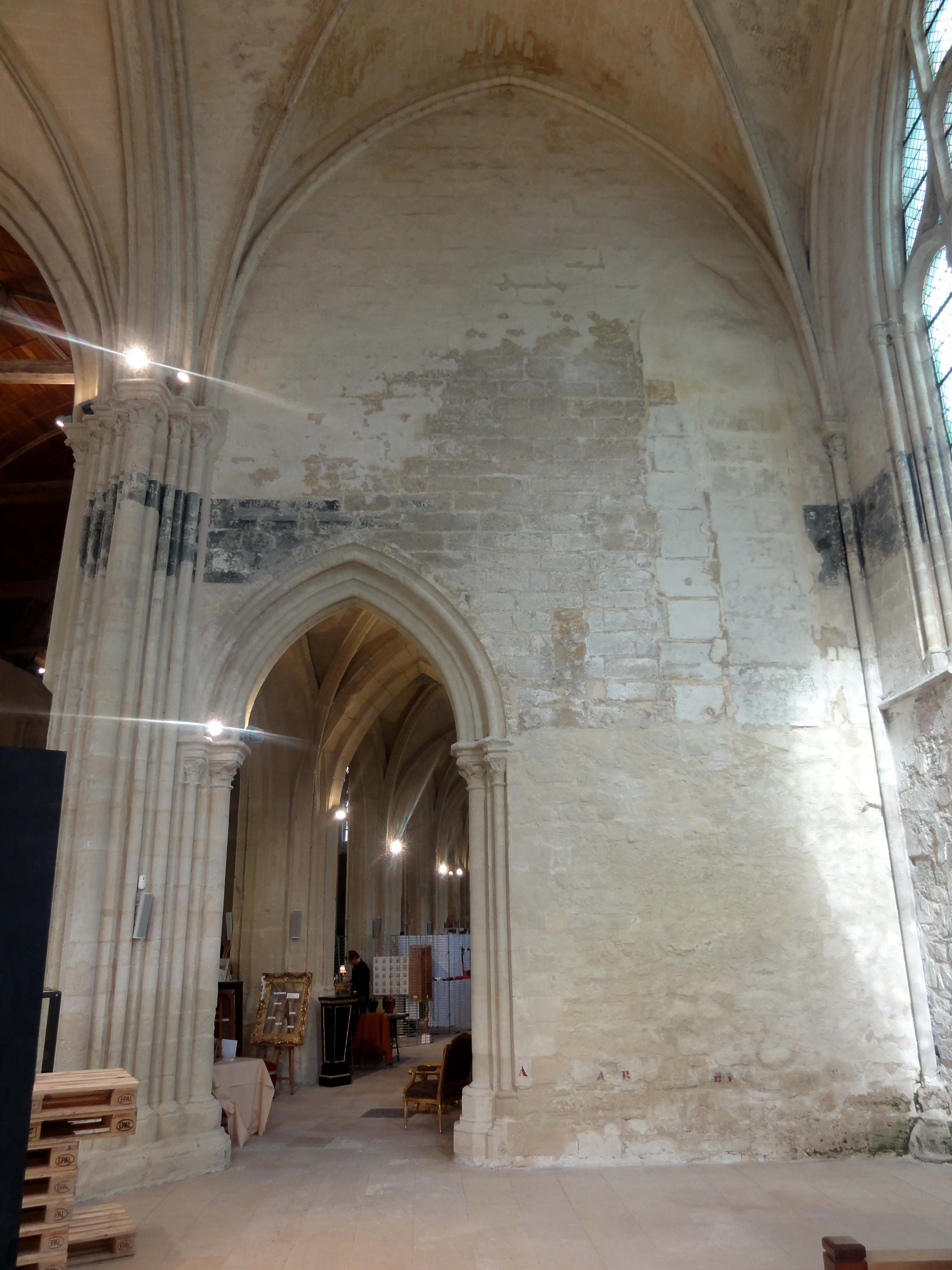
Croisillon nord, vue vers l'ouest.
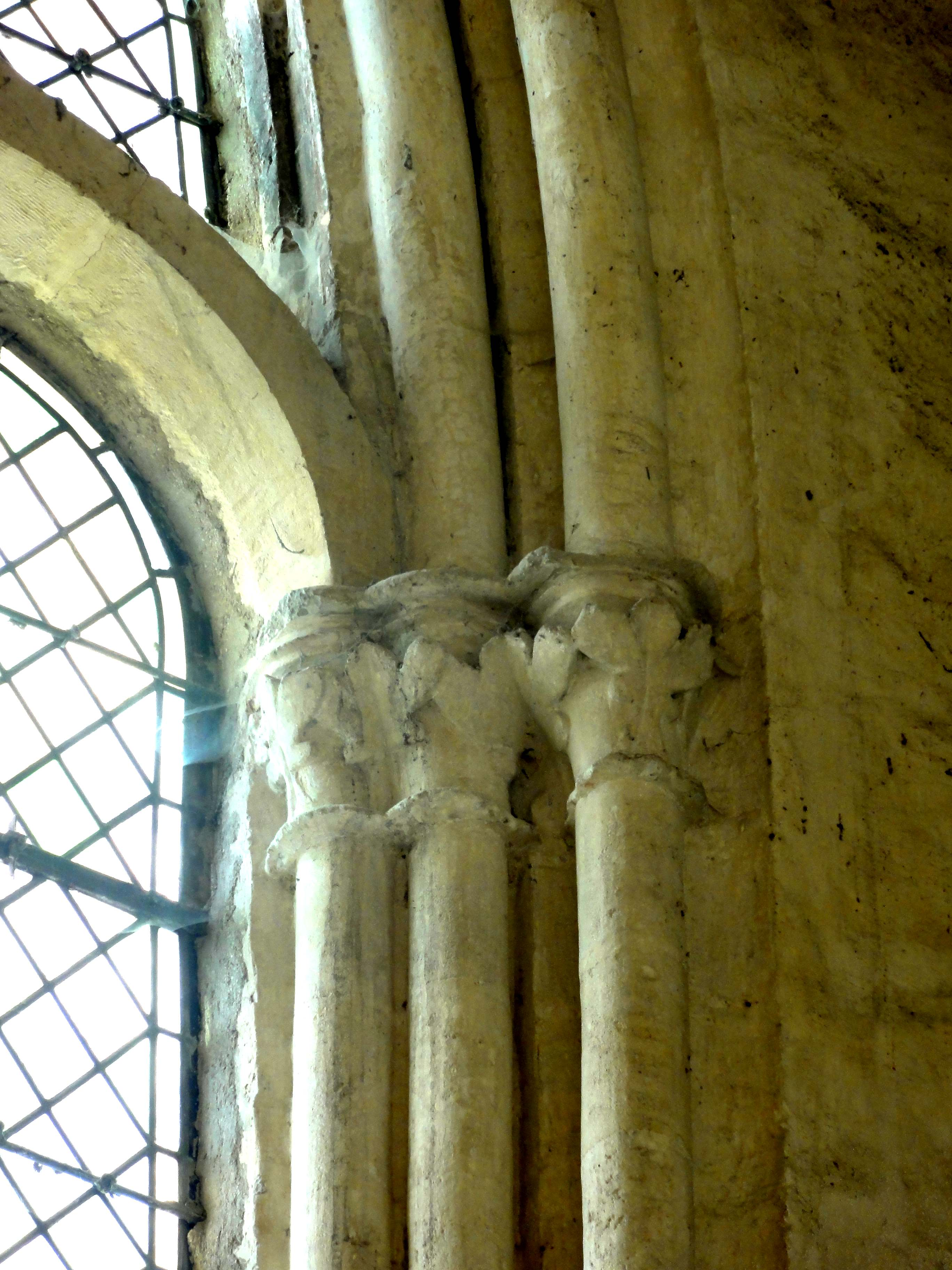
Chapiteaux de la baie du sud.
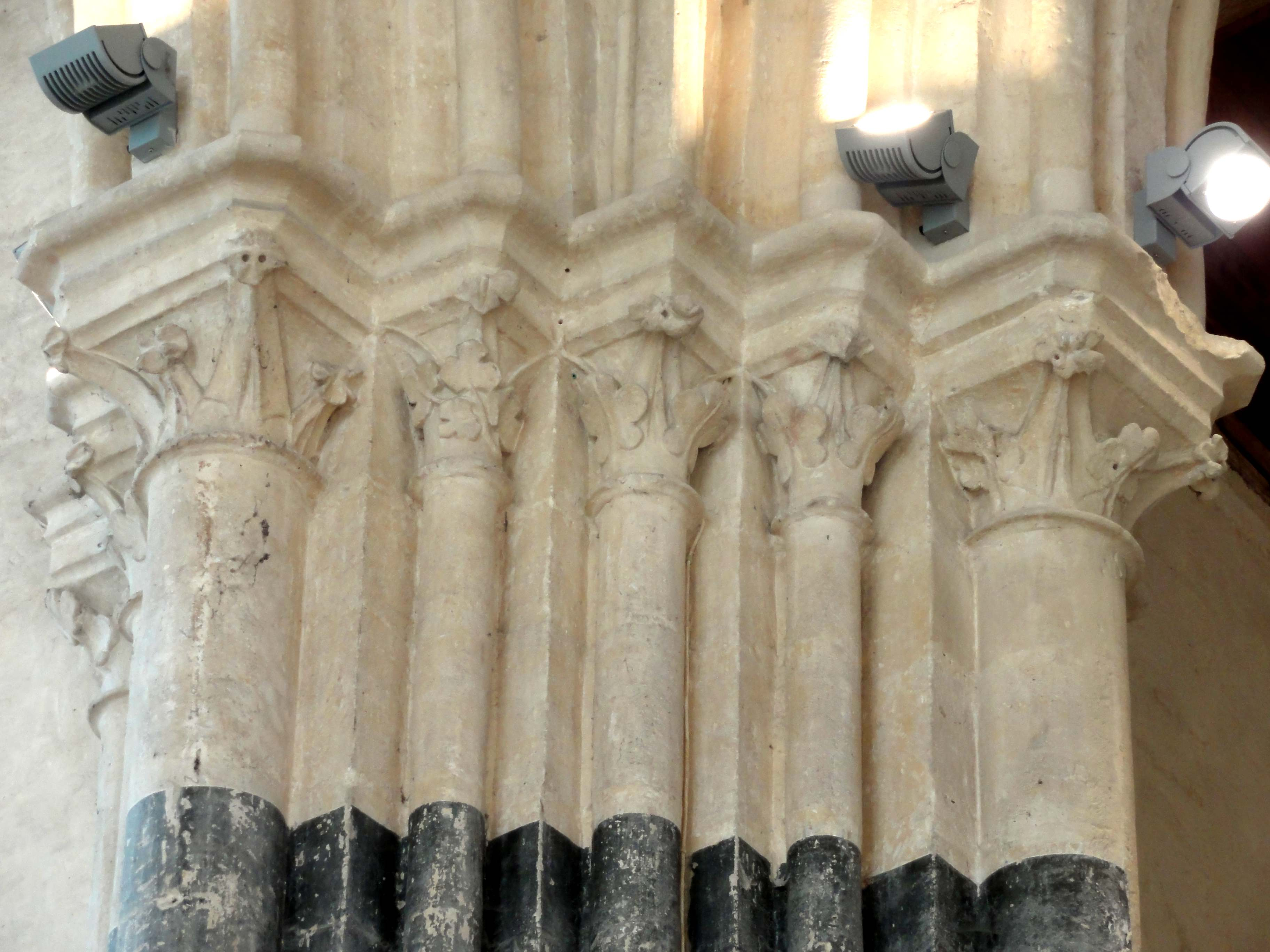
Croisée, chapiteaux dans l'angle sud-ouest.

#### Chœur

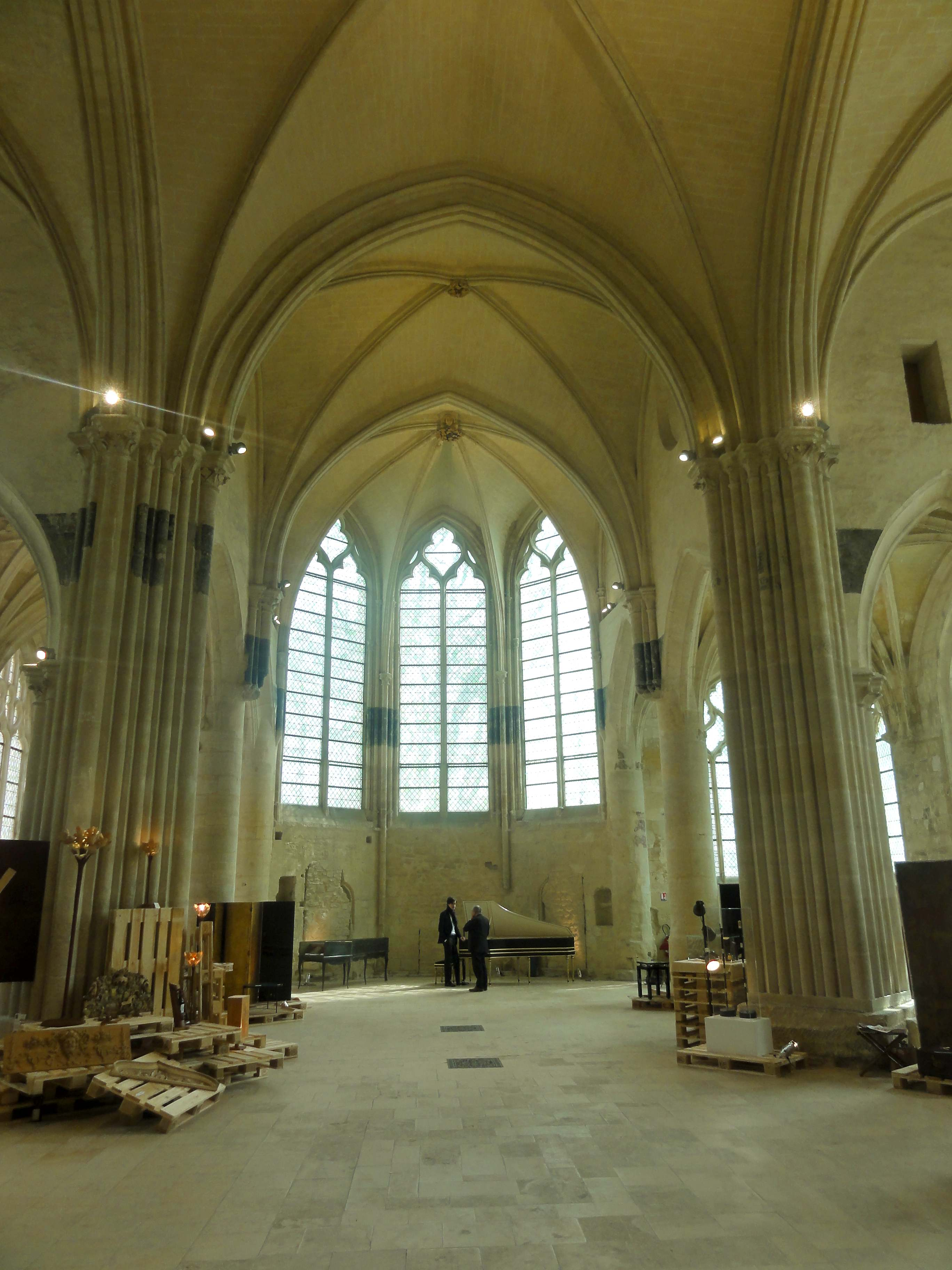
Vue vers l'est depuis la croisée du transept.

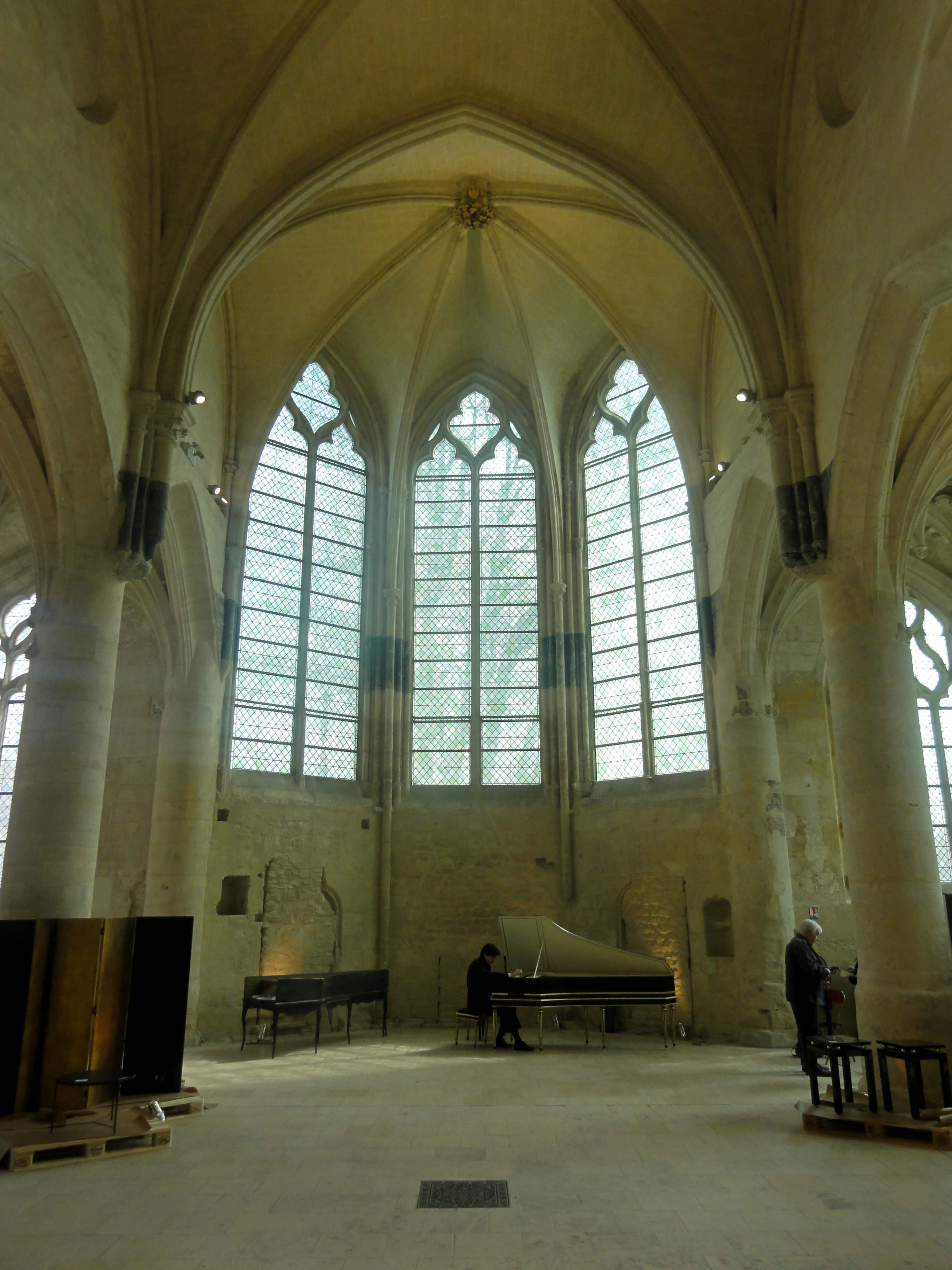
Vue vers l'est.

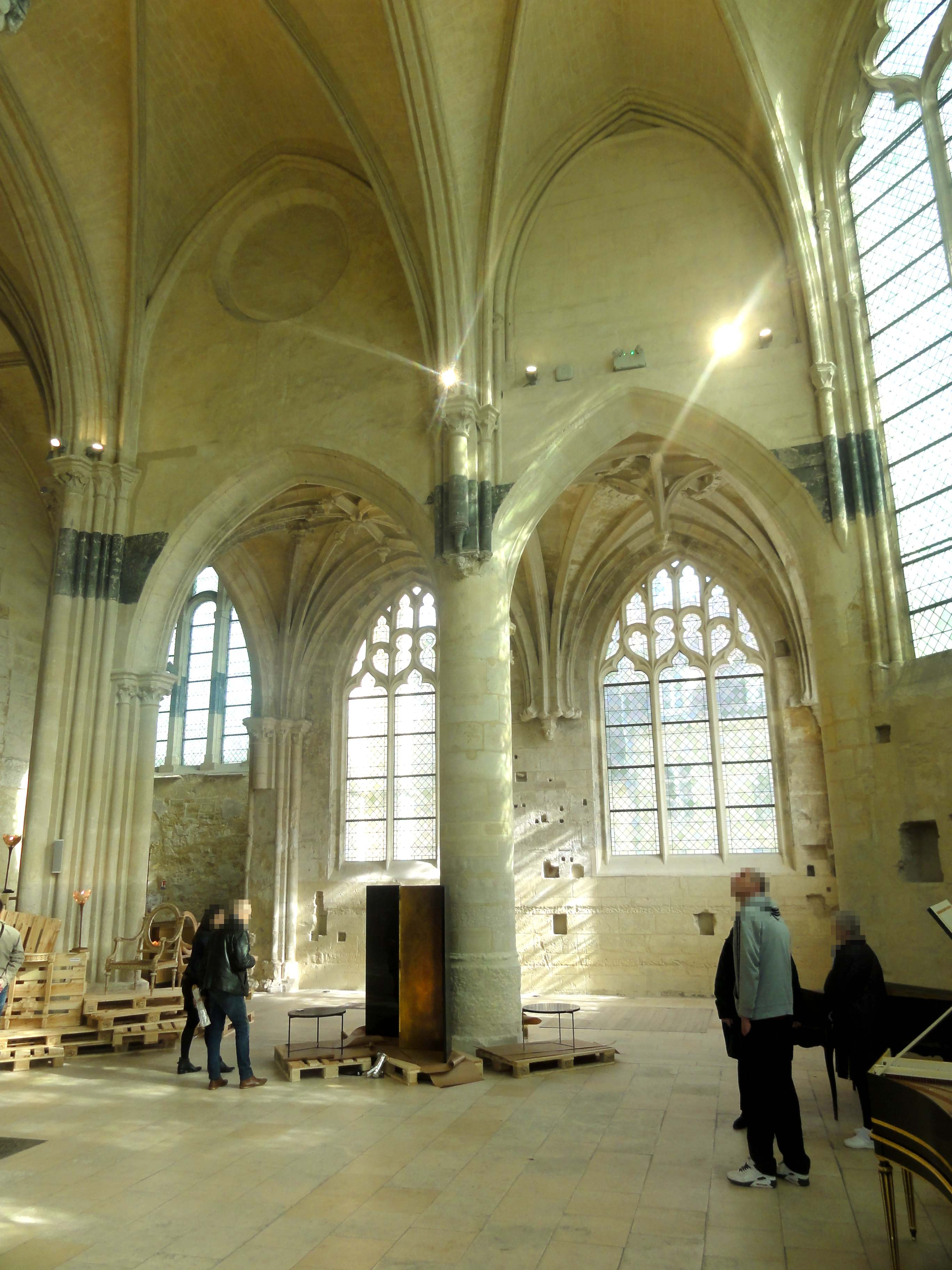
Vue vers le nord.

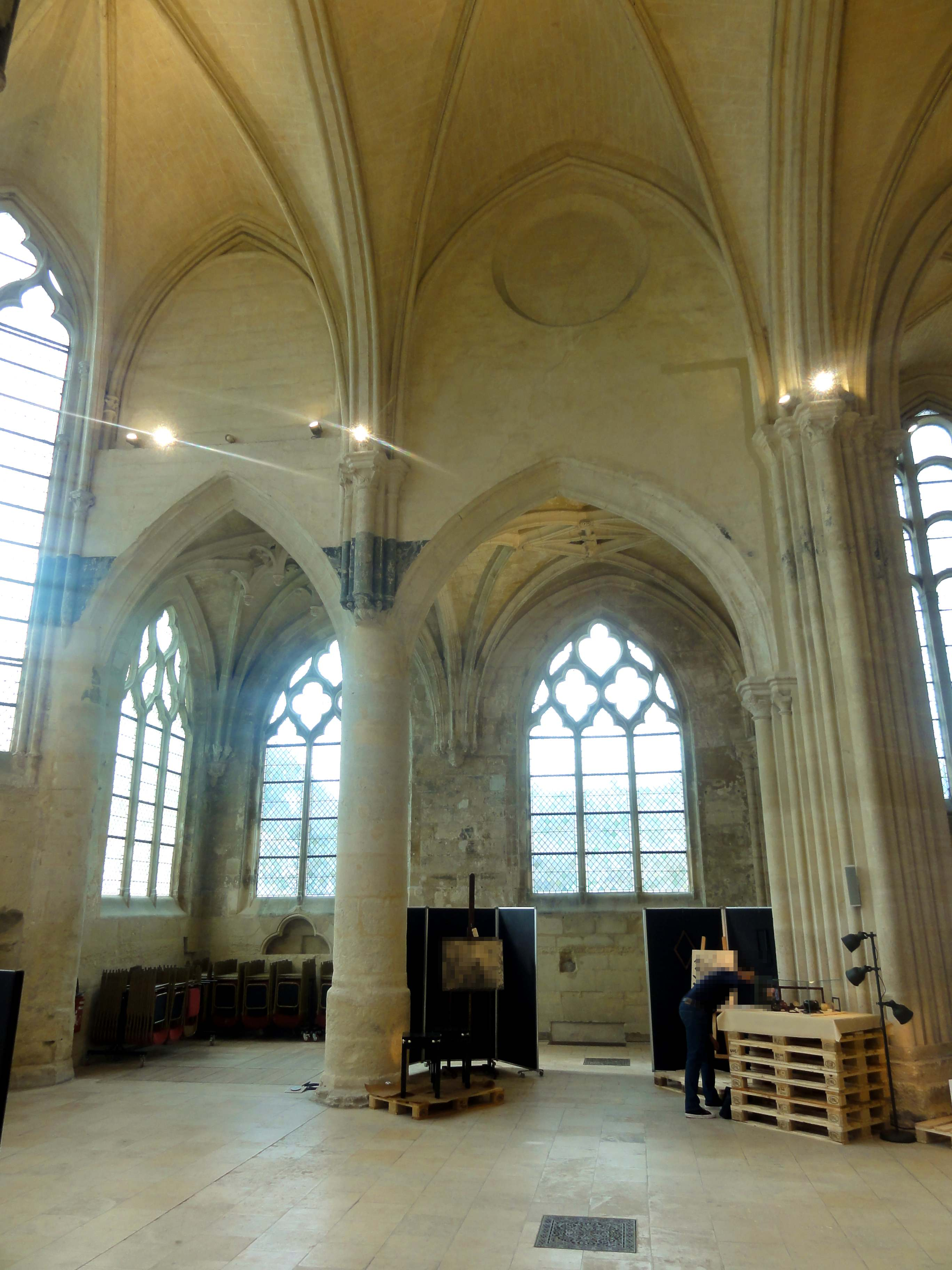
Vue vers le sud.

Comme déjà évoqué dans le contexte du transept, le chœur forme un ensemble indissociable avec lui, mais n'a pas traversé l'histoire indemne. Sans que l'on puisse en devenir la cause, il n'a pas seulement été réparé à la période flamboyante, mais on a également remplacé les fenêtres latérales de l'abside par des grandes arcades, et bouchée les oculi en haut de la première travée. Le plan initial, connu grâce aux fouilles de 1978, prévoyait en effet des chapelles latérales carrées d'une unique travée. Les grandes arcades vers ces chapelles étaient moitié moins larges que la distance entre les faisceaux de colonnettes qui délimitent la première travée. Elles étaient contiguës aux piles de la croisée du transept. De telles arcades étroites sont plus habituelles des raccordements avec des chapelles latérales à chevet polygonal, comme à Chambly. Dans ce cas, il n'y a en effet pas d'autre possibilité. Abstraction faite de cette particularité, on peut comparer le plan des parties orientales de Saint-Pierre à l'église du prieuré Saint-Christophe-en-Halatte, du troisième quart du XIIe siècle, ou au plan de l'église Saint-Vaast d'Angicourt, du milieu du XIIe siècle, reconstruite vers 1240/45.
Ces églises sont toutefois à chevet plat. La richesse du chœur de Saint-Pierre était justement l'abside à cinq pans, ajourés par de vastes baies avec l'effet de « cage de verre » affectionné par les maîtres bâtisseurs de la période rayonnante. C'est pour la perte de l'unicité de cette belle abside que l'on peut déplorer l'agrandissement des chapelles latérales. En outre, l'adaptation des élévations latérales de la partie droite de l'abside à celles de la première travée du chœur a pour inconvénient de mettre en exergue la largeur différente. Comme il semble logique, la partie droite de l'abside est en effet moins profonde que la première travée. Le bouchage des oculi en haut de la première travée ne paraît, dans ce contexte, que comme un détail. Il aurait pu être éludé en donnant aux chapelles des toits en pavillon ou des toits en bâtière, en non des toits en appentis, comme on l'a fait. Maintenant, l'église Saint-Pierre possède une abside à trois pans, ce qui est rare dans la région : Julie Aycard ne cite que Mont-l'Évêque et Droizelles ; on peut ajouter La Chapelle-en-Serval et Fresnoy-la-Rivière, également dans l'ancien diocèse de Senlis, ainsi que Marolles et Mézy-sur-Seine, etc. Mais puisqu'il s'agit du résultat d'un remaniement, la considération n'est pas réellement digne d'intérêt. On peut indiquer que l'abside de l'église de Groslay a connu le même sort que Saint-Pierre, mais au sud seulement, à la période de la Renaissance. Plus étonnant que le chevet à trois pans est l'adjonction de chapelles rayonnantes au pied de ses trois grandes fenêtres. Elles n'ont pas été fouillées, et leur profondeur n'est pas connue, si bien qu'il serait peut-être plus prudent de parler d'enfeus. En tout cas, les culs-de-lampe des voûtes et leurs arrachements sont visibles à l'extérieur et prouvent leur existence ancienne, dont l'on ignore également combien de temps elle a duré.
Le chœur a des voûtes et supports analogues au transept. Mais sans surprise, le doubleau qui sépare les deux travées est à simple rouleau, et l'on n'a pas maintenu le principe de l'équivalence entre le nombre des supports et le nombre des éléments à supporter, pas davantage que dans les angles des croisillons. De cette manière, on trouve des groupes de seulement trois colonnettes à l'intersection des deux travées. Des colonnettes uniques reçoivent les nervures dans les angles de l'abside. Cela suffit à la solidité de l'édifice. Ce pragmatisme, typique de la première période gothique qui cherche à diminuer l'encombrement des travées par les colonnettes, apparaît comme un manque de rigueur à la période rayonnante, qui tend plutôt à décupler le nombre des fûts sans bien sûr leur accorder davantage d'espace. Pour les nouvelles chapelles latérales, on a maintenu les colonnettes à l'ouest des grandes arcades, qui entrent dans la composition des piles du carré du transept. Les autres fûts ont été coupés en hauteur. La raison en demeure obscure, car ils auraient bien pu entrer dans la composition des piliers intermédiaires des grandes arcades. Mais l'architecte chargé des travaux cherchait la simplicité, et donna la préférence à des fûts monocylindriques appareillés en tambour, que l'on voit dans de nombreuses églises flamboyantes d'un style moins recherché (Bessancourt, Boran-sur-Oise, La Chapelle-en-Serval, Fresnoy-la-Rivière, Jagny-sous-Bois, Orrouy, Précy-sur-Oise, Survilliers, Le Thillay, Vez, Vineuil-Saint-Firmin, etc.). Tout au moins concéda-t-il des culs-de-lampe sculptés aux colonnettes à l'intersection des travées. Peut-être s'agissait-il plutôt de réaliser la reprise en sous-œuvre dans les plus brefs délais, car n'analyse stylistique des remplages de l'abside et de la chapelle latérale sud suggère que l'architecte était le même que celui qui se chargea de la première campagne de construction de la nef et du bas-côté sud (voir ci-dessous). Un premier indice en est l'analogie entre le profil des grandes arcades des chapelles latérales et celui de la troisième et surtout quatrième grande arcade au sud de la nef. En tout cas, les bases des piliers cylindriques traduisent aussi une exécution rapide, car elles se limitent à une plinthe d'un profil simple et d'un épaississement en dessous,.
Les oculi de la première travée sont toujours visibles. À l'instar des lancettes orientales des croisillons, ils sont simplement entourés d'un biseau. Des oculi en tant que fenêtres hautes se trouvent aussi à Andrésy (chœur), Frouville (nef), Grisy-les-Plâtres (deux premières travées), Marly-la-Ville, Saint-Ouen-l'Aumône (nef), Vallangoujard et de Jouy-le-Moutier (chœur). Au nord et au sud de l'abside, l'encadrement des anciennes baies a été préservé en dépit de leur suppression totale. Ces baies occupaient la totalité de la largeur disponible entre les colonnettes des voûtes, et s'inscrivaient directement dans les lunettes de la voûte. Le tore et les colonnettes qui formaient le réseau primaire se substituaient ainsi aux formerets, ce qui est prouvé par la présence de petits chapiteaux au-dessus du niveau des chapiteaux des voûtes, et par un passage des colonnettes à côté des tailloirs et corbeilles de ces derniers. Le tore qui encadrait la verrière du tympan fusionne avec un tore décrivant un arc de cercle, qui devait constituer la limite supérieure d'un oculus inscrivant un polylobe. Cette fusion des tores n'intervient en principe qu'à un stade plus avancé de la période rayonnante. Elle ne devait pas exister sur les grandes verrières du transept, car celles-ci comptaient un tore et des colonnettes en plus. Au chevet, le remplage des trois baies subsistantes devait être conçu de la même manière. Il en restent des vestiges analogues, à l'exception du tore en arc de cercle au sommet du tympan. Les réseaux proprement dits ont en effet été remplacés à la période flamboyante. Ces remplages flamboyants sont très élégants et se marient sans heurts avec l'architecture rayonnante. Ils sont constitués de deux lancettes à têtes trilobées séparées par un meneau chanfreiné, et d'un soufflet entre deux mouchettes au tympan. Il n'est pas difficile de reconnaître l'analogie totale avec les têtes trilobées et le soufflet au sommet du tympan de l'unique baie issue de la première campagne de construction des bas-côtés, dans la troisième travée du sud. Aveuglés par le fait que l'évêque Guillaume Parvi prêta au chapitre cathédral, collateur de la cure de Saint-Pierre, la somme de cinquante livres pour le parachèvement des chapelles du chœur en 1530, Julie Aycard et Dominique Vermand datent automatiquement le remaniement du chœur de cette époque, et renoncent à l'étude stylistique de ses apports. Pourtant, la somme est bien modique pour des travaux d'envergure,.

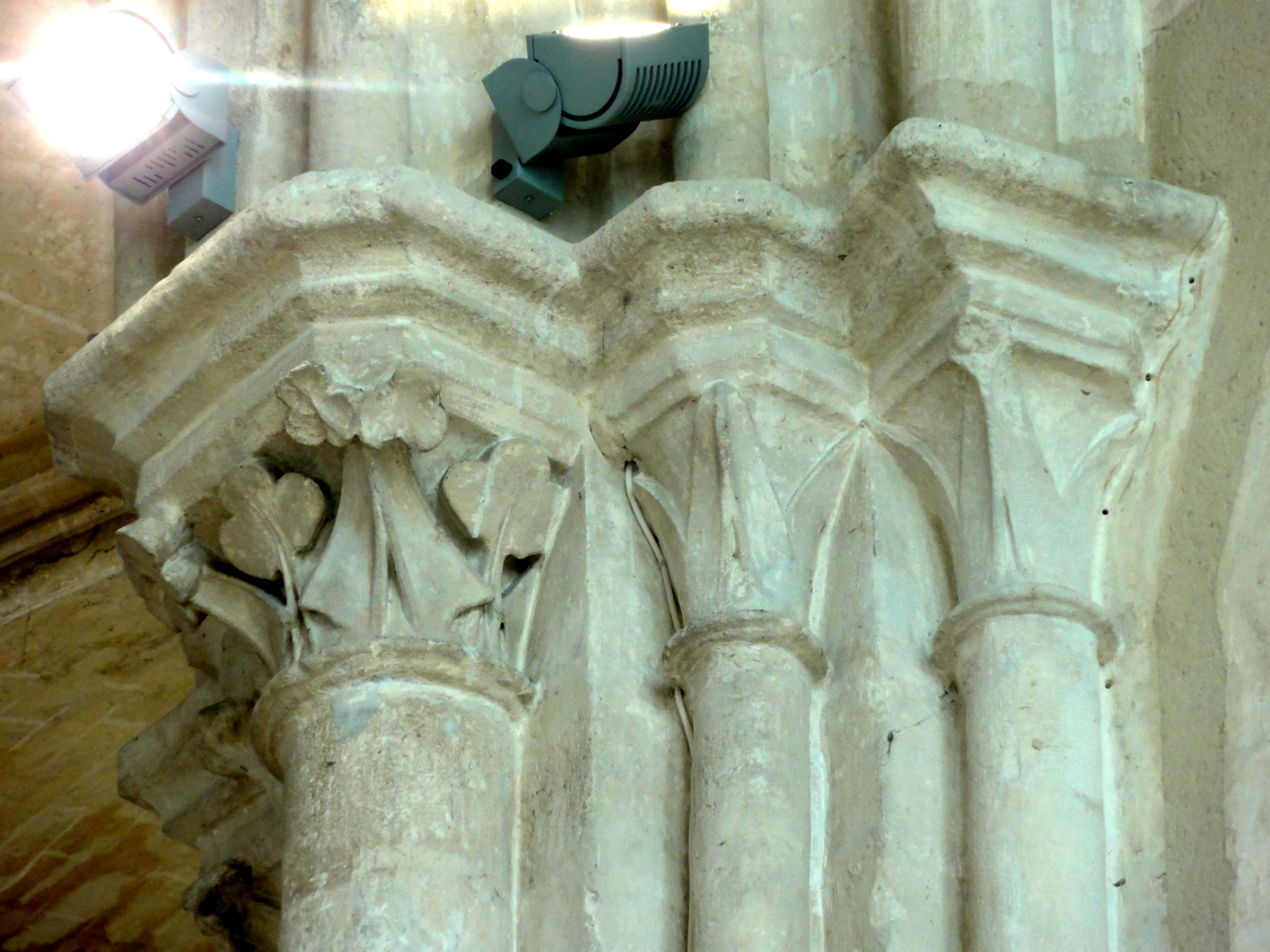
1re travée, chapiteaux dans l'angle nord-ouest.
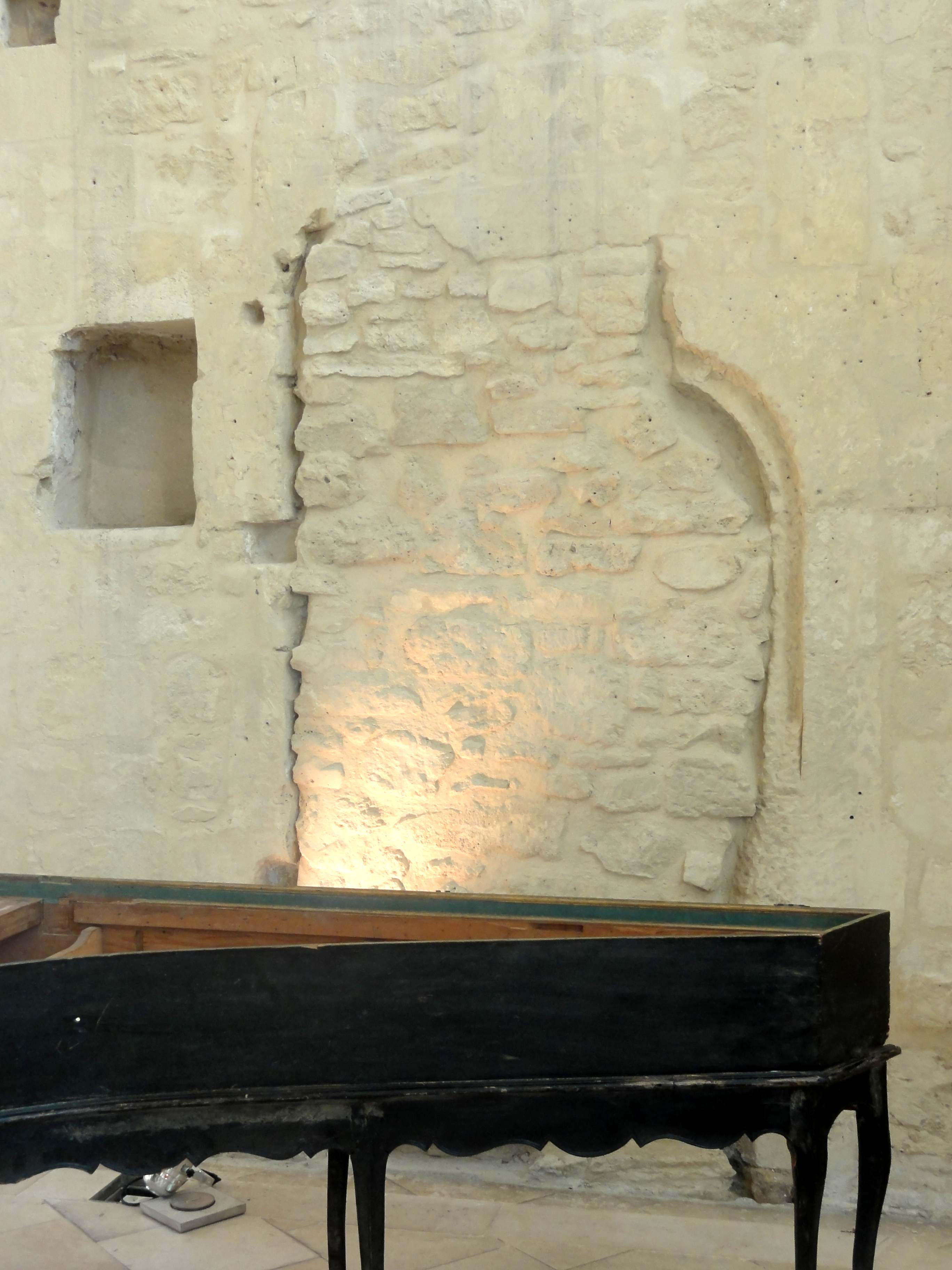
Abside, arcade bouchée vers une chapelle / enfeu.
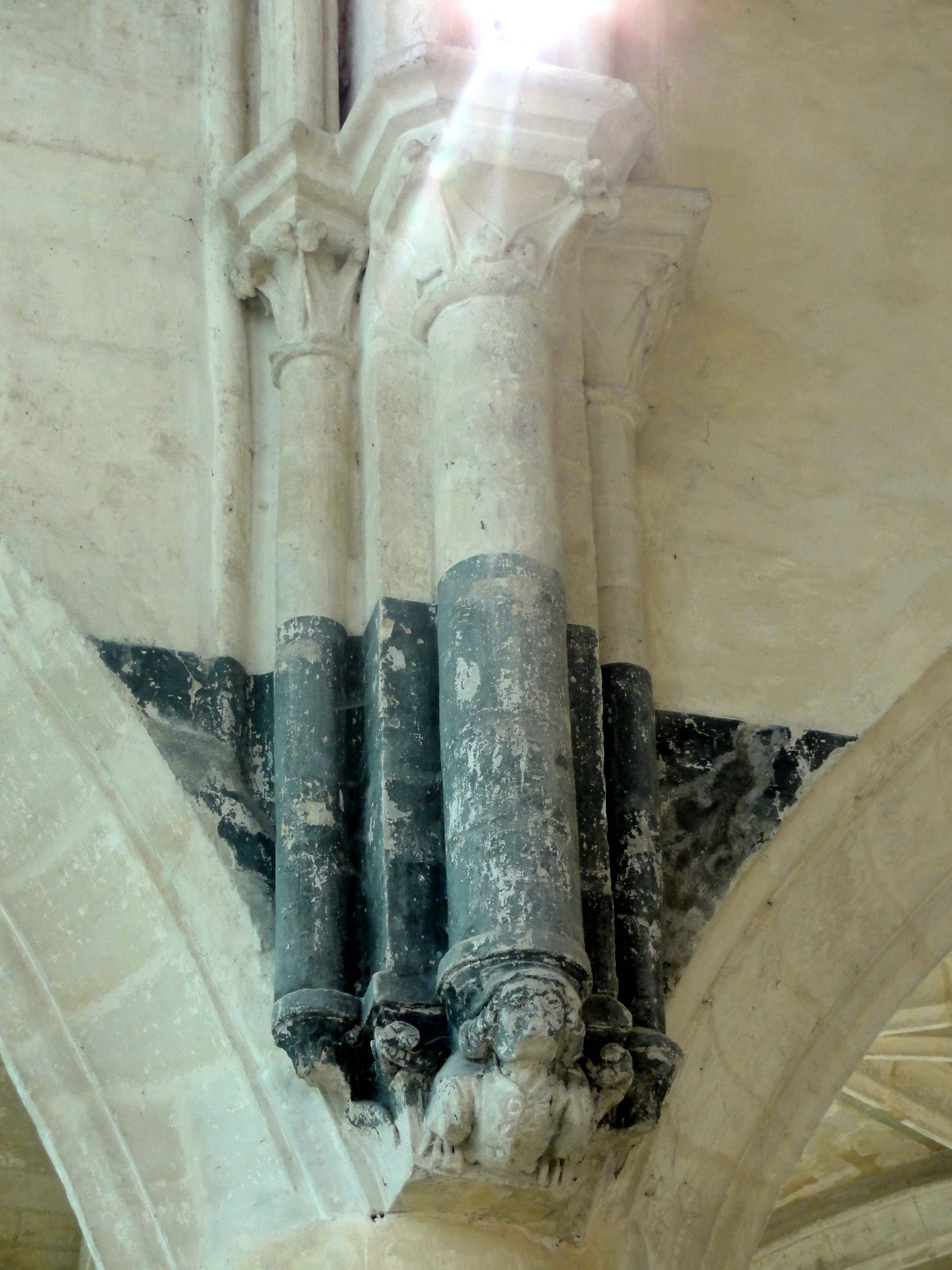
Supports du doubleau intermédiaire, côté sud.
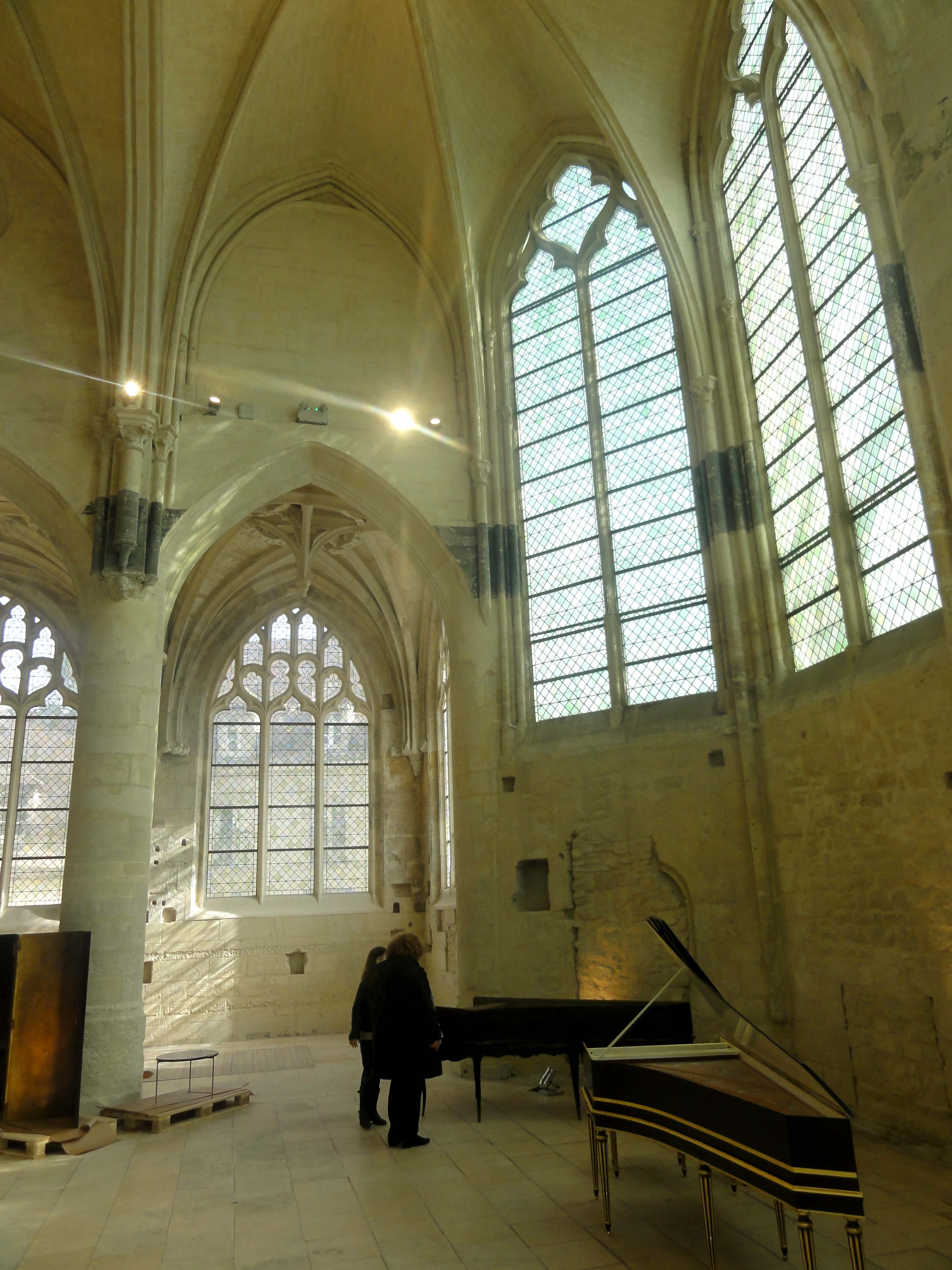
Abside, vue vers le nord.
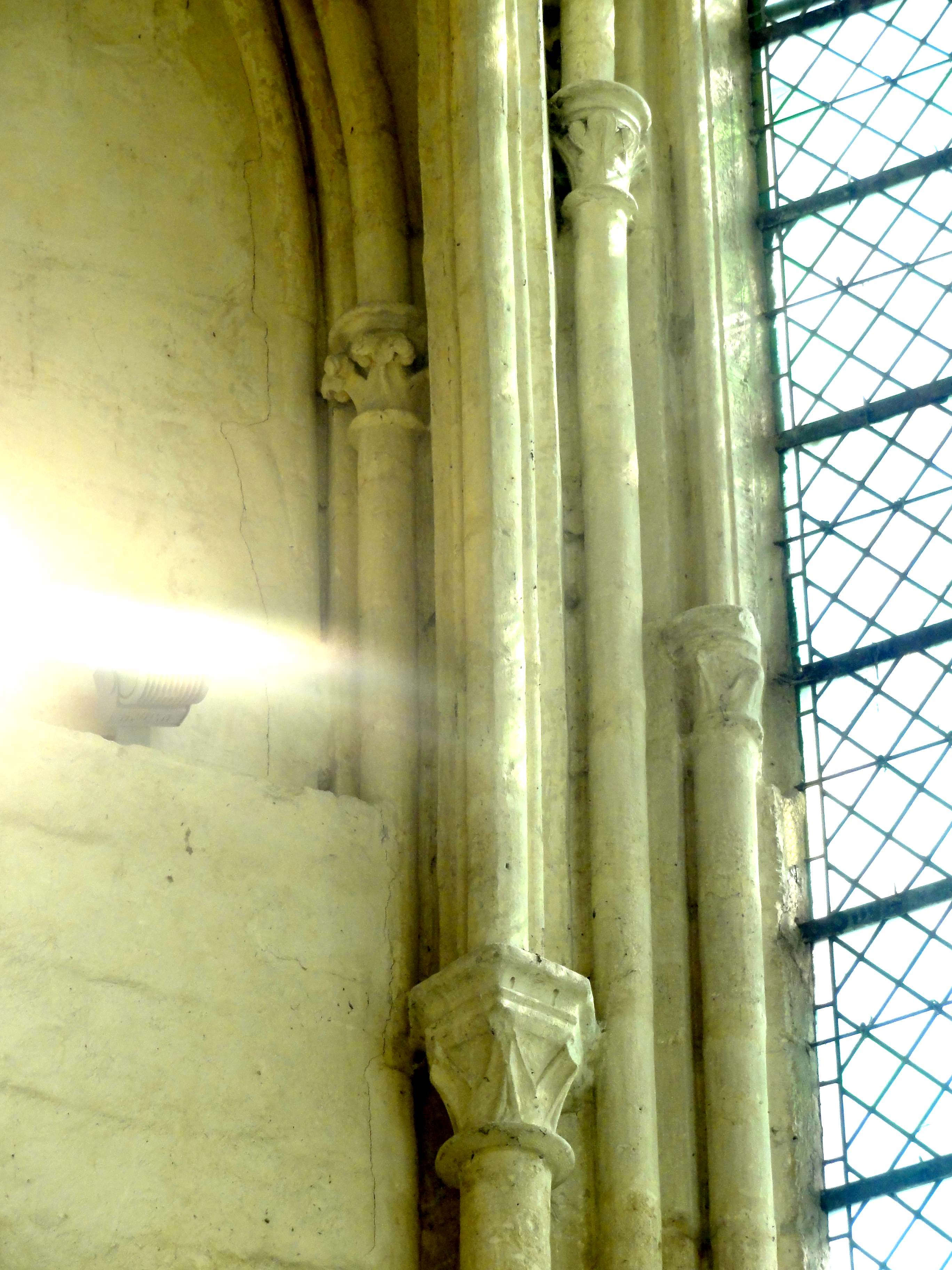
Abside, chapiteaux à g. de la baie nord-est.
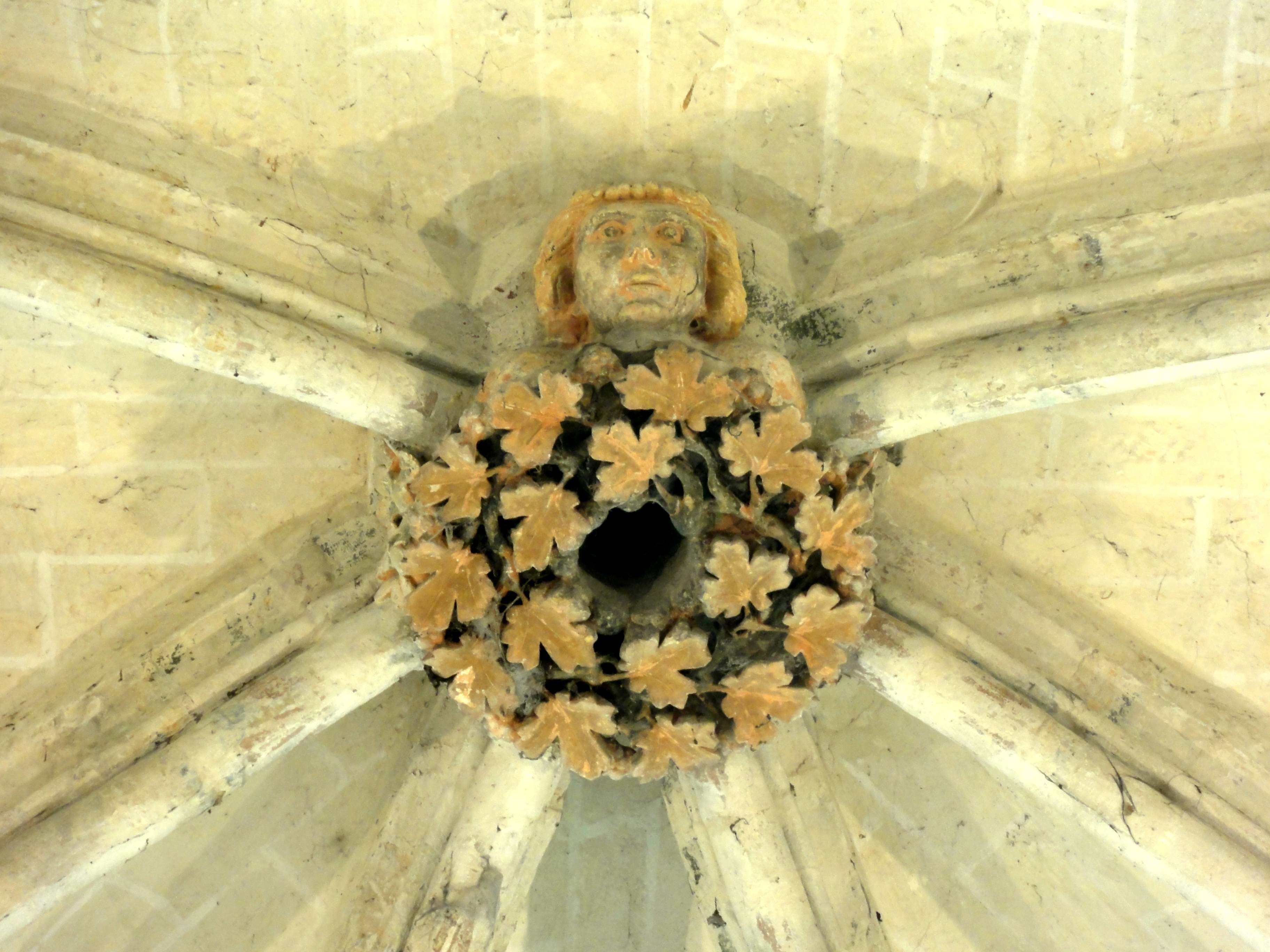
Abside, clé de voûte.

#### Chapelles latérales

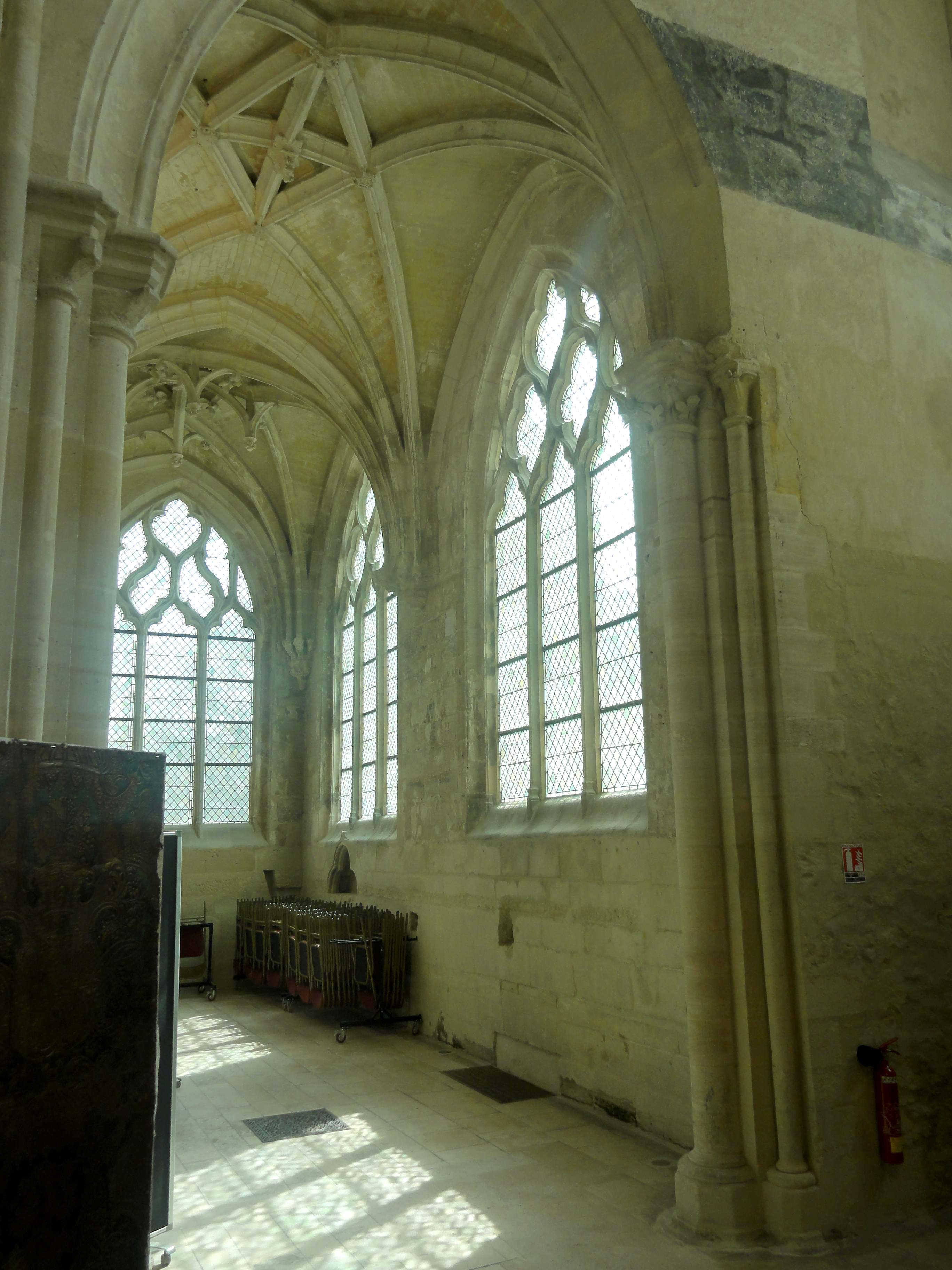
Chapelle latérale sud, vue vers l'est.

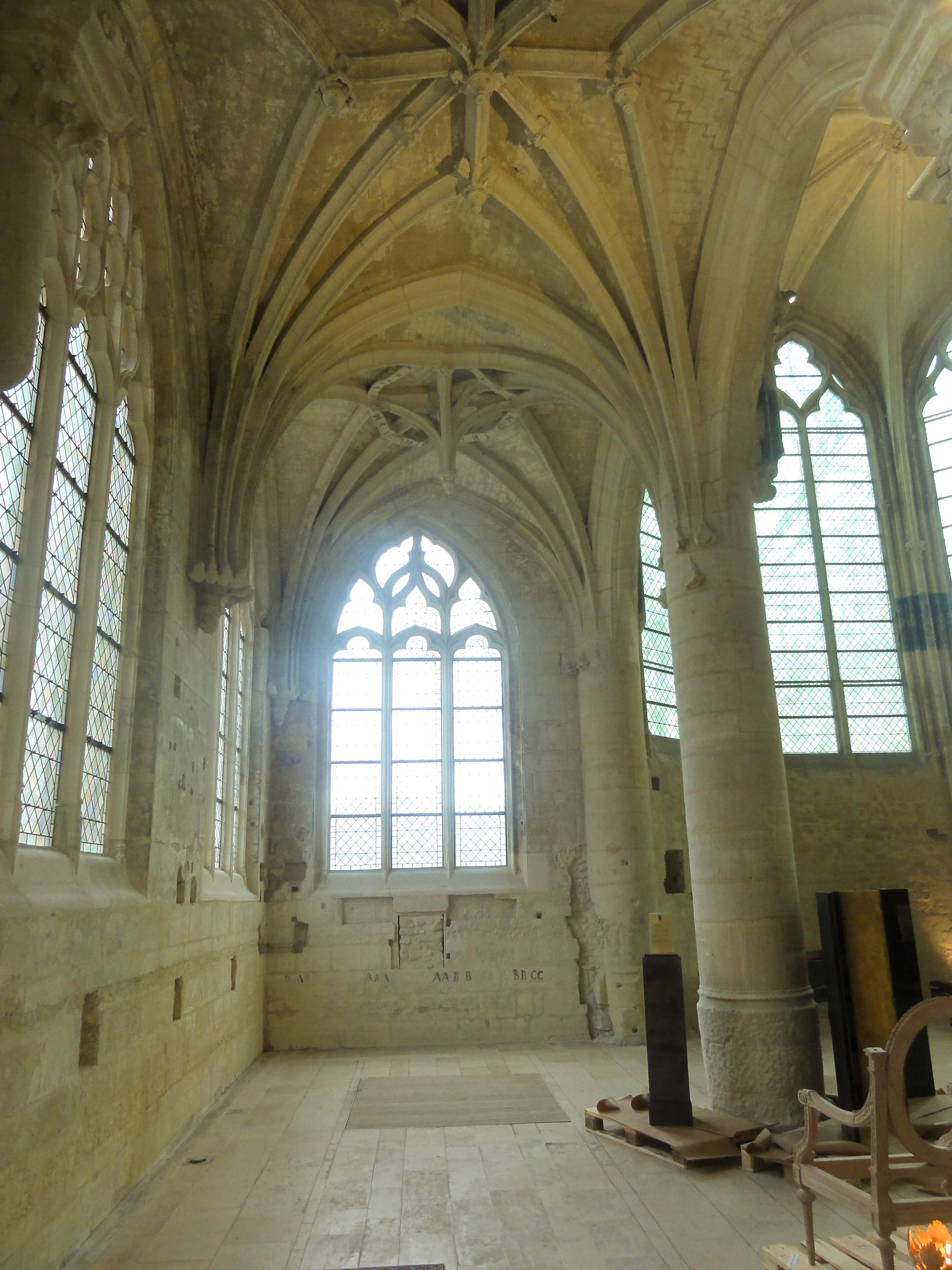
Chapelle latérale nord, vue vers l'est.

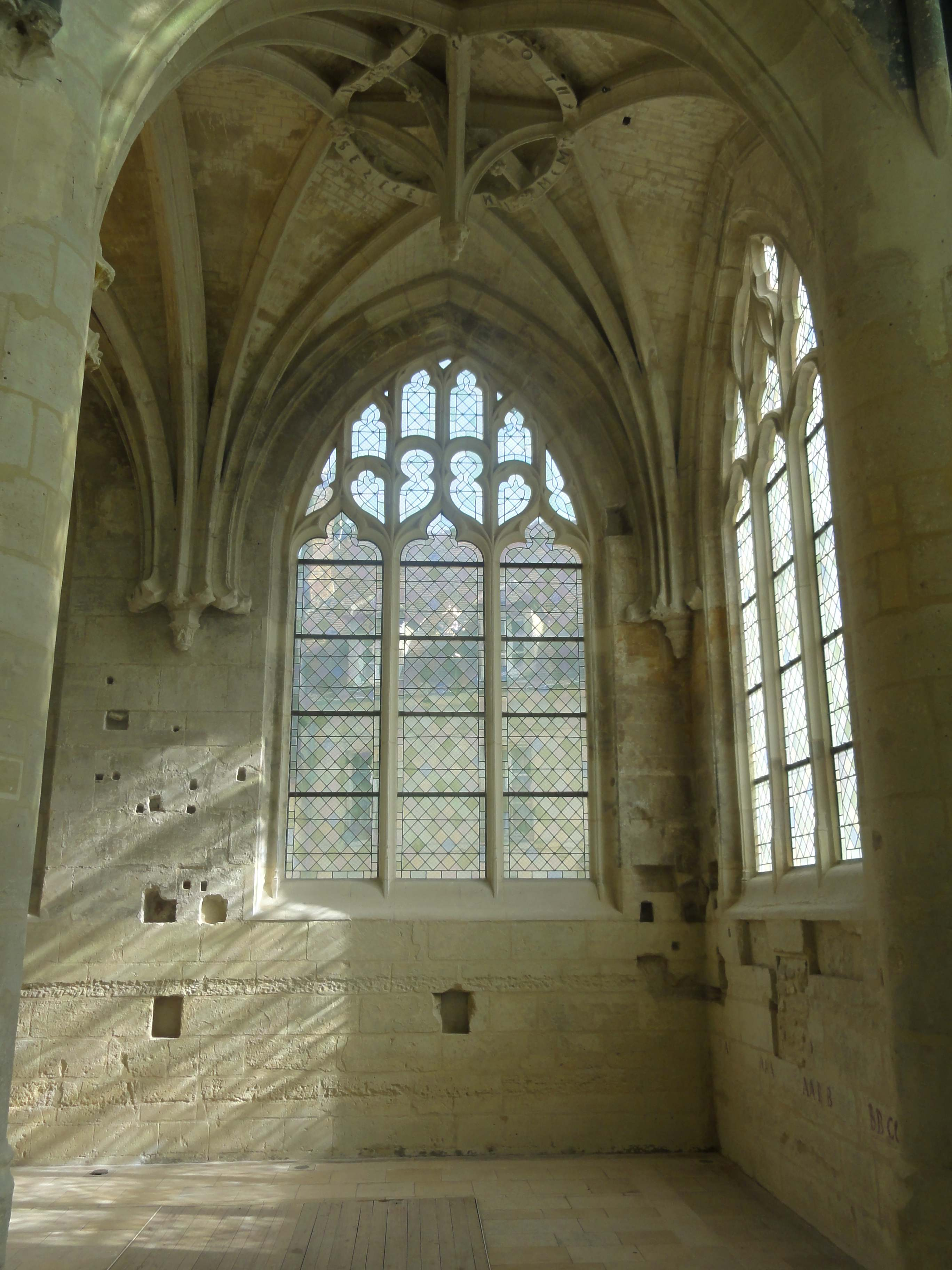
Chapelle latérale nord, 2e travée, vue vers le nord.

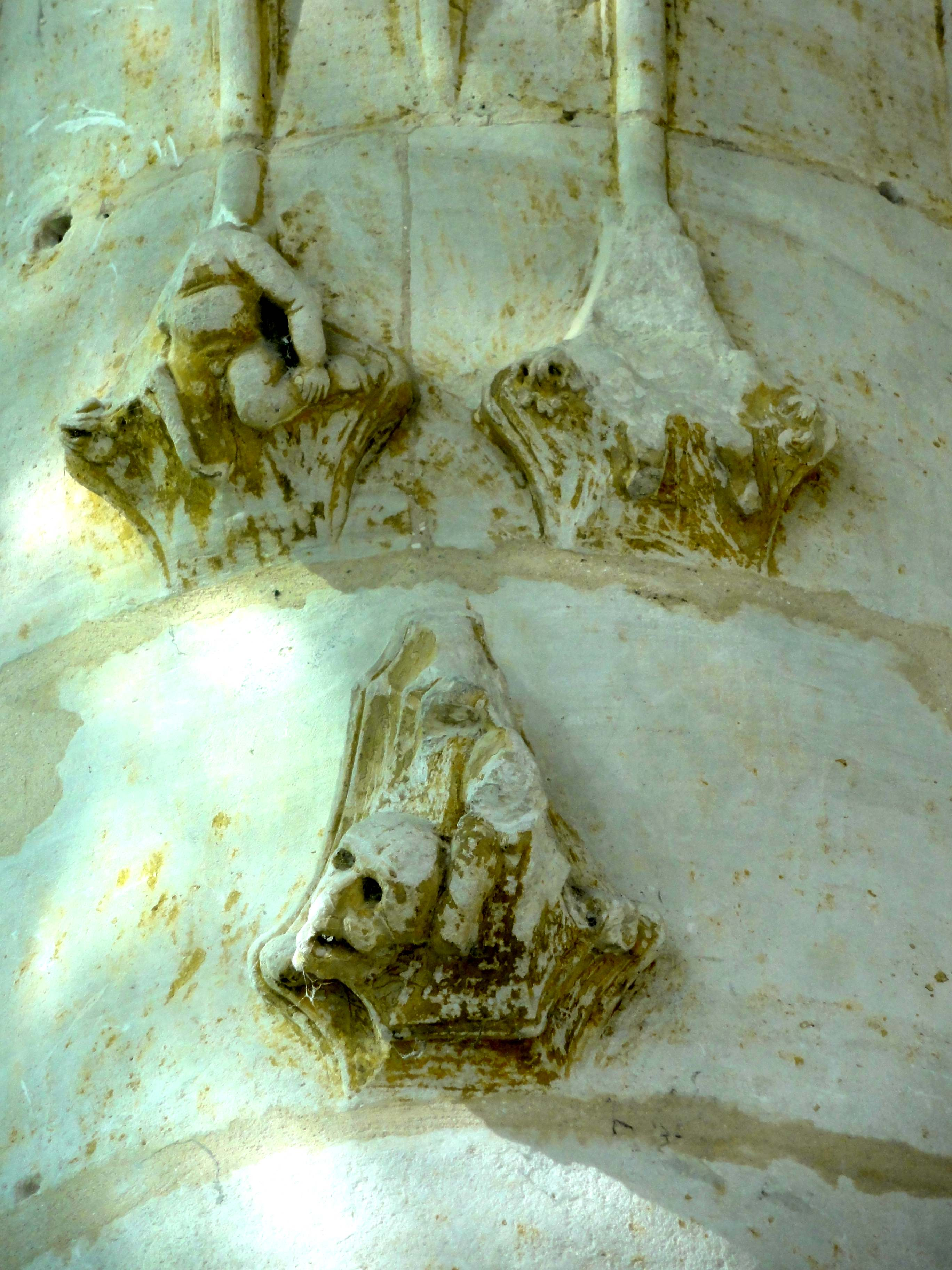
Chapelle latérale nord, culs-de-lampe dans l'angle sud-ouest.

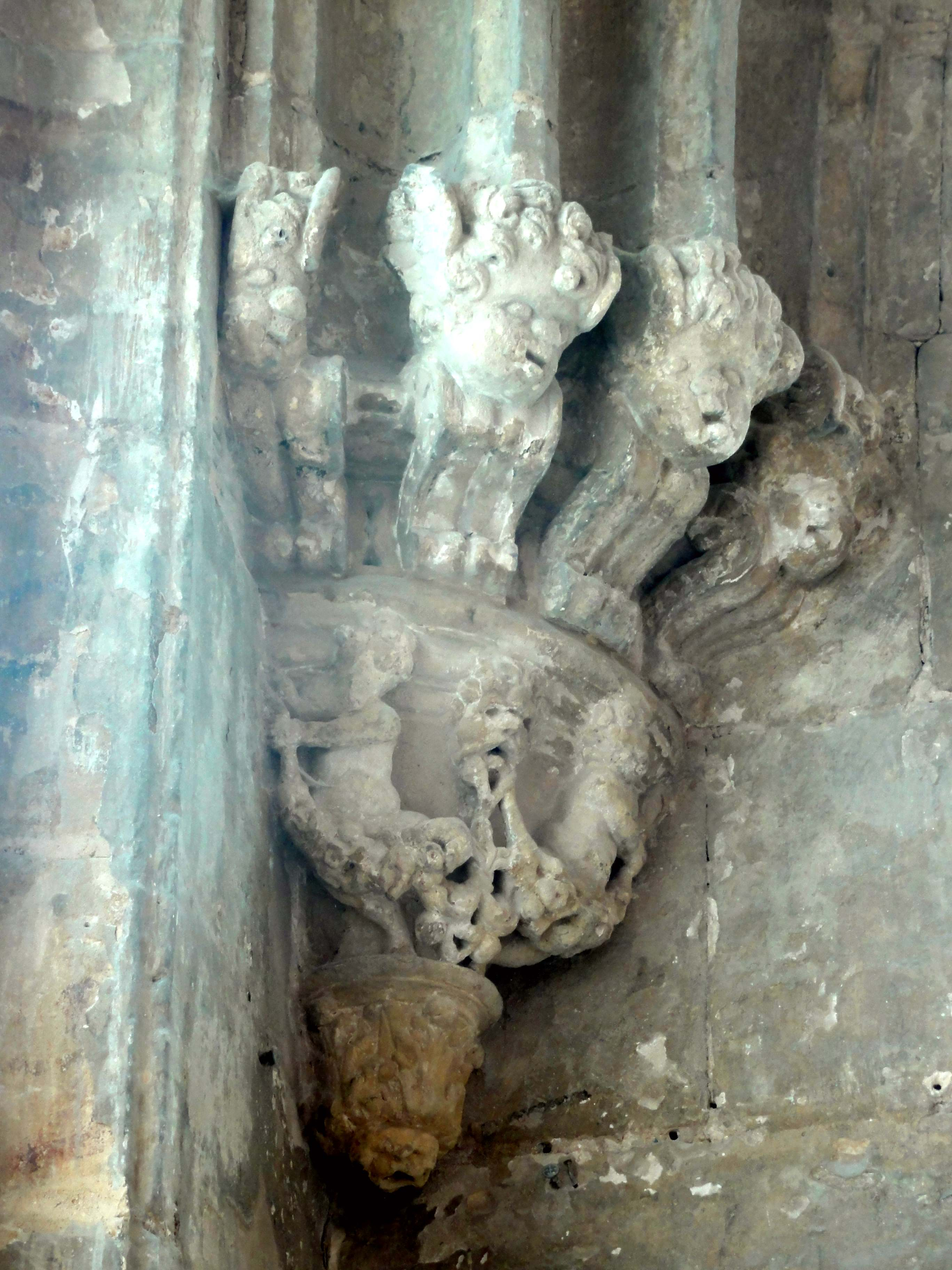
Chapelle latérale sud, cul-de-lampe dans l'angle sud-est.

Depuis le chœur, les chapelles latérales s'ouvrent par deux grandes arcades en tiers-point, dont la deuxième est moins large, et en même temps plus aiguë, surtout au sud. Ces arcades affectent un profil analogue à la dernière grande arcade au sud de la nef, la troisième ayant perdu la moulure concave supérieure. À l'intérieur des chapelles, une moulure supplémentaire s'ajoute entre les arcades et les voûtains. À l'ouest, les arcades prennent appui sur les colonnettes du XIIIe siècle. Au milieu, elles se fondent dans un pilier cylindrique, et au droit du chevet, elles pénètrent dans un fût cylindrique engagé. Le doubleau intermédiaire est d'un profil extrêmement proche de celui du deuxième doubleau du bas-côté sud de la nef, qui provient, à l'instar des arcades signalées, de la première campagne de construction de la période flamboyante. Les ogives sont dépourvues des filets saillants qui encadrent latéralement les fines moulures concaves de l'intrados, ce qui les rapproche encore des deux travées issues de la première campagne de travaux des bas-côtés. Une voûte d'un style flamboyant tardif, mais pas encore déclinant, se trouve dans la deuxième travée de la chapelle du nord, où un coin émoussé occupe l'emplacement du filet entre les deux fines moulures concaves que l'on voit sur les autres voûtes (mais uniquement sur les nervures fonctionnelles, pas sur les nervures décoratives qui se recourbent vers la clé centrale). Ce n'est que cette unique voûte que le prêt de cinquante livres accordé par l'évêque Guillaume Parvi a vraisemblablement permis d'achever. Car, pour anticiper sur la description des fenêtres, elles sont toujours en tiers-point, et non en plein cintre, comme le sont les baies de la seconde campagne de la nef, dont l'on s'accorde de dire qu'elles sont antérieures à 1530, voire 1520. En plus, les réseaux des deux baies méridionales reprennent les motifs déjà repérés dans l'abside et la baie également aigu de la troisième travée du bas-côté sud de la nef, qui doit dater du dernier tiers du XVe siècle ou du tout début du XVIe siècle.
Les analogies ne vont pas jusqu'aux dessins des voûtes. Les quatre voûtes sont en effet enrichies de nervures à vocation décorative et même de festons, qui se détachent en partie complètement des voûtains et forment des volutes, qui se rabaissent vers les clés de voûte secondaires. Dans la première travée du sud, on trouve le dessin dit « à losange central », qui se dispense d'ogives. Depuis chaque angle de la voûte, deux liernes partent rejoindre deux extrémités voisines d'un losange, dont les quatre angles sont reliés entre eux par une croix. Des voûtes de ce type règnent sur toute la nef de Villiers-le-Bel. D'autres exemples existent (chœur de Magny-en-Vexin, deuxième bas-côté nord de Saint-Aspais de Melun, croisillon nord de Chaumont-en-Vexin, cinquième travée du bas-côté sud de Pont-Sainte-Maxence). Les clés de voûte, au nombre de cinq, sont ornées de découpages flamboyants, sauf la clé centrale, qui est feuillagée et légèrement pendante. Dans la deuxième travée du sud, le dessin est en principe le même, mais c'est au centre de cette voûte que les nervures sont dédoublées autour des cinq clés de sorte que les quatre clés secondaires soient suspendues sous trois segments de cercle détachés des voûtains, dont les extrémités s'enroulent en volutes végétales. Au milieu de chaque côte du losange, deux volutes affrontées forment une petite accolade inversée, qui est agrémentée d'un petit fleuron regardant vers le bas. La clé centrale est entourée de découpages flamboyants ; les clés secondaires sont de petits culs-de-lampe coniques, qui sont garnis de feuillages et amortis par un minuscule disque arborant une fleur en bas-relief. Ce décor plein de grâce n'a point de lourdeur, contrairement à la chapelle seigneuriale de Valmondois par exemple, et peut se mesurer à la voûte de la chapelle Saint-Denis du croisillon sud de la cathédrale de Senlis ou celle de la croisée du transept de Maignelay, sans atteindre néanmoins l'exubérance des voûtes précieuses du chœur de cette même église, de la croisée du transept de Montigny, ou de la chapelle Notre-Dame-de-Bon-Secours de la cathédrale de Noyon. Dans cette chapelle dont la construction est réputée pour avoir commencé en 1528, l'œil attentif remarquera des motifs de la Renaissance emmêlés au décor essentiellement flamboyant, tels des oves et des dards, des rais-de-cœur et des candélabres, tandis qu'à Saint-Pierre de Senlis, il n'y en a pas encore question, au moins pas sur les voûtes.
Dans la première travée du nord, l'on trouve le dessin à liernes et tiercerons classique, avec toutefois les arrachements d'un losange central. Mais ce n'est pas le même dessin qu'au sud, car il y a ici des ogives. Ce dessin se trouve aussi dans la première et troisième travée du bas-côté nord de Belloy-en-France, et la deuxième travée du bas-côté nord du Mesnil-Aubry. Les clés de voûte, au nombre de neuf, affichent soit des feuillages, soit des découpages flamboyants, autour d'un discret pendentif. Dans la deuxième travée du nord enfin, on trouve un dessin à cercle central, relié aux quatre angles de la voûte par un total de huit liernes, mais également traversé par une diagonale, c'est-à-dire, deux ogives seulement. Un motif similaire, avec toutefois quatre ogives, se retrouve dans la troisième travée de la nef de Belloy-en-France, et la deuxième travée du bas-côté nord de Louvres. Il s'agit apparemment d'une simplification des voûtes de la chapelle Saint-Eustache de l'église Saint-Étienne de Beauvais, et de la chapelle Saint-Denis de la cathédrale. Le cercle fait office de phylactère. Son inscription est cryptique ou se compose d'initiales, vingt-et-une lettres seulement réparties sur quatre fois deux groupes : « E I — M I / S E Z — E Z E / W Ɛ I — M Ɛ M / Ɛ И T — O M ». Le T est inversé. Des rosaces sont disposées aux quatre points de rencontre entre les liernes et le cercle, ainsi qu'à mi-chemin entre le cercle et la clé de voûte centrale. Depuis les rosaces, six segments de cercle se recourbent vers le bas à l'approche du milieu de la voûte. Ils soutiennent la clé centrale, à vocation purement décorative, qui se trouve ainsi suspendue, sans contact direct avec la voûte et donc la clé de voûte technique. Jusqu'ici, seul le profil arrondi des ogives et liernes justifie une datation de 1530 de la voûte en question. Vu l'écart stylistique avec les trois autres voûtes des chapelles, celles-ci ne devraient pas être beaucoup postérieures à la deuxième campagne des bas-côtés de la nef, et comme exposé ci-dessus, plusieurs éléments plaident au contraire pour un rattachement à la première campagne.
Mais il faut maintenant considérer les supports. Puisque les nervures pénètrent directement dans les piliers cylindriques, il n'y en aurait en principe pas besoin à ces endroits. On y a toutefois incrusté des motifs sculptés un peu en dessous de la pénétration des nervures. Sur le pilier isolé du sud, tant vers le sud-est que vers le sud-ouest, il s'agit de chaque fois deux paires de volutes affrontées inspirées de l'ordre corinthien, qui inscrivent un motif en bas-relief bûché à la Révolution. Elles sont séparées par un arbrisseau à trois feuilles. Devant le pilier engagé du sud, se détachent deux minuscules bustes humains sculptés en haut-relief, accostés de deux volutes corinthiennes. Sur le pilier isolé du nord, les filets de l'intrados des nervures sont reçues sur des culs-de-lampe bûchés, deux pour les ogives et un pour le doubleau, implanté plus bas. Le cul-de-lampe en haut à droite devait représenter une chimère aux jambes de grenouille. Les deux autres arboraient un décor végétal. Le cul-de-lampe du doubleau comporte en bas une succession de moulures, qui évoquent la moitié d'un tailloir hexagonal placé à la verticale. Devant le pilier engagé au droit du chevet, se profilent deux autres culs-de-lampe bûchés, dont l'un était à décor végétal et dont l'autre laisse encore apercevoir un écusson proche de la forme d'un cœur, qui est gravé d'une croix qui devait jadis départager les meubles héraldiques. Plus surprenantes encore sont les consoles au droit des murs gouttereaux et dans les angles nord-est et sud-est de l'église. Dans la chapelle du nord, les nervures des voûtes se recourbent vers l'avant et sont amorties par un petit motif végétal. La nervure médiane, en l'occurrence le doubleau au nord et l'ogive au nord-est, est réceptionnée sur un cul-de-lampe proprement dit, qui se compose d'un tailloir polygonal à plusieurs strates de modénature, et d'une corbeille feuillagée octogonael en haut, et de plan circulaire vers le bas. Dans la chapelle du sud, un petit cul-de-lampe est réservé à chacune des nervures, qui, tous ensemble, prennent à leur tour appui sur un cul-de-lampe plus grand. Au milieu du mur gouttereau, les petits culs-de-lampe prennent la forme d'une corne d'abondance, d'un génie ou d'une créature fantastique. En dessous se profilent des feuillages. Le grand cul-de-lampe a le tailloir et l'astragale polygonaux, et présente une tête de chérubin flanquée d'ailes déployées. Il y a de nettes traces de raccommodages au mortier. L'ensemble paraît avoir été incrusté dans le mur après coup, mais semble néanmoins assez ancien. Dans l'angle sud-est, les petits culs-de-lampe se composent d'une tête de chérubin au-dessus d'une console sous la forme d'une volute en S. La corbeille du grand cul-de-lampe affiche une petite tête évoquant le cracheur d'eau d'une fontaine. De part et d'autre, deux génies, qui se tournent le dos, tirent derrière eux des cornes d'abondance, dont le contenu semble se déverser par terre. Ce décor inspiré de la Renaissance italienne est d'un style nettement postérieur à tout le reste. Tout ce qui peut lui être contemporain est la voûte de la deuxième travée de la chapelle du nord.
Reste à revenir sur les fenêtres. En différence avec les bas-côtés, elles ne prennent pas appui sur un glacis continu. À leur pied, leur ébrasement est mouluré d'une doucine. Sinon, la mouluration du pourtour, avec une fine arête concave et une large gorge, et la modénature des meneaux, est analogue à la troisième travée du sud. Dans le même sens, il n'y a pas de meneaux qui encadrent l'ébrasement, et leur arc en tiers-point est très aigu. Toutes ces baies sont à trois lancettes à têtes tréflées, pas à quatre comme celle de la troisième travée du sud, ce qui explique que le tympan ne peut pas reproduire l'intégralité du dessin qu'on y trouve. Sur les deux baies méridionales, le composition du réseau est toutefois une transposition directe depuis la troisième travée du sud, avec le premier rang de trois quadrilobes en moins. Sur la baie du chevet de la chapelle latérale sud, les trois lancettes, toujours analogues, sont surmontées de quatre grandes mouchettes dissymétriques, dont deux tournés vers le bas, et de deux étroites mouchettes. Sur les deux baies septentrionales, les lancettes sont toujours analogues, et elles sont cette fois-ci surmontées d'un premier rang de deux mouchettes, flanquées de deux petits soufflets, et d'un deuxième rang de quatre petites arcatures trilobées, les deux rangs étant cantonnés de deux étroites mouchettes d'un type conventionnel. La baie du chevet de la chapelle latérale nord est la seule à adopter la forme des lancettes propres à la deuxième campagne de construction des bas-côtés de la nef. Elles sont surmontées chacune d'une forme indéfinissable, à mi-chemin entre une arcature trilobée à la base courbe et un soufflet, et le tout est couronné de deux mouchettes, qui sont coupées en deux segments par les flancs d'une sorte d'accolade au-dessus de la forme médiane.

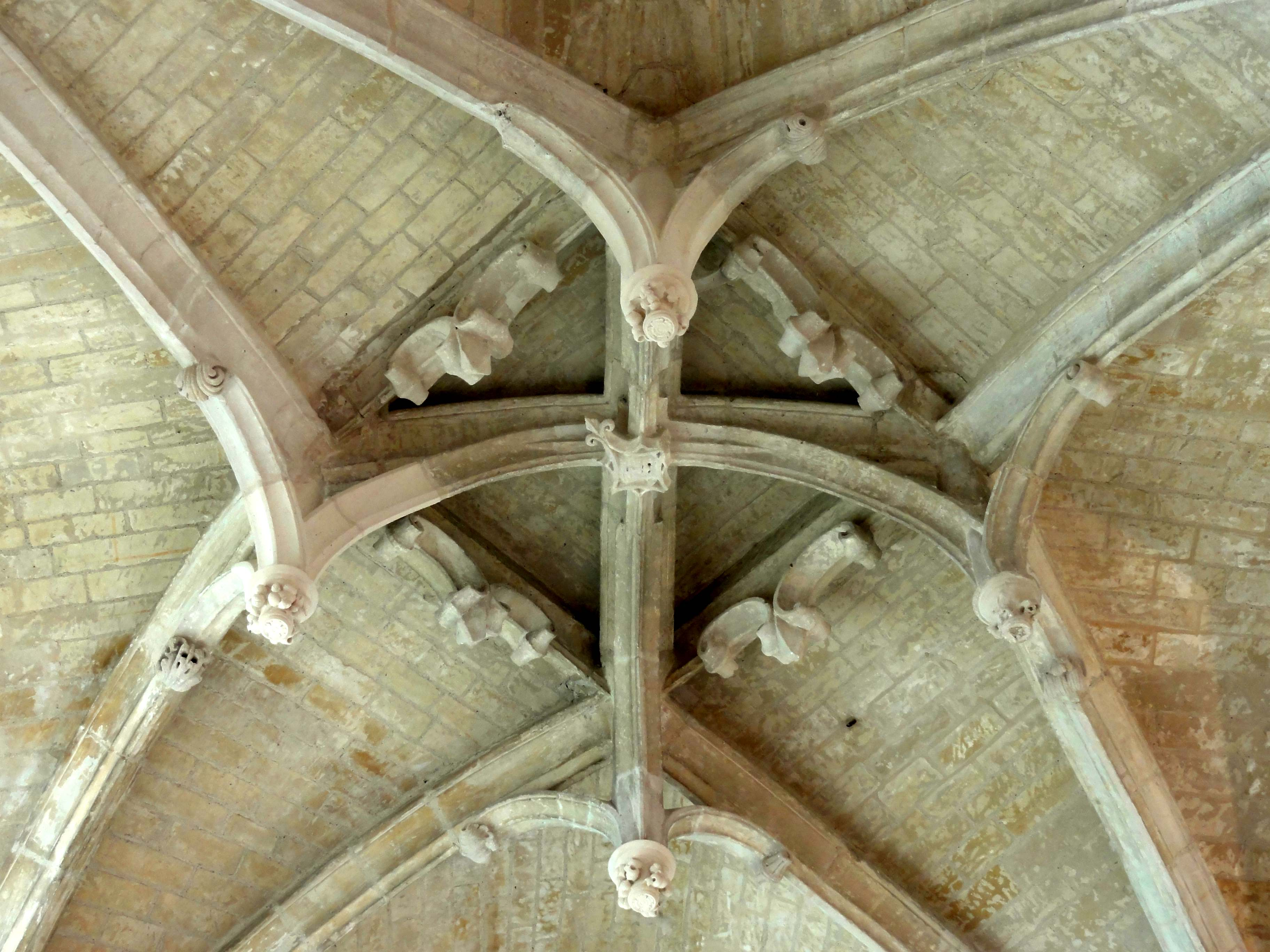
Chapelle latérale sud, voûte de la 2e travée.
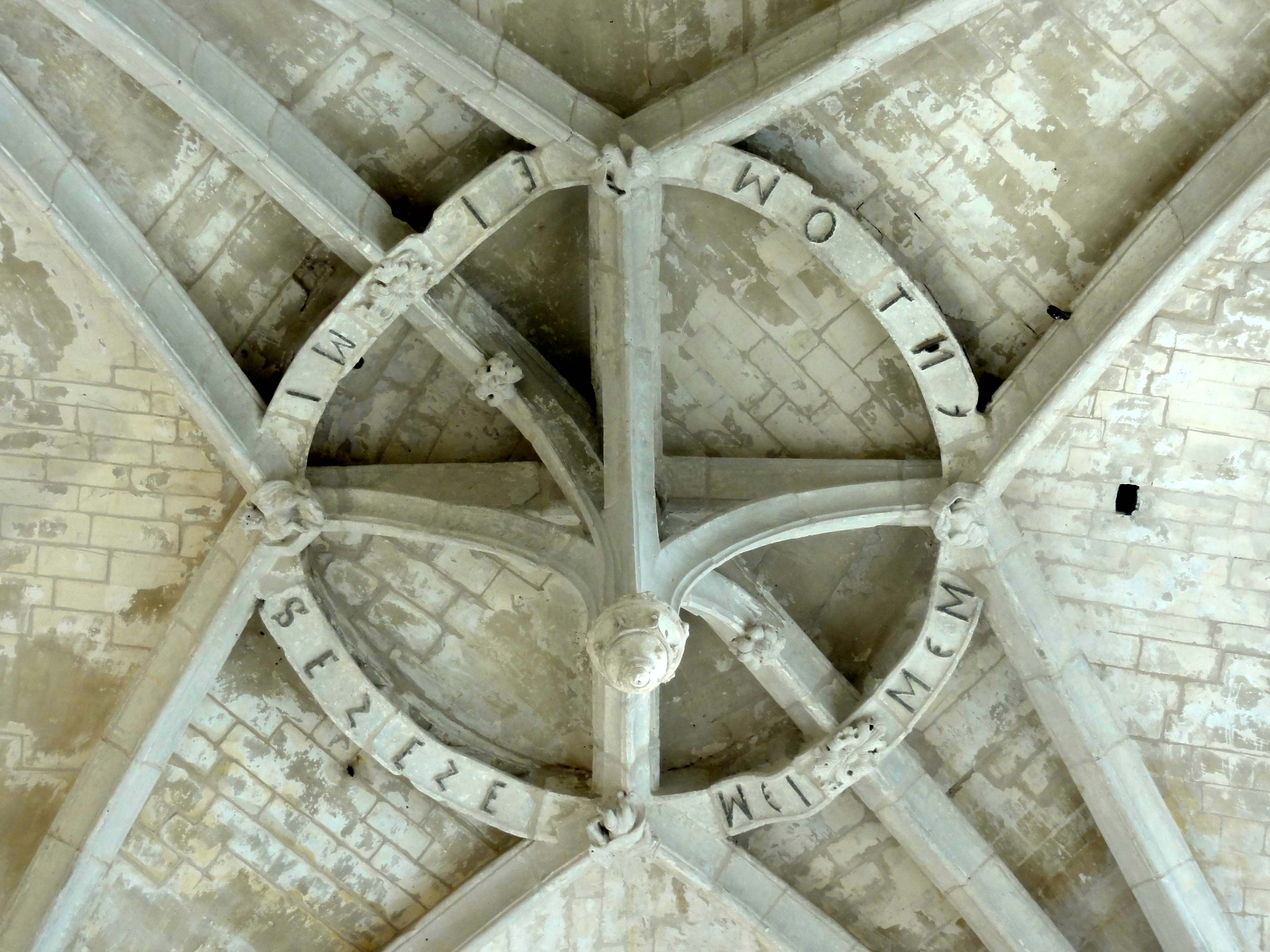
Chapelle latérale nord, voûte de la 2e travée.
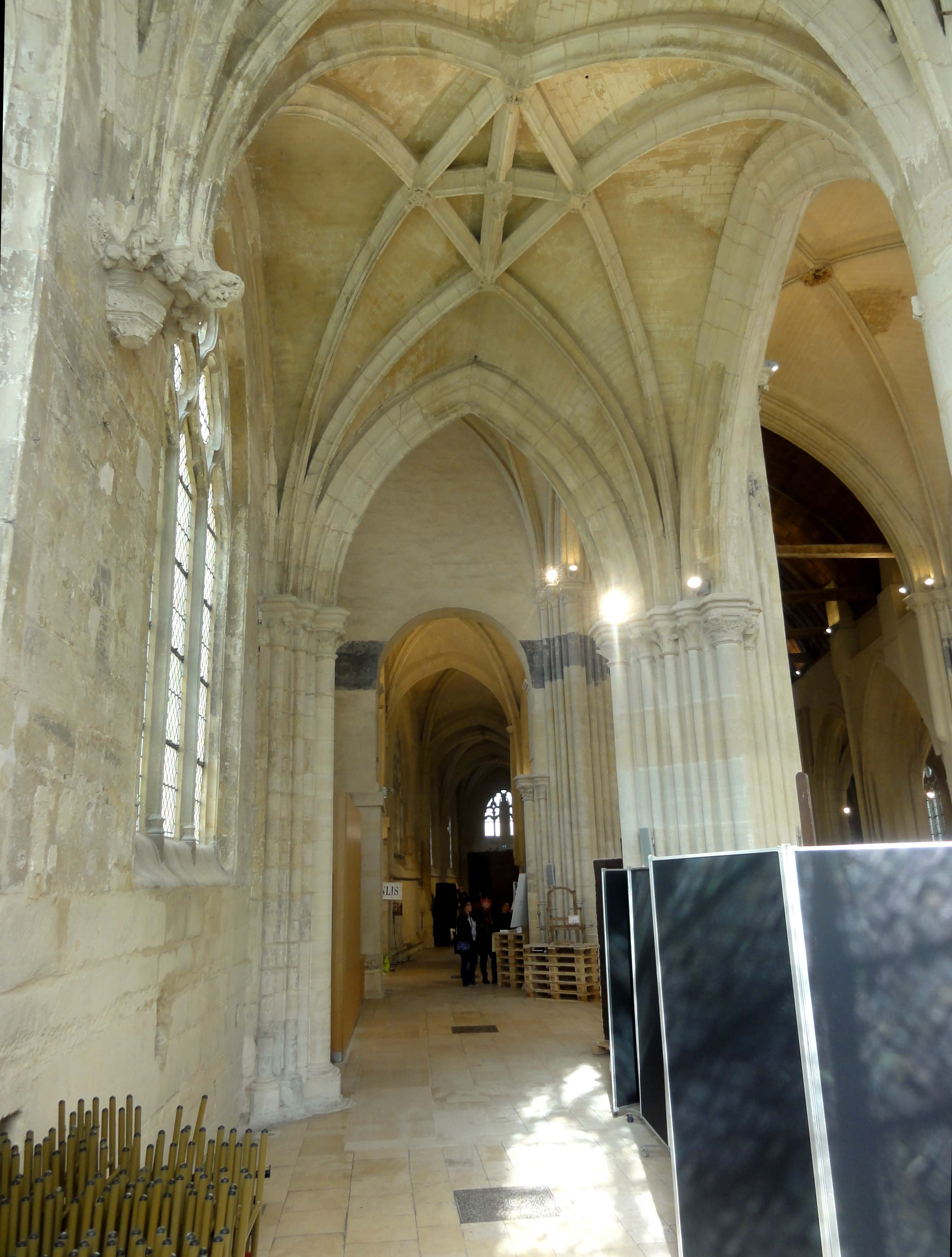
Chapelle latérale sud, vue vers l'ouest.
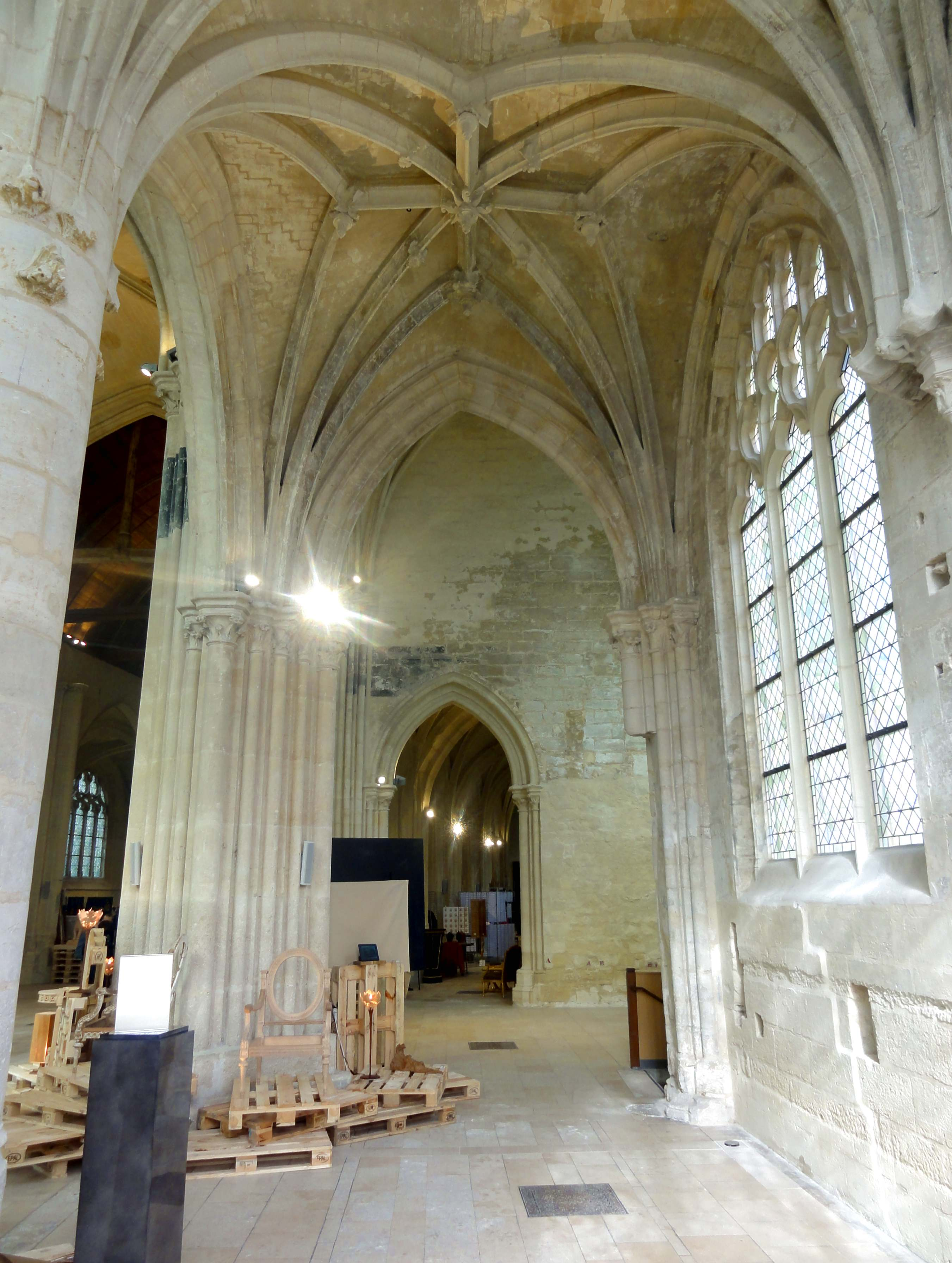
Chapelle latérale nord, vue vers l'ouest.
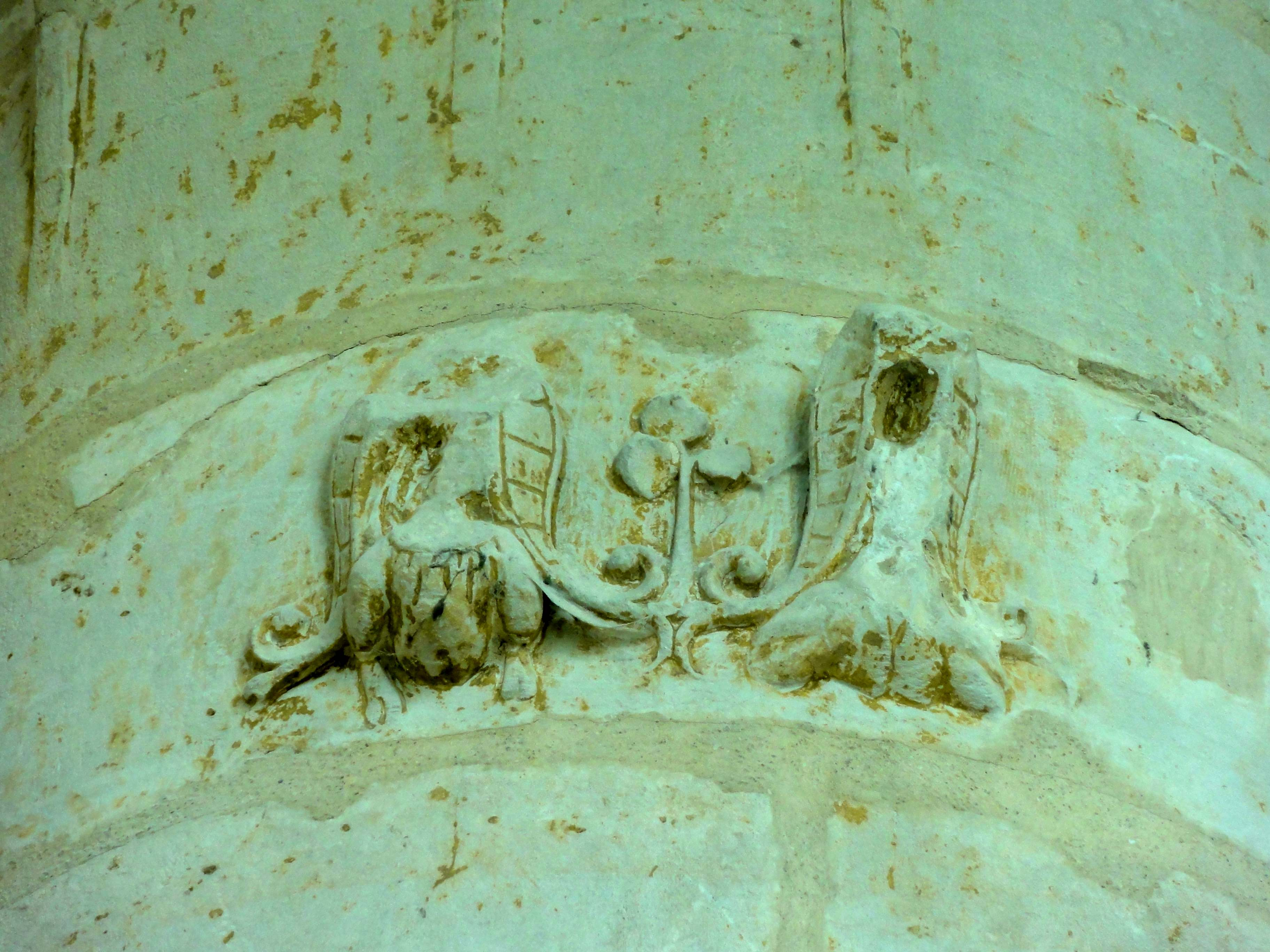
Chapelle latérale sud, cul-de-lampe dans l'angle nord-ouest.
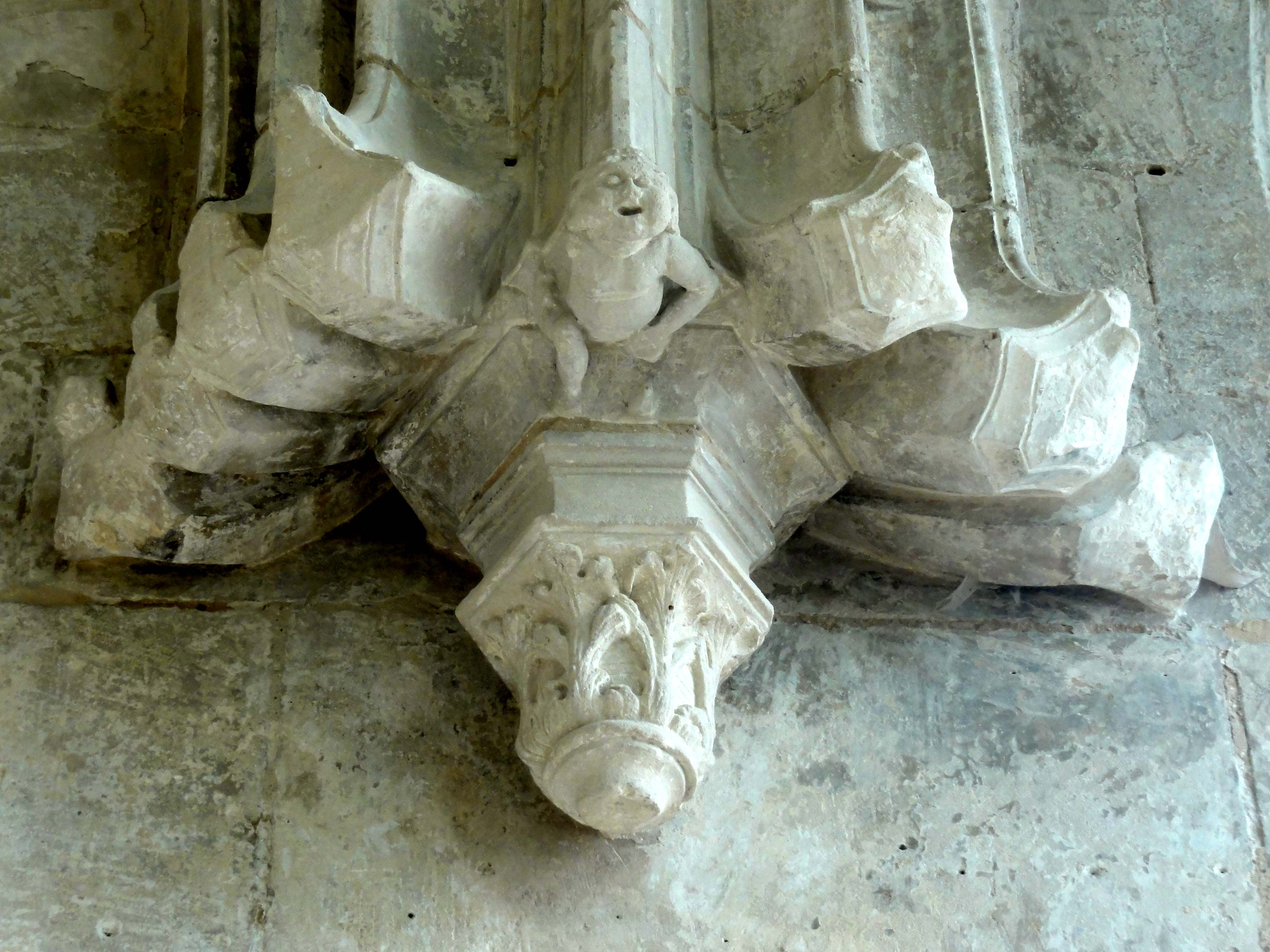
Chapelle latérale nord, culs-de-lampe du doubleau intermédiaire, côté nord.

### Extérieur

#### Façade occidentale

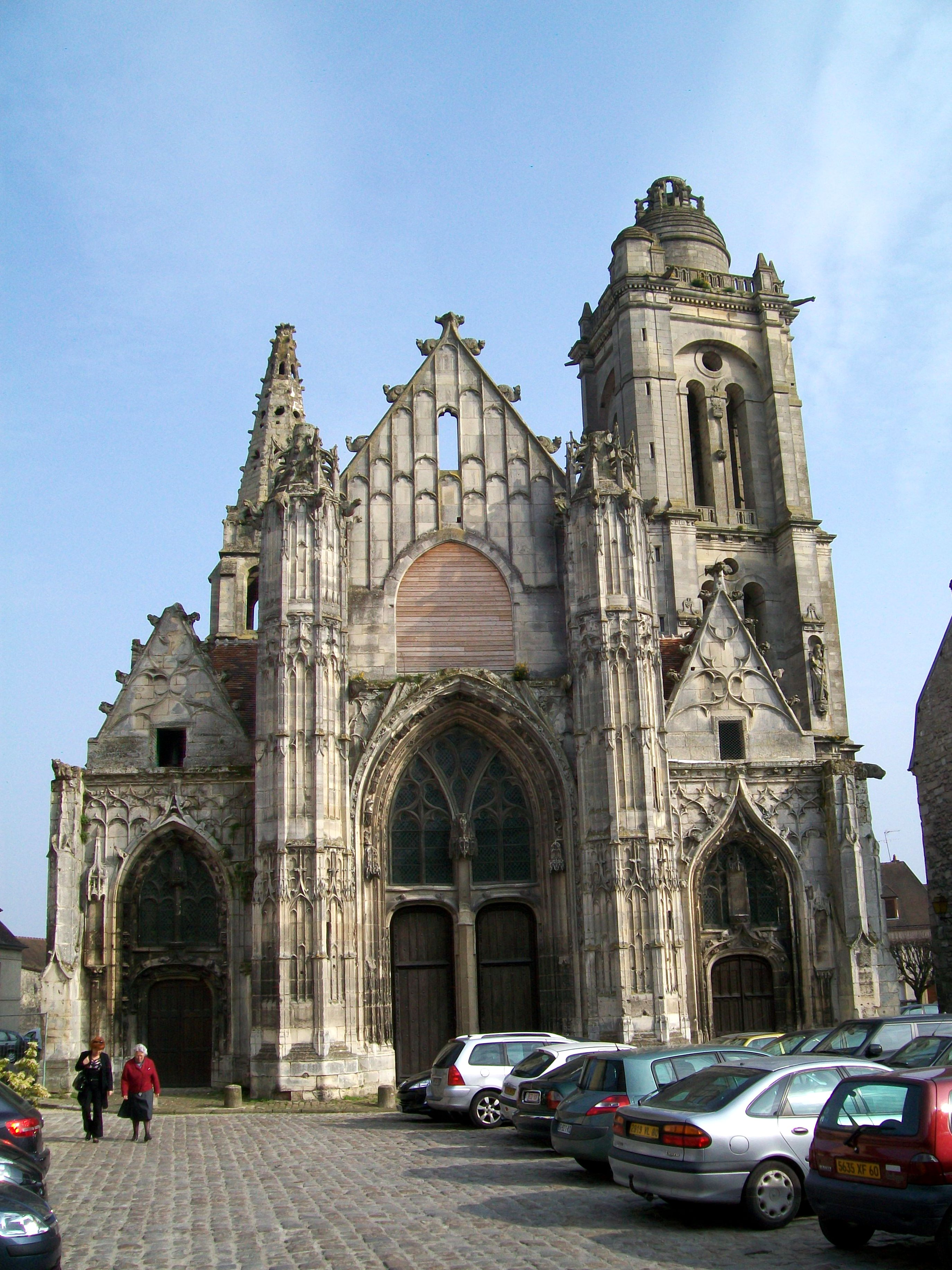
La façade, vue générale, avant la restauration.

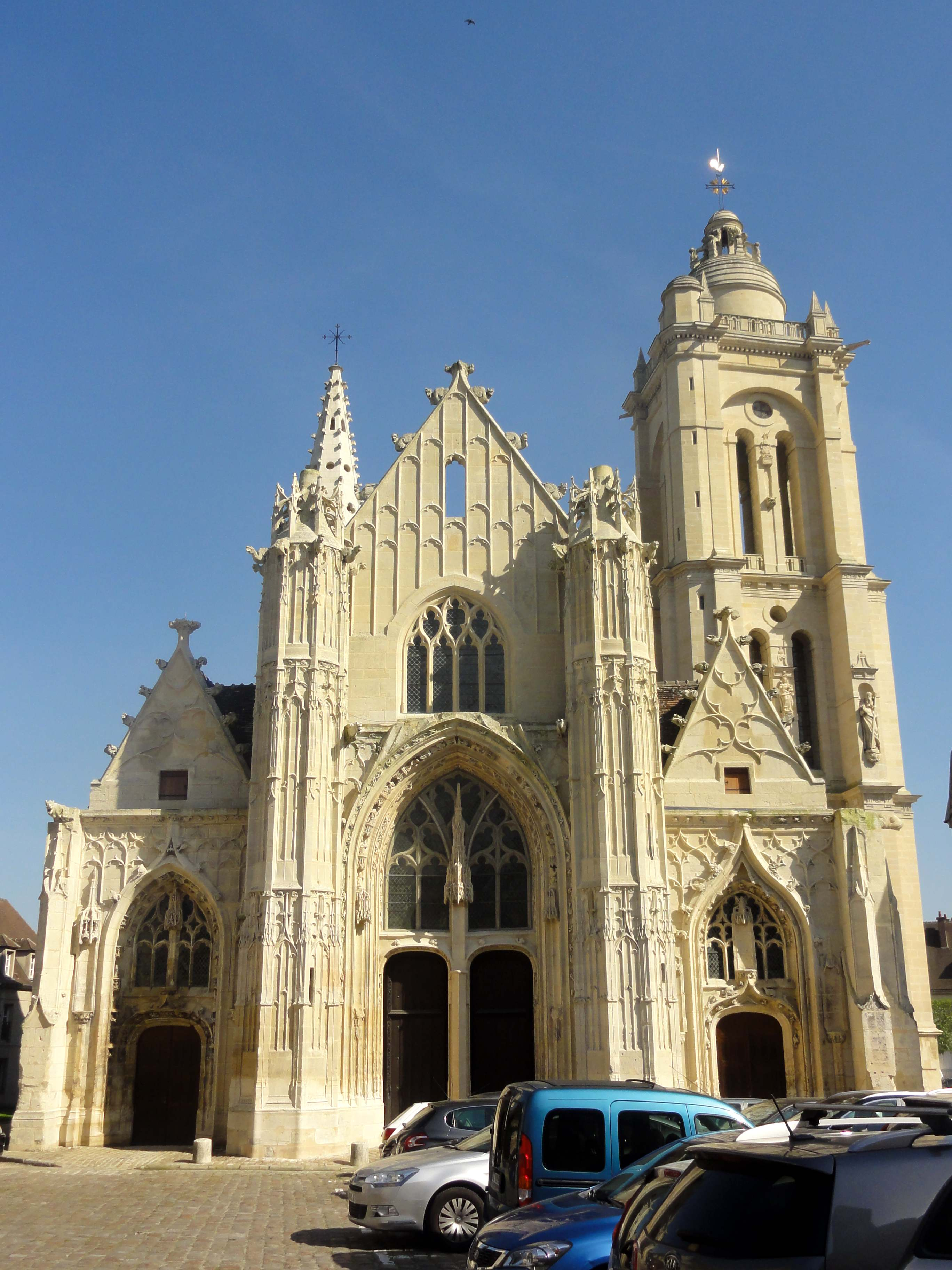
La façade, vue générale, après la restauration.

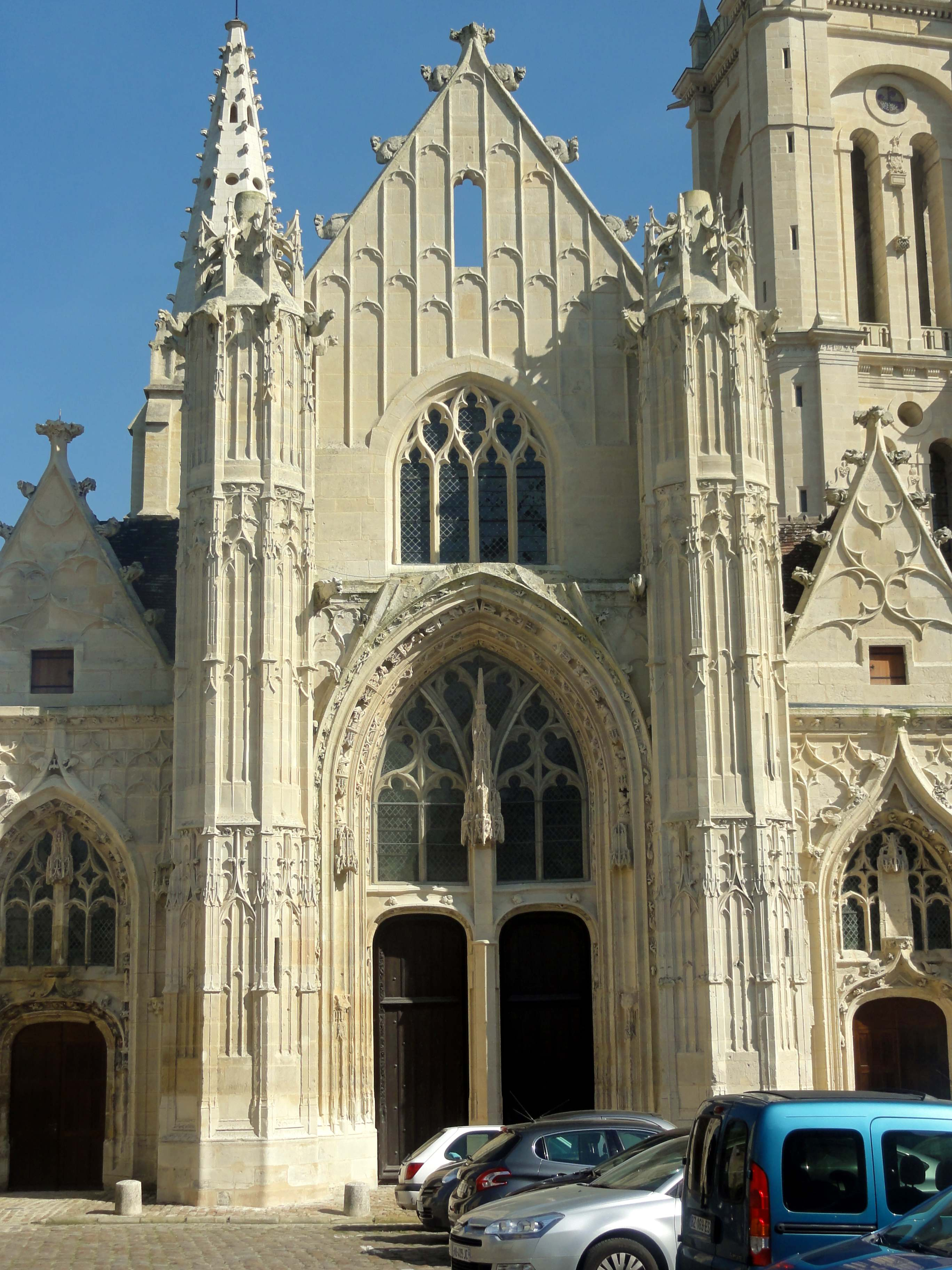
La façade de la nef.

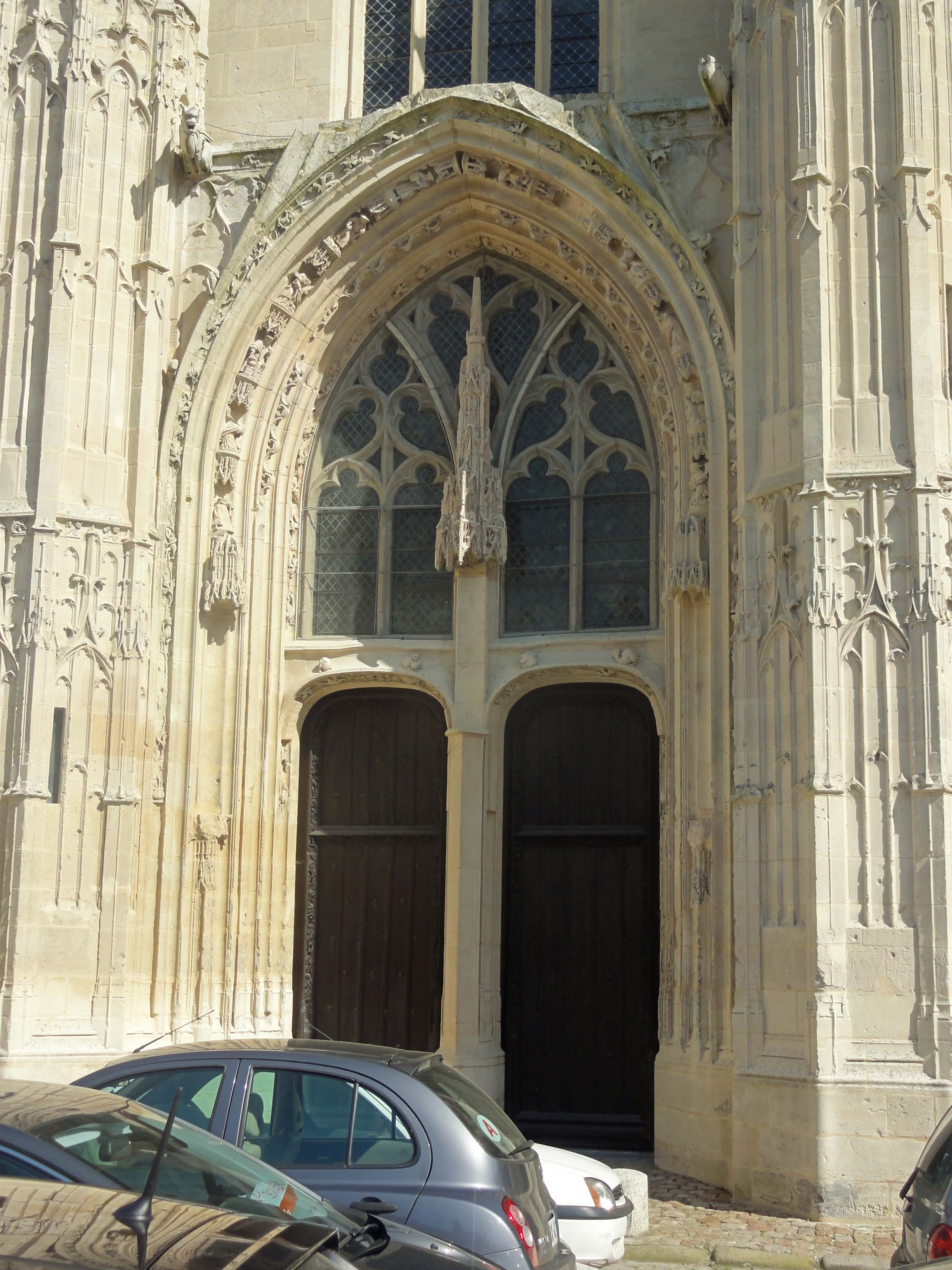
Portail principal.

La façade occidentale sur la place Saint-Pierre se présente dans le plus pur style flamboyant parisien des alentours de 1515, et est remarquable sous plusieurs égards. Aucune autre façade d'une église de taille moyenne bâtie dans le style flamboyant dans le nord de l'Île-de-France historique ne peut l'égaler, que ce soit pour la qualité de son décor que pour la manière systématique que celui-ci se déploie sur la totalité de sa surface. On est, d'emblée, tenté de faire le rapprochement avec l'église Saint-Antoine de Compiègne, mais celle-ci, bien qu'étant un édifice plus ambitieux avec une nef voûtée à fenêtres hautes et déambulatoire avec chapelles rayonnantes, ne compte qu'un unique portail, et comporte des surfaces murales nues. La façade de la modeste église Notre-Dame d'Ève peut pratiquement rivaliser avec Saint-Pierre en ce qui concerne l'étendue des réseaux plaqués, mais elle comporte un clocher roman, ne compte bien sûr qu'un unique portail, et est fortement dissymétrique. La symétrie presque totale fait l'une des forces de la façade de Saint-Pierre. Sa principale qualité réside toutefois ailleurs. Il s'agit, pour parler avec Dominique Vermand, de l’« osmose étroite entre une composition bien structurée et un décor qui, malgré son exubérance, ne nuit jamais à la clarté de l'ensemble ».
La composition repose, pour l'essentiel, sur les trois portails à tympan ajouré, séparés par des tourelles d'escalier polygonales, et surmontés de trois pignons très aigus. S'y ajoute une portion de mur avec une fenêtre au-dessus du portail principal, en dessous du pignon proprement dit. La façade est donc tripartite, et structurée verticalement par les tourelles, et horizontalement par les coursières au pied des pignons. Cela dit, les deux tourelles jouent aussi un rôle éminent dans le programme décoratif, et méritent d'être considérées comme composantes majeures de la façade, au même titre que les portails. Elles sont en outre mises en exergue par leur nette saillie devant les surfaces murales. La verticalité des tourelles, la forme aiguë des pignons, mais aussi les arcatures plaquées du pignon central, laissent une place importante aux lignes ascendantes, et confère à la façade un caractère élancé. Celui-ci était encore plus sensible du temps que les contreforts d'angle et les tourelles étaient couronnés de pinacles, et que le portail central était sommé d'un gable ajouré, lui aussi très aigu. L'impression d'élancement est aussi obtenue par le renoncement presque total aux lignes horizontales, exception faite des bases des pignons et des pieds des fenêtres. Enfin, ce n'est pas par hasard que les tourelles d'escalier sont prises sur la largeur du mur de la nef seule, au lieu d'être placées droit devant les grandes arcades, à l'intersection des vaisseaux. Avec grande habileté, le maître d'œuvre fait ainsi oublier que les proportions des parties fonctionnelles de la façade sont plutôt trapues : la largeur de l'ensemble dépasse nettement la hauteur des murs gouttereaux de la nef, conformément à ce que l'on a pu observer à l'intérieur. Mais contrairement à l'espace intérieur, où les murs hauts absents et les supports des voûtes sans emploi laissent un goût d'inachevé, le pignon de la façade correspond à la hauteur que la toiture de la nef aurait dû atteindre au terme de la campagne de construction.

#### La façade de la nef
Le portail de la nef occupe toute la largeur disponible entre les tourelles, ce qu'il a en commun avec le portail sud de la cathédrale. Il atteint la moitié de la hauteur totale de la partie centrale de la façade, voir les deux tiers de sa hauteur si l'on tient compte du gâble disparu. Cependant, il faut relativiser ces dimensions, car la moitié supérieure du portail est occupée par une verrière (tympan ajouré), et les sept voussures qui entourent le portail ont une envergure importante. Julie Aycard fait remarquer qu'il n'y a point d'interpénétrations entre les arêtes qui délimitent les voussures et les autres formes. Toutes les voussures sont continues jusqu'au soubassement, avec l'exception habituelle de la voussure inférieure, qui est interrompue par le linteau. Elle cède ensuite la place aux voussures qui entourent les deux portes en anse de panier. L'on note que le point de croisement entre le linteau et le trumeau se situe exactement au milieu du portail. L'affection des maîtres-maçons concepteurs de la façade pour la symétrie et la rigueur ne fait aucun doute. Que les sept voussures soient de largeur et profondeur inégale, est tout à fait voulu. Ainsi, c'est la cinquième voussure depuis l'intérieur qui se situe au milieu, et qui est au centre du décor. Ce n'est qu'ici que le décor prend une connotation religieuse. Onze (initialement douze) statuettes de prophètes et personnages de l'Ancien Testament, choisis par le conseil de fabrique, sont logées dans la large gorge, séparées par des dais architecturés finement ciselés qui servent en même temps de support à la statue suivante. L'on peut identifier, entre autres, Tobie, David, Noé, Jacob, Moïse, Jonas, Gédéon et Élisée. Ces statuettes ne garnissent que l'archivolte. Sur chacun des piédroits, une haute niche abritée par un dais trois fois plus grand accueillait une statue aujourd'hui disparue. Avec la niche devant le trumeau, dont le dais encore plus grand se superpose au meneau central de la verrière, ce sont les seules niches à statues de la façade de la nef, et l'on peut supposer qu'elles contenaient les deux saints patrons de l'église, tandis que la Vierge à l'Enfant devait veiller sur les visiteurs depuis la niche centrale. Sinon, la voussure supérieure contient une frise de feuilles de vigne nettement détachées du fond, mêlées à quelques petits personnages ; la troisième voussure, des volutes végétales découpées à jour avec deux motifs en alternance qui se répètent à l'infini ; et la voussure inférieure, une frise de pampres. Les volutes ne descendent pas jusqu'au soubassement. Il n'est plus visible si ce fut jadis le cas. Conformément à l'usage, une voussure sur deux est uniquement décorée de moulures, et sert à mieux mettre en valeur les motifs des voussures voisines. Le décor est complété par deux chimères devant l'anse de panier de chacune des deux portes. Reste à signaler que le trumeau avait été supprimé lors de la transformation de l'édifice en écurie, et a été restitué vers la fin du XXe siècle,.
Les arrachements des deux rampants du gâble ajouré et de l'accolade qu'il inscrivait sont encore visibles sur l'extrados du portail. À gauche et à droite, ne reste guère de la place pour la frise de feuilles de vigne qui délimite supérieurement le premier niveau de la façade de la nef. De cette frise jaillissent, dans les angles près des tourelles, deux grandes chimères. En dessous de la frise, le mur bas de la nef devient visible, limité à deux écoinçons recouverts d'une « dentelle en méplat » (Julie Aycard) ou d'un « décor en panneaux, c'est-à-dire de remplages sur des murs nus » (Florian Meunier). Il s'agit, en l'occurrence, de quatre soufflets dissymétriques de chaque côté. Au-dessus de la frise horizontale, le mur haut de la nef prend du recul afin de laisser de la place à la coursière sans balustrade, qui est accessible depuis les tourelles d'escalier. La fenêtre haute de la nef prend appui sur la frise. Entre ses jambages et les tourelles, les murs sont nus. L'archivolte de la fenêtre semble mal intégrée dans les arcatures trilobées à faible relief qui remplissent le pignon. Une seule arcature est évidée : il doit s'agir d'une baie pour l'aération des combles de la nef après son voûtement. Jusqu'à sa restauration vers le milieu des années 2010, la fenêtre occidentale de la nef était condamnée par des lattes. Toutes les représentations iconographiques connues la représentent ainsi ; Dominique Vermand considère le remplage comme perdu. Il n'a pas été publié sur quel fondement repose le remplage à quatre lancettes à têtes tréflées que l'on y voit maintenant. Assez curieusement, les têtes trilobées et la mouluration du pourtour ressemblent à la première campagne de construction (troisième travée du bas-côté sud). Si le remplage est authentique, il remonte peut-être à l'époque que l'ancienne nef fut encore debout, et aurait été récupéré lors de la démolition de l'ancien portail mentionné dans le marché pour la façade actuelle. Pour terminer la description de la façade de la nef, restent encore à mentionner les trois chimères ailées, aux têtes humaines grimaçantes, qui sont accroupies sur chacun des rampants. Ceux-ci se rejoignent, un peu à droite de l'axe de symétrie, par une petite accolade qui sert d'appui à une console, sans doute le vestige d'un antéfixe,,.
L'inspiration globale de la façade pourrait venir, selon Florian Meunier, de la façade occidentale de la cathédrale de Troyes, de la façade nord de la cathédrale de Sens, et de la façade sud de la cathédrale de Beauvais. Les façades que Saint-Pierre de Senlis a influencé le plus fortement sont sans doute Le Mesnil-Amelot, Ève et Saint-Justin de Louvres (portail sud). Une vague ressemblance existe avec les façades de Marissel et Verberie, qui sont assez richement décorées. L'église de Verneuil-en-Halatte reprend, pour son portail occidental, l'agencement général du portail central de Saint-Pierre, mais les voussures y sont dénuées de tout décor sculpté. Le portail occidental de l'église de Survilliers, plus tardif, est également influencé par Saint-Pierre de Senlis. L'on y a renoncé au trumeau et à la niche centrale, et les arcatures plaquées se bornent à des arcs en plein cintre, tout comme l'archivolte du portail est en plein cintre.

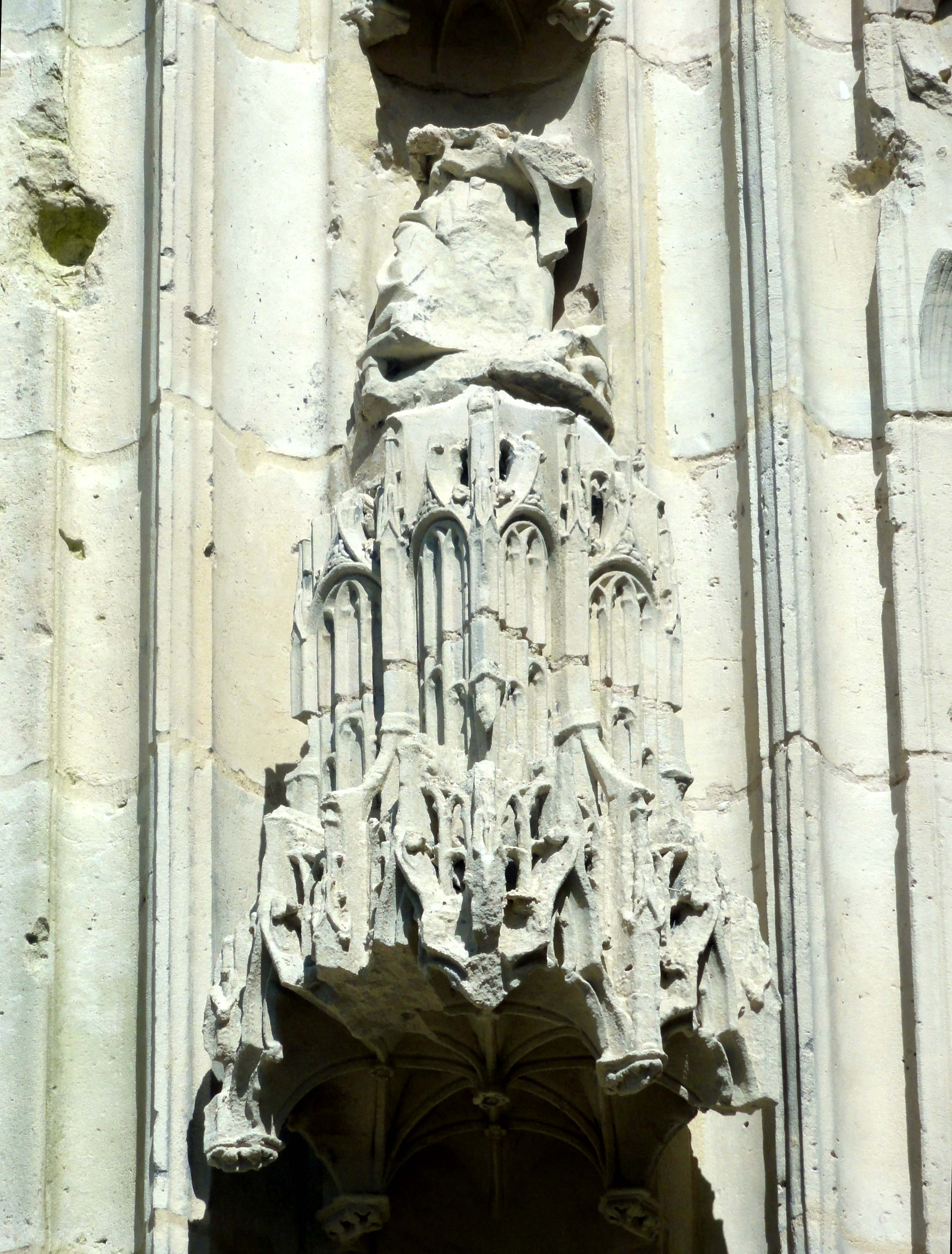
Dais de la niche à statue à gauche du portail.
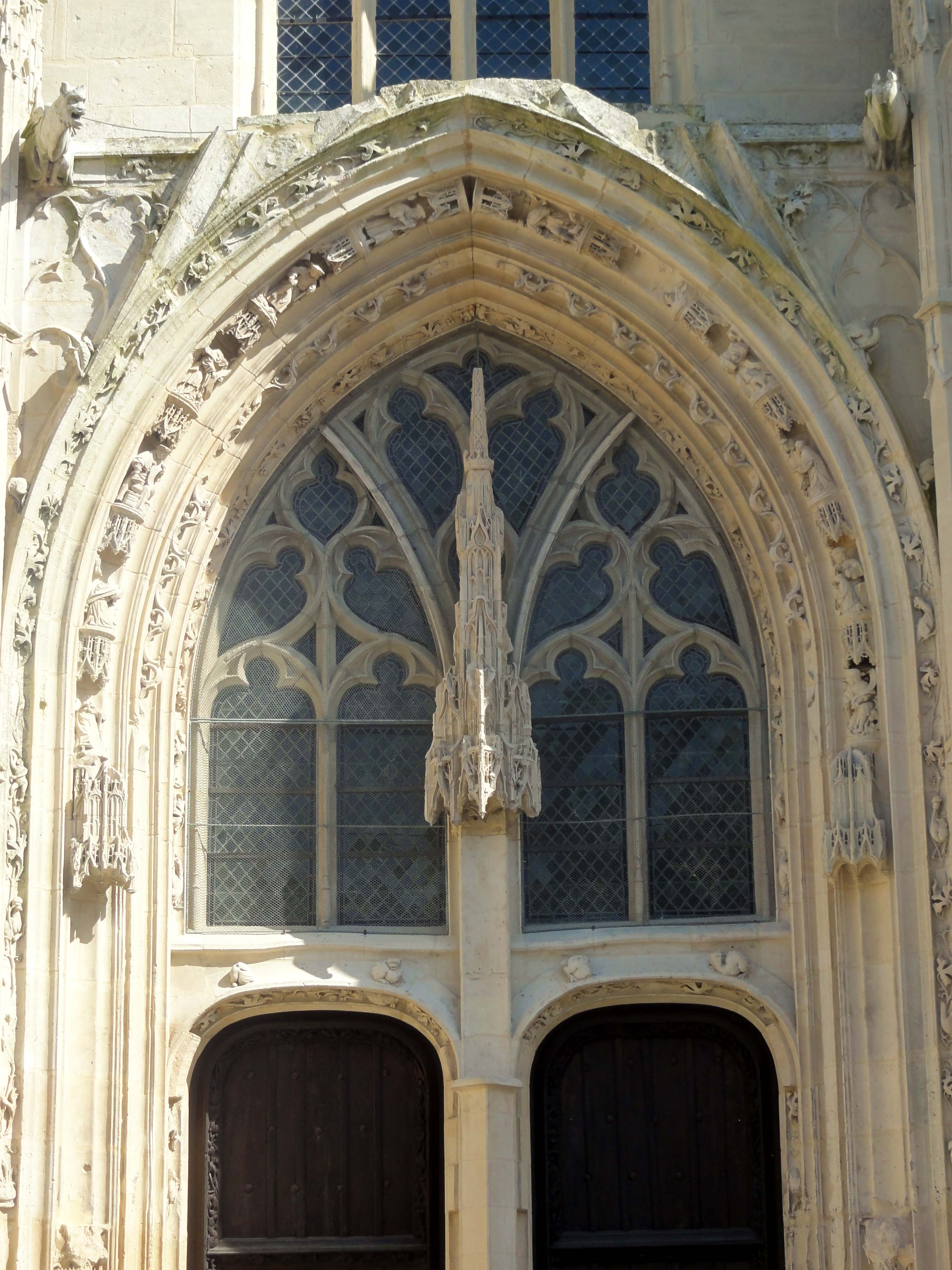
Tympan ajouré et niche à statue du trumeau.
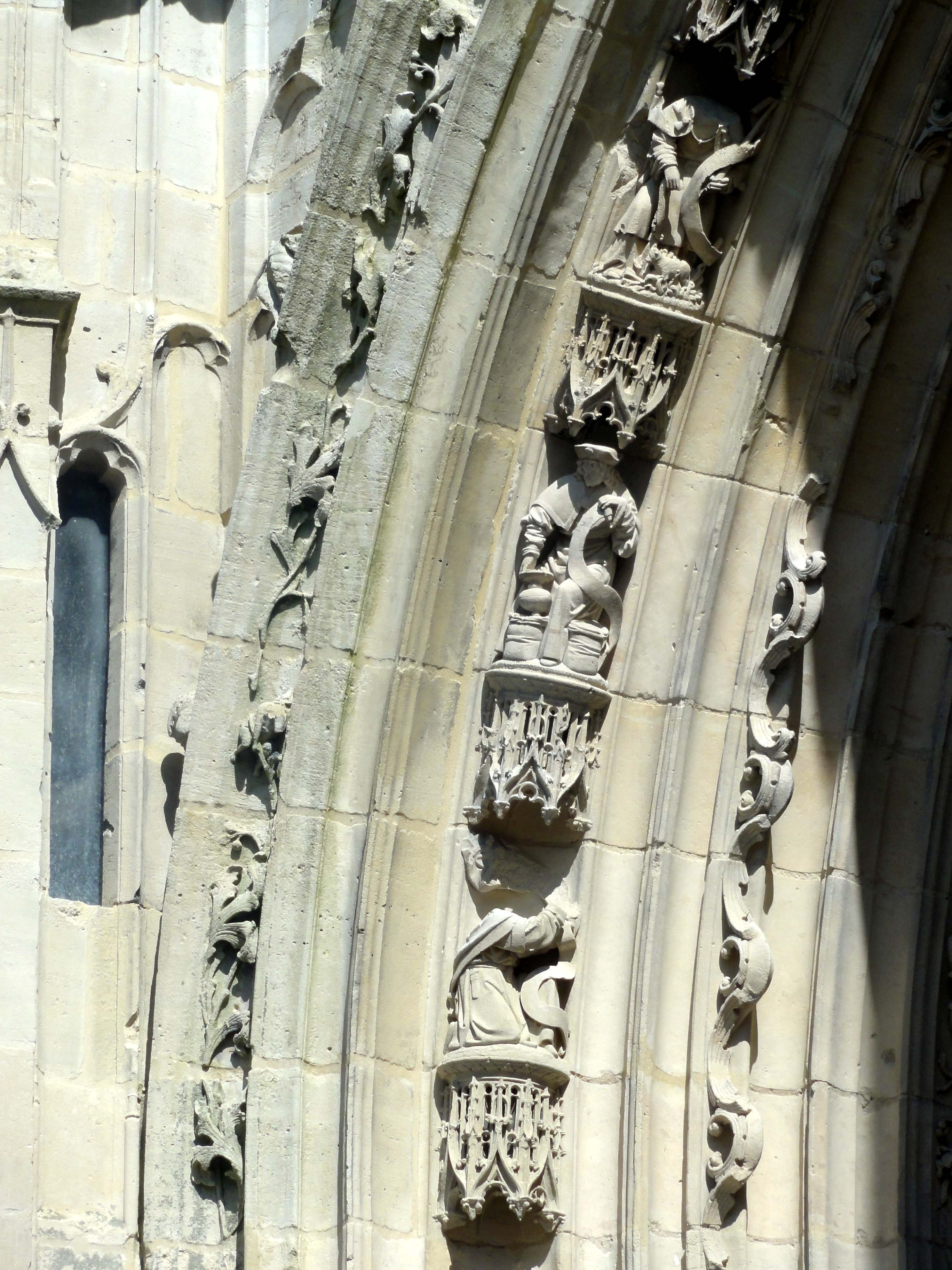
Archivolte (vue partielle, côté gauche).
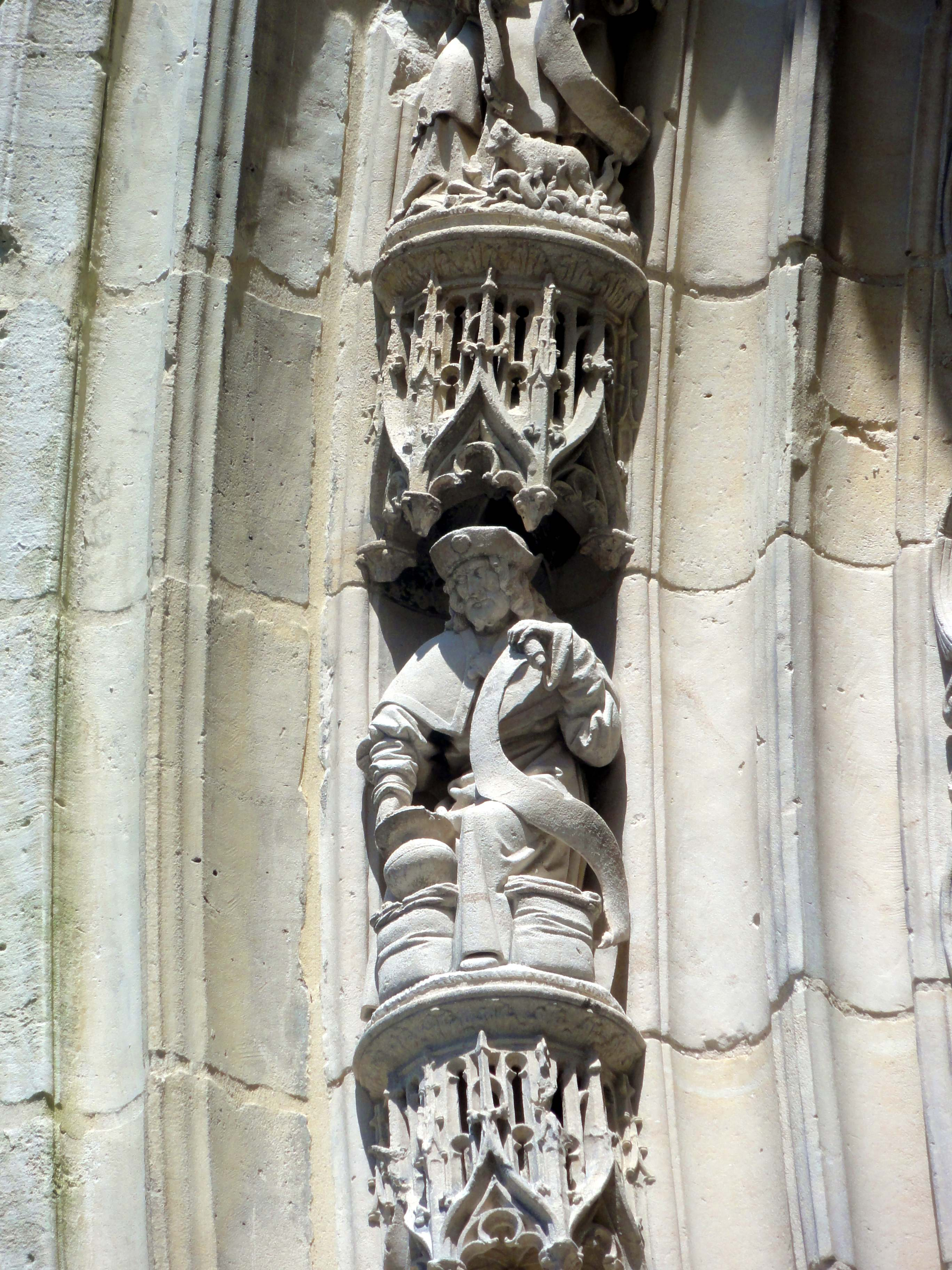
Archivolte, statuette du prophète Élisée.
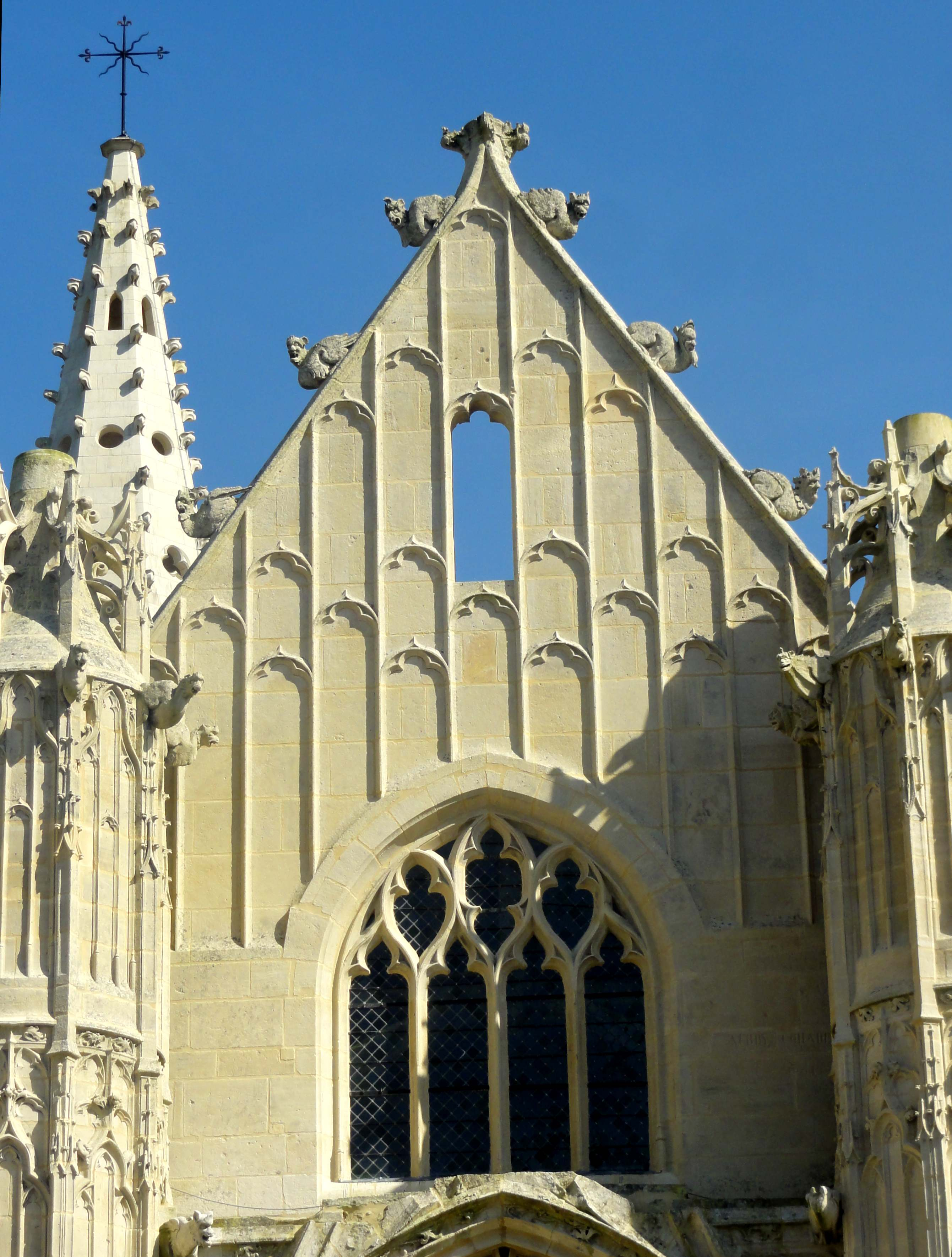
Pignon et fenêtre haute restituée vers 2015.
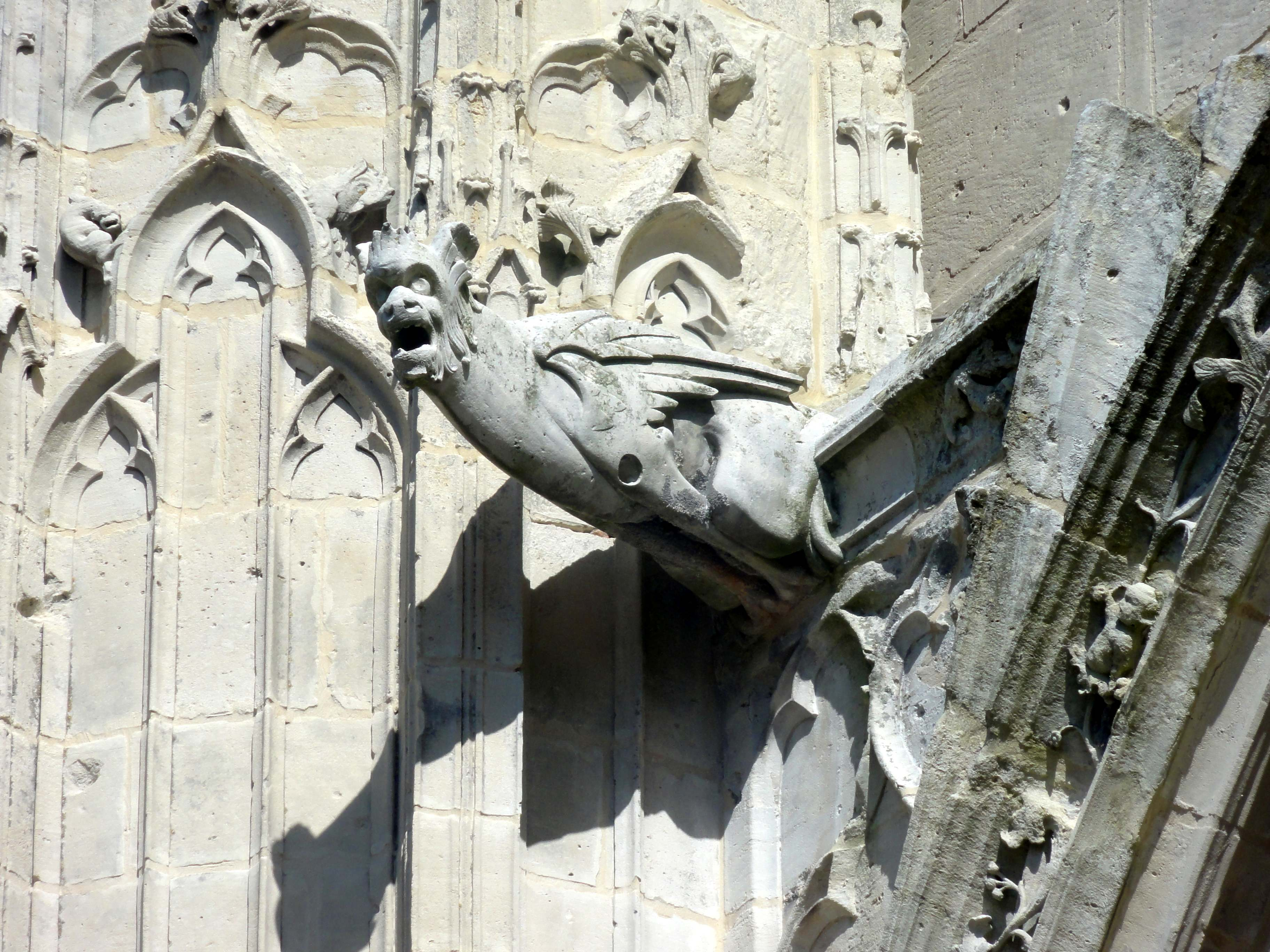
Chimère à gauche de la façade.

#### Les tourelles d'escalier

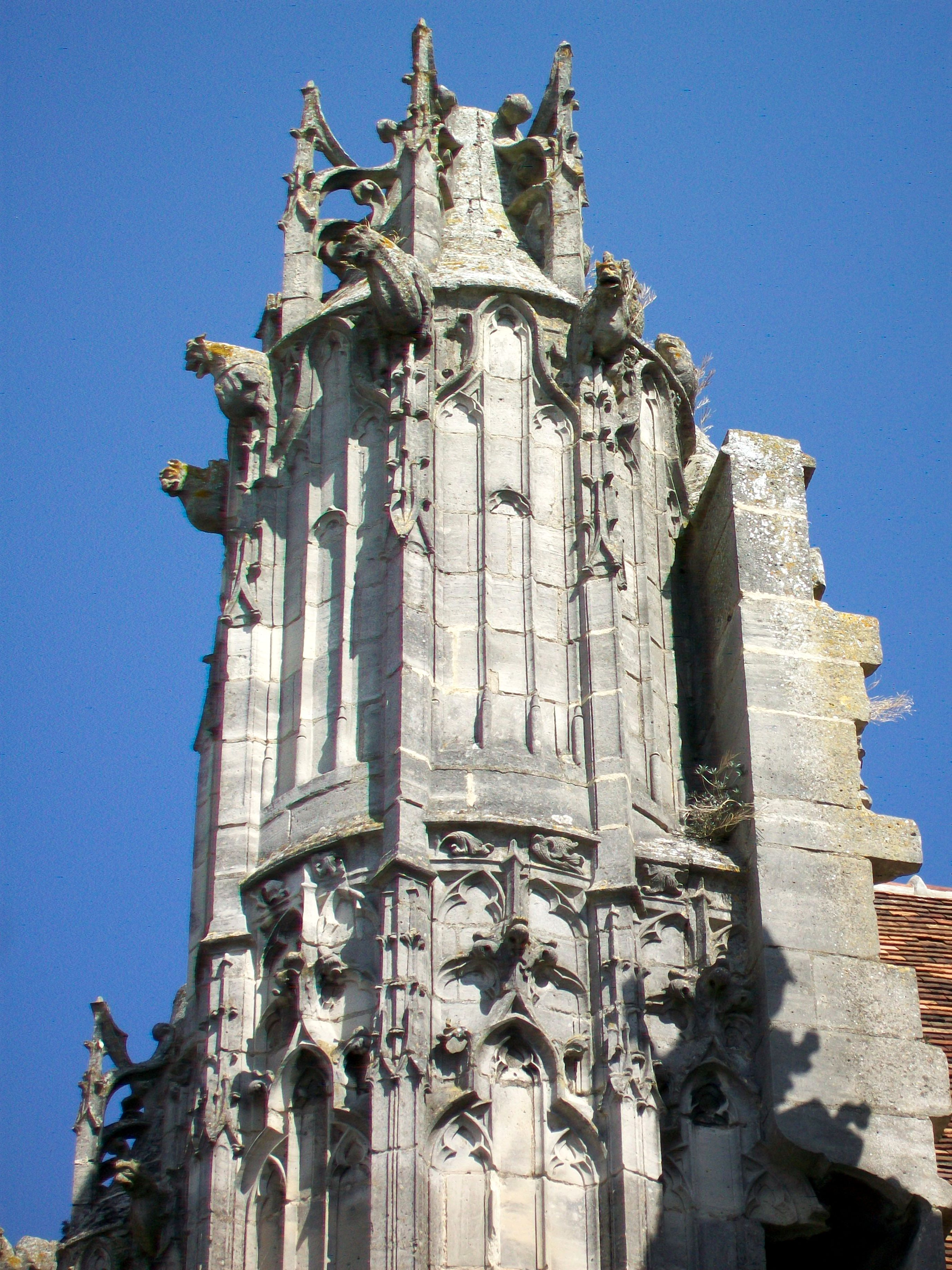
La tourelle de droite (sud) ; à droite, pierres de réserve pour le mur gouttereau sud de la nef.

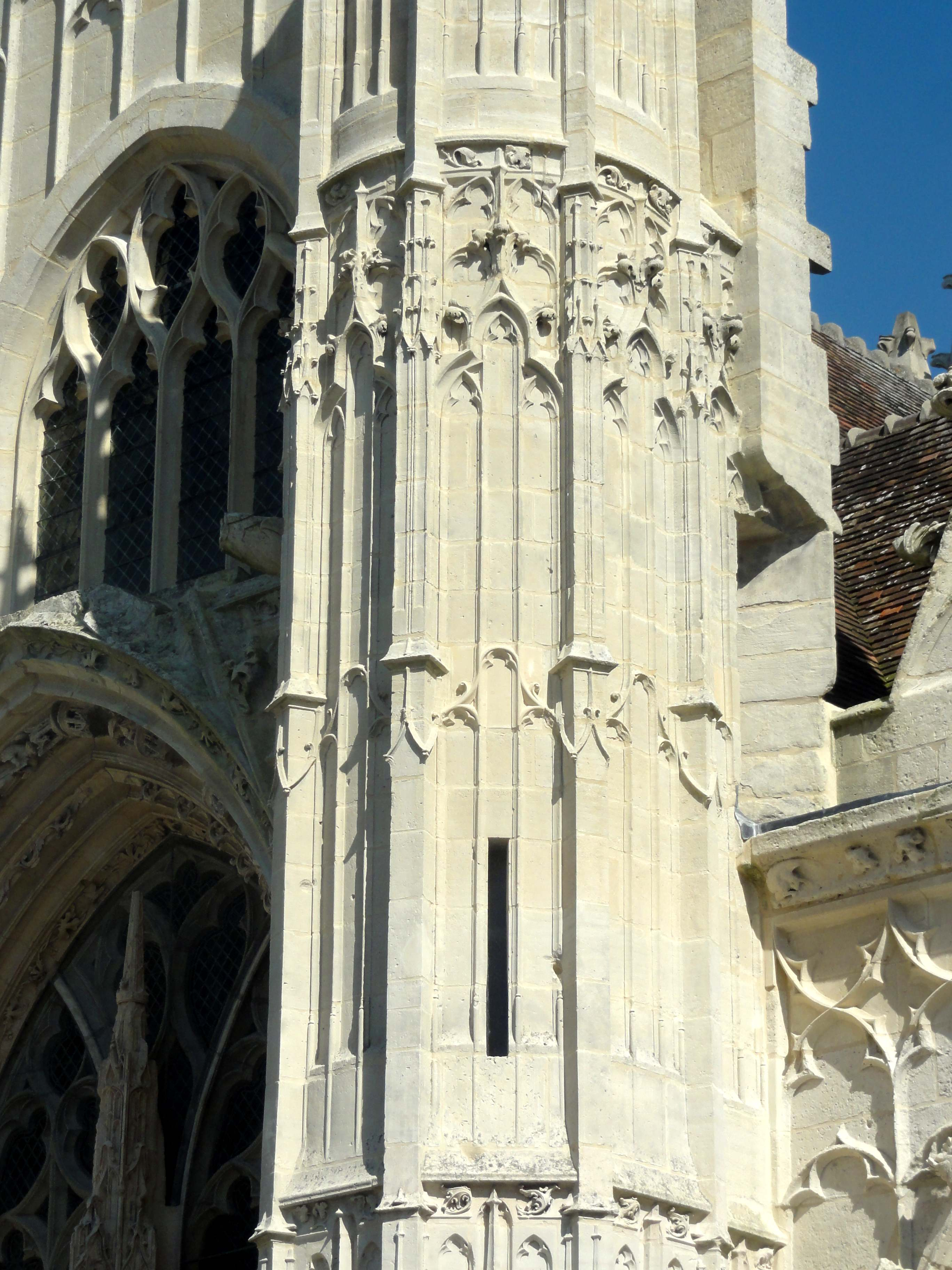
La tourelle de droite (sud), 2e niveau.

À l'instar de l'accentuation de la verticalité et des arcatures plaquées, les tourelles d'angle sont considérées comme caractéristiques de l'architecture de Martin Chambiges. Il les employa déjà à la fin du XVe siècle à la Sainte-Chapelle de Vincennes. Cependant, il n'en a pas la paternité, comme le montre par exemple la chapelle de la Vierge de l'abbaye Saint-Germer-de-Fly (années 1260), ni l'exclusivité, comme l'illustre la façade, contemporaine de Saint-Pierre, de l'église Saint-Antoine de Compiègne. Cela vaut aussi pour les réseaux plaqués, qui couvrent entièrement les tourelles entre les petits contreforts déguisés en clochetons, et entre les larmiers qui délimitent les différents niveaux. Les remplages sur murs nus sont déjà connus dans le Nord de la France bien avant la période d'activité de Martin Chambiges, mais ce fut apparemment lui qui contribua à leur diffusion en Île-de-France et dans le sud de la Picardie. Dans ce contexte, il convient encore de souligner que ni lui, ni son fils Pierre Chambiges ne participèrent à la construction de l'église Saint-Pierre. Ni l'un ni l'autre n'étaient présents à Senlis autour de 1515 ; ce ne fut qu'à partir de 1530 que Pierre Chambiges fut impliqué dans le chantier du croisillon sud de la cathédrale. Selon le marché de 1515, les maîtres-maçons de la façade de Saint-Pierre sont Jehan Ancel, Michault de Bray et Henry Chippault. L'année 1516 est inscrite sur la frise qui termine le premier niveau de la tourelle de gauche, du côté sud, dans l'angle avec la façade de la nef,.
Il a été dit que les tourelles sont polygonales. Ceci n'est juste que pour le premier niveau. Au fil du deuxième niveau s'opère une transition imperceptible vers un plan circulaire, qui se manifeste nettement sur les larmiers qui séparent le deuxième du troisième niveau. Les tourelles, strictement identiques hormis la position des meurtrières qui éclairent les cages d'escalier et quelques détails de sculpture, se divisent en trois niveaux. Si l'on compte le soubassement avec le premier niveau, les deux premiers niveaux sont de même hauteur. Les larmiers qui scandent leurs contreforts suggèrent une subdivision en demi-étages. La hauteur du troisième niveau est justement celle d'un demi-étage ainsi défini, ou d'un étage complet si l'on ajoute la flèche de pierre et le pinacle qui devait jadis la couronner. Chaque niveau est, bien entendu, décoré d'une manière légèrement différente. Au rez-de-chaussée, le décor ne commence qu'à une certaine distance du sol. Les minces contreforts qui séparent les facettes des tourelles présentent des bases flamboyantes analogues aux piliers ou aux meneaux des fenêtres. À partir du deuxième demi-étage, ils sont traités à la manière de clochetons ou pinacles plaqués. Selon un parti très répandu, ils changent de plan à chaque intersection des niveaux. Ainsi, l'on voit d'abord trois pinacles sur une base losangée, qui se détachent devant un noyau de section carrée. Après des accolades assez simples en haut du demi-étage suivant, suivent deux pinacles devant un noyau de section triangulaire. Au milieu du troisième niveau, ces noyaux se transforment en pinacles grêles et élancés, garnis de crochets, adossés à des pilastres. Une chimère marque l'aboutissement de chacun des pilastres. Immédiatement au-dessus, commence la flèche, dont le profil du galbe correspond à une demi-accolade. Dans un but purement décoratif, la flèche est confortée par huit petits arcs-boutants à double volée, dont la culée prend encore la forme de pinacles, et dont les flancs fusionnent avec les crochets de la flèche. Chaque pinacle est en outre relié à la volée supérieure de son arc-boutant par un segment de cercle ouvert vers le haut.
Les réseaux plaqués couvrent la totalité de la surface des facettes des tourelles, à l'exception du soubassement et des frises de feuilles de vigne et de roses qui courent dans l'échine sous les larmiers à l'intersection des niveaux. Il y a, pour chaque facette, trois lancettes à têtes trilobées. Elles sont subdivisées horizontalement par une tête trilobée supplémentaire, sauf les lancettes latérales du dernier niveau. Les différences résident dans les formes dans lesquelles s'inscrivent les lancettes, et dans le décor des écoinçons. Les lancettes du premier niveau s'inscrivent dans une lancette en tiers-point, qui est surmontée d'une accolade amortie par un pinacle, dont le sommet est sculpté en haut-relief, et flanqué de deux grandes feuilles également sculptées en haut-relief. Une lancette à tête tréflée, elle aussi subdivisée par une tête trilobée supplémentaire, cette-fois ci sous un arc en plein cintre, agrémente chacun des écoinçons. L'on observe ainsi un recours plus ou moins aléatoire aux arcs brisés ou aux arcs en plein cintre au-dessus des têtes trilobées, selon les endroits, quelle que soit la partie de la façade. Contrairement aux remplages proprement dits, il ne faut pas considérer ces arcs en plein cintre comme une expression du style flamboyant tardif, car ils figurent déjà sur le pignon de la Sainte-Chapelle de Vincennes (où ils sont par ailleurs très aplatis, proche de l'anse de panier). Les lancettes du deuxième niveau s'inscrivent dans des formes assemblées par deux quarts-de-cercles de part et d'autre d'un arc en tiers-point, qui les domine, le tout sommé d'une accolade couronnée d'un pinacle. C'est la forme du gâble ajouré du portail sud de la cathédrale de Senlis, non encore construit en 1516. Les flancs de l'accolade sont garnis de crochets ; le pinacle est fleuronné. Ces parties se détachent, une fois de plus, nettement du plan du mur. Les écoinçons, très allongés, sont ici remplis de deux soufflets obliques chacun. Quant aux lancettes du troisième niveau, elles s'inscrivent dans une accolade formée par deux doucines affrontées (un S allongé face à un autre à l'envers), qui, par manque de place, n'est pas surmontée d'un pinacle. Les écoinçons suffisent juste pour un étroit soufflet oblique,.

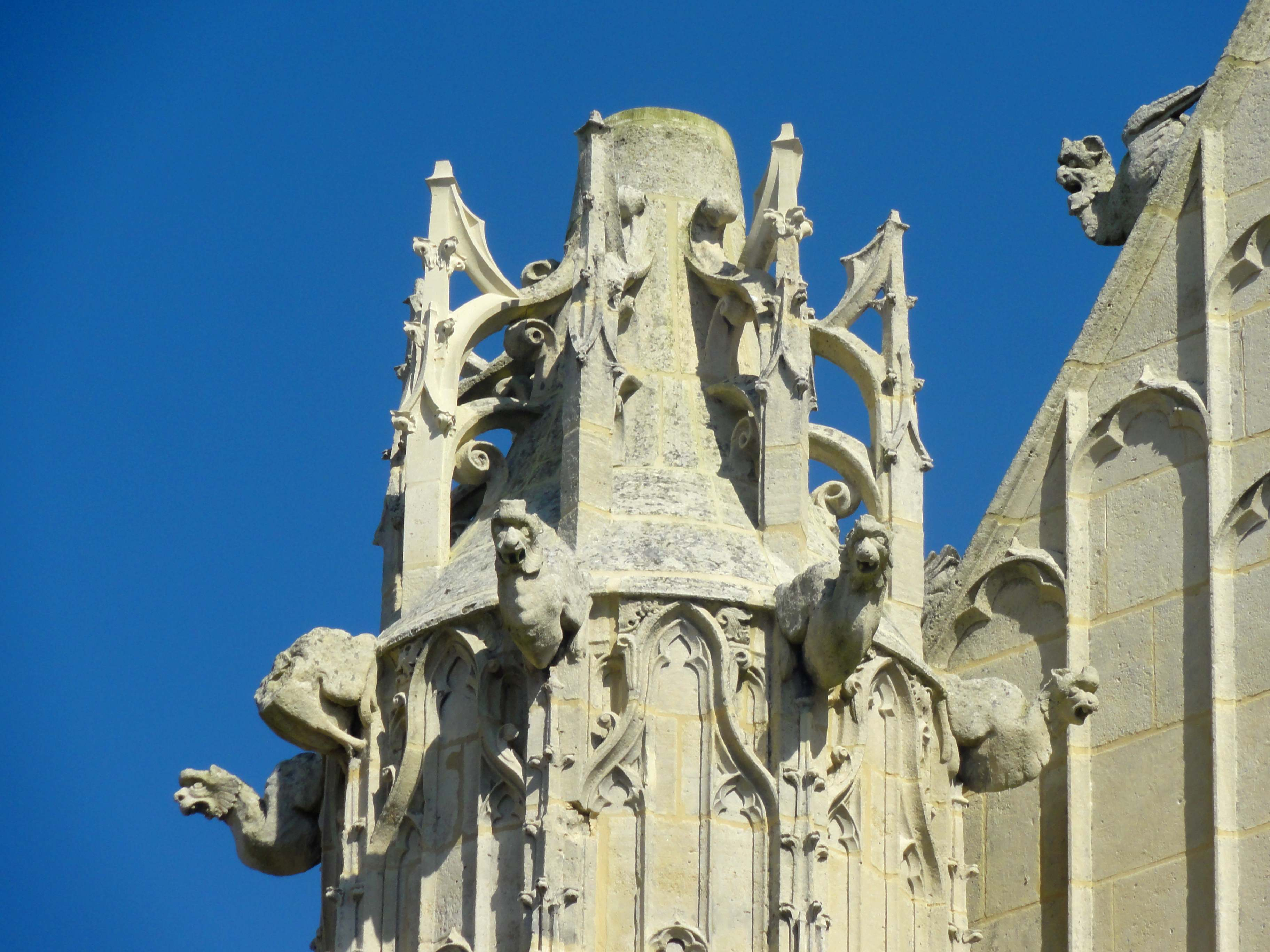
Tourelle de gauche, couronnement.
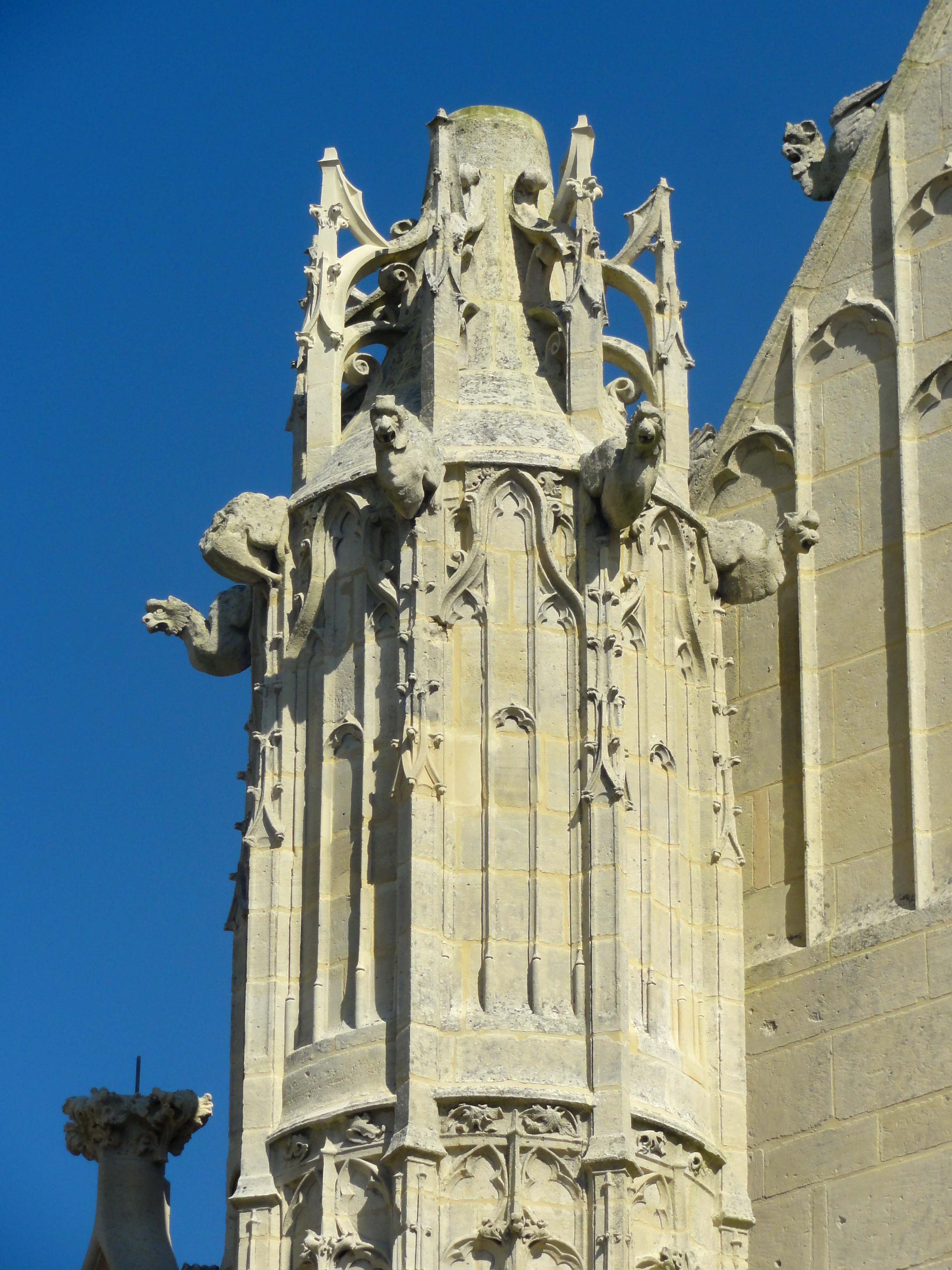
Tourelle de gauche, 3e niveau.
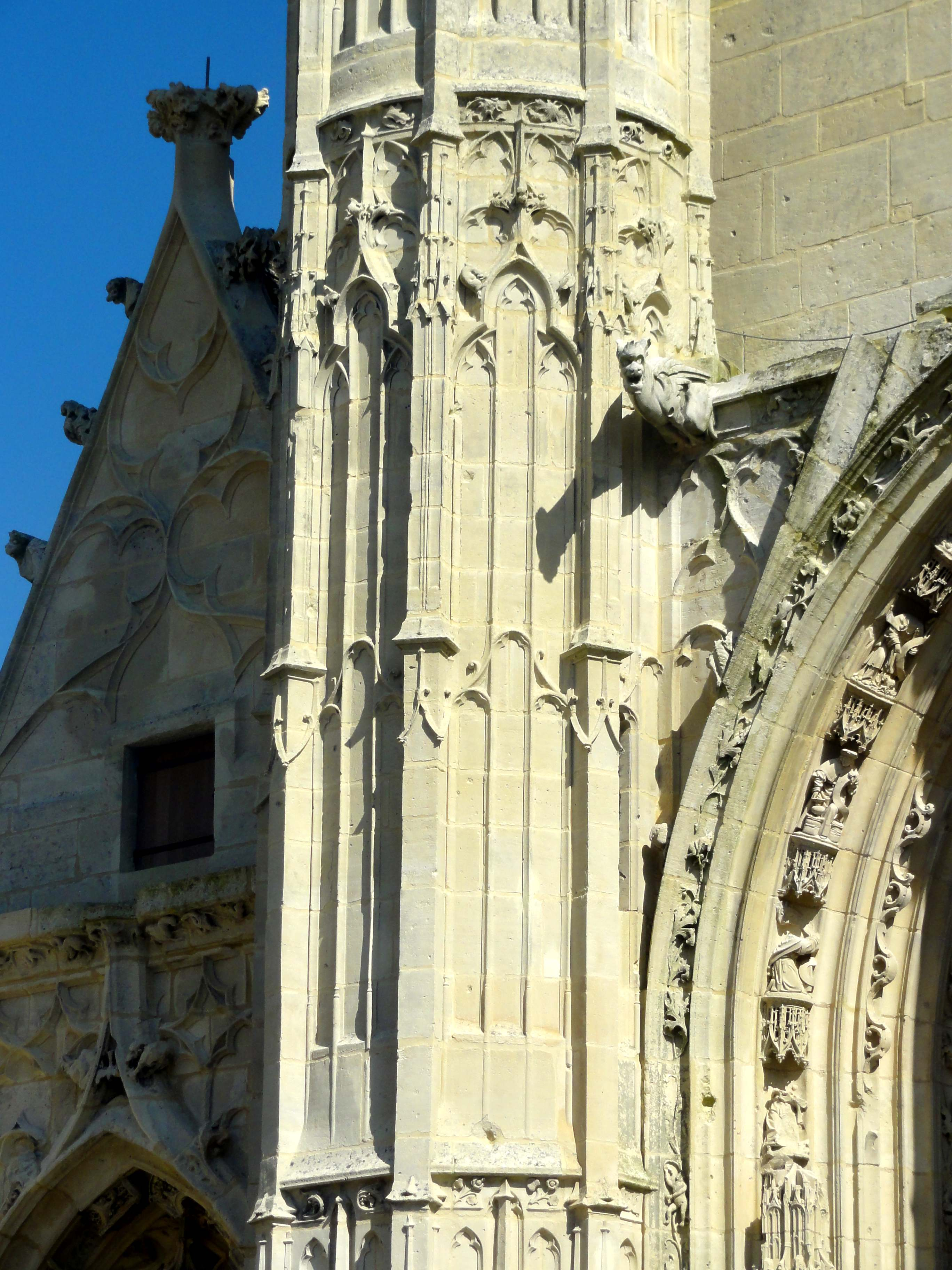
Tourelle de gauche, 2e niveau.
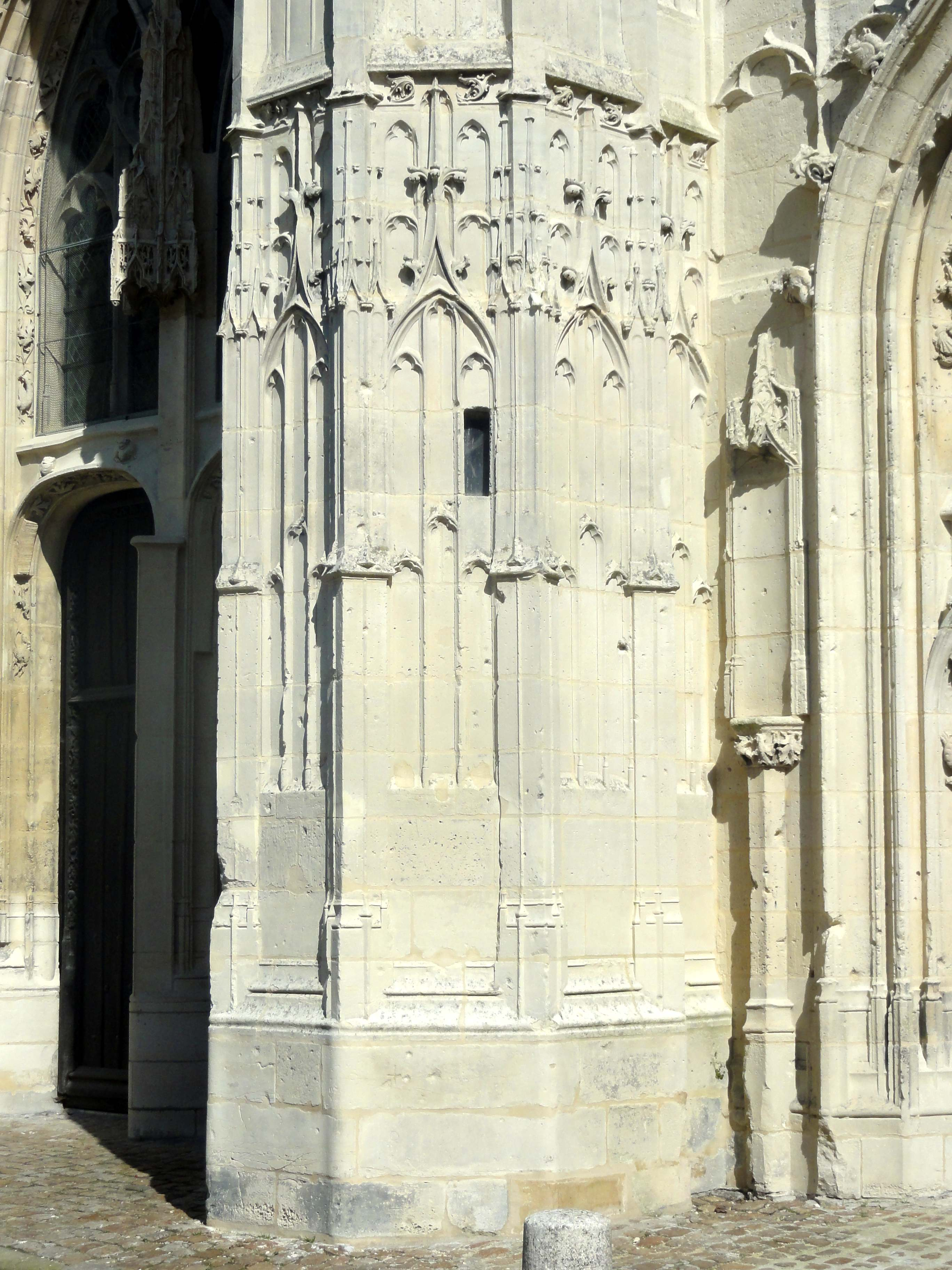
Tourelle de droite, 1er niveau.
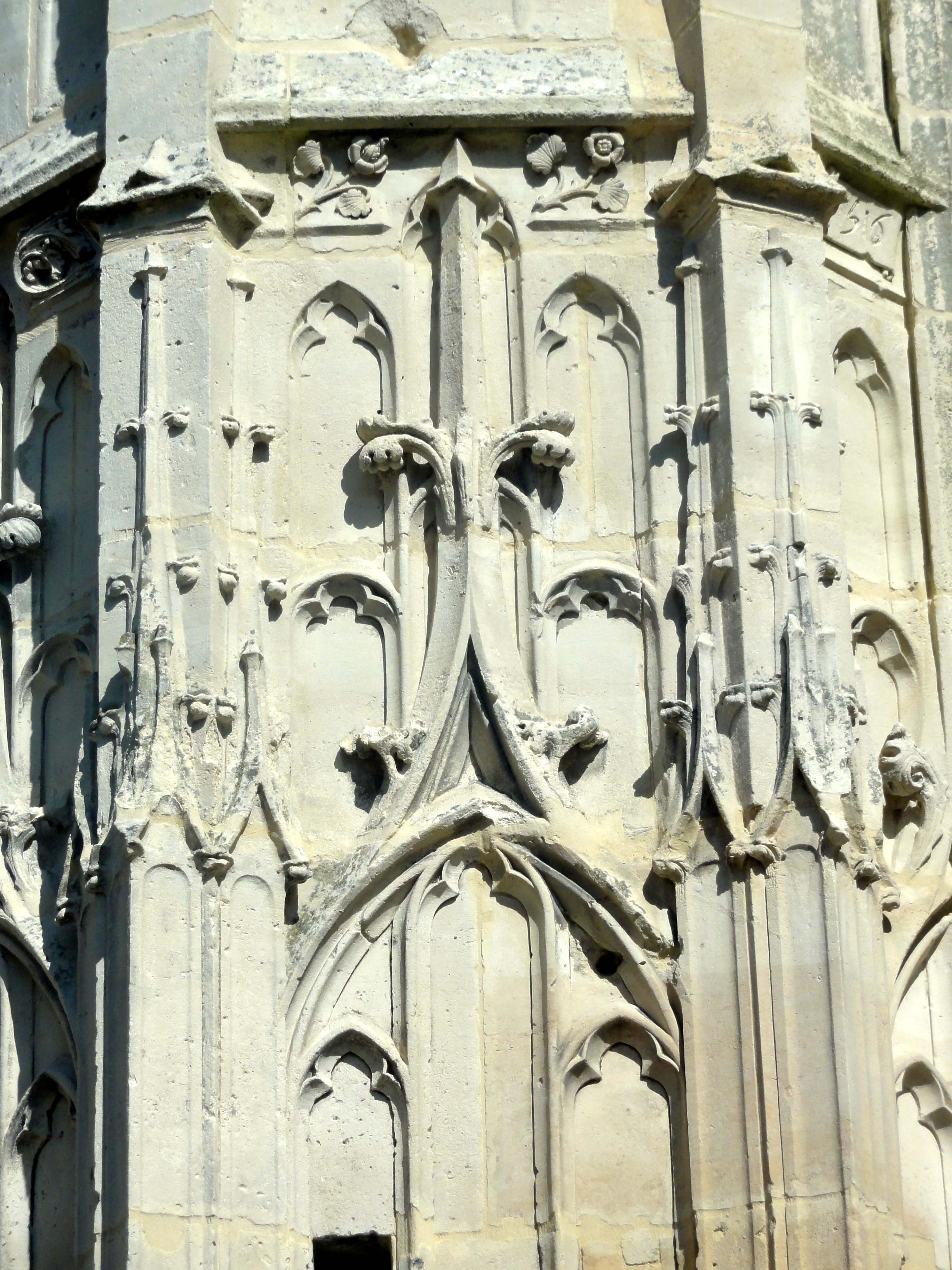
Tourelle de gauche, 1er niveau, détail.
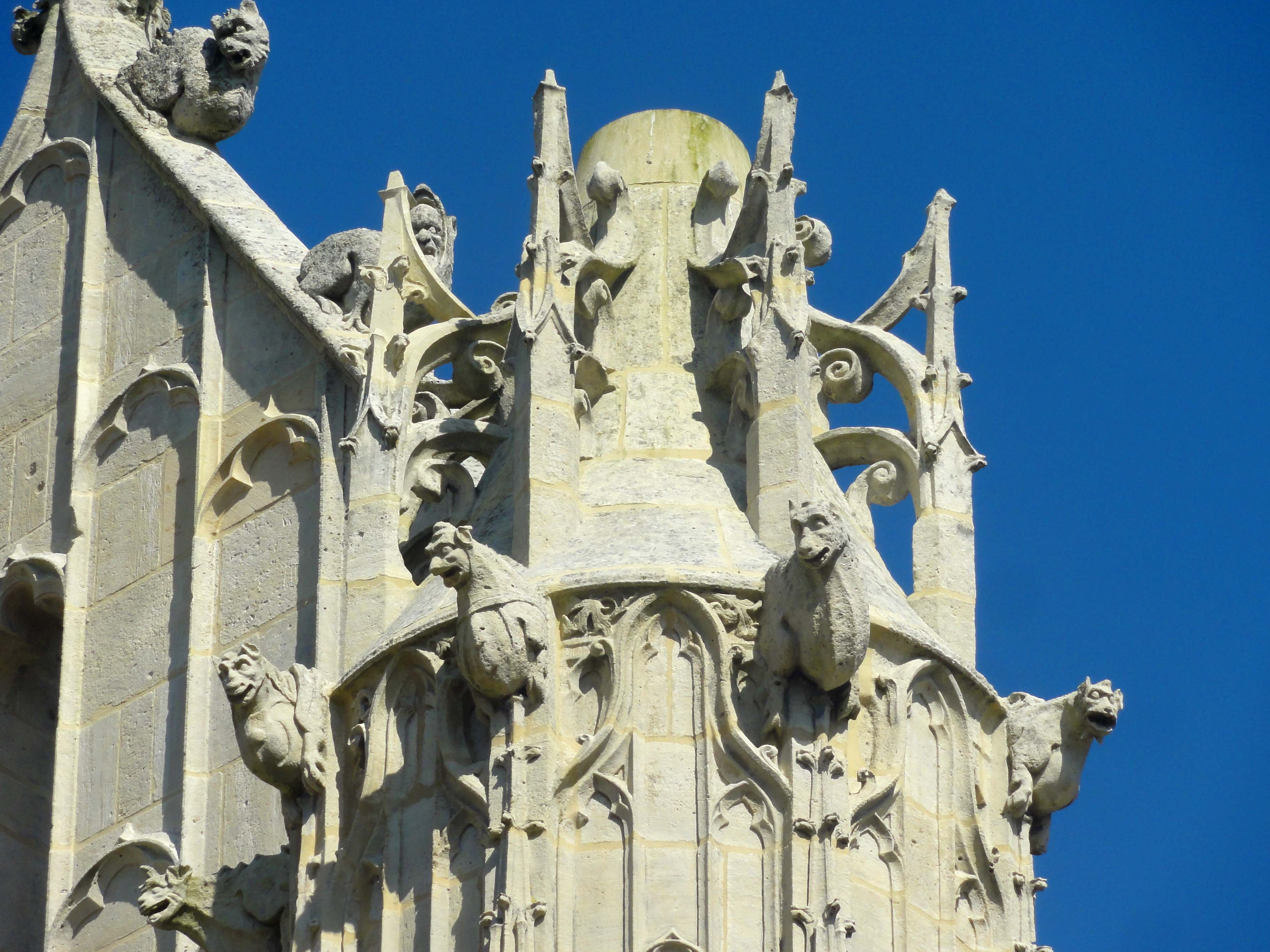
Tourelle de droite, couronnement.

#### Les façades des bas-côtés

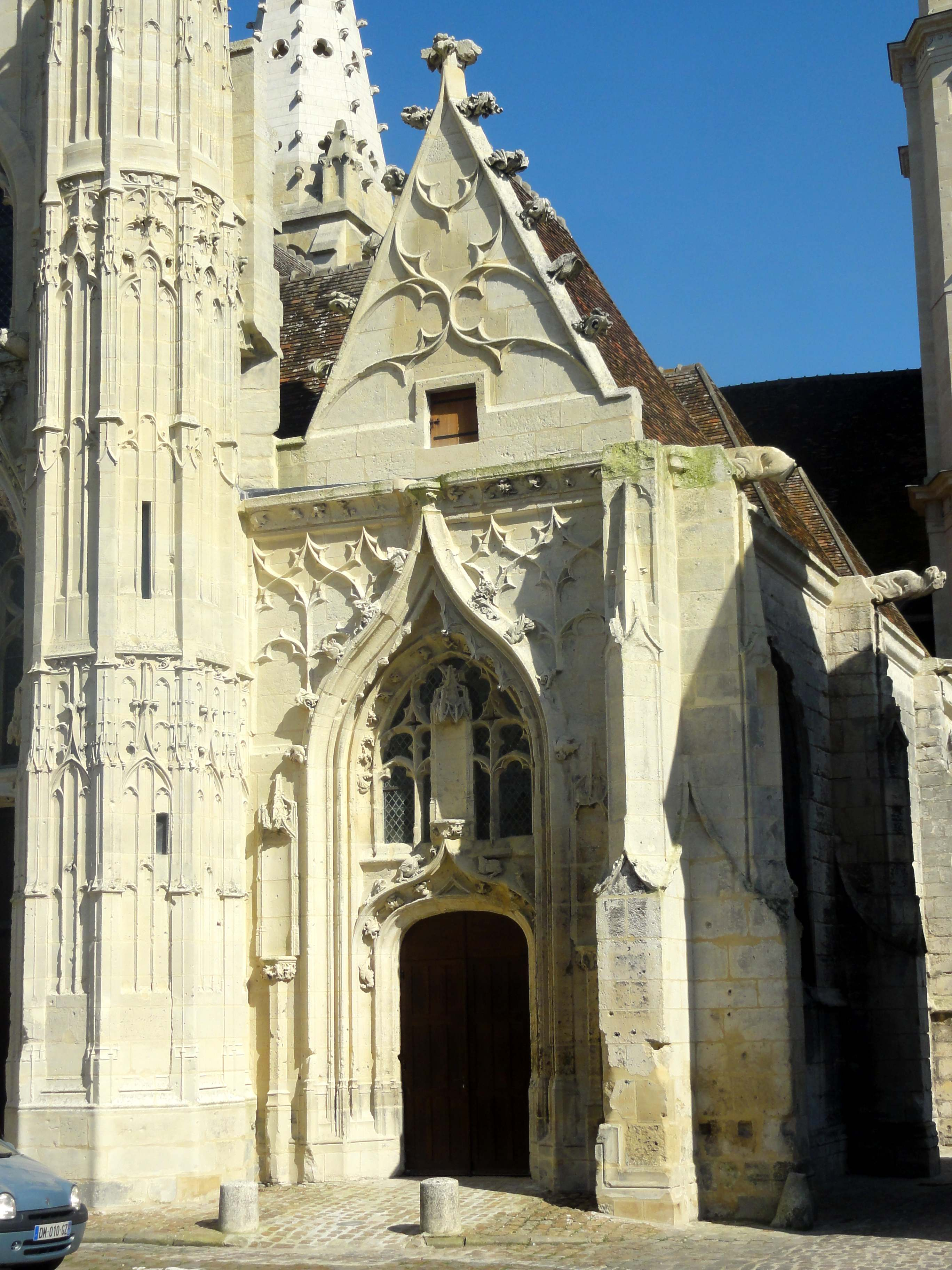
Façade du bas-côté sud.

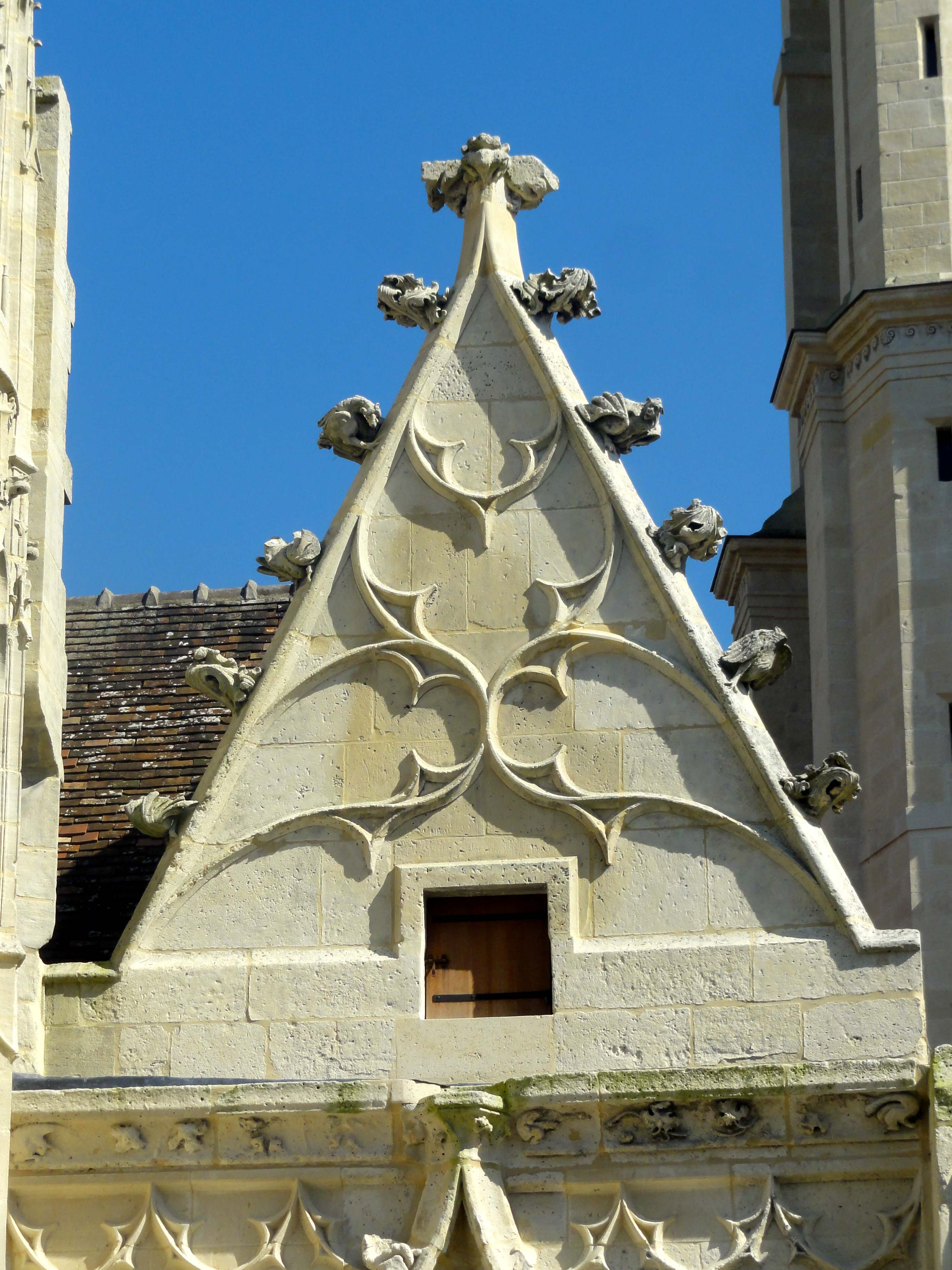
Pignon du bas-côté sud.

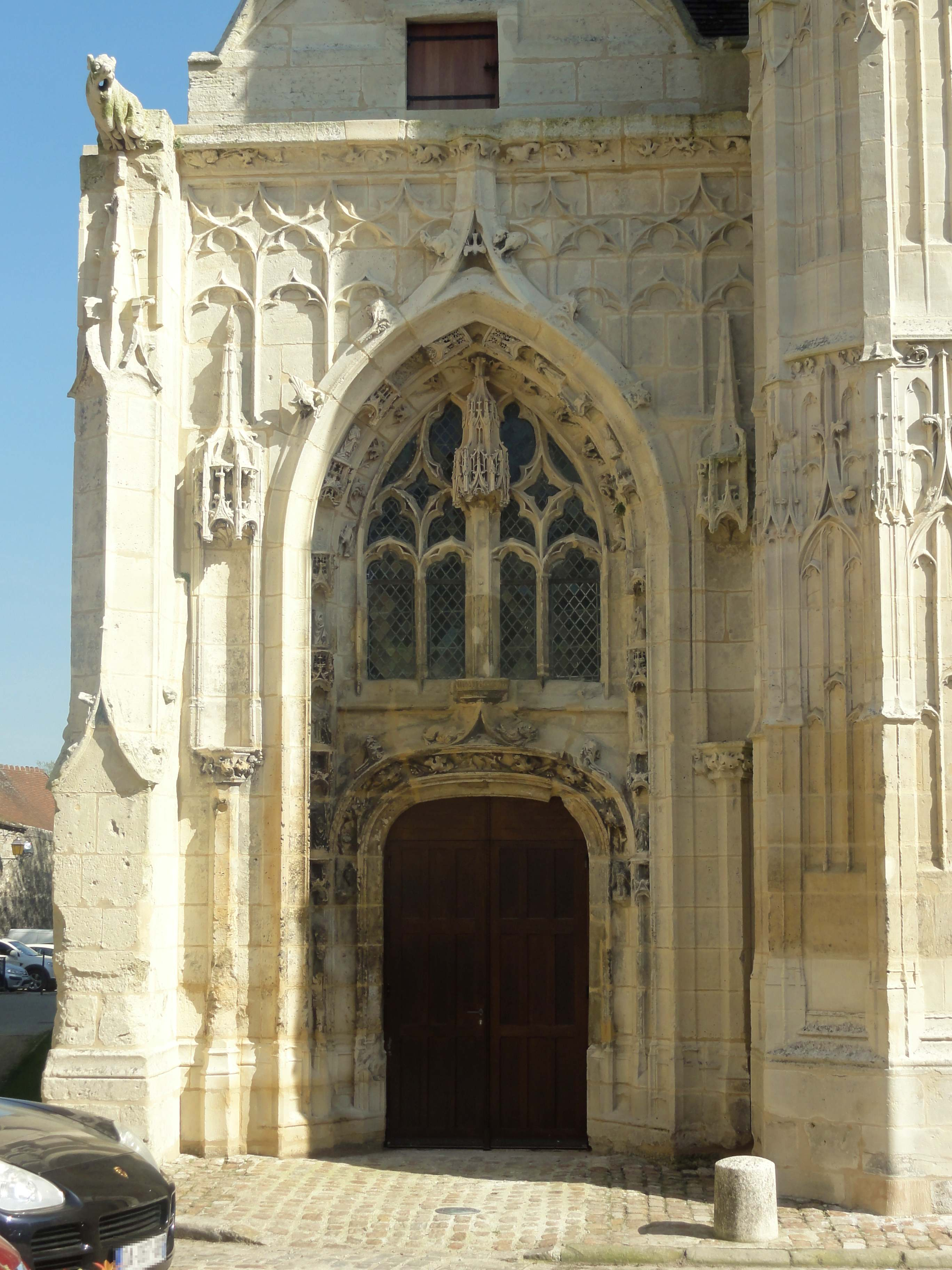
Façade du bas-côté nord.

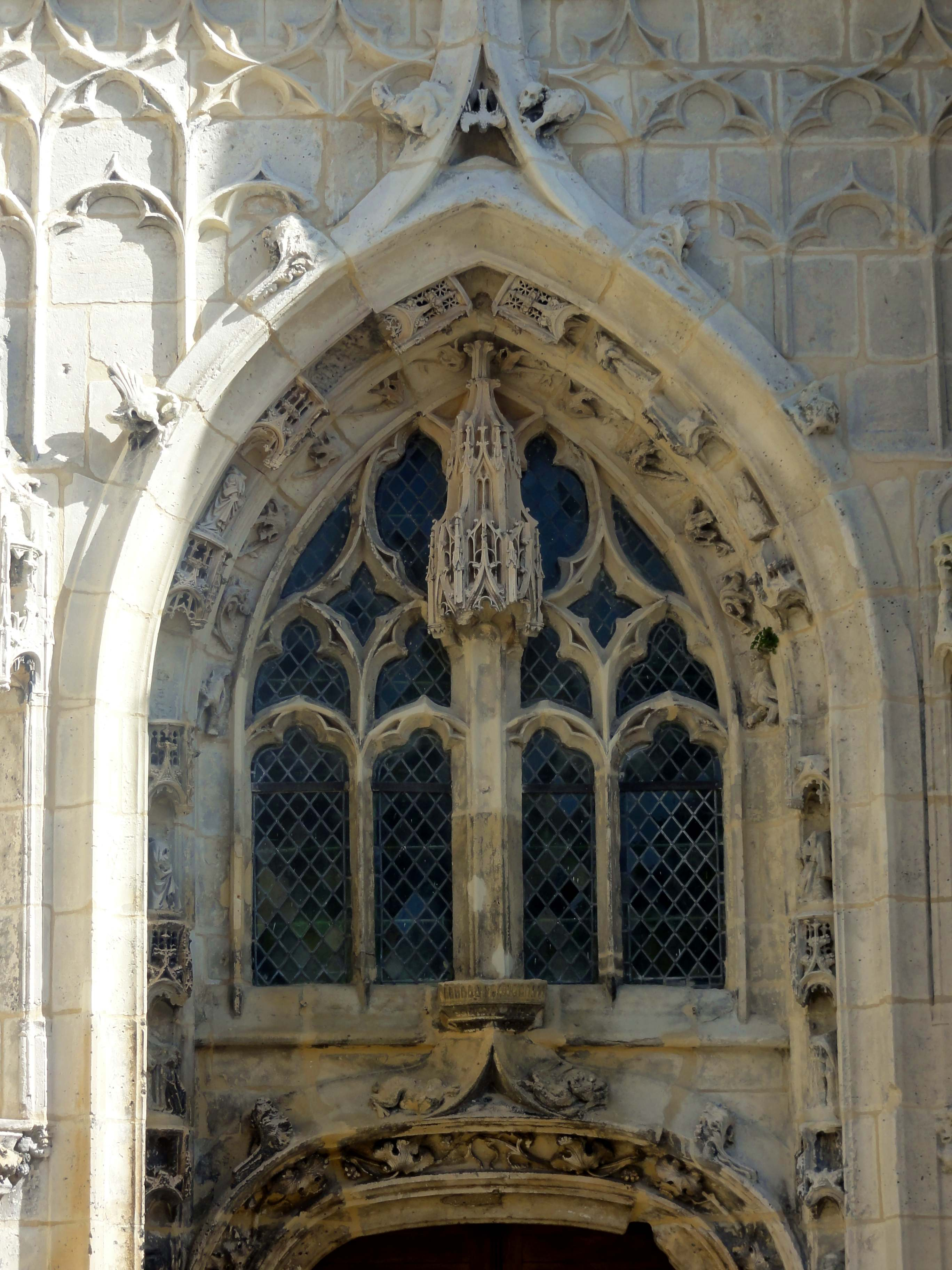
Tympan ajouré au nord.

Selon les termes du marché pour la construction de la façade de la nef, celle-ci devait présenter une ressemblance stylistique avec les façades des bas-côtés, qualifiées de pourtour du portail dans le document. Il est intéressant de lire avec quelle précision le maître d'ouvrage prescrivait la décoration à prévoir : il fallait faire « deux nacelles de feuilles » sur le portail, et les « rampants » de la « houppe du pignon » devaient être « crestés de feuilles et bestiaux ». Les façades des bas-côtés sont donc un peu antérieures. Les collages de maçonnerie, visible dans les angles rentrants avec les tourelles, sont toujours là pour le démontrer. En regardant de près, l'on constate aussi que les façades des bas-côtés sont certes d'une conception analogue, mais pas identiques. Au sud, les rampants du pignon sont garnis de cinq chimères ou crochets de feuillages chacun ; au nord, ce ne sont que quatre. Au sud, les arcatures plaquées sont assez larges, et au nombre de trois par écoinçon (si l'on compte les arcatures incomplètes près du sommet de l'accolade) ; au nord, les arcatures sont plus resserrées et l'on y compte quatre de chaque côté. Au sud, l'extrados est formé par une accolade seule ; au nord, un arc en tiers-point s'insère dans l'accolade. Au sud, la voussure médiane, très étroite, demeure vide à la faveur de festons ou découpages flamboyants suspendus, malheureusement brisés voire totalement arrachés. Au nord, la voussure médiane est la plus large, et accueille des dais architecturés et encore quelques statuettes, à l'instar du portail central. Au nord, la voussure inférieure descend jusqu'au sol à côté de la voussure de la porte en anse de panier, ce qui n'est pas le cas au sud, ni sur le portail central.
Rares sont les façades de bas-côtés munies de pignons à part entière, pour les églises de dimensions moyennes, au lieu des habituels demi-pignons adossés aux extrémités de la façade de la nef. Le résultat recherché est bien sûr une impression d'élégance. En même temps, ce parti permet de dégager les murs gouttereaux de la nef des combles des bas-côtés, en les recouvrant de toits en bâtière parallèles à l'axe de la nef. Mais ce n'est pas ce que l'on fit à Saint-Pierre : les toits à croupe des travées des bas-côtés prennent appui contre les murs hauts de la nef. À moins qu'ils ne résultent du remaniement de toits en pavillon, dans le but d'éliminer la noue le long des murs gouttereaux de la nef, et de diminuer l'infiltration des eaux pluviales, la disposition tend à démontrer que des fenêtres hautes développées ne faisaient pas partie du projet. Alors que les tourelles d'escalier n'existaient pas encore au moment de l'édification des façades des bas-côtés, leurs pignons sont néanmoins placés en retrait afin de créer des coursières desservies justement par les tourelles. Depuis les coursières, on peut accéder, par de petites portes carrées, dans les combles des bas-côtés. Ce n'est qu'au-dessus de ces portes que se déploient les remplages sur murs nus, constitués de quatre soufflets, dont trois convergent vers un point central, tandis que le quatrième s'imbrique dans le soufflet placé en dessous. Ces dessins séduisent par la fluidité des lignes, et dégagent un étonnant dynamisme. Les crochets des rampants, et les chimères apparentés à des oiseaux qui s'y substituent à certains endroits, sont de la même qualité sculpturale que l'on trouve partout sur la façade. Dans les gorges sous les légers encorbellements des coursières, les éléments des frises paraissent toutefois un peu isolés les uns des autres. Les sommets des accolades des portails viennent par ailleurs buter contre l'encorbellement des coursières, ce qui a dispensé le maître d'œuvre d'y placer des pinacles ou antéfixes.
Les portails occupent ainsi toute la hauteur des murs des bas-côtés, mais pas toute la largeur, puisqu'il s'agit de portails sans trumeau. Ils sont parfaitement axés sous les sommets des pignons, et cantonnés de deux grandes niches à statues, ce qui n'aurait pas été possible si les tourelles avaient été placées à l'intersection des vaisseaux. On peut considérer que les portails sont à triple archivolte, même si la multiplication des strates de modénature et la complexité des profils peut rendre aléatoire le comptage des voussures. L'extrados est en tout cas peuplé de chimères et garni de crochets végétaux, à l'image des rampants des pignons. La gorge de la voussure supérieure est vide. Ce sont la gorge médiane et la gorge inférieure qui accueillent le décor sculpté, contrairement à la logique du portail principal, où deux voussures à décor sculpté sont toujours séparées par une voussure vide. Il a déjà été dit que la voussure médiane du portail latéral nord abrite des statuettes. Elles sont encore au nombre de sept, sur la dizaine de niches qui existent au total, et ont toutes été décapitées. Leurs petites dimensions ne permirent pas une « personnalisation » aussi poussée que sur les statuettes du portail de la nef, si bien qu'aucun auteur n'ose s'avancer sur le programme iconographique. On peut encore moins se prononcer sur les festons de la voussure médiane du portail latéral sud. Quant à la voussure inférieure des deux portails, elle accueille des éléments isolés, des feuilles frisées surtout, et même un génie nu en bas à droite du portail sud. Comme pour la frise dans l'échine de l'encorbellement de la coursière, on peut déplorer l'absence de continuité entre les différents blocs sculptés, maladresse que les maîtres-maçons du portail central n'ont plus commise.
Maladroits paraissent aussi le tympan ajouré et la petite accolade de l'anse de panier de la porte du bas-côté sud. Le fond de la niche obture un bon quart de la verrière ; les formes du second rang du remplage sont indéfinissables ; et la mouluration autour de l'anse de panier est un peu grossière. C'est le remplage du tympan ajouré du bas-côté nord qui mérite d'être regardé de près. Il se compose de quatre lancettes à têtes tréflées, surmontées de quatre têtes tréflées sur des jambages très courts, puis de deux losanges du même type que sur les baies des bas-côtés issues de la deuxième campagne de construction, et enfin de deux soufflets entre deux étroites mouchettes. Le meneau central est juste un peu élargi pour former le dosseret de la niche à statue, et le dais est si élancé que sa présence ne perturbe pas l'harmonie de l'ensemble. La console de la niche correspond, tant au nord qu'au sud, au sommet de la petite accolade de l'anse de panier de la porte. L'extrados de l'accolade accueille, une fois de plus, des chimères et des feuilles frisées. Reste à signaler une particularité des niches à statues qui flanquent le portail. Leur console repose, en effet, sur un pilier engagé de section trapézoïdale. Ainsi, les surfaces murales à côté des piédroits du portail ne restent pas nues, et on a l'impression d'y voir les retombées de deux voussures supplémentaire du portail. Moins réussie est l'intégration des dais de ces niches dans les réseaux plaqués. Leurs pinacles ne coïncident pas avec les meneaux des réseaux plaqués, constitués d'arcatures trilobées, de losanges et de têtes trilobées inversées. Au sud, les murs accusent même des ressauts au-dessus du sommet des dais, ce qui dénote une interruption du chantier. On est amené à croire que le maître-maçon qui dirigea les travaux mourut à ce moment, et que les compagnons qui terminèrent son œuvre n'étaient pas encore à la hauteur de son art. Ainsi, ce ne sont probablement pas les trois noms du marché de la façade de la nef qu'il faut associer aux façades des bas-côtés et à la deuxième campagne de construction de l'époque flamboyante. On comprend aussi pourquoi le marché pour la façade de la nef dit qu'elle doit être « bien et suffisamment et mieulx » faite que ledit pourtour.
Trois vantaux d'origine se sont conservés et demeurent en place. Ils complètent avantageusement l'architecture, mais ne sont plus visibles depuis l'extérieur. Afin de les préserver, ils ont été dédoublés par des portails modernes sans caractère. Les vantaux gothiques flamboyants se divisent en trois registres, dont chacun compte trois panneaux. Les panneaux des deux registres inférieurs sont décors de plis de serviette. Les panneaux du registre supérieur sont sculptés de réseaux plaqués, qui se composent de deux lancettes avec un remplage flamboyant simplifié en bas, et sinon d'une multitude de mouchettes décrivant des hémicycles et des accolades, agencées autour de deux fleurs d'acanthe. Seulement les panneaux du registre supérieur sont séparés par des meneaux à bases flamboyantes, qui évoquent ceux des fenêtres, sauf qu'ils s'amortissent par de grêles pinacles plaqués. Les bases des meneaux reposent sur une plinthe moulurée au-dessus d'une gorge, qui accueille une frise de feuilles de vigne. En haut des vantaux, un larmier courbe suit le tracé de l'anse de panier des portails. Il retombe sur un petit personnage agenouillé qui fait office d'atlante. Le dessous du larmier est creusé de deux moulures concaves, dont la plus large accueille une frise de pampres. Ces vantaux remarquables sont classés au titre objet depuis le classement de l'église en 1887. — Les angles de la façade occidentale sont épaulés par deux contreforts orthogonaux. Leur partie basse est de section rectangulaire. Ensuite, un larmier en forme d'accolade, jadis décoré, rachète le passage vers un plan à angle saillant. Proche du sommet, les deux faces obliques s'amortissent par une accolade semblable, qui est couronnée d'un pinacle plaqué garni de crochets. Ce parti s'observe aussi en haut des deux tourelles d'escalier. Derrière le pinacle, se profile une arcature trilobée en bas-relief. Immédiatement au-dessus, le contrefort s'achève par une gargouille. Une au nord et une au sud manquent aujourd'hui, de même que les pinacles qui devaient initialement surmonter les contreforts. L'on note encore qu'une accolade dans l'angle rentrant entre deux contreforts relie leurs larmiers intermédiaires.

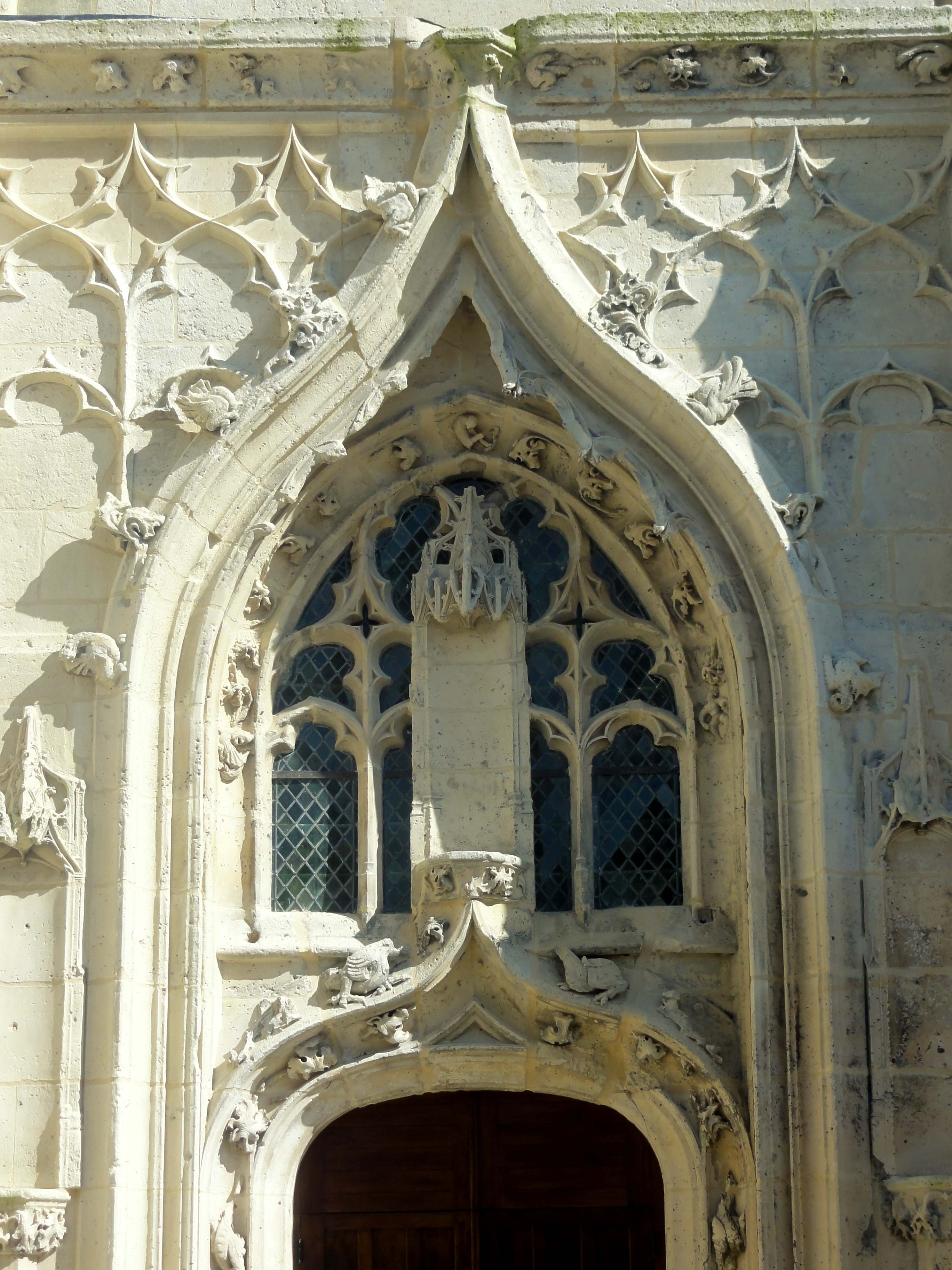
Façade du bas-côté sud, tympan ajouré.
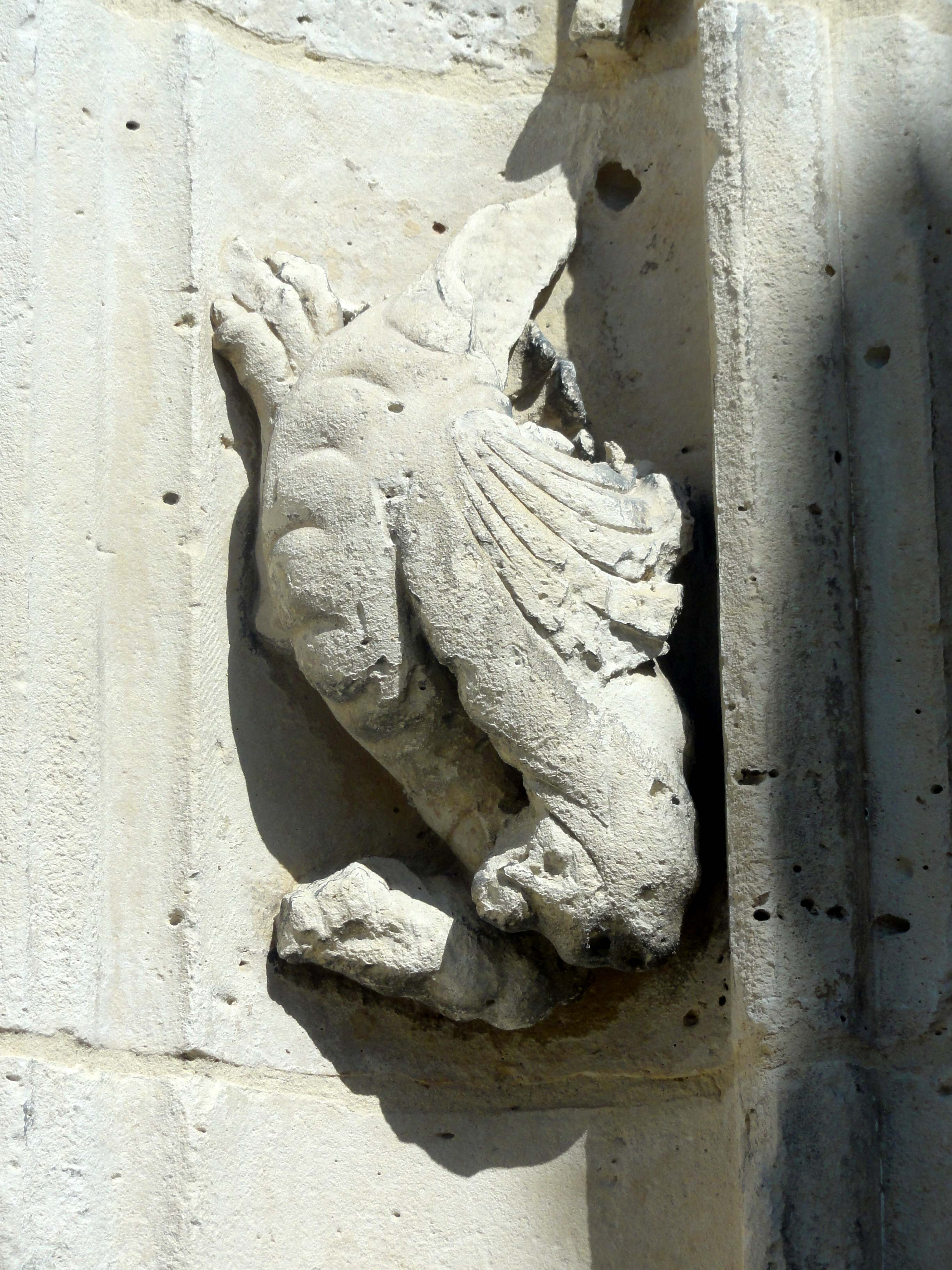
Façade du bas-côté sud, portail, chimère sur le piédroit gauche.
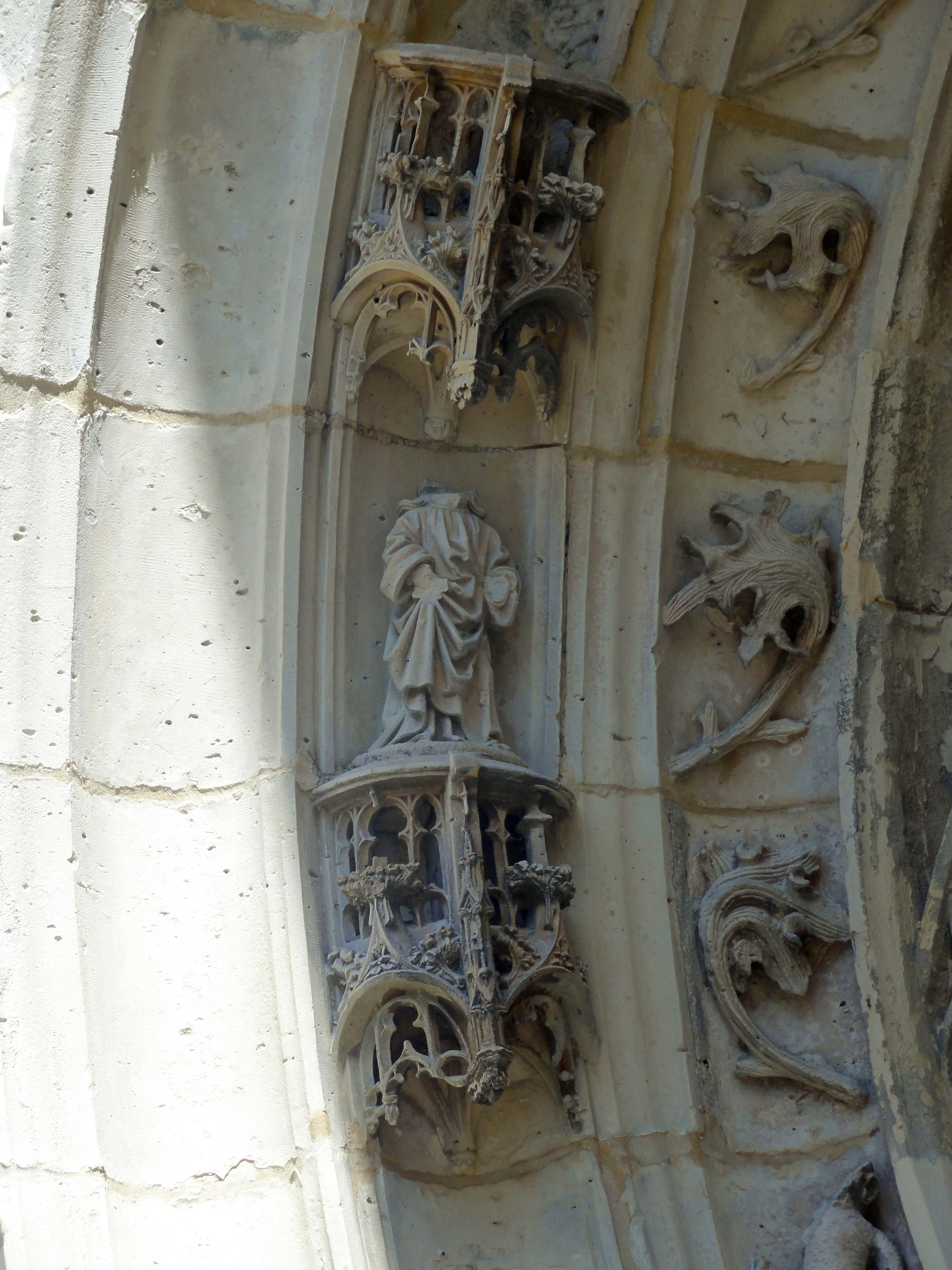
Façade du bas-côté nord, dais et statuette dans une voussure.
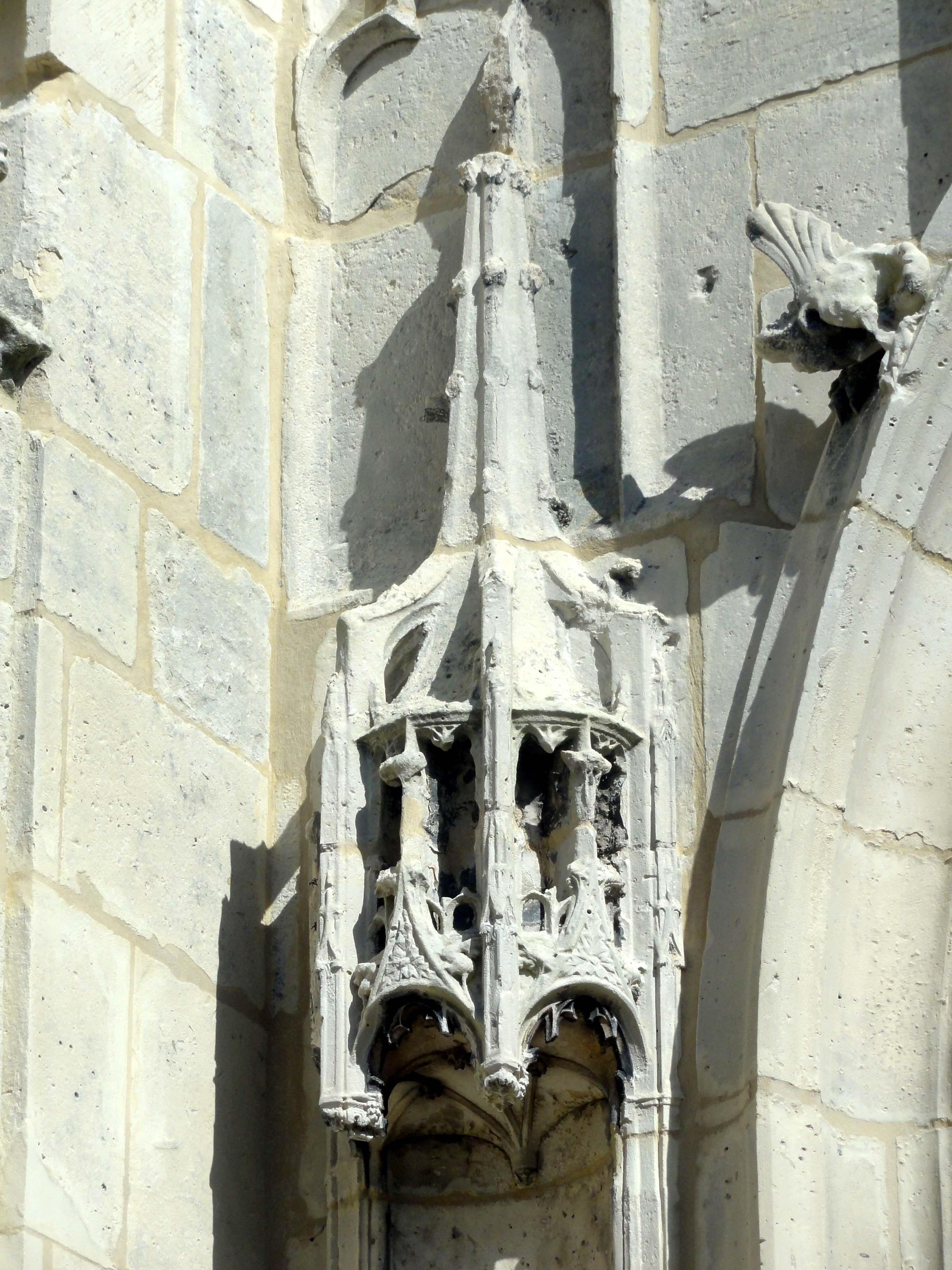
Façade du bas-côté nord, dais de la niche à statue à gauche.
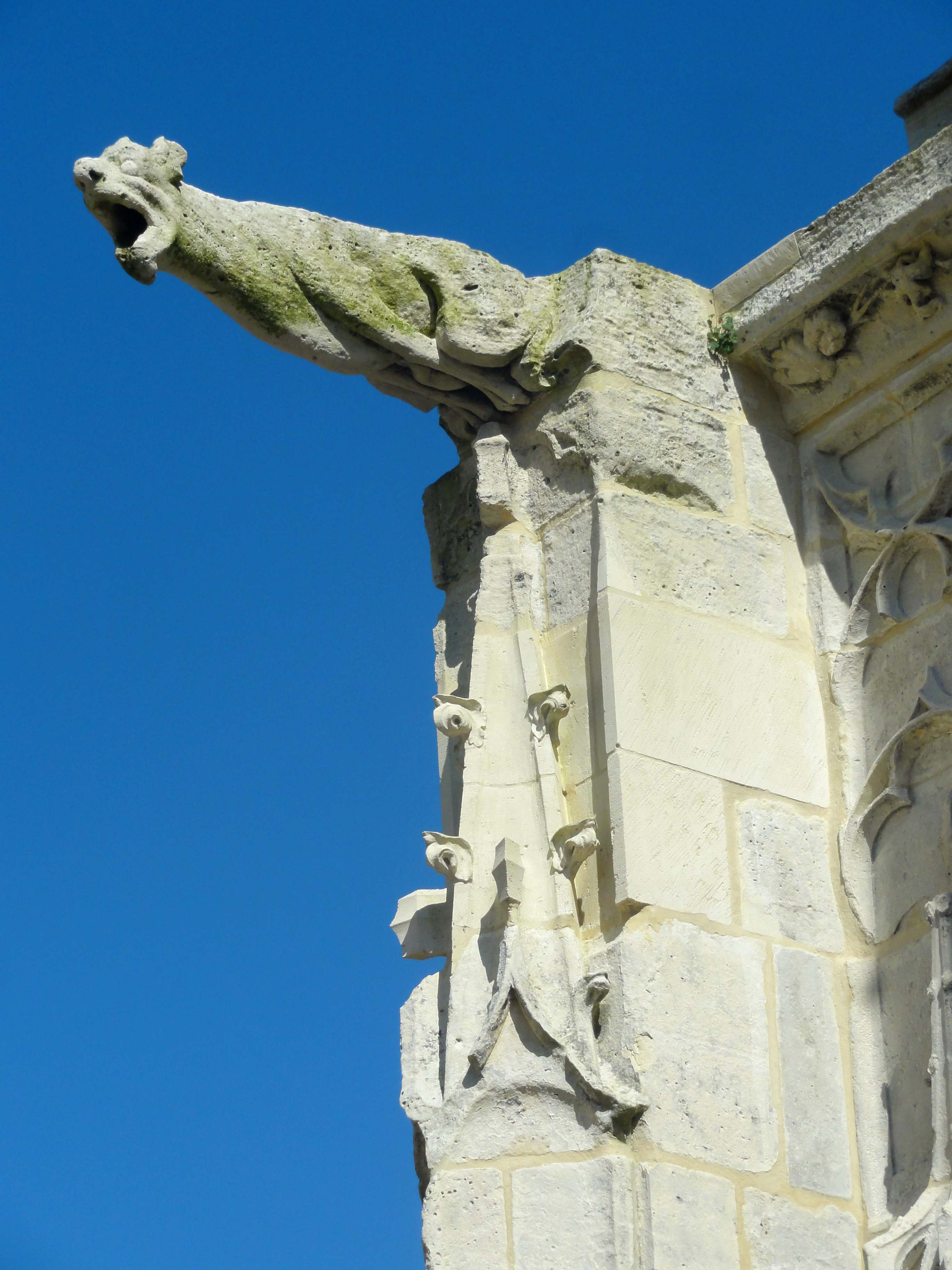
Façade du bas-côté nord, gargouille.
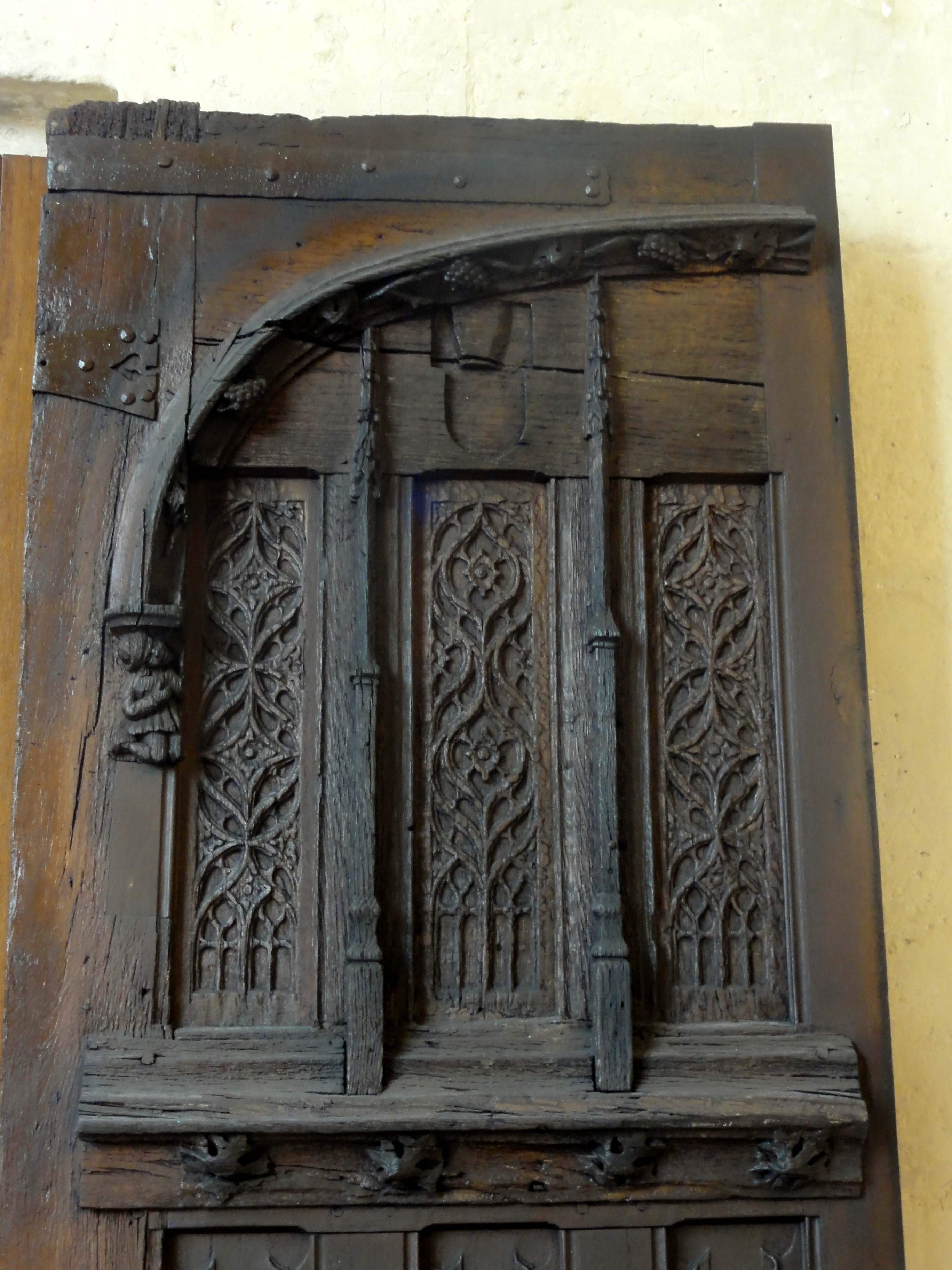
Portail du bas-côté sud, vantail.

#### Clocher roman

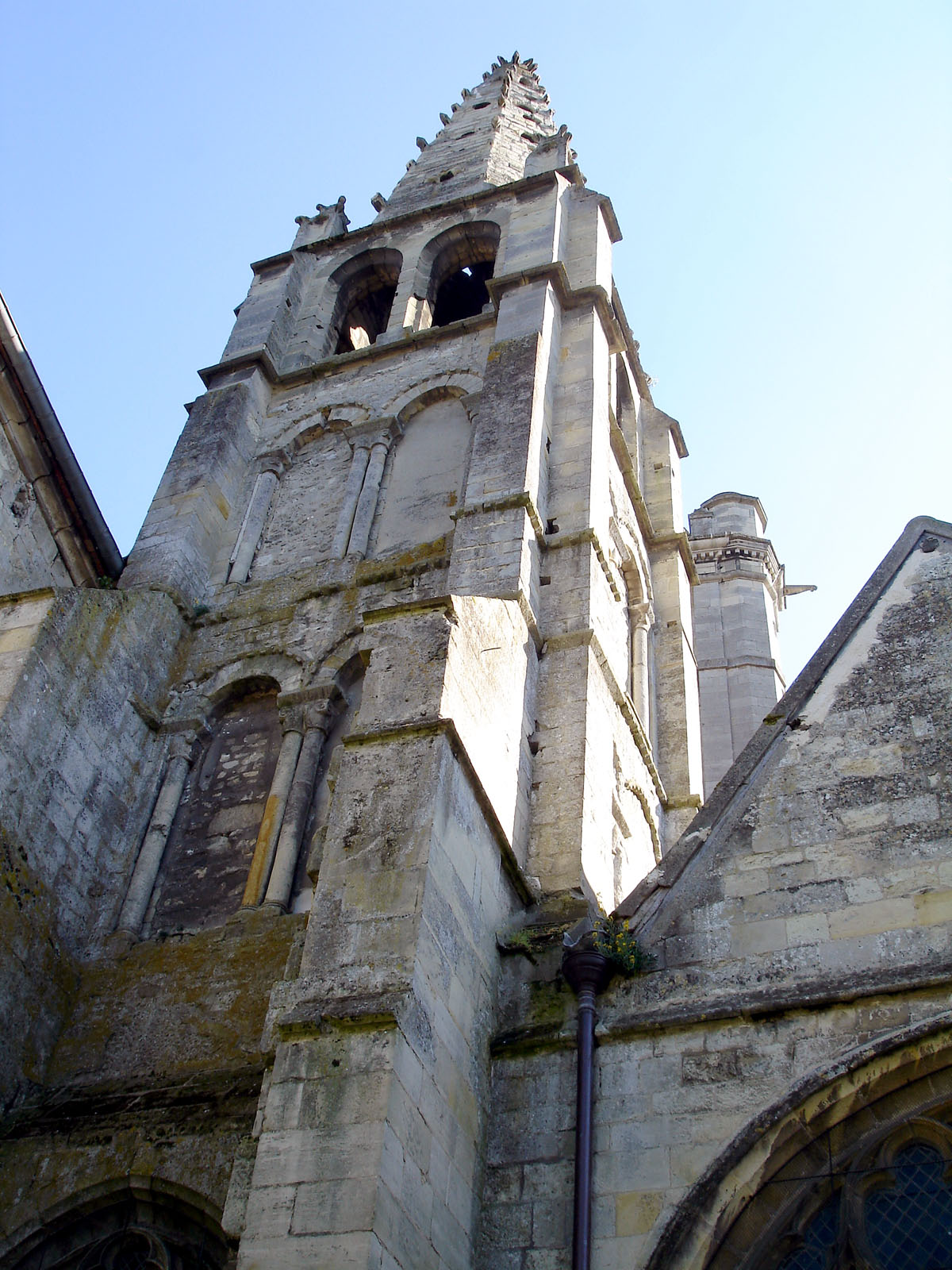
Clocher roman, côté nord.

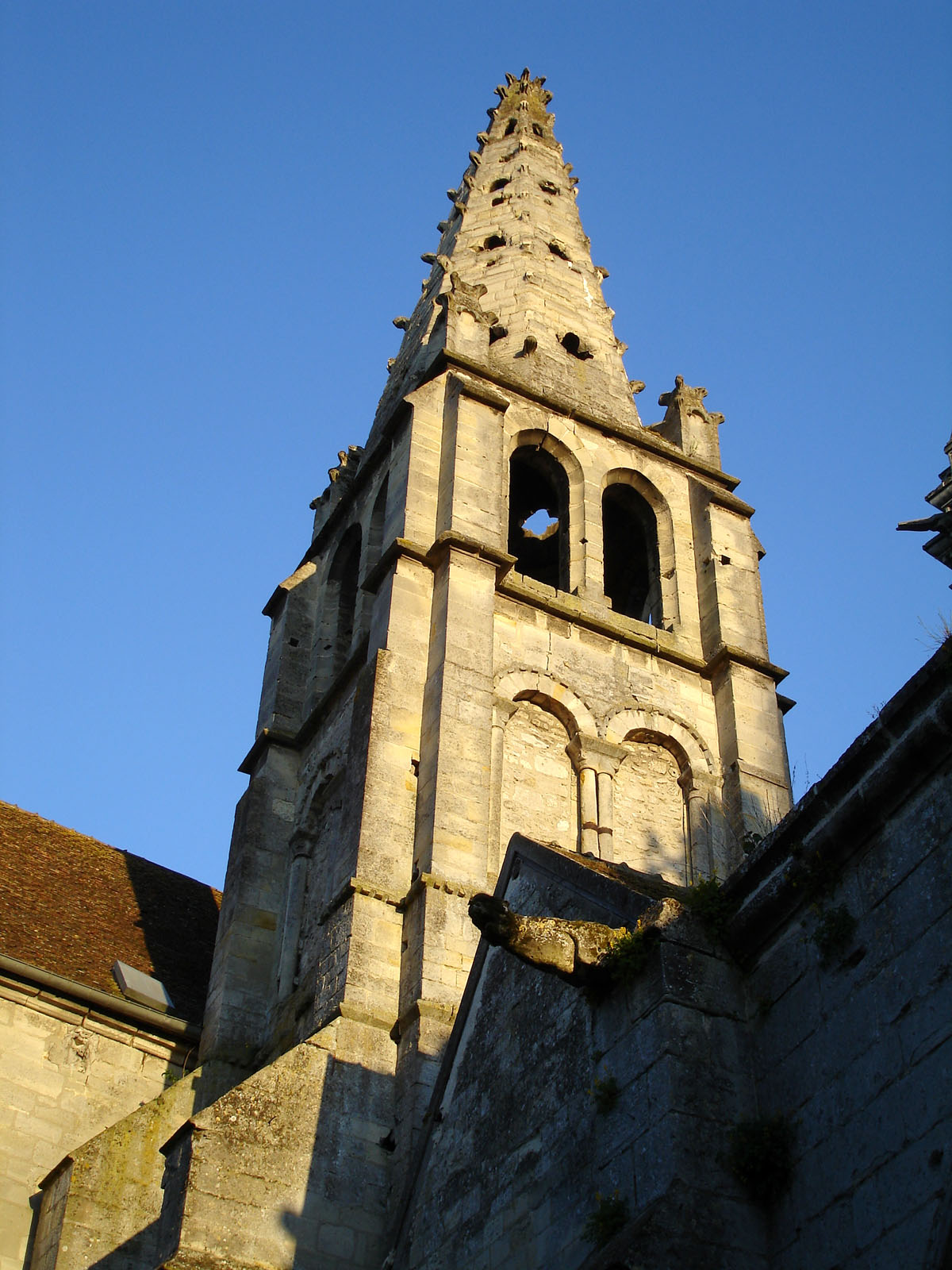
Clocher roman, côté ouest.

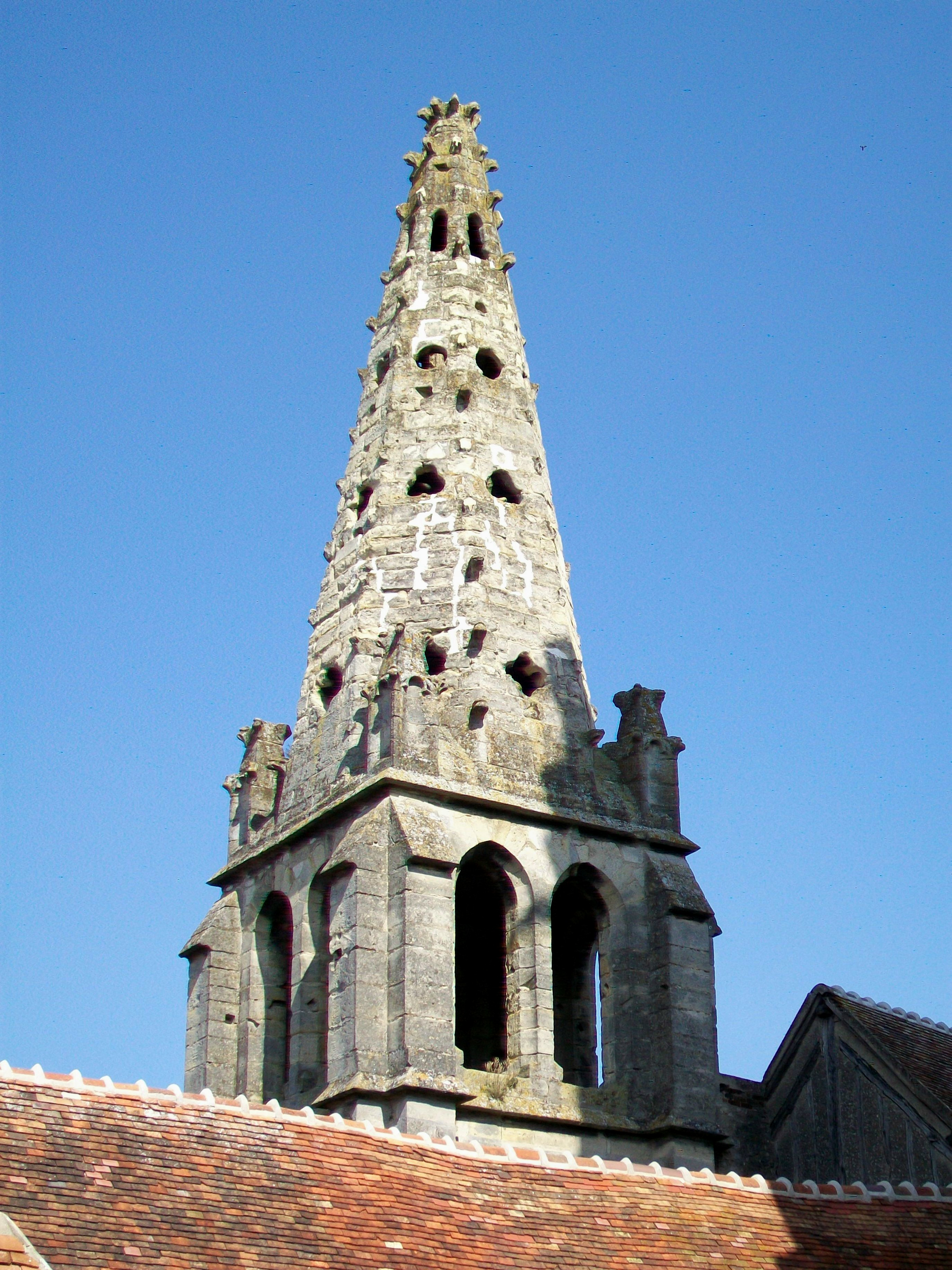
Étage de beffroi de 1431 et flèche des années 1470.

Du clocher roman au-dessus de la dernière travée du bas-côté nord, ne subsistent que les deux étages de beffroi, dont l'ensemble des baies a été obturé, probablement dès l'édification de l'étage de beffroi supplémentaire en 1431. La base du clocher a disparu avec la reprise en sous-œuvre des piliers du sud (selon les comptes de la fabrique cités par l'abbé Müller, pour l'année 1463, « A Jehan Hazard maçon pour avoir fait les deux pilliers des fondements du clocher du côté de l'église, 24 livres 5 solz parisis »). La grande arcade vers la nef actuellement en place et le remplage de la fenêtre côté nord se rattachent toutefois stylistiquement à la deuxième campagne de construction flamboyante, au cours des années 1510. Le mur extérieur et les deux contreforts très saillants proviennent également de la reconstruction flamboyante, sans que l'on puisse préciser une date. — Les fouilles de 1977/78 ont remis au jour la base du piédroit oriental de l'ancienne arcade entre la nef et la base du clocher. Cette arcade était étroite. L'on suppose donc qu'elle n'était pas très élevée, et qu'un étage intermédiaire s'interposait entre le rez-de-chaussée et le premier étage de beffroi. N'en restent que deux contreforts plats au-dessus du troisième pilier et de la quatrième grande arcade au nord de la nef. Entre les deux contreforts, une baie devait jadis livrer l'accès au clocher, comme toujours dans l'église Saint-Aignan.
Les contreforts flamboyants au nord se continuent au-delà du mur gouttereau du bas-côté : l'un monte jusqu'en haut du premier étage de beffroi ; l'autre jusqu'au niveau des impostes des baies de ce même étage. Du côté est, le premier étage est conforté par le croisillon nord des années 1240. Du coup, les baies y sont cachées par le mur de ce croisillon. Du côté ouest, l'on n'a pas jugé nécessaire d'épauler l'ouvrage roman par des contreforts plus puissants. En effet, depuis la suppression du pilier sud-est, l'angle sud-est du clocher repose sur la quatrième grande arcade de la nef, et la tour avait tendance à s'incliner vers cette direction (et non vers l'ouest). Les contreforts de caractère roman actuellement en place ne datent toutefois pas entièrement d'origine. Ils devraient résulter, en partie, de la campagne de restauration après la Seconde Guerre mondiale, et ils ont alors perdu en partie les tablettes taillées en biseau qui apportaient une scansion horizontale au niveau des impostes des baies. Sinon, les deux étages romans sont authentiques et strictement identiques. Ils sont séparés par un cordon de billettes. Chacune des faces présente deux baies en plein cintre géminées, dont l'archivolte, à arêtes vives, est surmontée d'un cordon de billettes. Chaque baie est cantonnée de deux colonnettes en délit, qui portent des chapiteaux à volutes d'angle d'une sculpture sommaire, munis de tailloirs se résumant à une tablette biseautée. Entre deux baies, les chapiteaux et le tailloir sont sculptés dans un bloc unique. Dans son ensemble, ce clocher est largement analogue à son homologue de Saint-Aignan, où les biseaux des tablettes sont toutefois décorés de lignes brisés. Un clocher semblable, en bon état, mais de dimensions plus restreintes, se trouve à Rhuis, et les deux premiers étages de beffroi de Pontpoint ne peuvent pas non plus nier une ressemblance avec Saint-Pierre de Senlis. La seule église romane de la région à conserver deux tours de chevet est Morienval (sans préjuger s'il y avait un deuxième tour à Saint-Pierre). Ces tours sont également contemporaines de Saint-Pierre, mais d'une décoration plus soignée. L'église ruinée Saint-Pierre de Pontpoint avait également deux tours de chevet. Aucun de ces clochers n'est daté et les caractéristiques stylistiques que l'on trouve à Saint-Pierre de Senlis ont persisté pendant au moins trois décennies, si bien que la comparaison ne permet pas d'indiquer une date plus précise que le dernier quart du XIe siècle.
Le troisième étage ajouté en 1431 est de caractère purement utilitaire, sans décoration aucune ; il est simplement percé de deux baies gémelles par face à l'instar des étages romans, mais avec des arcs en ogives surbaissés. Comme concession à l'époque de construction, les arêtes sont creusées d'une moulure concave. La coiffe pyramidale à huit pans est ajourée, du haut vers le bas, d'un rang d'arcatures en arc brisé ; d'un rang de cercles ; d'un rang de trilobes inscrits dans un cercle ; et d'un rang de quadrilobes. Cette coiffe, qui est loin d'être un chef-d'œuvre, devrait remplacer une pyramide à quatre pans, un étage plus bas, comme toujours à Morienval, Pontpoint et Rhuis. Afin de permettre la transition vers le plan octogonal, la flèche prend par ailleurs appui sur une pyramide à quatre pans. Ses arêtes sont dissimulées sous des clochetons sur plan carré, décorés d'une arcature trilobée pleine sur chaque face, et couronnées d'un pinacle assez pataud aux arêtes garnies de crochets. Les crochets campés sur les arêtes de la flèche s'étaient, pour la plupart, cassés ; ils ont été refaits, avec la totalité de la coiffe à partir de la cinquième assise, pendant la campagne de construction du début des années 2010. Avant la réfection, la flèche était particulièrement dégradée ; beaucoup de pierres ne semblaient pas à leur place, et l'on voyait de larges fissures bouchées avec du ciment. Les pierres d'origine ont été mises à l'abri. Pas tous les détails de l'œuvre d'origine ont été imités : cela concerne des orifices en demi-relief, ronds et carrés, sur le tiers supérieur,. Julie Aycard a rapproché la flèche de celle qui couronne la tour de gauche de la collégiale Saint-Thomas de Crépy-en-Valois, qui est toutefois placée au milieu d'une plate-forme entourée d'une balustrade, et fut commencée en 1475. La flèche de Saint-Pierre aurait donc plus probablement été édifiée au cours des années 1470. Elle préfigure ses homologues, plus élégants, du XVIe siècle, dont notamment celles de Plailly et Versigny, qui prennent directement appui sur l'étage de beffroi.

#### Clocher Renaissance

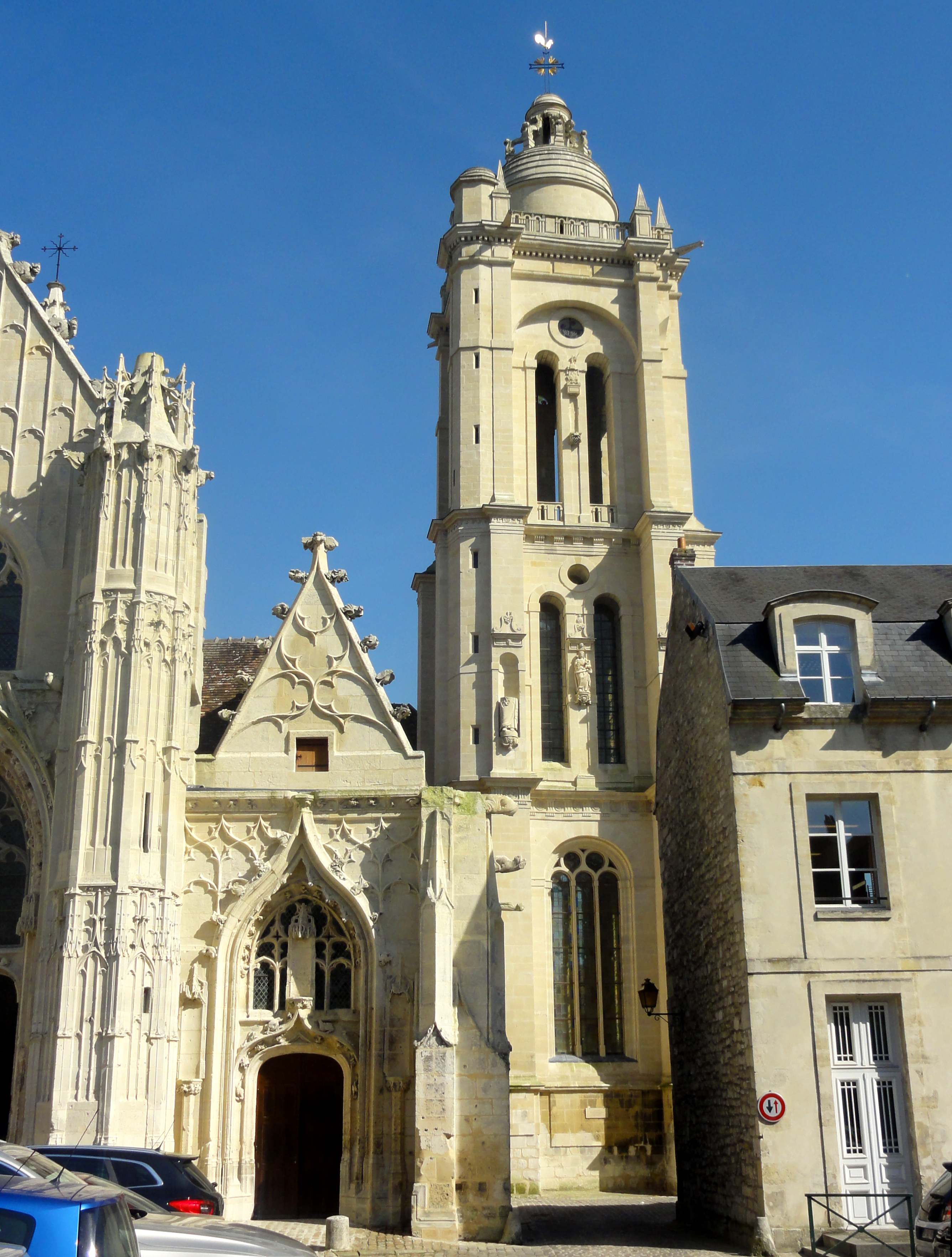
Vue depuis l'ouest, avec le bas-côté sud de la nef.

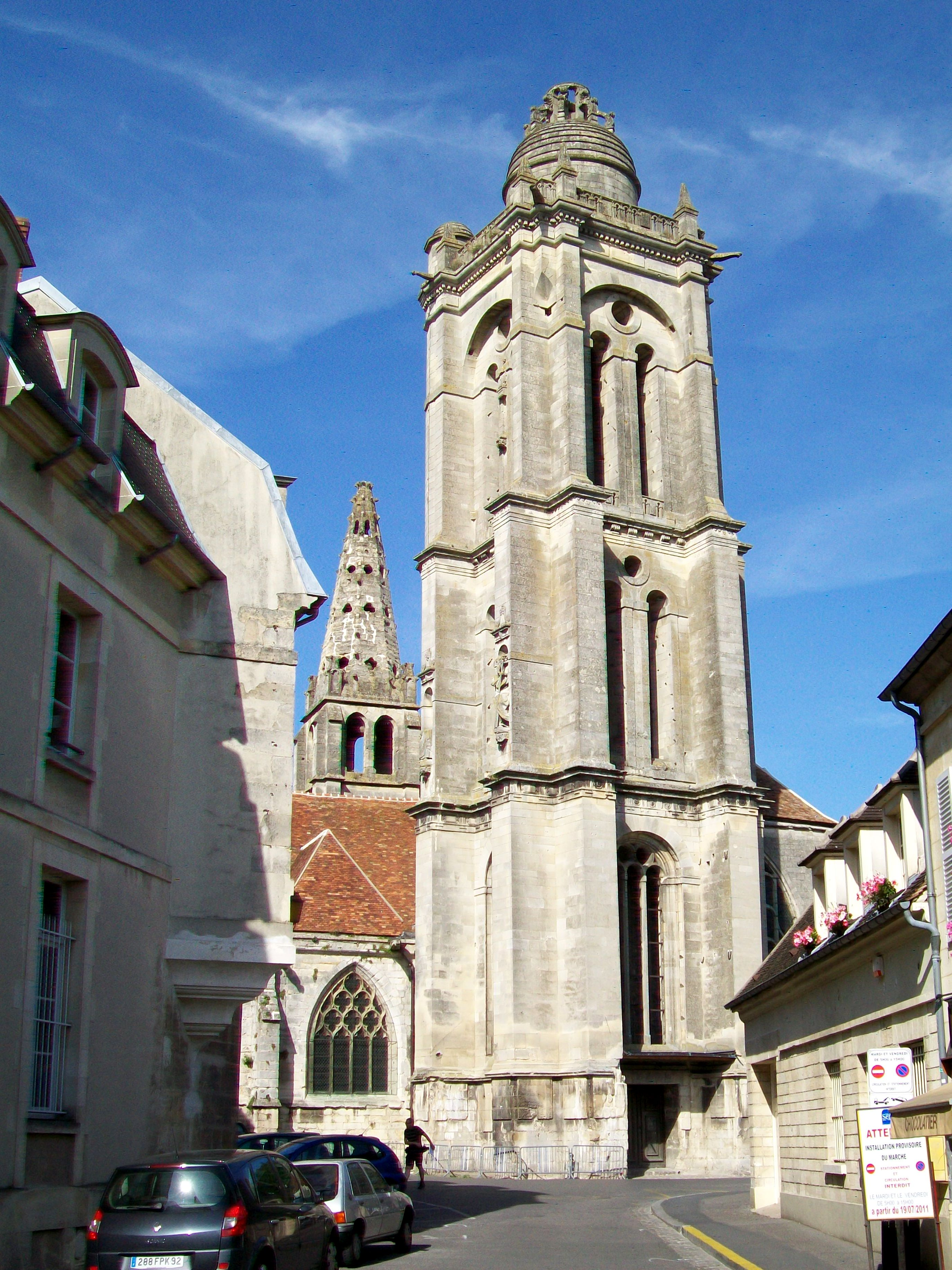
Approche par le sud, avec le clocher nord à l'arrière-plan.

Le massif clocher méridional construit entre 1570 et 1592 s'inscrit clairement dans l'architecture Renaissance. Sa position à côté d'un bas-côté, en l'occurrence celui du sud, est inhabituelle. Si les clochers s'élèvent généralement au-dessus de la croisée du transept aux XIIe et XIIIe siècles dans la région, et parfois au-dessus de la dernière travée de l'un des bas-côtés, ils sont généralement bâtis à côté de la première travée de la nef au XVIe siècle. Depuis le XIXe siècle au moins, les jugements des archéologues et historiens à son encontre ne lui sont guère favorables, car il ne respecte ni l'architecture gothique de l'église ni ses proportions, et semble l'écraser. Il perturbe également l'harmonie du croisillon sud à l'intérieur. Malgré sa hauteur de 47 m, il ne compte que trois étages de baies jusqu'à la plate-forme autour de la coiffe. La saillie important des deux contreforts orthogonaux par angle est en adéquation avec l'échelle surdimensionée des étages. Ceux de l'angle nord-ouest sont reliés entre eux par une tourelle d'escalier polygonale. L'accès se fait par un portail rectangulaire tout à fait fruste au sud. Il est ménagé dans l'allège de la fenêtre, qui est décorée de panneaux pleins dans sa partie supérieure, et se termine par une succession de moulures. Les fenêtres du rez-de-chaussée sont au nombre de trois : une à l'ouest, une au sud et une à l'est. À l'instar des baies des étages, elles sont en plein cintre. Un bandeau plat court au niveau des impostes. À l'ouest et au sud, le remplage, entouré de plusieurs strates de modénature, est constitué de trois formes en plein cintre surmontées de deux oculi, et d'une facture aussi grossière que les réseaux des baies aux extrémités du transept. Il y avait encore, jusqu'aux travaux des années 2010, des restes de vitraux anciens. À l'est, la fenêtre est plus étroite, et son remplage ne compte ainsi que deux formes en plein cintre surmontées d'un unique oculus. Cette fenêtre était bouchée jusqu'à la dernière campagne de restauration. Le rez-de-chaussée se termine par un entablement, dont la frise est sculptée de rosettes alternant avec des triglyphes à gouttes.
Les deux étages supérieurs sont ajourés, sur chacune de leurs faces, par deux hautes baies en plein cintre surmontées d'un oculus circulaire. Depuis la restauration en 2016/2017, les baies du premier étage sont équipées de verrières. Les arcs des baies et les impostes sont surlignés par des bandeaux plats. La face principale du clocher est la face occidentale, où deux niches à statues sont ménagées dans les contreforts au niveau du premier étage. Elles disposent d'une console, sculptée, entre autres motifs, d'une tête humaine, et sont surmontées d'un cartouche  devant lequel se détache une tête humaine, et au-dessus duquel se profilent deux volutes affrontées encadrant un attribut : à gauche, la clé de saint Pierre, et à droite, l'épée de saint Paul. L'on reconnaît bien la statue de saint Paul, à droite, tandis que celle de saint Pierre, à gauche, a perdu son torse et sa tête. Devant le trumeau de la baie occidentale, sont disposés également une console, placée davantage en hauteur, et le cartouche avec les deux volutes, qui encadrent ici une urne. L'identité de l'Apôtre représenté par la statue placée sur la console reste à clarifier. Le premier étage se termine également par un entablement. Sur les contreforts, sa frise est sculptée de postes, ainsi que d'un bucrane stylisé au milieu. Entre deux contreforts, la frise accueille toutefois des consoles ornées de glyphes. Concernant le deuxième étage, on peut en premier lieu signaler une petite niche à statue vide devant le trumeau des baies occidentales. Elle est surmontée des armoiries de Guillaume Rose, évêque de Senlis de 1584 jusqu'à sa mort en 1602, célèbre chef ligueur. De curieuses balustrades, constituées d'un panneau plein entre deux arcs en plein cintre, ferment la partie basse des baies. Il n'y a plus de beffroi à l'intérieur. Des arcs de décharge retombant sur les contreforts forment des archivoltes au-dessus des baies. En union avec les trompes dans les angles entre deux contreforts, ces arcs créent un encorbellement, sur lequel reposent l'entablement du dernier étage et la balustrade autour de la plate-forme sommitale. L'entablement a pour architrave et pour corniche de gros boudins, ce qui est contraire aux préceptes de l'architecture Renaissance. La frise est seulement décorée de panneaux pleins (à l'instar des allèges du rez-de-chaussée), mais un rang de denticules court sous la corniche. Des gargouilles assez frustes font saillie devant la corniche à certains endroits.
La plate-forme sommitale est circonscrite par un pavé droit sommé d'un pyramidon aigu au-dessus du sommet de chacun des contreforts. On peut y voir un symbole de la franc-maçonnerie que le maître d'œuvre y a glissé. Dans l'angle nord-ouest, une sorte d'échauguette protège l'arrivée de l'escalier en colimaçon. Sinon, les couronnements des contreforts sont reliés entre eux par des balustrades, qui se composent de successions de trois arcades en plein cintre et de panneaux pleins. Les arcades sont mises en exergue par un bandeau plat, et entre deux arcades, s'insère un troisième bandeau vertical, qui est sommé d'une feuille simple occupant l'écoinçon. Les impostes sont soulignés par des bandeaux plats qui se superposent aux précédents. En ce qui concerne la calotte qui coiffe la tour, elle repose sur un soubassement de plan circulaire, et est surmontée d'un lanternon de huit arcades en plein cintre, qui est épaulé par huit grandes consoles en S abondamment sculptées de feuillages. La petite calotte du lanternon s'était effondrée, et a été reconstituée lors de la restauration des années 2015/2016. La boule de cuivre doré couronnée d'une grande croix dorée qui trônait jadis au sommet a été fondue à la Révolution, et n'a pas été restitué,,.

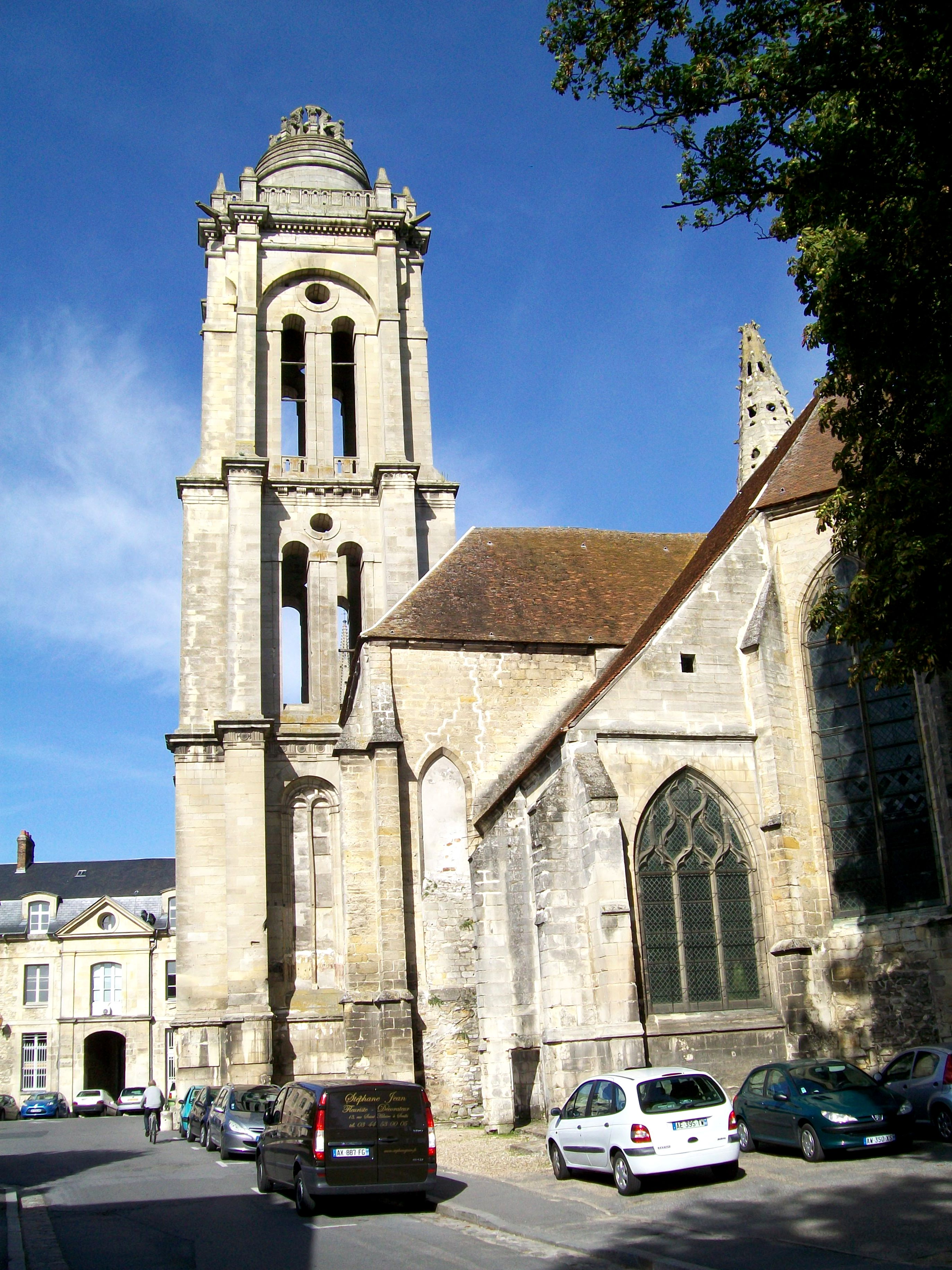
Approche par l'est.
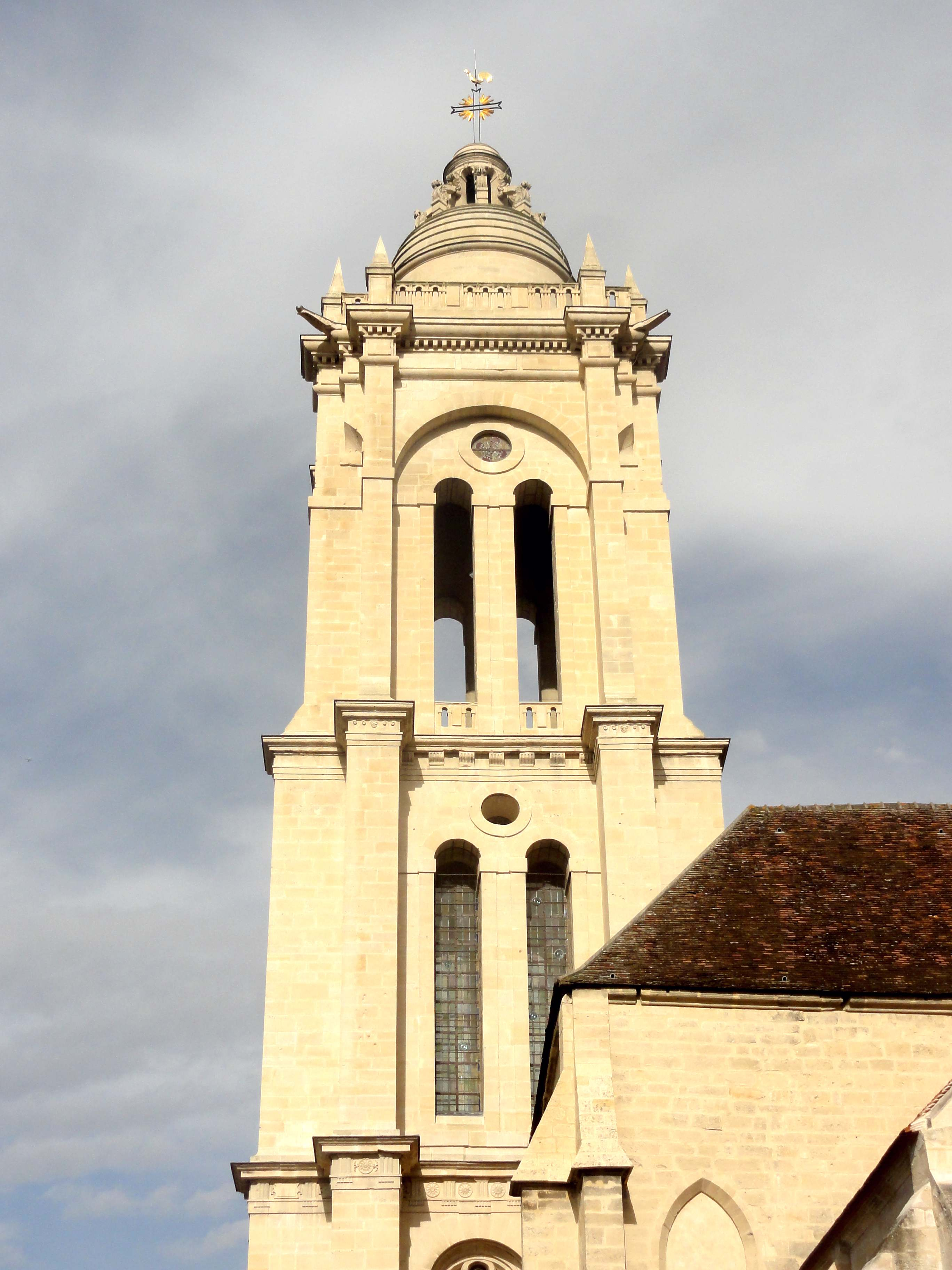
Parties hautes, côté est, après la restauration.
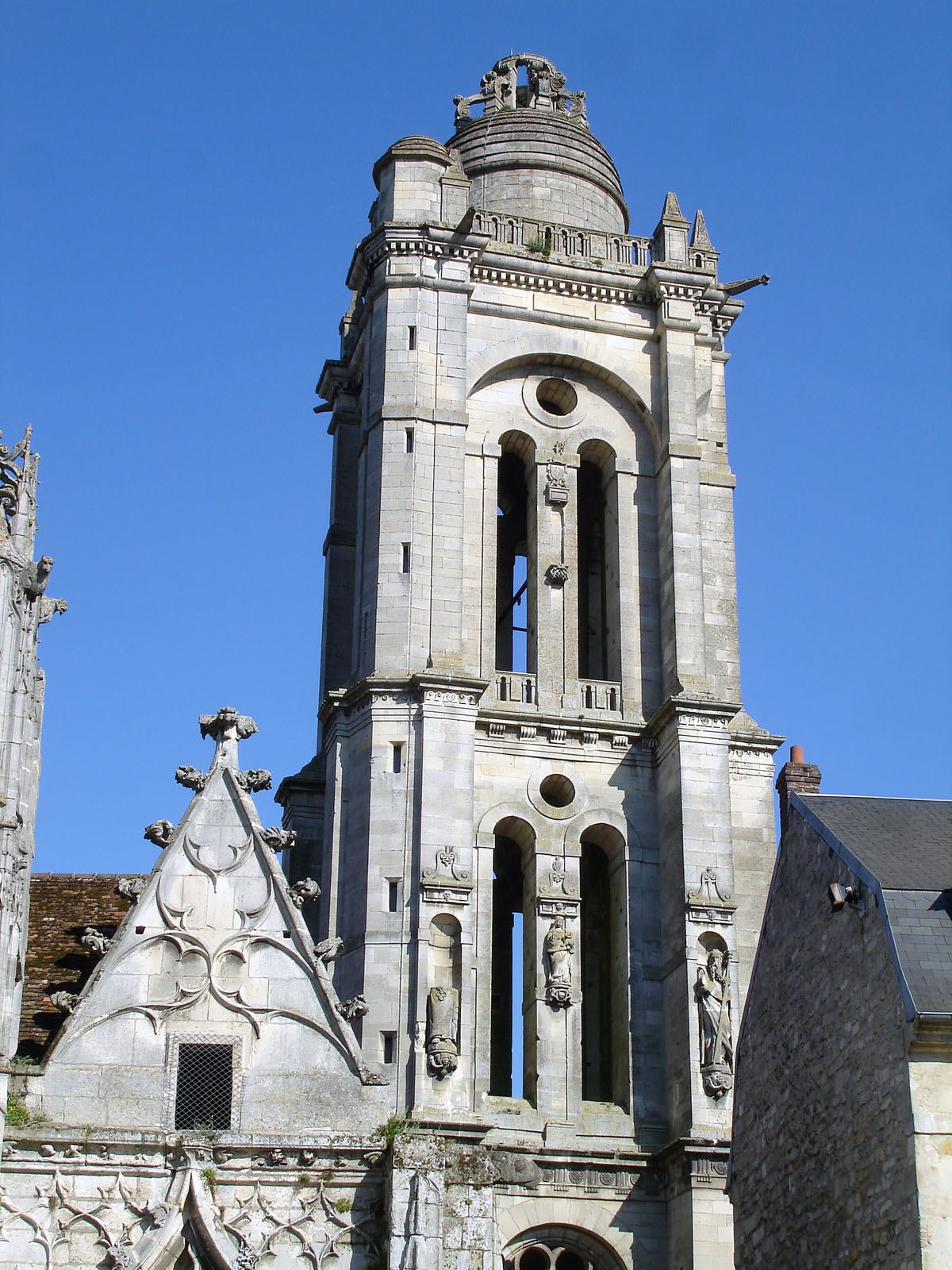
Parties hautes, côté ouest, avant la restauration.
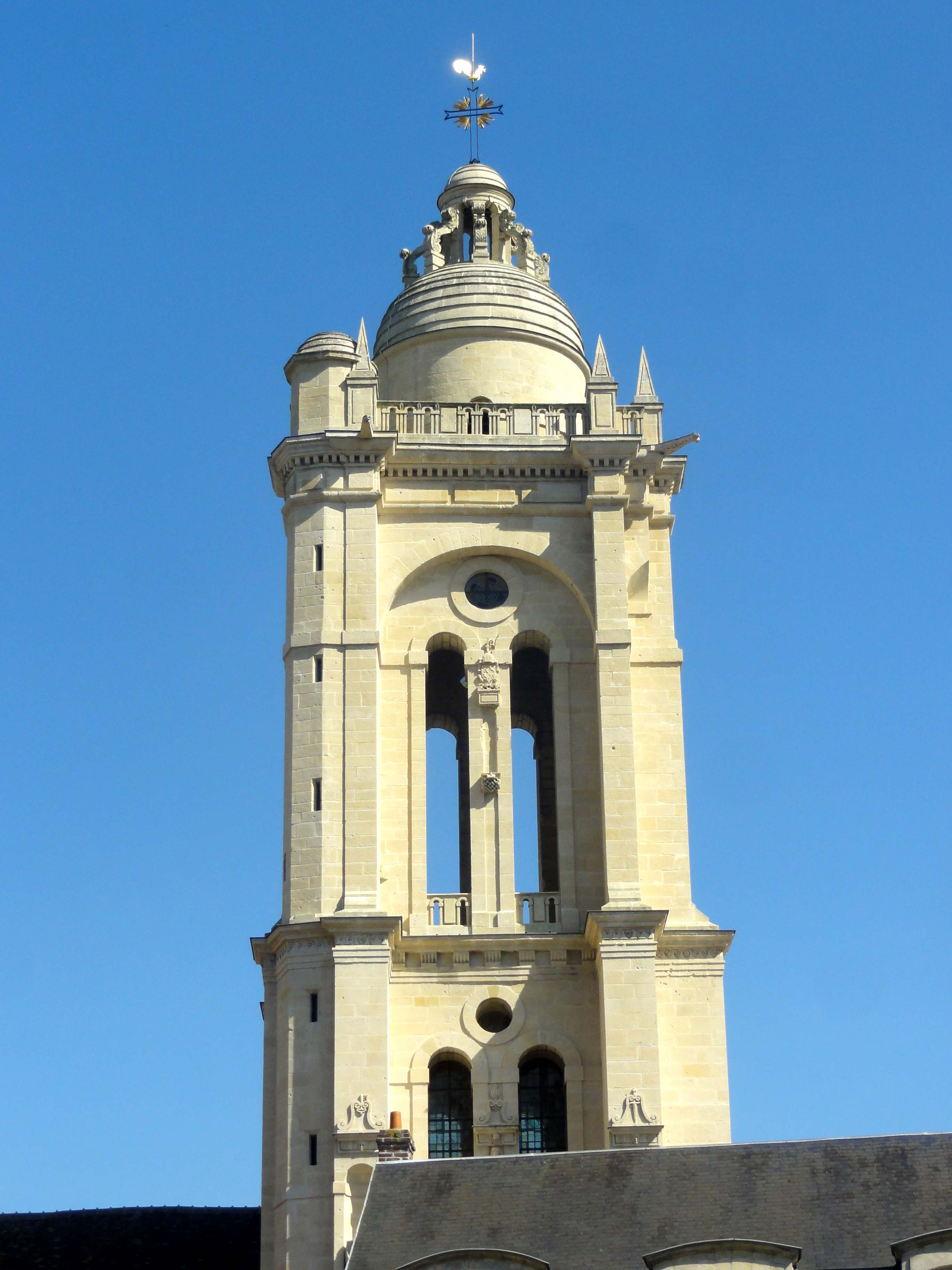
Parties hautes, côté ouest, après la restauration.
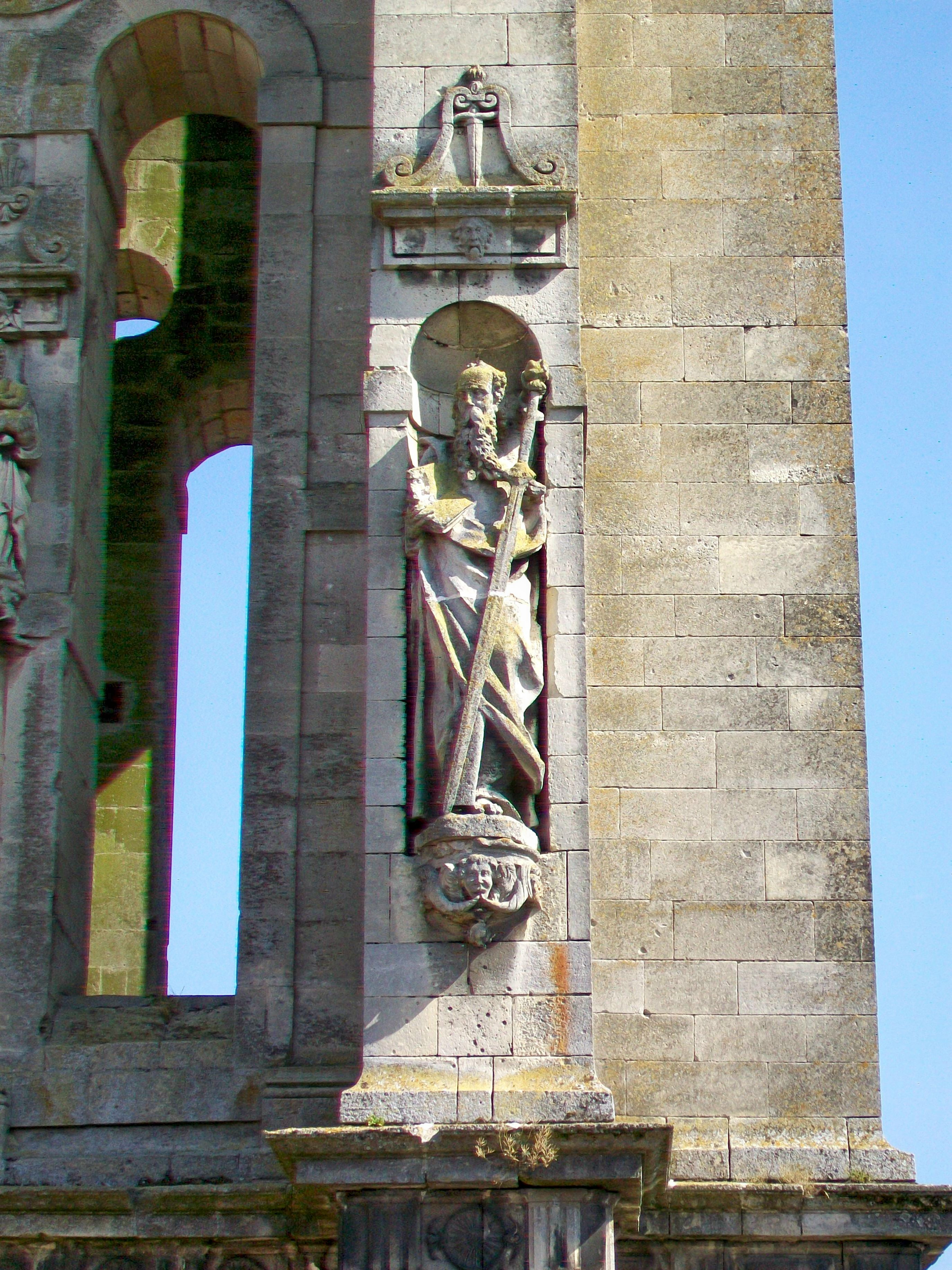
Statue de saint Pierre au 1er étage, côté ouest.
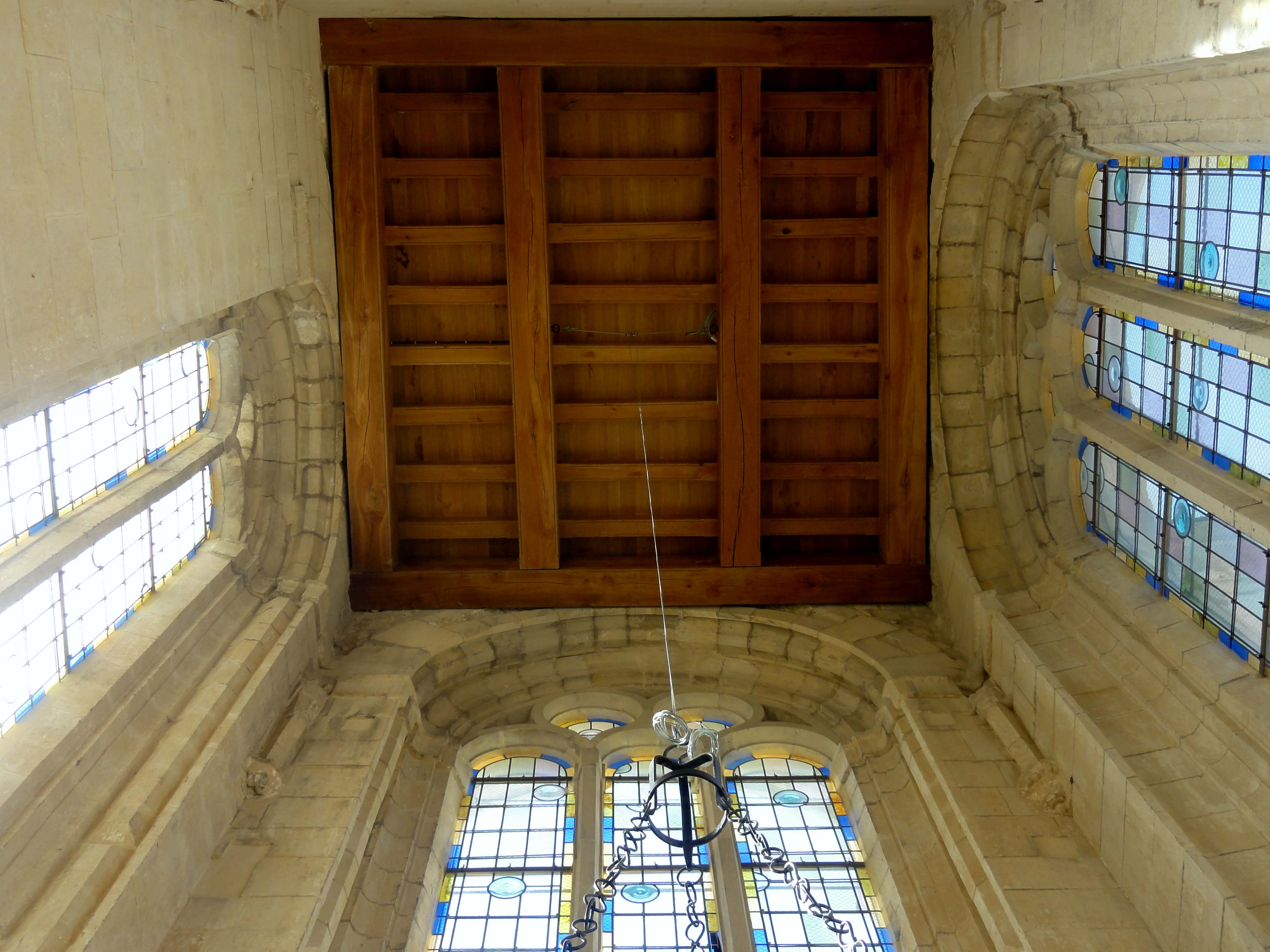
Base du clocher, intérieur.

#### Élévations latérales et chevet

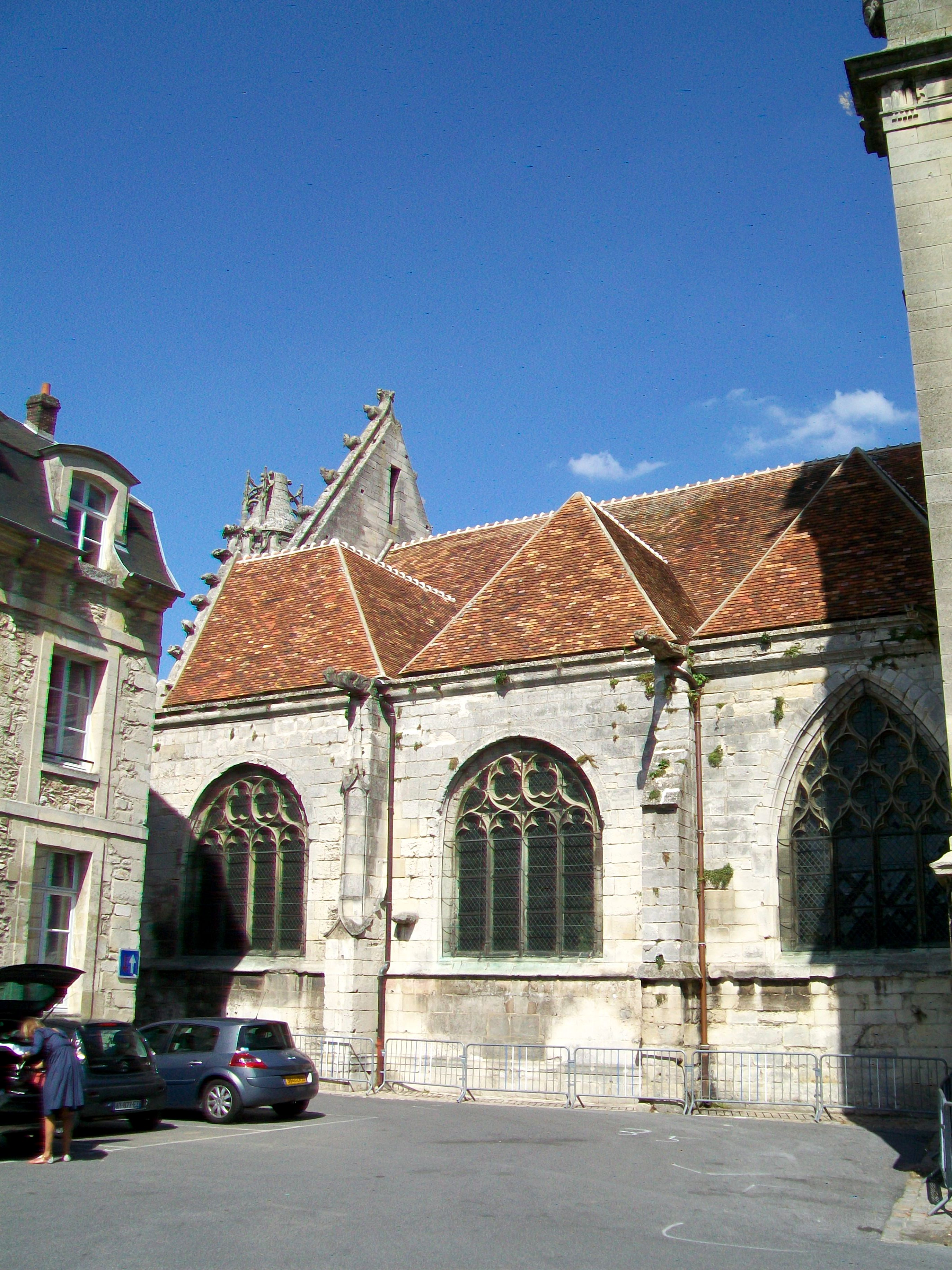
Bas-côté sud.

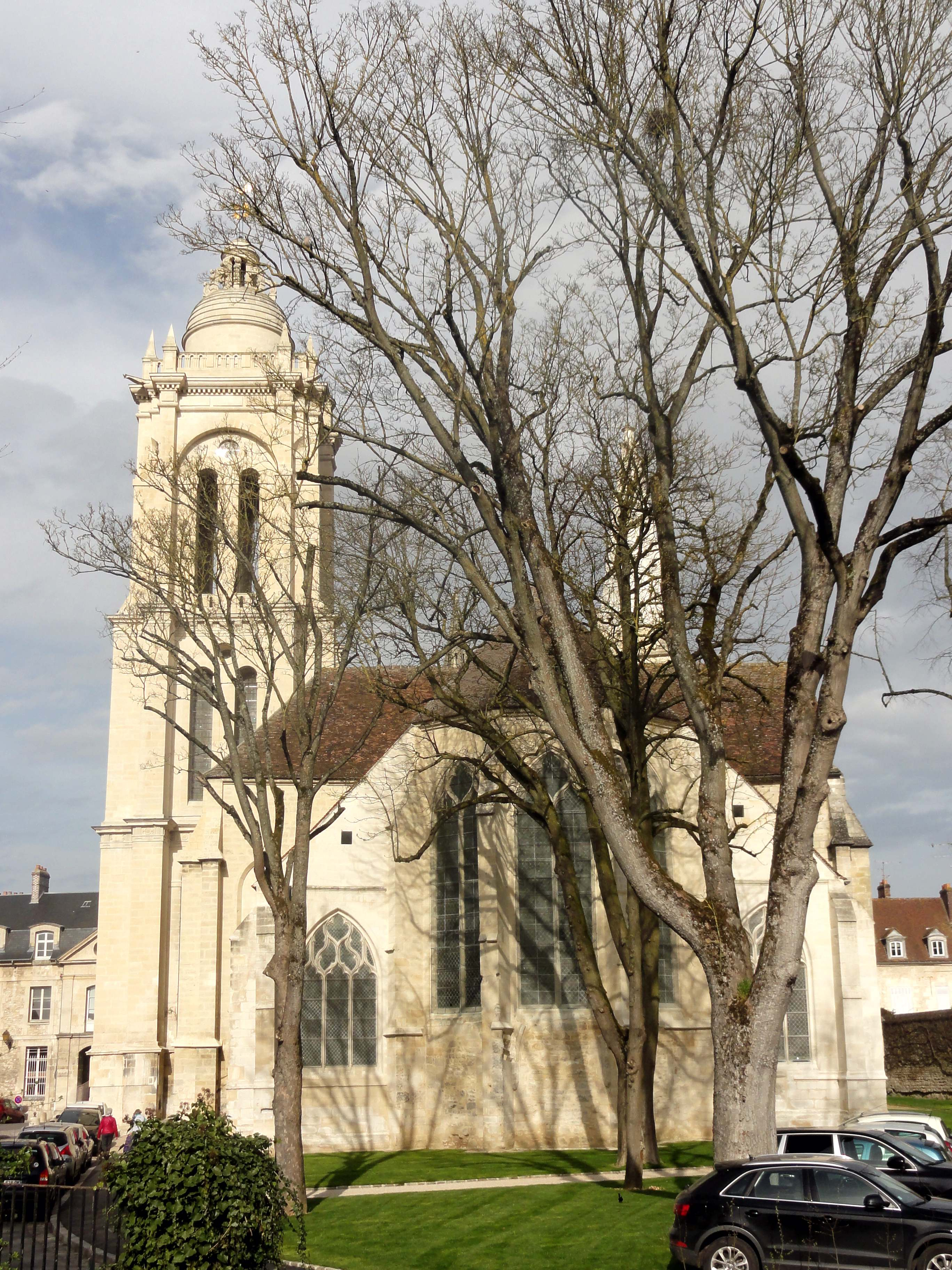
Vue générale depuis l'est.

Il ne sera ici pas question des fenêtres et de la mouluration du pourtour, déjà évoquées dans le contexte de l'intérieur, ni des clochers. Les murs gouttereaux des bas-côtés sont appareillés en pierre de taille. Une plinthe moulurée marque la limite du soubassement, et un larmier galbé apporte une scansion horizontale au niveau de la limite des allèges. Au niveau des deux premières travées, le murs s'achèvent par une corniche en profil de doucine, constituée d'une tablette, d'une gorge et d'un boudin. Au niveau de la troisième travée du sud, qui est issue de la première campagne de construction, la corniche accuse une large moulure concave entre deux fines moulures concaves, et est surmontée d'une assise de pierres et d'une corniche supplémentaire, qui se résume à une tablette au-dessus d'un quart-de-rond. Au niveau de la troisième travée du nord, dont la fenêtre et l'espace intérieur appartiennent à la deuxième campagne de construction, l'on trouve un pignon, dont le rampant de droite bute contre un contrefort, et qui prend appui sur un glacis formant larmier. Ce mur-pignon marque certainement la fin de la première ou le début de la deuxième campagne de travaux de la période flamboyante. À la suite de sa construction, on préféra renoncer aux pignons latéraux en vue du projet de la nouvelle façade occidentale, qui devait alors prendre forme. Il ne parut pas judicieux de prévoir à la fois des pignons latéraux et des pignons en façade. En tout cas, la troisième travée du nord se distingue aussi par le contrefort à l'intersection avec la deuxième travée. Ce contrefort est scandé par un larmier qui passe tout autour, et se retraite plus haut par un glacis. C'est un contrefort gothique tout à fait ordinaire tel qu'il peut avoir été construit entre le XIIIe et le XVIe siècle. Les contreforts de la base du clocher nord reprise en sous-œuvre sont de la même facture, mais pas analogues, tandis que tous les autres contreforts des bas-côtés sont identiques à ceux qui épaulent les angles des façades des bas-côtés, et pourvus d'un décor sculpté (voir ci-dessus). La gargouille du deuxième contrefort intermédiaire du sud a toutefois été refaite au moment de la construction du clocher Renaissance.
Le transept n'appelle que peu de remarques. Il est bâti en pierre de taille, à l'exception des allèges, qui sont en moellons. Un larmier court à la limite des allèges, et passe autour des contreforts d'angle. En différence de leurs homologues des chapelles latérales du chœur et de l'abside, ils ne sont pas munis de larmiers intermédiaires jusqu'au glacis sommital, qui en revanche prend appui sur un larmier qui passe également tout autour du contrefort. Comme particularité, un pilastre de quelques assises seulement suit au-dessus du glacis sommital. À l'est du croisillon sud, et à l'ouest du croisillon nord, l'on voit encore deux lancettes bouchées. L'ébrasement intérieur de la seconde a été bouché.
Le chœur pentagonal de 1240-1250, véritable cage de verre, était un chef-d'œuvre, altéré par le prolongement des chapelles latérales au début du XVIe siècle. Leurs toits en appentis cachent entièrement les murs hauts du chœur. Seuls les trois pans orientaux de l'abside sont encore visibles. Les contreforts à l'intersection des parties droites de l'abside et des pans obliques sont à moitié noyés dans les murs de chevet des chapelles. Peut-être ce ne fut pas toujours ainsi, car une corniche moulurée court au pied des demi-pignons, ce qui suggère qu'ils auraient été rajoutés après-coup. Le croisillon sud possède en effet un toit à croupe depuis le XVIe siècle. Le profil de la corniche se compose d'une tablette et d'un cavet entre deux baguettes. Curieusement, la corniche de l'abside est pratiquement analogue, sauf que ses dimensions sont plus notables. Elle date incontestablement de la période flamboyante. En ce qui concerne les contreforts, ils ressemblent davantage à l'exemplaire entre la troisième et la deuxième travée du bas-côté nord qu'à ceux du transept. Ils sont scandés par un premier larmier, qui passe tout autour des contreforts, puis par un larmier simple, situé plus haut, avant de s'amortir par un glacis pentu formant larmier. On pourrait croire que tous les contreforts des parties orientales sont contemporains, mais en regardant de près, on note que les larmiers des chapelles accusent un profil galbé, ce qui n'est pas le cas sur l'abside. Le premier larmier correspond au niveau des limites des allèges. Cependant, celles-ci ne sont soulignées par un larmier qu'au chevet des deux chapelles, et au nord de la chapelle du nord. Sur les allèges des pans obliques de l'abside, on remarque une ouverture rectangulaire bouchée, et sur l'allège du pan d'axe, les armorces d'un arc formeret retombant sur des culs-de-lampe. Ce sont là les vestiges d'anciennes chapelles ou enfeux ajoutés après-coup, et disparus depuis une période indéterminée

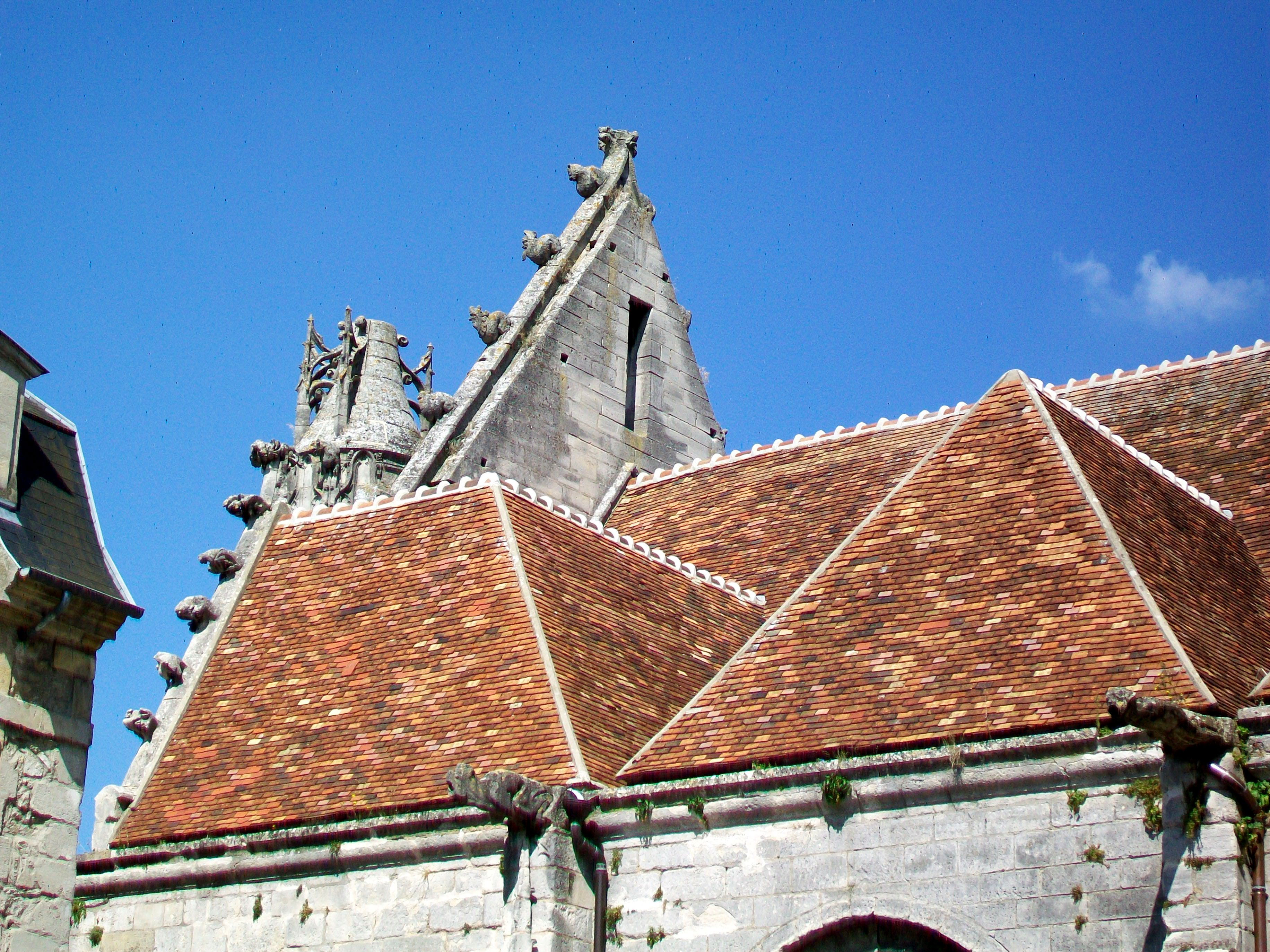
Revers des pignons de la façade et toitures du bas-côté sud.
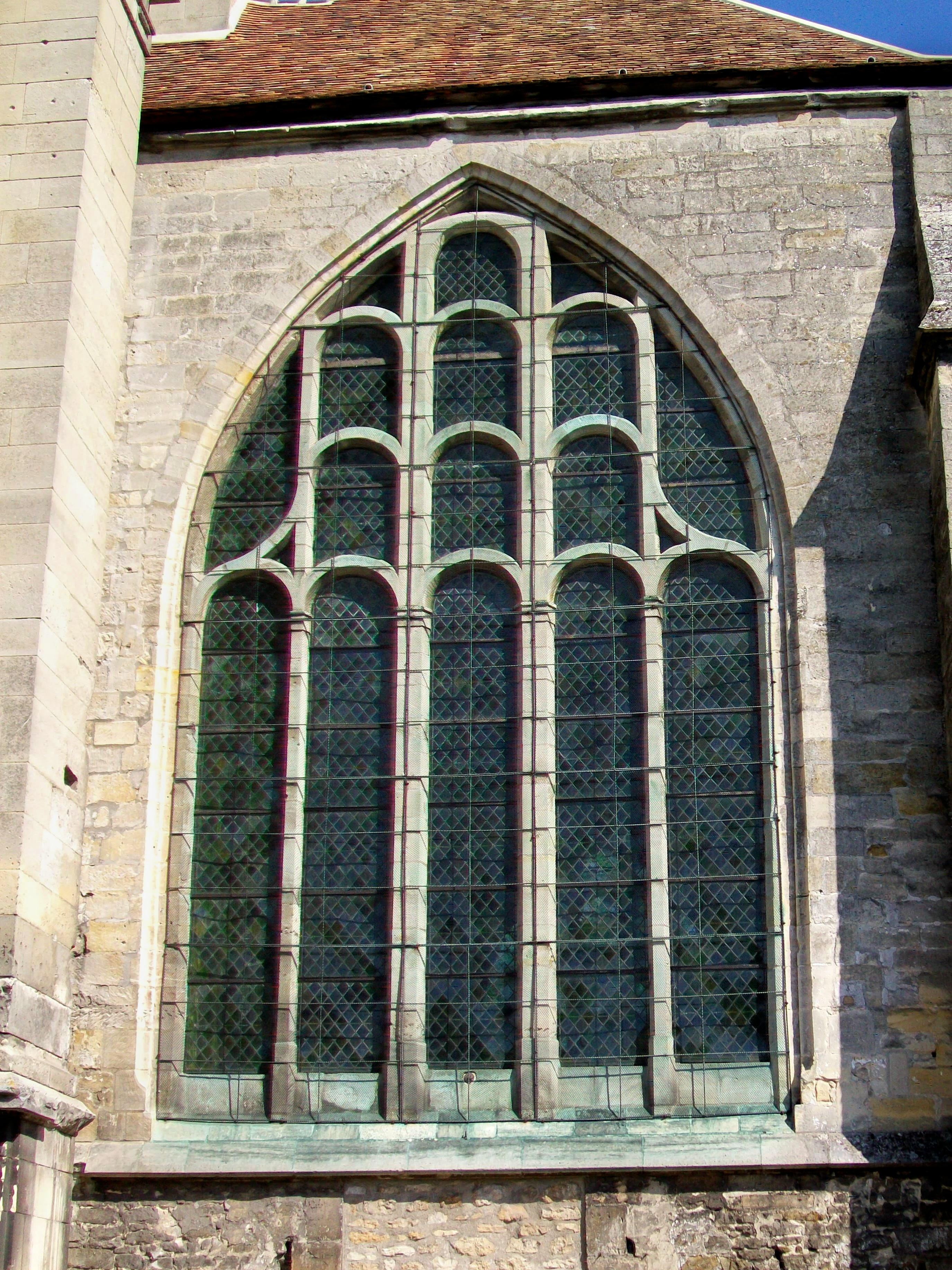
Baie du croisillon sud, refaite à l'époque moderne.
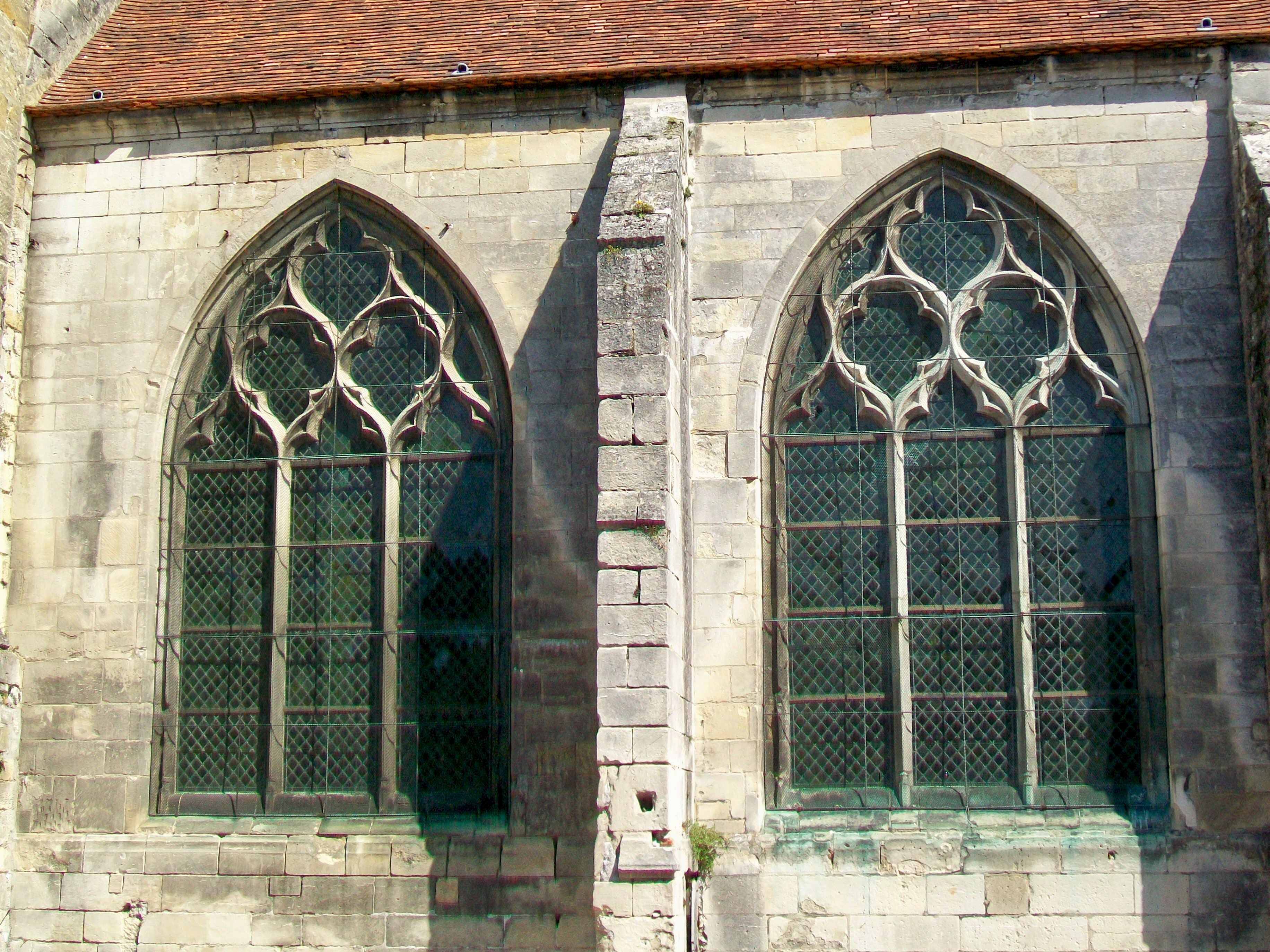
Fenêtres méridionales des chapelles latérales sud du chœur.
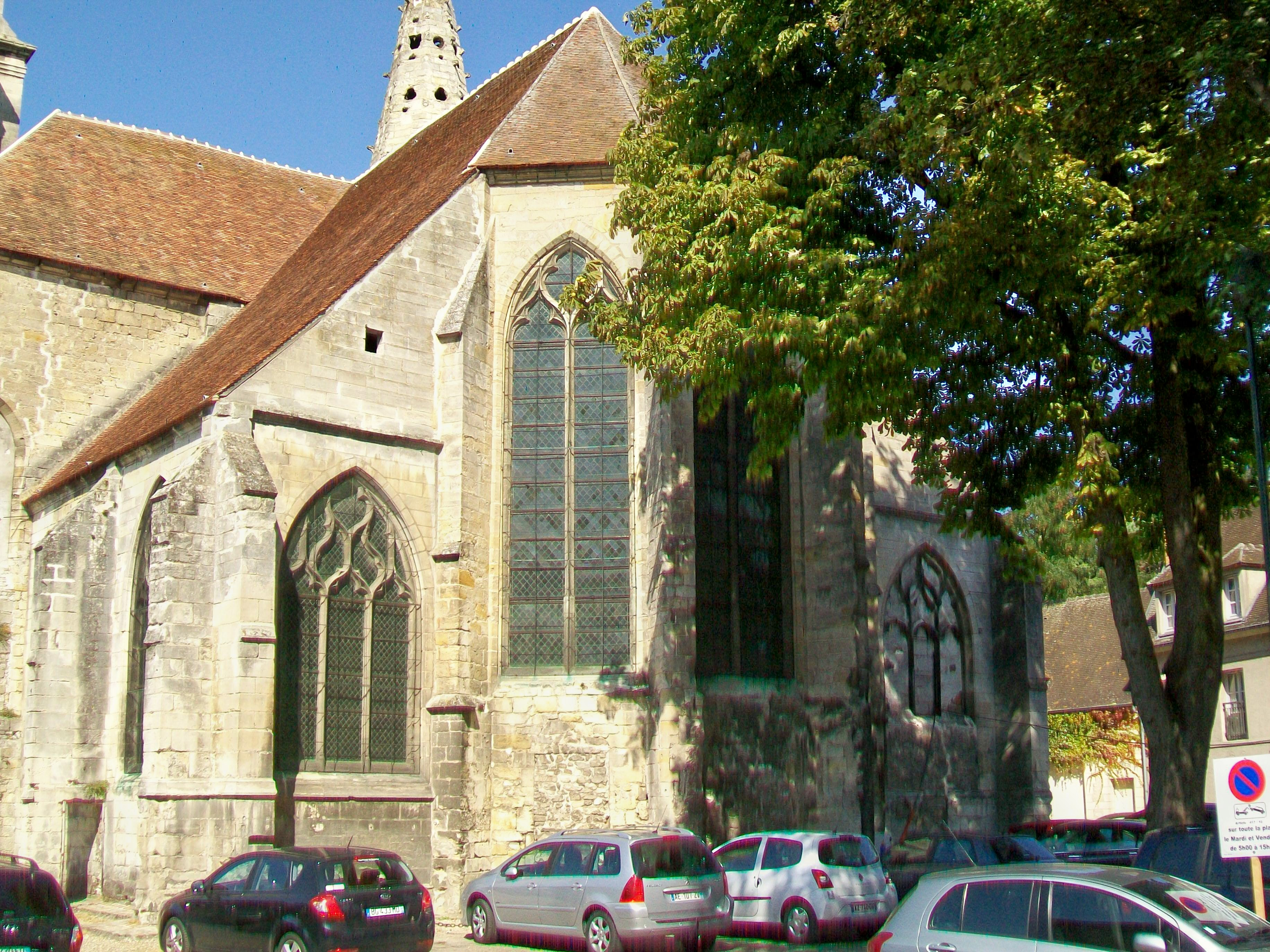
Le chevet avant la restauration.
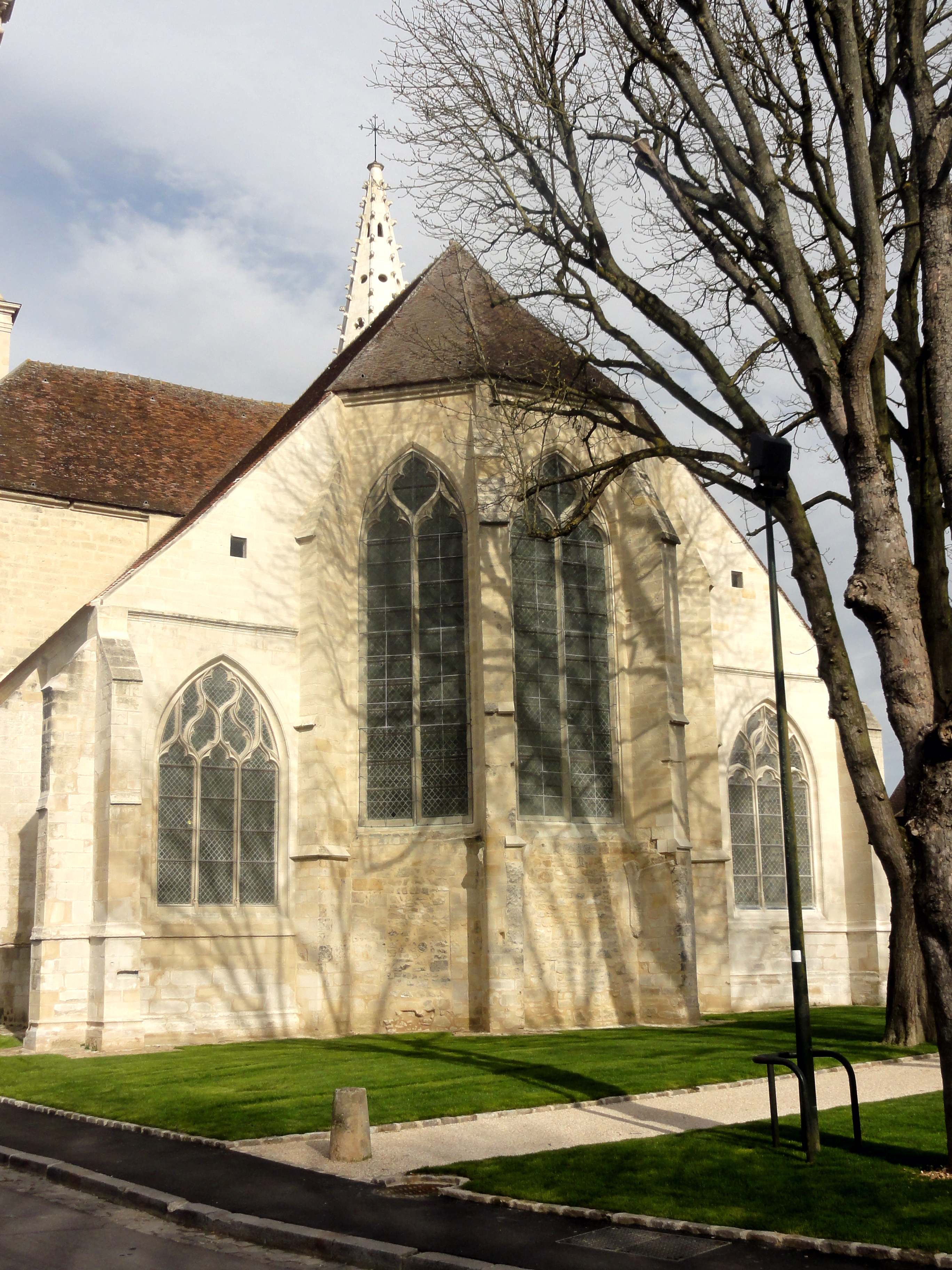
Le chevet après la restauration.
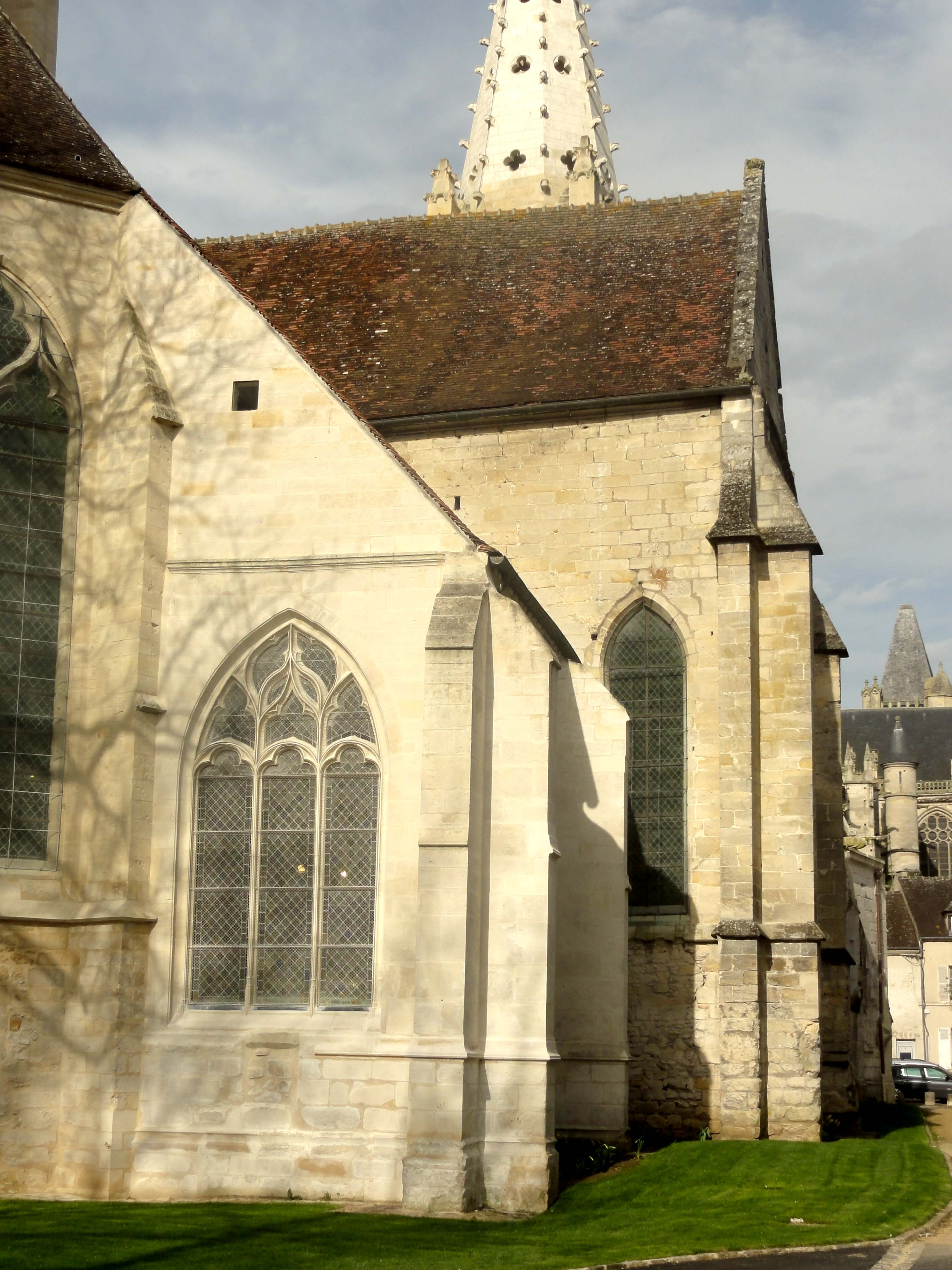
Chevet de la chapelle latérale nord et croisillon nord.